# 庶民大頭家
《庶民大頭家》是中國電視公司新聞部自行製作的政論節目，於2019年6月17日－2019年7月9日在中視主頻、中視新聞台同时首播，同年7月10日后仅在中視新聞台首播，開播至今主持人為哈遠儀。2020年6月30日停播，2020年10月19日恢復僅在中視新聞台首播。

## 節目簡介
- 庶民我最大 百姓是頭家!!剖析政治內幕，挖掘政黨秘辛，最勁爆的話題，最勁辣的來賓，盡在中視【庶民大頭家】

- 政黨交鋒…執政vs.在野，直擊政壇眾生百態，【庶民大頭家】精闢分析，貼近台灣政治脈動!

- 川普震撼…美國關稅來勢洶洶，經濟榮枯關鍵時刻，【庶民大頭家】精準掌握，為台灣尋求發展契機!

- 無畏權勢…勇於挑戰禁忌，從百姓福祉出發，【庶民大頭家】跳脫黨派，追求兩岸和平台海安全!掌握每日時事變化，專業，公正，客觀的來群“敢言人之所欲言，敢言人之所不敢言"撥亂反正幫民怨找到出口!

## 節目播出

### 首播
| 頻道                | 所在地 | 播映日期                      | 播出時間                 | 備註     |
| ------------------- | ------ | ----------------------------- | ------------------------ | -------- |
| 中視主頻 中視新聞台 | 臺灣   | 2019年6月17日－2019年7月9日   | 每週一至週五17:55－18:58 | 現場直播 |
| 中視新聞台          | 臺灣   | 2019年7月10日－2019年11月29日 | 每週一至週五20:00－21:00 | 預先錄影 |
| 中視新聞台          | 臺灣   | 2020年1月13日－2020年3月31日  | 每週一至週五20:00－21:00 | 預先錄影 |
| 中視新聞台          | 臺灣   | 2019年12月2日－2020年1月9日   | 每週一至週五20:00－22:00 | 預先錄影 |
| 中視新聞台          | 臺灣   | 2020年4月1日－2020年6月30日   | 每週一至週五16:00-17:00  | 現場直播 |
| 中視新聞台          | 臺灣   | 2020年10月19日-2023年9月1日   | 每週一至週五16:00-17:00  | 現場直播 |
| 中視新聞台          | 臺灣   | 2024年2月5日-2025年1月24日    | 每週一至週五16:00-17:00  | 現場直播 |
| 中視新聞台          | 臺灣   | 2023年9月4日－2024年2月2日    | 每週一至週五16:00-18:00  | 現場直播 |
| 中視新聞台          | 臺灣   | 2025年2月3日-至今             | 每週一至週五16:00-18:00  | 現場直播 |

## 代班主持人
- 方彥迪

## 節目開場白
- 主持人哈遠儀：庶民我最大，百姓是頭家，歡迎收看庶民大頭家（開場）

## 常見節目來賓

### 資深媒體人
- 謝寒冰（週五固定來賓）
- 陳揮文（週四固定來賓）
- 董智森
- 鄭師誠
- 單厚之

### 国民党政治人物
- 鄭麗文(固定來賓)
- 費鴻泰
- 林郁方
- 洪孟楷
- 羅智強
- 陳永德
- 林奕華
- 李貴敏
- 王鴻薇
- 孫大千
- 柯志恩
- 徐巧芯
- 楊志良
- 邱淑媞
- 陳玉珍 (金門)

### 民進黨政治人物
- 王世堅
- 高嘉瑜
- 許智傑
- 鍾佳濱
- 李俊毅
- 黃俊哲

### 民衆党政治人物
- 賴香伶
- 蔡壁如
- 楊寶楨
- 林珍羽
- 張啟楷
- 林國成

### 新党政治人物
- 侯漢廷
- 李勝峰

## 特別節目
- 2019年12月14日庶民大頭家員林戶外開講（14：00-16：00Live播出）
- 2019年12月21日庶民大頭家高雄戶外開講（13：00-16：00Live播出）
- 2022年11月26日庶民大頭家九合一爭霸開票看中視（15：00-16：00Live播出）
- 2024年1月13日庶民大頭家 2024總統爭霸 開票看中視（15：00-16：00Live播出）

## 節目名稱
| 播出日期                      | 節目名稱           |
| ----------------------------- | ------------------ |
| 2019年6月17日-2020年1月9日    | 決戰2020庶民大頭家 |
| 2020年1月13日-2020年6月30日   | 2020庶民大頭家     |
| 2020年10月19日-2020年12月30日 | 2020庶民大頭家     |
| 2021年1月4日-至今             | 庶民大頭家         |
| 2023年9月4日-2024年1月15日    | 決戰2024庶民大頭家 |

## 節目異動
- 2020年1月10日因轉播《台灣安全人民有錢高雄夢時代選前之夜》，當日《決戰2020庶民大頭家》暫停播出一次。
- 2020年1月23日～2020年1月29適逢農曆春節本節目暫停播出，2020年1月30日本節目恢復播出。
- 2020年6月30日～2020年10月16日節目暫時停播
- 2020年10月19日起節目恢復播出
- 2020年12月31日因跨年的關係原時段1600改播即時新聞現場，晚間19：00～24：30則現場直播《2021新竹縣跨年晚會》，庶民大頭家暫停播出一次。
- 2021年1月1日適逢元旦假期關係原時段1600改播即時新聞現場，晚間20：00-23：00則現場直播《2021麗寶跨年雙演唱》，庶民大頭家暫停播出一次。
- 2021年2月10日～2021年2月16日適逢農曆春節本節目暫停播出，2021年2月17日本節目恢復播出。
- 2022年1月31日～2021年2月6日適逢農曆春節本節目暫停播出，2022年2月7日本節目恢復播出。
- 2022年9月30日晚間19：40-21：30因新聞台轉播《柯志恩大家族誓師大會》，當天20：00庶民大頭家重播改至22：00-23：00播出。
- 2022年11月11日晚間19：00-20：30因新聞台轉播《台中要更好 清水造勢晚會》，當天20：00庶民大頭家重播改至22：00-23：00播出。
- 2022年11月25日晚間19：00-19：30因新聞台轉播《翻轉台南 謝龍介造勢晚會》，19:30-21:40轉播柯志恩選前之夜，當天20：00庶民大頭家重播暫停播出一次。
- 2023年1月20日～2023年1月29日適逢農曆春節本節目暫停播出，2023年1月30日本節目恢復播出。
- 2023年5月11日晚間19：00-21：00因新聞台轉播傳奇球星《Allen Iverson見面會》，當天20：00庶民大頭家重播改至22：00-23：00播出。
- 2024年2月8日～2024年2月14日適逢農曆春節本節目暫停播出，2024年2月15日本節目恢復播出。
- 2024年12月31日晚間19：00-24：30因新聞台現場直播《2025桃園跨年晚會 燈燈燈燈》，庶民大頭家重播暫停播出一次。
- 2025年1月25日～2025年2月2日適逢農曆春節本節目暫停播出，2025年2月3日本節目恢復播出，2025年2月3日起節目延長2小時播出。
- 2025年7月7日早上10:00-11：58因當日丹娜絲颱風影響，故本節目重播時段暫停播出一次。
- 2025年8月13日早上10：00-11：58因楊柳颱風影響，故本節目重播時段暫停播出一次。

## 集數列表
| 集數    | 播出日期   | 節目主題                                                                  | 節目來賓 |
| ------- | ---------- | ------------------------------------------------------------------------- | --- |
| 第01集  | 2019-06-17 | 對手抹黑不斷沈玉琳幫韓破解奧步？！                                        | 親善大使：沈玉琳、資深媒體人：許聖梅、庶民代表：吳育全（杏仁哥）、視訊連線：高鈞鈞                                                                                                 |
| 第02集  | 2019-06-18 | 雙重標準！？...登革熱陳菊能拿補助韓國瑜就不能？                           | 正義辣姊：熊海靈、資深媒體人：許聖梅、庶民代表：張文山（文山伯）、視訊連線：李雅靜                                                                                                 |
| 第03集  | 2019-06-19 | 前朝無作為！？...高雄下水道上半年清淤竟比去年一整年都要多？               | 正義辣姊：熊海靈、新北市議員：唐慧琳、台中廣播電台總經理：莊子富、視訊連線：邱宇軒、黃士修                                                                                         |
| 第04集  | 2019-06-20 | 黑韓無極限！？親綠媒體猛批韓不懂登革熱！又字幕加工攻擊韓國瑜！？          | 愛國藝人：大百合、桃園市議員：黃敬平、青年評論員：高鈞鈞、視訊連線 安定力量副執行長：毛嘉慶                                                                                        |
| 第05集  | 2019-06-21 | 高雄下水道嚴重淤塞到底怎麼來的？關於第二預備金前朝都怎麼運用？            | 愛國歌手：王瑞瑜、高雄市議員：陳麗娜、氣象達人：李富城 |
| 第06集  | 2019-06-24 | 高雄金獅湖登革熱慣性爆發！兇手找到了？                                    | 資深媒體人：許聖梅、安定力量副執行長：毛嘉慶、庶民代表：吳育全（杏仁哥） |
| 第07集  | 2019-06-25 | 小英民調為何不動如山？蔡政府忙大選沒空管長榮？                            | 愛國藝人：大百合、台北市議員：游淑慧、全國農會理事長：蕭景田 |
| 第08集  | 2019-06-26 | 高雄市府資安亮紅燈！有人冒充韓幕僚拿講稿？/前行政院長張善政特別專訪       | 資深媒體人：羅友志、正義辣姊：熊海靈、庶民代表：夏春湧、專訪前行政院長：張善政 |
| 第09集  | 2019-06-27 | 政院淨在臉書做防疫？說好的高雄登革熱補助款呢？                            | 高雄市議員：陳美雅、台中廣播電台總經理：莊子富、創作歌手：范怡文、視訊連線：黃義霖                                                                                                 |
| 第10集  | 2019-06-28 | 大烏龍！吳子嘉遭打臉真正「王小姐」和韓國瑜無關係                          | 資深媒體人：許聖梅 、台北市議員：葉元之、庶民代表：趙秋華（辣椒姊）、郭璐璐、王麒傑、視訊連線：黃義霖                                                                              |
| 第11集  | 2019-07-01 | 韓家軍新竹造勢郭董廣告插花？韓粉：只想看韓國瑜！                          | 國家與事務專家：賴岳謙 、正義辣姊：熊海靈、庶民代表：吳育全（杏仁哥） |
| 第12集  | 2019-07-02 | 蘇導每日一PO！「批韓」不遺餘力？                                          | 台北市議員：游淑慧 、歷史作家：王丰、青年評論員：高鈞鈞、視訊連線：戴立綱 |
| 第13集  | 2019-07-03 | 中央補助看顏色？不只卡韓!連今年燈會都搞小動作？                           | 資深媒體人：羅友志 、愛國藝人：大百合、庶民代表：黃義霖 |
| 第14集  | 2019-07-04 | 0-6歲國家幫你養？郭台銘：散盡家財也在所不惜                               | 高雄市民：張銘誌（強強滾大哥）、新北市議員：唐慧琳、台中廣播電台總經理：莊子富、醫師：黃義霖                                                                                       |
| 第15集  | 2019-07-05 | 肉身擋刀年輕員警殉職，購電擊槍添裝備，亡羊補牢猶未晚？                    | 資深媒體人：許聖梅、高雄市議員：陳麗娜、庶民代表：夏春湧、張永良、視訊連線：黃義霖、楊孟翰、謝鎰丞（凍未條哥）                                                                     |
| 第16集  | 2019-07-08 | 國民黨初選民調開跑！完整應答防奧步                                        | 資深媒體人：許聖梅、高雄市議員：黃紹庭、庶民代表：吳育全（杏仁哥）、正義辣姊：熊海靈                                                                                               |
| 第17集  | 2019-07-09 | 國民黨初選民調開跑，卻爆出有「陰謀論」？                                  | 前民進黨立委：林國慶、高雄市議員：陳美雅、全國農會理事長：蕭景田、電話連線：台北劉小姐、台南陳先生                                                                                 |
| 第18集  | 2019-07-10 | 國民黨電話民調怪怪的？教戰手則教你怎麼應答                                | 資深媒體人：羅友志、立委：許淑華、庶民代表：何坤軒（清華博士生）、電話連線：彰化梁小姐、雲林黃小姐                                                                                 |
| 第19集  | 2019-07-11 | 初選民調傳監聽紀錄外流？電話顧好堅持到底                                  | 高雄市議員：陳麗娜、庶民代表：高雄市民張銘誌（強強滾大哥）、正義辣姊熊海靈、電話連線：高雄阿鴻                                                                                     |
| 第20集  | 2019-07-12 | 民調落後不甘心！郭台銘老闆當久無法接地氣？                                | 資深媒體人：許聖梅、國民黨發言人：洪孟楷、正義辣姊：熊海靈、庶民代表：高雄醫師黃義霖、視訊連線 台北市信義區：周先生                                                                |
| 第21集  | 2019-07-15 | 決戰2020最強棒國民黨民調韓國瑜勝LIVE 播出                                 | 資深媒體人：許聖梅、資深媒體人：鄭師誠、正義辣姊：熊海靈、安定力量副執行長：毛嘉慶、高雄現場連線主播：胡志成                                                                       |
| 第22集  | 2019-07-16 | 丹娜絲颱風恐侵台！有人幸災樂禍？                                          | 台北市議員：游淑慧、全國農會理事長：蕭景田、庶民代表：夏春湧、視訊連線：背影哥 |
| 第23集  | 2019-07-17 | 民進黨說謊成性？柯P:人民也不會很在意                                      | 新北市議員：唐慧琳、走跳南台灣魚販仔：張文山（文山伯）、庶民代表：郭真好、吳育全（杏仁哥）、視訊連線 台南市議員：謝龍介                                                            |
| 第24集  | 2019-07-18 | 柯P撿到槍？左批韓沒水準、又打蔡政府執政                                   | 資深媒體人：許聖梅、資深媒體人：羅友志、正義辣姊：熊海靈、庶民代表：烏魚子姊、視訊連線 花蓮燒番麥哥、高雄醫師：黃義霖                                                              |
| 第25集  | 2019-07-19 | 綠營抹紅產業鏈啟動台灣進入綠色恐怖？                                      | 桃園市議員：詹江村、立委：陳玉珍 (金門)、高雄醫師：黃義霖、視訊連線：高鈞鈞、高雄阿鴻                                                                                              |
| 第26集  | 2019-07-22 | 高雄719大淹水氣象專家：全台沒一縣市可抵擋                                 | 資深媒體人：許聖梅、安定力量副執行長：毛嘉慶、高雄醫師：黃義霖、庶民代表：夏春湧                                                                                                   |
| 第27集  | 2019-07-23 | 走私菸疑點多震撼整個情治圈！少校吳宗憲幫DPP背黑鍋？                       | 資深媒體人：張友驊、正義辣姊：熊海靈、桃園市議員：詹江村、台中市議員：林碧秀、視訊連線 安定力量副執行長：毛嘉慶                                                                    |
| 第28集  | 2019-07-24 | 走私菸案情擴大！扯出天大國安危機                                          | 資深媒體人：羅友志、桃園市議員：黃敬平、高雄市議員：陳麗娜、視訊連線：高鈞鈞 |
| 第29集  | 2019-07-25 | 蔡英文命國安局一週內交調查報告外界不要含沙射影！？                        | 台北市議員：王鴻薇、立委：陳玉珍 (金門)、安定力量副執行長：毛嘉慶、台中廣播電台總經理：莊子富                                                                                      |
| 第30集  | 2019-07-26 | 精心設計？華航撇走私稱超賣誰在模糊焦點？                                  | 高雄醫師黃義霖、全國農會理事長：蕭景田、正義辣姊：熊海靈、庶民代表：張誌銘（強強滾大哥）、視訊連線 前駐紐西蘭大使：介文汲                                                          |
| 第31集  | 2019-07-29 | 民調打成平手但柯若參選小英淪墊底！                                        | 資深媒體人：許聖梅、桃園市議員：詹江村、國民黨發言人：洪孟楷、庶民代表：夏春湧 |
| 第32集  | 2019-07-30 | DPP派系分贓國營一片綠油油？                                               | 資深媒體人：羅友志、資深媒體人：張友驊、正義辣姊：熊海靈、全國農會理事長：蕭景田                                                                                                   |
| 第33集  | 2019-07-31 | 花媽碰不得？陳水扁嗆：拖垮選情！                                          | 立委：陳玉珍 (金門)、安定力量副執行長：毛嘉慶、高雄醫師：黃義霖、視訊連線 高雄市議員：陳麗娜                                                                                       |
| 第34集  | 2019-08-01 | 陸客來台自由行喊停佔一年140萬觀光人次                                     | 台北市議員：王鴻薇、高雄市議員：陳麗娜、資深媒體人：張友驊、庶民代表：高鈞鈞視訊連線 優質旅遊發展協會理事長：李奇嶽、吳育全（杏仁哥）                                              |
| 第35集  | 2019-08-02 | 柯P組黨萬事俱備只等「郭董」？                                             | 桃園市議員：黃敬平、台中市議員：林碧秀、安定力量副執行長：毛嘉慶、高雄醫師：黃義霖 視訊連線 國民黨台南市黨部主委：謝龍介                                                           |
| 第36集  | 2019-08-05 | 訪桃園金句滿滿韓領軍翻轉2020國會                                          | 資深媒體人：許聖梅、桃園市議員：黃敬平、花蓮縣觀光局處長：唐玉書、庶民代表：夏春湧                                                                                                 |
| 第37集  | 2019-08-06 | 柯文哲組黨震撼彈台灣政治生態會改變？                                      | 高雄市議員：黃紹庭、正義辣姊：熊海靈、前駐紐西蘭大使：介文汲、安定力量副執行長：毛嘉慶                                                                                             |
| 第38集  | 2019-08-07 | 郭台銘取消8/8行程躲韓國瑜？搞分裂？                                       | 國民黨台南市黨部主委：謝龍介、高雄市議員：陳美雅、前立法委員：林國慶、青年評論員：高鈞鈞、視訊連線：詹江村                                                                         |
| 第39集  | 2019-08-08 | 最新政黨支持度民調！國民黨以33.8%領先                                     | 前台北市副市長：李永萍、全國農會理事長：蕭景田、台北市議員：王鴻薇、新北市議員：葉元之、視訊連線 高雄市議員：陳麗娜、氣象連線：戴立綱                                              |
| 第40集  | 2019-08-09 | 洪秀柱親征艱困區台南對決王定宇                                            | 資深媒體人：許聖梅、高雄市議員：陳麗娜、國民黨發言人：洪孟楷、桃園市議員：詹江村、視訊連線 花蓮縣光觀處處長：唐玉書                                                                |
| 第41集  | 2019-08-12 | 國瑜南投射穿雲箭藍軍歸隊翻轉                                              | 資深媒體人：許聖梅、高雄市議員：陳麗娜、新北市議員：唐慧琳、安定力量副執行長：毛嘉慶、視訊連線 前立法委員：林國慶                                                                  |
| 第42集  | 2019-08-13 | 雨彈夜襲中南部台南停班停課口水多過雨水？                                  | 資深媒體人：羅友志、資深媒體人：鄭師誠、正義辣姊：熊海靈、全國農會理事長：蕭景田、視訊連線 桃園市議員：詹江村                                                                      |
| 第43集  | 2019-08-14 | 打麻將淹水黑韓都不放過！甚至還有人時刻跟監？                              | 桃園市議員：黃敬平、高雄市議員：陳美雅、台中廣播電台總經理：莊子富、庶民代表：夏春湧                                                                                               |
| 第44集  | 2019-08-15 | 柯王郭怎麼合？郭董拒當「富爸爸」？柯鬆口：萬不得已出那招                  | 前台北縣長：周錫瑋、台北市議員：游淑慧、桃園市議員：詹江村、高雄醫師：黃義霖 |
| 第45集  | 2019-08-16 | 郭柯王誰是獅子、老虎？誰扮狐狸？                                          | 立委：陳玉珍 (金門)、台中市議員：林碧秀、新北市議員：葉元之、花蓮縣立委參選人：黃啟嘉                                                                                              |
| 第46集  | 2019-08-19 | 公文批越多越認真？蘇揆遭韓直播打臉                                        | 國民黨立委：李彥秀、資深媒體人：許聖梅、前立法委員：林國慶、安定力量副執行長：毛嘉慶                                                                                               |
| 第47集  | 2019-08-20 | 政權保衛戰！綠酬庸大爆炸？                                                | 台北市議員：王鴻薇、資深媒體人：鄭師誠、桃園市議員：詹江村、全國農會理事長：蕭景田                                                                                                 |
| 第48集  | 2019-08-21 | 特勤真有小金庫？經費來源是「國務機要費」？                                | 國民黨台南市黨部主委：謝龍介、高雄市議員：陳麗娜、正義辣姊：熊海靈、庶民代表：夏春湧                                                                                               |
| 第49集  | 2019-08-22 | 「郭柯王」將同框！一同出席823紀念活動                                     | 台北市議員：游淑慧、台北市議員：汪志冰、高雄醫師：黃義霖、資深媒體人：羅友志 |
| 第50集  | 2019-08-23 | 八二三政治大戲綠白爭搶藍神主牌                                            | 桃園市議員黃敬平、新北市議員：葉元之、高雄市議員：陳美雅、庶民代表：張誌銘（強強滾大哥）、氣象連線：陳志耕                                                                         |
| 第51集  | 2019-08-26 | 藍營中台灣動起來挺韓顏清標酸郭台銘不甘願                                  | 立法委員：林奕華、台中市議員：黃馨慧、資深媒體人：許聖梅、安定力量副執行長：毛嘉慶                                                                                                 |
| 第52集  | 2019-08-27 | 傳選總統郭求助算命柯酸「不問蒼天問鬼神」                                  | 立委：陳玉珍 (金門)、桃園市議員：黃敬平、桃園市議員：詹江村、國民黨立委參選人：蕭景田                                                                                              |
| 第53集  | 2019-08-28 | 李佳芬落淚！鋪天蓋地抹黑追殺農舍只因屋主「背負原罪」                      | 高雄市議員：陳麗娜、資深媒體人：羅友志、國民黨台中市立委參選人：莊子富、安定力量副執行長：毛嘉慶                                                                                   |
| 第54集  | 2019-08-29 | 吳主席給郭董最後通牒連署就開鍘                                            | 國民黨文傳會副主委：黃子哲、高雄醫師：黃義霖、正義辣姊：熊海靈、庶民代表：夏春湧、視訊連線 高雄市議員：陳麗娜                                                                      |
| 第55集  | 2019-08-30 | 藍營團結號角響起韓國瑜2020大選副手人選呼之欲出？                          | 國民黨新北市立委參選人：洪孟楷、桃園市議員：黃敬平、新北市議員：葉元之、青年評論員：高鈞鈞                                                                                         |
| 第56集  | 2019-09-02 | 真要換瑜？張顯耀嚴正駁斥：張冠李戴、特定人士放話                          | 國民黨彰化立委參選人：蕭景田、台北市議員：王鴻薇、高雄市議員：陳麗娜、資深媒體人：許聖梅                                                                                           |
| 第57集  | 2019-09-03 | 最新民調：小英民調一路上揚？郭台銘向蔡英文下戰帖                          | 桃園市議員：黃敬平、桃園市議員：詹江村、安定力量副執行長：毛嘉慶、青年評論員：高鈞鈞、視訊連線 高雄市議員：陳麗娜                                                                  |
| 第58集  | 2019-09-04 | 明文帶錢趴趴走又弄丟？為何不用銀行匯款轉帳？                              | 立委：陳玉珍 (金門)、國民黨台南市黨部主委：謝龍介、國民黨台中市立委參選人：莊子富、安定力量副執行長：毛嘉慶                                                                        |
| 第59集  | 2019-09-05 | 綠委陳明文身價驚人在嘉義喊水會結凍                                        | 台北市議員：游淑慧、前立法委員：林國慶、正義辣姊：熊海靈、庶民代表：夏春湧 |
| 第60集  | 2019-09-06 | 檢調承受巨大壓力？蔡碧仲護航陳明文300萬疑雲？                             | 前台北市副市長：李永萍、立法委員：李彥秀、新北市議員：葉元之、庶民代表：張誌銘（強強滾大哥）                                                                                       |
| 第61集  | 2019-09-09 | 你愈黑我穿得愈白韓國瑜三重大誓師「放馬過來」                              | 資深媒體人：許聖梅、桃園市議員：黃敬平、立委：陳玉珍 (金門)、安定力量副執行長：毛嘉慶                                                                                              |
| 第62集  | 2019-09-10 | 新北三重造勢成功韓國瑜民調止跌回升2.3%                                    | 彰化縣立委參選人：蕭景田、雲林縣立委參選人：張嘉郡、桃園市議員：詹江村、資深媒體人：羅友志                                                                                         |
| 第63集  | 2019-09-11 | 郭台銘參選倒數？國民黨中央：若確定領表直接開鍘！                          | 新北市立委參選人：洪孟楷、高雄市議員：陳美雅、資深媒體人：鄭師誠、庶民代表：夏春湧                                                                                                 |
| 第64集  | 2019-09-12 | 糾葛5個月郭台銘中秋前夕怒退黨                                             | 新北市立委參選人：李永萍、高雄市議員：陳麗娜、前立法委員：林國慶、正義辣姊：熊海靈                                                                                                 |
| 第65集  | 2019-09-13 | 三角督TVBS最新民調：韓34%蔡32%郭25%                                       | 台北市議員：游淑慧、政治評論員：張友驊、安定力量副執行長：毛嘉慶、高雄醫師：黃義霖                                                                                                 |
| 第66集  | 2019-09-16 | 蔡英文為何沒論文有學位彭文正稱找到答案                                    | 資深媒體人：許聖梅、桃園市議員：詹江村、新北市議員：葉元之、安定力量副執行長：毛嘉慶                                                                                               |
| 第67集  | 2019-09-17 | 郭台銘深夜宣布不選郭柯結盟勢力就此瓦解？                                  | 彰化縣立委參選人：蕭景田、立委：陳玉珍 (金門)、資深媒體人：羅友志、安定力量副執行長：毛嘉慶                                                                                        |
| 第68集  | 2019-09-18 | 呂秀蓮要參選2020瓜分獨派票！ 藍營可贏蔡10至30萬票                         | 國民黨台南市黨部主委：謝龍介、高雄市立委參選人：陳麗娜、台中市立委參選人：黃馨慧、新北市議員：葉元之                                                                               |
| 第69集  | 2019-09-19 | 假新聞：黑韓粉專帶風向爆韓國瑜休無薪假拚選舉                              | 台北市議員：游淑慧、台中市議員：林碧秀、桃園市議員：黃敬平、庶民代表：夏春湧 |
| 第70集  | 2019-09-20 | 急卡韓？高市直播主之亂內政部長徐國勇要親自南下坐鎮                        | 新北市議員：唐慧琳、桃園市議員：黃敬平、正義辣姊：熊海靈、高雄醫師：黃義霖 |
| 第71集  | 2019-09-23 | 立院私菸案備詢陳菊繼續神隱、葉菊蘭也請假                                  | 新北市議員：唐慧琳、桃園市議員：黃敬平、安定力量副執行長：毛嘉慶、資深媒體人：羅友志                                                                                               |
| 第72集  | 2019-09-24 | 綠營跳針扭曲？質疑太平島預算韓國瑜反問：誰說要挖石油？                    | 桃園市議員：詹江村、安定力量副執行長：毛嘉慶、青年評論員：高鈞鈞、青年評論家：歷史哥、青年評論家：寒國人、電話連線：高雄林小姐                                                     |
| 第73集  | 2019-09-25 | 300萬打臉「洗錢防制體系」？事涉敏感調查局和金管會動不了？                 | 彰化縣立委參選人：蕭景田、台北市立委參選：人林奕華、高雄市立委參選人：陳美雅、前立法委員：林國慶                                                                                   |
| 第74集  | 2019-09-26 | 調查隱瞞事實？普悠瑪司機控：椎心之痛！                                    | 立委：陳玉珍 (金門)、花蓮縣立委參選人：黃啟嘉、資深媒體人：許聖梅、庶民代表：夏春湧 視訊連線 高雄市立委參選人：陳美雅、溫泉飯店業者：Vicky                                         |
| 第75集  | 2019-09-27 | 買1條貪污送辦府內咨議買37條罰錢了事！私菸偵辦會轉彎？                     | 安定力量副執行長：毛嘉慶、台北市議員：游淑慧、新北市立委參選人：洪孟楷、青年評論家：歷史哥                                                                                         |
| 第76集  | 2019-09-30 | 何韻詩遭潑漆用組織犯罪條例嚴查合乎比例原則？                              | 台北市議員：王鴻薇、桃園市議員：黃敬平、資深媒體人：許聖梅、安定力量副執行長：毛嘉慶                                                                                               |
| 第77集  | 2019-10-01 | 才用21年！南方澳跨海大橋坍塌蔡英文總統又失言卸責？                        | 彰化縣立委參選人：蕭景田、正義辣姊：熊海靈、資深媒體人：羅友志、安定力量副執行長：毛嘉慶                                                                                           |
| 第78集  | 2019-10-02 | 檢測維修未見鋼索！港務公司漏查？林佳龍：一定究責！                        | 桃園市議員：詹江村、青年評論員：高鈞鈞、青年評論家：歷史哥、青年評論家：寒國人、清華大學博士生：何坤軒                                                                             |
| 第79集  | 2019-10-03 | 扯！南方澳大橋21年為檢測鋼索全台港區還有9橋7年沒人管？                    | 嘉義縣立委參選人：林國慶、花蓮縣立委參選人：黃啟嘉、台北市議員：游淑慧、新北市議員：唐慧琳                                                                                         |
| 第80集  | 2019-10-04 | 官僚放任違法農地工廠害了英勇消防員！                                      | 立委：陳玉珍 (金門)、庶民代表：夏春湧、新北市議員：葉元之、國民黨台中市立委參選人：莊子富、視訊連線 庶民代表：蕭偉鴻                                                               |
| 第81集  | 2019-10-07 | 所謂的外媒學者田中淳、寇謐將竟都跟小英有關聯                              | 桃園市議員：詹江村、庶民代表：高鈞鈞、青年評論家：歷史哥、青年評論家：寒國人、清華大學博士生：何坤軒                                                                               |
| 第82集  | 2019-10-08 | 外交烏龍糗大了！安倍晉三賀「生日快樂」遭日官方打臉！                      | 台北市議員：王鴻薇、最強菜農：林佳新、安定力量副執行長：毛嘉慶、資深媒體人：羅友志                                                                                                 |
| 第83集  | 2019-10-09 | 安倍晉三否認賀國慶！蘇揆喊查謝卻暗示突破！蘇謝多年情節難解                | 彰化縣立委參選人：蕭景田、桃園市議員：黃敬平、資深媒體人：許聖梅、安定力量副執行長：毛嘉慶                                                                                         |
| 第84集  | 2019-10-10 | 韓蔡國慶演說直球對決！兩岸政策中華民國牌vs.台灣牌？                       | 花蓮縣立委參選人：黃啟嘉、台北市議員：游淑慧、新北市議員：唐慧琳、庶民代表：夏春湧                                                                                                 |
| 第85集  | 2019-10-11 | 韓出席高雄電影節插曲！現場四疑點鬧劇不單純？                              | 新北市議員：葉元之、正義辣姊：熊海靈、青年評論員：歷史哥、青年評論員：蕭偉鴻 |
| 第86集  | 2019-10-14 | 蔡賴配明天底定？綠營眾望所歸初選「被做掉」心結已解？                      | 桃園市議員：詹江村、青年評論員：高鈞鈞、青年評論家：歷史哥、青年評論家：寒國人、清華大學博士生：何坤軒                                                                             |
| 第87集  | 2019-10-15 | 請假參選韓國瑜「違背承諾」？蘇貞昌、陳菊「天經地義」？                    | 立委：陳玉珍 (金門)、青年評論家：歷史哥、正義辣姊：熊海靈、庶民代表：夏春湧 |
| 第88集  | 2019-10-16 | 副手人選呼之欲出？國民黨候選人韓國瑜副手會是誰？                          | 國民黨台中市立委參選人：莊子富、彰化縣立委參選人：蕭景田、高雄醫師：黃義霖、資深媒體人：許聖梅                                                                                     |
| 第89集  | 2019-10-17 | 買不如租？農委會7億飛機花17億租美原廠詫異                                 | 花蓮縣立委參選人：黃啟嘉、台北市議員：王鴻薇、新北市議員：唐慧琳、資深媒體人：羅友志                                                                                               |
| 第90集  | 2019-10-18 | 韓國瑜誓師出征！猛轟DPP政策：打掉重來！廢一例一休、高鐵南延、檢討漁業三法 | 新北市議員：葉元之、台北市議員：游淑慧、安定力量副執行長：毛嘉慶、OPEN KMT副執行長：鄭照新                                                                                         |
| 第91集  | 2019-10-21 | 無司法互助無司法獨立？港女命案「撿到槍」變燙手山芋？                      | 庶民代表：張文山（文山伯）、青年評論員：高鈞鈞、青年評論家：歷史哥、青年評論家：寒國人、清華大學博士生：何坤軒                                                                     |
| 第92集  | 2019-10-22 | 陸委會：台港都有司法管轄權陳同佳有望來台投案？                            | 資深媒體人：許聖梅、資深媒體人：羅友志、安定力量副執行長：毛嘉慶、青年評論家：寒國人                                                                                               |
| 第93集  | 2019-10-23 | 「陳同佳案」蔡政府6天3變？陸委會提油救火？                                | 立委：陳玉珍 (金門)、桃園市議員：黃敬平、庶民代表：夏春湧、青年評論員：高鈞鈞 |
| 第94集  | 2019-10-24 | 「反送中」變「返送台」？拒兇嫌投案不得不「政治考量」？                    | 嘉義縣立委參選人：林國慶、桃園市議員：詹江村、正義辣姊：熊海靈、安定力量副執行長：毛嘉慶                                                                                           |
| 第95集  | 2019-10-25 | 早有沙盤推演？陳明通露餡！陳同佳來不來台九月底已定調？                    | 新北市議員：葉元之、韓全國醫療後援會總召：蔡明忠、青年評論員：歷史哥、庶民代表：張文山（文山伯）                                                                                   |
| 第96集  | 2019-10-28 | 韓蔡火線交鋒！政見互批跳票大選倒數火力增溫！                              | 國家與國際事務專家：賴岳謙、高雄市議員：陳麗娜、資深媒體人：羅友志、國民黨立委參選人：洪孟楷                                                                                       |
| 第97集  | 2019-10-29 | 民調冷冰冰民心熱呼呼！韓流造勢人潮湧現有圖有真相！                        | 桃園市議員：詹江村、青年評論員：高鈞鈞、青年評論家：歷史哥、青年評論家：寒國人、清華大學博士生：何坤軒                                                                             |
| 第98集  | 2019-10-30 | 韓白胖說比喻民進黨貪腐文化蘇揆：不要做人身攻擊？！                        | 台中市立委參選人：林佳新、台北市議員：游淑慧、桃園市議員：黃敬平、青年評論員：高鈞鈞                                                                                               |
| 第99集  | 2019-10-31 | 高市綠議員霸占主席台！抗議「沒市長沒預算」綠營藉機癱瘓議事                | 彰化縣立委參選人：蕭景田、台北市議員：王鴻薇、青年評論員：歷史哥、庶民代表：張文山（文山伯）                                                                                       |
| 第100集 | 2019-11-01 | 補貼學貸利息套利？教育部防學生如防賊                                      | 韓全國醫療後援會總召：蔡明忠、金門縣立委：陳玉珍 (金門)、庶民代表：夏春湧、安定力量副執行長：毛嘉慶                                                                                |
| 第101集 | 2019-11-04 | 外籍勞工集中管理涉歧視？韓怒批綠媒：你故意扭曲我的話                      | 花蓮縣立委參選人：黃啟嘉、桃園市議員：黃敬平、高雄市立委參選人：陳美雅、安定力量副秘書長：毛嘉慶                                                                                   |
| 第102集 | 2019-11-05 | 年輕人不可靠？蔡力催青年選票發現「代誌大條」了？                          | 庶民代表：張文山（文山伯）、青年評論員：高鈞鈞、青年評論員：歷史哥、青年評論員：寒國人、清華大學博士生：何坤軒                                                                     |
| 第103集 | 2019-11-06 | 週刊爆韓失業買7200萬豪宅？韓辦：已賠本售出庶民也有買賣房產權              | 彰化縣立委參選人：蕭景田、安定力量副秘書長：毛嘉慶、正義辣姐：熊海靈、青年評論員：歷史哥                                                                                           |
| 第104集 | 2019-11-07 | 賣房資料哪裡來？豪宅未完成過戶韓強力譴責侵害個人資料                      | 台中市立委參選人：莊子富、桃園市議員：詹江村、資深媒體人：羅友志、青年評論員：高鈞鈞                                                                                               |
| 第105集 | 2019-11-08 | 黑白講看不下去！台肥前員工發聲：不只韓國瑜寄存證信函                      | 金門縣立委：陳玉珍 (金門)、台北市議員：游淑慧、新北市立委參選人：李永萍、青年評論員：寒國人                                                                                        |
| 第106集 | 2019-11-11 | 「國政配」成形！回歸「善良政治本質」可望讓中間選民「偎過來」              | 新北市議員：葉元之、青年評論員：高鈞鈞、青年評論員：歷史哥、青年評論員：寒國人、清華大學博士生：何坤軒                                                                             |
| 第107集 | 2019-11-12 | 蔡英文10年選舉4億落袋？呂秀蓮批蔡既要選票又要鈔票？                       | 台中市立委參選人：莊子富、新北市議員：唐慧琳、青年評論員：歷史哥、庶民代表：張文山（文山伯）                                                                                       |
| 第108集 | 2019-11-13 | 政壇最後一戰！親民黨宋楚瑜宣布投入2020總統大選                            | 彰化縣立委參選人：蕭景田、嘉義縣立委參選人：林國慶、桃園市議員：黃敬平、資深媒體人：許聖梅                                                                                         |
| 第109集 | 2019-11-14 | 想藉此換取郭台銘資源？親民黨將劉宥彤、蔡沁瑜列入不分區？                  | 新北市立委參選人：洪孟楷、台中市立委參選人：林佳新、台北市議員：王鴻薇、資深媒體人：羅友志                                                                                         |
| 第110集 | 2019-11-15 | 直球對決！韓辦：韓國瑜財產公開！下一位該蔡英文了？                        | 金門縣立委：陳玉珍 (金門)、資深媒體人：張友驊、安定力量副秘書長：毛嘉慶、庶民代表：夏春湧                                                                                          |
| 第111集 | 2019-11-18 | 「英德配」爭取深綠選票？韓：支持台獨應大聲說出來！                        | 安定力量副秘書長：毛嘉慶、青年評論員：高鈞鈞、青年評論員：歷史哥、青年評論員：寒國人、清華大學博士生：何坤軒                                                                       |
| 第112集 | 2019-11-19 | 全力幫韓及國民黨穩住選情朱立倫點頭為韓當「操盤手」                        | 新北市立委參選人：李永萍、台北市議員：張茂楠、桃園市議員：詹江村、庶民代表：張文山（文山伯）                                                                                       |
| 第113集 | 2019-11-20 | 台商資金回流攏是假？蔡急了：一日三澄清 韓：欺騙治國                       | 彰化縣立委參選人：蕭景田、台北市議員：游淑慧、桃園市議員：黃敬平、高雄醫師：黃義霖                                                                                                 |
| 第114集 | 2019-11-21 | 年砸22.5億！外交部補助外籍生來台本國生「情何以堪」？                      | 台北市議員：王鴻薇、台北市議員：張茂楠、資深媒體人：羅友志、青年評論員：歷史哥 |
| 第115集 | 2019-11-22 | 「減稅紅包」富人有感？小英：史上最大減稅「分配正義」淪口號？              | 新北市議員：唐慧琳、資深媒體人：許聖梅、正義辣姊：熊海靈、安定力量副秘書長：毛嘉慶                                                                                                 |
| 第116集 | 2019-11-25 | 選前扣紅帽？烏龍共諜案DPP暗喜撿到槍？                                     | 桃園市議員：詹江村、青年評論員：高鈞鈞、青年評論員：歷史哥、青年評論員：寒國人、清華大學博士生：何坤軒                                                                             |
| 第117集 | 2019-11-26 | 爆料像天方夜譚？護照、金援、詐騙為「政治庇護」造假？                      | 庶民代表：張文山（文山伯）、高雄市議員：陳美雅、資深媒體人：許聖梅、青年評論員：黃愉傑                                                                                             |
| 第118集 | 2019-11-27 | 「2020版」319槍擊案？府院黨傾巢而出「幕後黑手」坐享利益？                 | 新北市議員：唐慧琳、彰化縣立委參選人：蕭景田、台中市立委參選人：林佳新、新北市立委參選人：洪孟楷                                                                                   |
| 第119集 | 2019-11-28 | 放長線釣大「魚」？莒光園地「捉匪諜」影射逼真張力十足？                    | 桃園市議員：黃敬平、台北市議員：王鴻薇、台北市議員：張茂楠、資深媒體人：羅友志 |
| 第120集 | 2019-11-29 | 韓出奇招？「唯一支持蔡英文」讓DPP高興到明年1月10日？                      | 台北市議員：游淑慧、新北市議員：葉元之、青年評論員：歷史哥、安定力量副秘書長：毛嘉慶                                                                                               |
| 第121集 | 2019-12-02 | 硬扯盜採砂石？韓陣營提告：選前意圖使人不當選                              | 安定力量副執行長：毛嘉慶、青年評論員：高鈞鈞、青年評論員：歷史哥、青年評論員：寒國人、清華大學博士生：何坤軒、國民黨不分區立委提名人：吳怡玎、桃園市議員：詹江村、政治評論員：王丰 |
| 第122集 | 2019-12-03 | 楊蕙如養網軍帶風向DPP敢揪出幕後金主？                                     | 國民黨不分區立委提名人：吳怡玎、台北市立委參選人：汪志冰、新北市立委參選人：洪孟楷、台中市立委參選人：莊子富、台北市議員：羅智強、高雄醫師：黃義霖、庶民代表：張文山（文山伯）     |
| 第123集 | 2019-12-04 | 遭網軍圍剿苦主三兄弟？韓：扮演上帝真可怕！                                | 安定力量副執行長：毛嘉慶、彰化縣立委參選人：蕭景田、新北市立委參選人：李永萍、桃園市議員：黃敬平、政治評論員：王丰、青年評論員：高鈞鈞                                             |
| 第124集 | 2019-12-05 | 高雄組呼之欲出？打韓抹黑ㄧ條龍左付錢右造假？                              | 台北市議員：游淑慧、台北市議員王鴻薇、台北市議員：張茂楠、青年評論員：歷史哥、資深媒體人：羅友志、視訊連線：寒國人                                                                 |
| 第125集 | 2019-12-06 | 拿國家錢、人民納的稅去當打手？韓：央廣不該淪為鬥爭工具                    | 新北市議員：唐慧琳、安定力量副執行長毛嘉慶、澳門台商聯誼會會長：簡廷在、庶民代表：金祿慈（LA僑胞）、正義辣姊：熊海靈、成都台商：曼樺                                               |
| 第126集 | 2019-12-09 | 靠山曝光？蘇嘉全辦公室主任是「卡神閨蜜」？                                | 桃園市議員：詹江村、青年評論員高鈞鈞，青年評論員：歷史哥、青年評論員：寒國人、清華大學博士生：何坤軒                                                                               |
| 第127集 | 2019-12-10 | •最新民調：4成5認為DPP收買網軍蔡英文：不要無限上綱！                      | 庶民代表：張文山（文山伯）、台北市議員游淑慧、資深媒體人：許聖梅、安定力量副秘書長：毛嘉慶、高雄醫師：黃義霖、政治評論員：王丰                                                     |
| 第128集 | 2019-12-11 | 告發藍委「傷害同仁尊嚴」？外交部坐視網軍興風作浪？                        | 新北市立委參選人：洪孟楷、彰化縣立委參選人：蕭景田、桃園市議員：黃敬平、安定力量副秘書長：毛嘉慶、北加州韓國瑜後援會副會長：金祿慈、政治評論員：王丰                               |
| 第129集 | 2019-12-12 | 農委會收購花生大爆倉？撒幣收購農產救農民？救選情？                        | 國民黨不分區立委提名人：吳怡玎、台北市議員王鴻薇、台北市議員：張茂楠、資深媒體人：羅友志、青年評論員：歷史哥、新北市立委參選人：李永萍                                             |
| 第130集 | 2019-12-13 | 慶富案爆新事證前老總說謊！獵雷艦17.4億保證金高銀4天過關？                 | 金門縣立委：陳玉珍 (金門)、青年評論員：高鈞鈞、安定力量副秘書長：毛嘉慶、新黨不分區立委提名人：王炳忠、台北市議員：游淑慧、政治評論員：王丰、庶民代表：夏春湧                      |
| 第131集 | 2019-12-16 | 「沒有這麼好康的事」？柯P嗆陳菊：撒幣後拍拍屁股走人？                     | 青年評論員：高鈞鈞、青年評論員：歷史哥、青年評論員：寒國人、庶民代表：張文山（文山伯）、清華大學博士生：何坤軒、台中市立委參選人：莊子富                                           |
| 第132集 | 2019-12-17 | 高雄負債全台第一！年利息21億每人平均一出生背債8.84萬                      | 台北市立委參選人：汪志冰、新北市立委參選人：李永萍、桃園市議員：詹江村、安定力量副秘書長：毛嘉慶、青年評論員：高鈞鈞、政治評論員：王丰                                             |
| 第133集 | 2019-12-18 | 解碼三位候選人政見庶民大頭家快評首場政見會LIVE 播出                       | 彰化縣立委參選人：蕭景田、政治評論員王丰、安定力量副秘書長：毛嘉慶、資深媒體人：許聖梅                                                                                             |
| 第134集 | 2019-12-19 | 蔡碧仲臉書挺蕭美琴！法務部次長助選惹議韓辦：違反行政中立                  | 新北市議員：唐慧琳、 安定力量副秘書長：毛嘉慶、新黨發言人：王炳忠、青年評論員：歷史哥、資深媒體人：羅友志、高雄醫師：黃義霖                                                        |
| 第135集 | 2019-12-20 | 弊案叢生民怨四起誰讓特偵執法為民除害？                                    | 桃園市議員：黃敬平、 台北市議員：游淑慧、Open KMT副執行長：鄭照新、國民黨不分區立委提名人：吳怡玎、新北市議員：葉元之、政治評論員：王丰                                            |
| 第136集 | 2019-12-23 | 前朝操作斧鑿斑斑？Wecare號召罷韓錢從哪來？                                | 台北市議員：羅智強、Open KMT副執行長：鄭照新、青年評論員：高鈞鈞、青年評論員：歷史哥、青年評論員：寒國人、清華大學博士生：何坤軒                                                   |
| 第137集 | 2019-12-24 | 藍營公布卡神網軍隸屬民進黨邱毅指合約代表竟是蔡英文？                      | 新北市立委參選人：李永萍、高雄市立委參選人：陳美雅、台北市議員：張茂楠、桃園市議員：詹江村、安定力量副秘書長：毛嘉慶、新黨台北市議員：侯漢廷、政治評論員：王丰、庶民代表：夏春湧   |
| 第138集 | 2019-12-25 | 揭高雄綠執政弊案！韓批蔡團隊大貪特貪                                      | 新北市議員：葉元之、新黨發言人：王炳忠、時事評論員：張友驊、安定力量副秘書長：毛嘉慶、資深媒體人：鄭師誠、政治評論員：王丰                                                         |
| 第139集 | 2019-12-26 | 小英要立院坐下好好談反滲透法藍批：協商通知沒發過                          | 台北市立委參選人：蕭蒼澤、台中市立委參選人：莊子富、新黨台北市議員：侯漢廷、台北市議員：王鴻薇、資深媒體人：羅友志、青年評論員：歷史哥                                             |
| 第140集 | 2019-12-27 | 解析第三場總統候選人政見發表會LIVE 播出                                   | 資深媒體人：許聖梅、政治評論員：王丰、台北市議員：游淑慧、安定力量副秘書長：毛嘉慶                                                                                                 |
| 第141集 | 2019-12-30 | 楊蕙如們現形？Wecare高雄發起人尹立被爆19標案賺2400萬                      | 高雄市立委參選人：陳麗娜、新黨台北市議員：侯漢廷、澳門台商會長：簡廷在、安定力量副秘書長：毛嘉慶、青年評論員：歷史哥、台北市議員：游淑慧                                           |
| 第142集 | 2019-12-31 | 民進黨以國會多數碾壓式通過《反滲透法》！到底為什麼一刻都不能等？          | Open KMT副執行長：鄭照新、新北市立委參選人：洪孟楷、安定力量副秘書長：毛嘉慶、政治評論員：張友驊、青年評論員：高鈞鈞、政治評論員：王丰                                             |

| 集數    | 播出日期   | 節目主題                                                              | 節目來賓 |
| ------- | ---------- | --------------------------------------------------------------------- | --- |
| 第143集 | 2020-01-01 | 你被約談了嗎？你被查水表了嗎？蘇宏達們去年有123人                     | 台北市議員：王鴻薇、青年評論員：歷史哥、安定力量副秘書長：毛嘉慶、國民黨副發言人：黃心華、台北市議員：張茂楠、新北市議員：葉元之、政治評論員：王丰           |
| 第144集 | 2020-01-02 | 黑鷹直升機失事包括參謀總長沈一鳴等8人殉職                             | 桃園市議員：黃敬平、安定力量副秘書長：毛嘉慶、資深媒體人：許聖梅、資深媒體人：羅友志、昆明台商會長：勤彭蓁                                                   |
| 第145集 | 2020-01-03 | 出軌、斷橋、失事......接連重大意外部門螺絲鬆動？                      | 政治評論員：張友驊、桃園市議員：詹江村、台北市議員：羅智強、新北市議員：葉元之、庶民代表：季節、台北市立委參選人：蕭蒼澤、青年評論員：寒國人                 |
| 第146集 | 2020-01-06 | 打假消息藍綠有別？公然講錯話散佈謠言「關3天」？                       | 資深媒體人：許聖梅、青年評論員：高鈞鈞、青年評論員：歷史哥、青年評論員：寒國人、清華大學博士生：何坤軒                                                       |
| 第147集 | 2020-01-07 | 打臉警政署？北市警局承認「查水表」有業績壓力！？                      | 新北市議員：唐慧琳、桃園市議員：詹江村、全國公務員協會理事長：李來希、台大政治系教授：蘇宏達、高雄醫師：黃義霖、資深媒體人：羅友志、青年評論員：寒國人       |
| 第148集 | 2020-01-08 | 韓國瑜專訪：若上任將主攻清廉查弊祈願台灣安全、人民有錢                | 國民黨副發言人：黃心華、桃園市議員：黃敬平、新北市議員：葉元之、安定力量副執行長：毛嘉慶、青年評論員：高鈞鈞、專訪國民黨總統候選人：韓國瑜、政治評論員：王丰 |
| 第149集 | 2020-01-09 | 百萬庶民站出來！凱道勝利晚會將是選戰勝負最大關鍵？LIVE 播出           | 台北市議員：游淑慧、新黨台北市議員：侯漢廷、資深媒體人：許聖梅、青年評論員：歷史哥、安定力量副執行長：毛嘉慶                                                 |
| 第150集 | 2020-01-13 | 私菸、卡神、300萬...綠營欲蓋彌彰選票不減反增？                        | 桃園市議員：詹江村、安定力量副執行長：毛嘉慶、青年評論員：高鈞鈞、青年評論員：歷史哥                                                                         |
| 第151集 | 2020-01-14 | 「顧主權」力壓「顧肚子」？綠營大勝「悶經濟」成生活常態？              | 高雄市議員：陳麗娜、資深媒體人：張友驊、 資深媒體人：羅友志、安定力量副執行長：毛嘉慶 視訊連線：優質旅遊發展協會理事長：李奇嶽                               |
| 第152集 | 2020-01-15 | 國民黨主席吳敦義請辭林榮德暫代黨主席曾銘宗任秘書長                    | 台北市議員：王鴻薇、新北市議員：葉元之、 桃園市議員：黃敬平、資深媒體人：羅友志                                                                              |
| 第153集 | 2020-01-16 | 蔡英文丟震撼彈！「我們已經是獨立國家」台海更嚴峻？                    | 國民黨副發言人：黃心華、立委：陳玉珍 (金門)、 台中廣播電台總經理：莊子富、資深媒體人：許聖梅                                                                 |
| 第154集 | 2020-01-17 | 干預司法引法界反彈！陳師孟透過陳菊請辭監委蔡英文慰留                  | 安定力量副秘書長：毛嘉慶、政治評論員：王丰、 青年評論員：寒國人、資深媒體人：許聖梅                                                                          |
| 第155集 | 2020-01-20 | 陳師孟罵司法院長「病態」批蔡總統「置身事外」                          | 台北市議員：王鴻薇、青年評論員：高鈞鈞、 青年評論員：歷史哥、青年評論員：寒國人                                                                              |
| 第156集 | 2020-01-21 | 地方怒！中火環評過關增2機組 盧秀燕：把中部人送進「毒氣室」            | 安定力量副執行長：毛嘉慶、資深媒體人：羅友志、 國民黨立委：陳玉珍 (金門)、青年評論員：歷史哥 視訊連線：高雄醫師：黃義霖                                      |
| 第157集 | 2020-01-22 | 防疫拉警報！武漢肺炎侵全球已知逾447例釀9死 醫師：勤洗手、戴口罩做保護 | 新北市議員：葉元之、資深媒體人：許聖梅、 全國農會理事長：蕭景田、台中廣播電台總經理：莊子富                                                                  |
| 第158集 | 2020-01-30 | 初六開工日全台鬧口罩荒民眾到行政院抗議：買不到口罩                    | 台北市議員：游淑慧、新北市議員：葉元之、 桃園市議員：黃敬平、青年評論員：高鈞鈞                                                                              |
| 第159集 | 2020-01-31 | 政府掛保證？「瘋搶口罩」竟成全民運動                                  | 桃園市議員：詹江村、台北市立委：林奕華、 青年評論員：歷史哥、台北市議員：張茂楠                                                                              |
| 第160集 | 2020-02-03 | 延後開學！勞動部給請防疫照顧假 家長抱怨：誰敢請？                     | 安定力量副秘書長：毛嘉慶、金門縣立委陳玉珍 (金門)、 青年評論員：歷史哥、口罩達人：鄭永柱                                                                     |
| 第161集 | 2020-02-04 | 政策再轉彎！口罩採實名制 每人7天限購2片！                             | 桃園市議員：詹江村、資深媒體人：羅友志、高雄醫師：黃義霖、青年評論員：高鈞鈞                                                                                 |
| 第162集 | 2020-02-05 | 說好的4500萬片咧？口罩之亂未平囤積恐慌愈演愈烈？                      | 桃園市議員：黃敬平、資深媒體人：羅友志、安定力量副秘書長：毛嘉慶、青年評論員：歷史哥                                                                         |
| 第163集 | 2020-02-06 | 拿台人當籌碼？回台名單不全事先溝通有落差？                            | 政治評論員：王丰、台北市議員：王鴻薇、資深媒體人：許聖梅、中醫師：吳明珠 、水神總經理：高雅鈴                                                                |
| 第164集 | 2020-02-07 | 日本鑽石公主號恐成防疫最大破口已檢出61人確診                          | 台北市議員：游淑慧、新北市議員：葉元之、前北市副市長：李永萍、安定力量副執行長：毛嘉慶                                                                       |
| 第165集 | 2020-02-10 | 全球確診人數破四萬 台灣第18例首見無症狀確診                           | 金門縣立委：陳玉珍 (金門)、台北市議員：游淑慧、澳門台商聯誼會長：簡廷在、安定力量副執行長：毛嘉慶                                                            |
| 第166集 | 2020-02-11 | 新冠肺炎感染途徑增加！無症狀也會傳染？確診的親密接觸者都要採檢！      | 台北市議員：游淑慧、急診醫學會感控委員會副主委：嚴慕庸、水神總經理：高雅鈴、安定力量副執行長：毛嘉慶 、資深媒體人：鄭師誠                                    |
| 第167集 | 2020-02-12 | 「菲」常離譜！台人無法入境旅行團數千人跳腳！                          | 桃園市議員：詹江村、資深媒體人：許聖梅、資深媒體人：羅友志、青年評論員：歷史哥                                                                               |
| 第168集 | 2020-02-13 | 置身高危險區！何時接回台人？陳時中：「要問外交部」                    | 桃園市議員：黃敬平、台北市議員：王鴻薇、台中廣播電台總經理：莊子富、青年評論員：高鈞鈞                                                                       |
| 第169集 | 2020-02-14 | 遭控操作網軍堅不認罪楊蕙如：「我在協助台灣對抗中國留言！」            | 新北市議員：葉元之、政治評論員：王丰、資深媒體人：毛嘉慶、青年評論員：歷史哥                                                                                 |
| 第170集 | 2020-02-17 | 新冠死亡台灣首例！檢疫漏洞？白牌司機無旅遊史                          | 前台北市副市長：李永萍、桃園市議員：詹江村、金門縣立委：陳玉珍 (金門)、資深媒體人：毛嘉慶                                                                    |
| 第171集 | 2020-02-18 | 因應開學！兒童口罩2片變4片 民眾憂：還是買不到！                       | 資深媒體人：鄭師誠、資深媒體人：毛嘉慶、青年評論員：歷史哥、青年評論員：寒國人                                                                               |
| 第172集 | 2020-02-19 | 死後才公布！擴大採檢陰性遺珠 防疫出現疏漏？                           | 資深媒體人：許聖梅、資深媒體人：羅友志、淡江大學財金系教授：聶建中、政治評論員：王丰                                                                         |
| 第173集 | 2020-02-20 | 祭鐵腕重懲！居家檢疫隔離找嘸人最高罰100萬                             | 新北市議員：葉元之、台北市議員：王鴻薇、資深媒體人：毛嘉慶、青年評論員：高鈞鈞                                                                               |
| 第174集 | 2020-02-21 | 「無出國史」婦人確診！感染源未明？病毒早溜進台灣？                    | 資深媒體人：毛嘉慶、台北市議員：游淑慧、台中廣播電台總經理：莊子富、青年評論員：歷史哥                                                                       |
| 第175集 | 2020-02-24 | 確診縣市分布曝光！北市7例居冠 時間推算「案24」在新北？                | 前衛生署長：葉金川、中醫師：吳明珠、資深醫藥記者：王瑞玲、資深媒體人：鄭師誠、水神總經理：高雅鈴                                                             |
| 第176集 | 2020-02-25 | 3天內新增2起家庭群聚案例！仍屬「零星社區感染」？                      | 台北市議員：游淑慧、桃園市議員：詹江村、資深媒體人：毛嘉慶、青年評論員：歷史哥                                                                               |
| 第177集 | 2020-02-26 | 「兩套標準」藍綠有別？媽祖遶境標哥不行燦哥可以？                      | 桃園市議員：黃敬平、資深媒體人：羅友志、資深媒體人：毛嘉慶、青年評論員：高鈞鈞                                                                               |
| 第178集 | 2020-02-27 | 活動史不只新北？印尼看護自曝醫院 足跡遍及北車、龍山寺                 | 新北市議員：葉元之、台北市議員：王鴻薇、台中廣播電台總經理：莊子富、青年評論員：歷史哥                                                                       |
| 第179集 | 2020-02-28 | 再新增2起確診男跟團遊大阪感染、ㄧ婦女疑國內感染                       | 桃園市議員：黃敬平、三總醫師：祝年豐、資深媒體人：許聖梅、政治評論員：王丰                                                                                   |
| 第180集 | 2020-03-02 | 到底誰傳誰？六旬婦、清潔工確診釐清順序有難度？                        | 資深媒體人：鄭師誠、立法委員：陳玉珍 (金門)、資深媒體人：毛嘉慶、青年評論員：寒國人                                                                          |
| 第181集 | 2020-03-03 | 院內交叉感染恐擴大？與案34同病房區不同病室陪病家屬也確診！            | 桃園市議員：詹江村、淡大金融系教授：聶建中、台北市議員：游淑慧、青年評論員：歷史哥                                                                           |
| 第182集 | 2020-03-04 | 武漢滯留台商欲告小英違憲 徐國勇：他們不會贏                           | 資深媒體人：羅友志、資深媒體人：許聖梅、澳門台商聯誼會會長：簡廷在、高雄醫師：黃義霖                                                                         |
| 第183集 | 2020-03-05 | 放寬實名制卻買嘸口罩？上月出口逾千萬片不在管制範圍？                  | 三總醫師：祝年豐、台北市議員：王鴻薇、資深媒體人：毛嘉慶、政治評論員：王丰                                                                                   |
| 第184集 | 2020-03-06 | 彩排沒戴口罩狂咳？音樂家在台演出103人需居家隔離                       | 新北市議員：葉元之、桃園市議員：黃敬平、台中廣播電台總經理：莊子富、青年評論員：歷史哥                                                                       |
| 第185集 | 2020-03-09 | 美國拉警報！超過500例確診21死8州進入緊急狀態                          | 立法委員：陳玉珍 (金門)、桃園市議員：黃敬平、資深媒體人：毛嘉慶、資深媒體人：鄭師誠                                                                          |
| 第186集 | 2020-03-10 | 終於能回家了！行前做核酸檢測武漢台人踏上歸途                          | 桃園市議員：詹江村、台北市議員：王鴻薇、高雄醫師：黃義霖、青年評論員：歷史哥、視訊連線：滯留武漢台人：Jenny                                                  |
| 第187集 | 2020-03-11 | 口罩1片5元還要加7元運費剝兩次皮？應更清楚交代「物流費用」？           | 全國農會理事長：蕭景田、資深媒體人：羅友志、資深媒體人：毛嘉慶、投顧分析師：蘇威元                                                                           |
| 第188集 | 2020-03-12 | 鎖歐自保！川普宣布：暫停歐洲旅客到美國旅遊                            | 資深媒體人：許聖梅、台中廣播電台總經理：莊子富、青年評論員：歷史哥、政治評論員：王丰                                                                         |
| 第189集 | 2020-03-13 | 台灣確診第50例！中部美籍男性疑遭離境美國友人感染                      | 新北市議員：葉元之、台北市議員：游淑慧、資深媒體人：毛嘉慶、青年評論員：高鈞鈞、電話連線：投顧分析師：蘇威元                                                 |
| 第190集 | 2020-03-16 | 陳時中坦言擔憂案59北部高中生恐成防疫破口？                            | 前衛生署長：葉金川、立法委員：林奕華、桃園市議員：黃敬平、資深媒體人：毛嘉慶                                                                                 |
| 第191集 | 2020-03-17 | 日本、美國三州旅遊建議等級提升至第三級警告區                          | 台北市議員：王鴻薇、三總醫師 ：祝年豐、立法委員 ：林為洲、政治評論員：王丰                                                                                   |
| 第192集 | 2020-03-18 | 全球邁入鎖國時代！台灣封關境管限制非本國入境                          | 立法委員：鄭麗文、資深媒體人 ：羅友志、高雄醫師 ：黃義霖、資深媒體人：鄭師誠                                                                                 |
| 第193集 | 2020-03-19 | 首例全校停課！北部確診高中生同學遭感染                                | 前台北市副市長：李永萍、立法委員 ：費鴻泰、資深媒體人：許聖梅、青年評論員：歷史哥                                                                            |
| 第194集 | 2020-03-20 | 台灣單日暴增27例！24例境外3例本土累計135例確診                        | 新北市議員：葉元之、國民黨文傳會主委：王育敏、台北市議員：游淑慧、資深醫藥記者：王瑞玲                                                                       |
| 第195集 | 2020-03-23 | 中研院、安養中心淪陷！機構恐成群聚感染？                              | 桃園市議員：黃敬平、立法委員：鄭麗文、台大公衛學院副院長：陳秀熙、資深媒體人：鄭師誠                                                                         |
| 第196集 | 2020-03-24 | 雙北封城衝擊大 蘇貞昌：台灣還不到封城階段                             | 感染科醫師：顏慕庸、前台北市副市長：李永萍、資深媒體人：董智森、資深媒體人：毛嘉慶                                                                           |
| 第197集 | 2020-03-25 | 座艙空間距離近 楊志良：飛行途中交互感染跑不掉？                       | 前衛生署署長：楊志良、立法委員：林為洲、資深媒體人：羅友志、政治評論員：王丰                                                                                 |
| 第198集 | 2020-03-26 | 台灣防疫破口？檢疫隔離破8萬人 4.8萬外送員誰來管                       | 流行病學專家：祝年豐、立法委員：費鴻泰、台北市議員：王鴻薇、資深媒體人：黃暐瀚                                                                               |
| 第199集 | 2020-03-27 | 各國瘋搶！台灣呼吸器數量無虞？                                        | 防疫學會榮譽理事長：王任賢、立法委員：洪孟楷、台北市議員：游淑慧、資深媒體人：毛嘉慶                                                                         |
| 第200集 | 2020-03-30 | 奉派接待主管兒染疫？觀光局員工再傳給5歲兒！                           | 前衛生署長：楊志良、立法委員：鄭麗文、資深媒體人：黃暐瀚、資深媒體人：鄭師誠                                                                                 |
| 第201集 | 2020-03-31 | 柯文哲有「疫」見？北市居家檢疫破萬「會崩盤、我們會受不了」            | 防疫學會榮譽理事長：王任賢、文傳會主委：王育敏、桃園市議員：黃敬平、政治評論員：王丰                                                                         |
| 第202集 | 2020-04-01 | 觀光局染疫員工今發聲明澄清不識長官兒非主動陪同                        | 新光醫院副院長：洪子仁、政治評論員：王丰、資深媒體人：黃暐瀚、資深媒體人：董智森                                                                             |
| 第203集 | 2020-04-02 | 紐約比武漢確診還多大陸回台集中檢疫歐美不用？                          | 立法委員：費鴻泰、前台北副市長：李永萍、防疫協會榮譽理事長：王任賢、資深媒體人：羅友志                                                                       |
| 第204集 | 2020-04-03 | 社區無症狀感染蠢蠢欲動？家人傳染、趴趴走恐成破口                      | 立法委員：洪孟楷、資深媒體人：毛嘉慶、政治評論員：王丰、防疫協會榮譽理事長：王任賢                                                                           |
| 第205集 | 2020-04-06 | 清明連假人擠人埋疫情未爆彈？                                          | 立法委員：鄭麗文、前衛生署長：楊志良、資深媒體人：鄭師誠、資深媒體人：黃暐瀚                                                                                 |
| 第206集 | 2020-04-07 | 紐約返台最毒班機？已10人確診為何不全機336人召回採檢？                 | 桃園市議員：黃敬平、資深媒體人：陳揮文、防疫學會榮譽理事長：王任賢、政治評論員：王丰                                                                         |
| 第207集 | 2020-04-08 | 口罩配給透明化？應向國人交代清楚！國內真的夠用嗎？                    | 立法委員：洪孟楷、新光醫院副院長：洪子仁、政治評論員：王丰、資深媒體人：董智森                                                                               |
| 第208集 | 2020-04-09 | 14天可買9片口罩今上路藥局外仍大排長龍                                 | 資深媒體人：羅友志、資深媒體人：陳揮文、振興醫院急診部主任：田知學、政治評論員：王丰                                                                         |
| 第209集 | 2020-04-10 | 紅牌公關疫調大逆轉防疫出現破口？                                      | 資深媒體人：毛嘉慶、立法委員：費鴻泰、防疫學會榮譽理事長：王任賢、政治評論員：王丰                                                                           |
| 第210集 | 2020-04-13 | 大漏洞？有症狀4/10搭機返台案393確診同機旅客心慌                       | 資深媒體人：黃暐瀚、立法委員：鄭麗文、康寧醫院院長：尹長生、資深媒體人：鄭師誠                                                                               |
| 第211集 | 2020-04-14 | 防疫破口？有症狀還登機集中檢疫刻不容緩？                              | 桃園市議員：黃敬平、國民黨文傳會主委：王育敏、立法委員：陳玉珍 (金門)、防疫學會榮譽理事長：王任賢                                                            |
| 第212集 | 2020-04-15 | 今新增2例確診！均美國境外移入！台灣目前共累計395人染疫                | 國民黨副秘書長：柯志恩、前衛生署長：楊志良、立法委員：何志偉、政治評論員：王丰                                                                               |
| 第213集 | 2020-04-16 | 一變再變自陷困境？川普政治疫都是別人的錯？                            | 資深媒體人：羅友志、立法委員：費鴻泰、前立法委員：童惠珍、預防醫學會理事長：陳宜民                                                                           |
| 第214集 | 2020-04-17 | 美67萬確診3.4萬喪命專家估失業率飆20%民怒吼要復工                      | 立法委員：洪孟楷、資深媒體人：毛嘉慶、立法委員：蔡適應、前國健署長：邱淑媞                                                                                   |
| 第215集 | 2020-04-20 | K歌吃飯滑摩鐵磐石艦確診者全台趴趴走                                   | 前國健署長：邱淑媞、立法委員：鄭麗文、前立法委員：童惠珍、資深媒體人：鄭師誠                                                                                 |
| 第216集 | 2020-04-21 | 磐石艦出航有機密任務？爆92官兵囂張拒絕疫調                            | 桃園市議員：黃敬平、前立委：柯志恩、台北市議員：王世堅、前台北市副市長：李永萍                                                                               |
| 第217集 | 2020-04-22 | 國防部說清楚了嗎？誰下令去誰下令放人誰隱匿通報？                      | 立法委員：何志偉、政治評論員：王丰、資深媒體人：黃暐瀚、前立法委員：帥化民                                                                                   |
| 第218集 | 2020-04-23 | 誰下令放人？追藏鏡人！六都驚弓之鳥要封城演習                          | 前衛生署長：楊志良、立法委員：費鴻泰、立法委員：高嘉瑜、資深媒體人：羅友志                                                                                   |
| 第219集 | 2020-04-24 | 高雄拒檢官兵趴趴走後確診中央地方不同調成漏洞！？                      | 預防學會榮譽理事長：王任賢、立法委員：陳以信、立法委員：許智傑、資深媒體人：毛嘉慶                                                                           |
| 第220集 | 2020-04-27 | 北市25年來最慘重大火關鍵畫面和內幕曝光？                              | 前衛生署長：楊志良、立法委員：鄭麗文、前立委：吳育昇、資深媒體人：鄭師誠                                                                                     |
| 第221集 | 2020-04-28 | 驚爆！偷跑施工市府之情？錢櫃老闆奪命連環CALL 市府？                   | 桃園市議員：黃敬平、立法委員：鍾佳濱、立法委員：洪孟楷、前立法委員：陳宜民                                                                                   |
| 第222集 | 2020-04-29 | 連假警示APP讓全台崩潰！？夜市休市竟顯示人潮擁擠？                     | 立法委員：許智傑、立法委員：馬文君、資深媒體人：黃暐瀚、政治評論員：王丰                                                                                     |
| 第223集 | 2020-04-30 | 震驚！刺死鐵路警察一審無罪50萬交保加強制就醫                          | 前立法委員：童惠珍、立法委員：費鴻泰、立法委員：高嘉瑜、資深媒體人：羅友志                                                                                   |
| 第224集 | 2020-05-01 | 全球逾330萬人染疫！防疫急表功捐罩誰買單？醜態全都露！                 | 資深媒體人：毛嘉慶、台北市議員：游淑慧、台北市議員：王世堅、防疫學會榮譽理事長：王任賢                                                                       |
| 第225集 | 2020-05-04 | 全球確診破365萬！金正恩「好端端」國安局「大嘴」遭打臉？               | 台北市議員：游淑慧、台北市議員：王世堅、立法委員：鄭麗文、資深媒體人：鄭師誠                                                                                 |
| 第226集 | 2020-05-05 | 全球近365萬人染疫！紓困「看得到吃不到」？不發現金「哪裡卡關」？       | 桃園市議員：黃敬平、國民黨副秘書長：柯志恩、立法委員：洪孟楷、防疫學會榮譽理事長：王任賢                                                                     |
| 第227集 | 2020-05-06 | 「一萬元之亂」？大排長龍譙翻天紓困折騰民眾「炸鍋」！                  | 前衛生署長：楊志良、立法委員：高嘉瑜、前立委：吳育昇、政治評論員：王丰                                                                                       |
| 第228集 | 2020-05-07 | 紓困之亂罵聲震天！民眾怒嗆「一改再改搞什麼鬼啊」？！                  | 台北市議員：侯漢廷、立法委員：費鴻泰、前立法委員：童惠珍、預防醫學會理事長：陳宜民                                                                           |
| 第229集 | 2020-05-08 | 差好大！吹小喇叭領6萬、賣玉蘭花領1萬？艱苦人還分等級？！              | 資深媒體人：毛嘉慶、台北市議員：羅智強、立法委員：陳玉珍 (金門)、立法委員：許智傑                                                                            |
| 第230集 | 2020-05-11 | 罰錢櫃48萬.罰水神66萬做公益罰得比出人命的還多？！                     | 立法委員：鄭麗文、次氯酸水業者：高雅鈴、台北市議員：王世堅、台北市議員：王鴻薇                                                                               |
| 第231集 | 2020-05-12 | 紓困大亂象！田僑仔爽領1萬上班族怒轟不公？！                           | 桃園市議員：黃敬平、前立法委員：蔡正元、前立法委員：童惠珍、台大小兒感染科醫師：李秉穎                                                                       |
| 第232集 | 2020-05-13 | 真心換絕情？！美「不提案」挺台入WHA口罩外交失靈？！                   | 立法委員：洪孟楷、立法委員：高嘉瑜、台北市議員：羅智強、政治評論員：王丰                                                                                     |
| 第233集 | 2020-05-14 | 燙手山芋？防疫放寬誰扛責中央vs.地方「打躲避球」？                     | 立法委員：費鴻泰、立法委員：許智傑、台北市議員：侯漢廷、資深媒體人：毛嘉慶                                                                                   |
| 第234集 | 2020-05-15 | 有無「顧及黨派」成去留主因？陳美伶、顧立雄升遷兩樣情？！              | 國民黨副發言人：柯志恩、國民黨文傳會副主委：鄭世維、立法委員：蔡適應、立法委員：林奕華                                                                       |
| 第235集 | 2020-05-18 | 駭客預告「還有更爆炸內容」？揭綠權鬥全是變造！？                      | 立法委員：鄭麗文、資深媒體人：鄭師誠、前立委：林郁方、前立法委員：童惠珍                                                                                     |
| 第236集 | 2020-05-19 | 不是駭客是內鬼！？總統府密件遭駭變造有內情！？                        | 桃園市議員：黃敬平、台北市議員：羅智強、立法委員：林為洲、國民黨文傳會主委：王育敏                                                                           |
| 第237集 | 2020-05-20 | 蔡520就職演說重申「堅決反對一國兩制」                                 | 立法委員：洪孟楷、國民黨文傳會副主委：鄭世維、立法委員：高嘉瑜、政治評論員：王丰                                                                             |
| 第238集 | 2020-05-21 | 再驚爆！總統府文件遭駭變造第二波宮鬥劇本曝光？！                      | 立法委員：費鴻泰、台北市議員：侯漢廷、立法委員：許智傑、資深媒體人：黃暐瀚                                                                                   |
| 第239集 | 2020-05-22 | 穿小鞋？新北紓困缺5億中央已讀不回！？                                 | 資深媒體人：毛嘉慶、台北市議員：王世堅、國民黨副發言人：柯志恩、前立法委員：吳育昇                                                                           |
| 第240集 | 2020-05-25 | 太誇張？！農民淹到胸屏東縣長陪陳時中逛大街啖生魚片？！                | 資深媒體人：黃暐瀚、立法委員：鄭麗文、新北市議員：黃俊哲、資深媒體人：鄭師誠                                                                                 |
| 第241集 | 2020-05-26 | 付1千換3千.人人有獎！振興券本週拍板                                   | 桃園市議員：黃敬平、前立法委員：童惠珍、前立法委員：林郁方、前立法委員：李俊毅                                                                               |
| 第242集 | 2020-05-27 | 解封多重標準？放寬萬人看職棒 萬人繞境卻不准！？                       | 前立法委員：吳育昇、立法委員：洪孟楷、立法委員：高嘉瑜、政治評論員：王丰                                                                                     |
| 第243集 | 2020-05-28 | 吳釗燮：陸下一步恐對台動武！？打恐中牌背後有目的？                    | 立法委員：費鴻泰、台北市議員：侯漢廷、台北市議員：徐巧芯、立法委員：范雲                                                                                     |
| 第244集 | 2020-05-29 | 花上億推罷免？藍質疑：一堆文宣.看板錢哪來！？                         | 資深媒體人：毛嘉慶、台北市議員：王世堅、國民黨副秘書長：柯志恩、立法委員：林為洲                                                                             |
| 第245集 | 2020-06-01 | 陳時中「國王的新衣」被看穿？陳佩琪批示警世衛硬拗                      | 新北市議員：黃俊哲、立法委員：鄭麗文、資深媒體人：黃暐瀚、資深媒體人：鄭師誠                                                                                 |
| 第246集 | 2020-06-02 | 振興券正名「三倍券」7/15上路 蘇揆：不能買股票、禮券                   | 桃園市議員：黃敬平、立法委員：許智傑、前立法委員：吳育昇、立法委員：洪孟楷                                                                                   |
| 第247集 | 2020-06-03 | 好領.好用.好刺激！三倍券千億效益 全民霧煞煞？                         | 台北市議員：王鴻薇、民進黨國際事務副主任：謝佩芬、立法委員：林為洲、政治評論員：王丰                                                                         |
| 第248集 | 2020-06-04 | 掏1千買3倍券「不找零不退費」？！挨轟「劣質版消費券」？！              | 立法委員：費鴻泰、前立法委員：蔡正元、立法委員:高嘉瑜、前立法委員：童惠珍                                                                                    |
| 第249集 | 2020-06-05 | 找到了！？綠曾轟馬「不發現金」網友:跨時空打臉！                       | 資深媒體人：毛嘉慶、台北市議員：王世堅、國民黨副秘書長:柯志恩、台北市議員：侯漢廷                                                                            |
| 第250集 | 2020-06-08 | 綠民代嘲諷議長之死被譙翻 烽火式罷免將起！？                           | 立法委員：鄭麗文、前立法委員：蔡正元、資深媒體人：鄭師誠、新北市議員：黃俊哲                                                                                 |
| 第251集 | 2020-06-09 | 悼念議長之死 江蕙竟遭網軍出征到關版？！                               | 桃園市議員：黃敬平、台北市議員：羅智強、國民黨副秘書長：柯志恩、前立法委員：李俊毅                                                                           |
| 第252集 | 2020-06-10 | 罷免「浩捷」烽火燎原？國民黨應全面發動罷免戰？！                      | 前立法委員：吳育昇、立法委員：陳玉珍 (金門)、立法委員：高嘉瑜、政治評論員：王丰                                                                              |
| 第253集 | 2020-06-11 | 韓國瑜告別高雄 盼「政治回歸純淨」可能嗎！？                           | 立法委員：費鴻泰、台北市議員：侯漢廷、台北市議員：秦慧珠、民進黨國際事務副主任：謝佩芬                                                                       |
| 第254集 | 2020-06-12 | 罷捷連署衝破1.6萬份 發起人：將啟動鳳山＂清捷隊＂！                    | 資深媒體人：毛嘉慶、前立法委員林郁方、前北市副市長：李永萍、台北市議員：王世堅                                                                               |
| 第255集 | 2020-06-15 | 藍邀保釣嗆綠不敢！？漁民再轟政府太軟弱！？                            | 立法委員：鄭麗文、資深媒體人：鄭師誠、新北市議員：黃俊哲、前立法委員：蔡正元                                                                                 |
| 第256集 | 2020-06-16 | 嗆「鳳字沒這麼好寫」！黃捷再挑釁網友全炸翻！？                        | 桃園市議員：黃敬平、台北市議員：羅智強、立法委員：林為洲、前立法委員：李俊毅                                                                                 |
| 第257集 | 2020-06-17 | 惡劣夫妻瞞疫回台？未穿防護衣遭踢爆.疫調落漆？！                       | 前立法委員：吳育昇、立法委員：陳以信、立法委員：許智傑、政治評論員：王丰                                                                                     |
| 第258集 | 2020-06-18 | 上億利益惹眼紅內鬥！？綠營＂自己人＂找媒體爆料！？                    | 立法委員：費鴻泰、前立法委員：林郁方、立法委員：高嘉瑜、台北市議員：侯漢廷                                                                                   |
| 第259集 | 2020-06-19 | 陳菊配黃健庭掌監察院！藍「大崩潰」綠「驚呆傻眼」？！                  | 資深媒體人：毛嘉慶、台北市議員：王世堅、國民黨副秘書長：柯志恩、台北市議員：張斯綱                                                                           |
| 第260集 | 2020-06-22 | 侵門踏戶！日正式改名釣魚台 台僅口頭抗議？！                           | 立法委員：鄭麗文、資深媒體人：鄭師誠、前立法委員：蔡正元、新北市議員：黃俊哲                                                                                 |
| 第261集 | 2020-06-23 | 7/7保釣再起！漁民轟政府「對日本軟趴趴」！                             | 桃園市議員：黃敬平、國民黨副秘書長：柯志恩、台北市議員：王鴻薇、前立法委員：李俊毅                                                                           |
| 第262集 | 2020-06-24 | 睜眼說瞎話？保釣不力.推給當年政府 藍打臉謝長廷！                      | 前立法委員：吳育昇、前立法委員：林郁方、立法委員：高嘉瑜、台北市議員：游淑慧                                                                                 |
| 第263集 | 2020-06-25 | 端午連假震撼彈！日女疑在台染疫 連73天零本土破功？                     | 立法委員：費鴻泰、前立法委員：童惠珍、台北市議員：侯漢廷、民進黨國際事務副主任：謝佩芬                                                                       |
| 第264集 | 2020-06-26 | 公布染疫拖拖拉拉？連74天「嘉玲」破功 指揮官在怕什麼？                 | 立法委員：洪孟楷、國民黨文傳會主委：王育敏、資深媒體人：毛嘉慶、台北市議員：王世堅                                                                           |
| 第265集 | 2020-06-29 | 夜襲！藍委攻佔立院20小時 杯葛監院人事                                 | 前立法委員：吳育昇、資深媒體人：鄭師誠、國民黨副秘書長：柯志恩、台北市議員：張茂楠                                                                           |
| 第266集 | 2020-06-30 | 攻佔立院20小時破功 藍綠幕後手段大揭密！                               | 桃園市議員：黃敬平、前立法委員：林郁方、立法委員:費鴻泰、新北市議員/黃俊哲                                                                                   |
| 第267集 | 2020-10-19 | 深喉嚨爆「中天關定了」？！幕後真相追追追！                            | 立法委員：鄭麗文、立法委員：高嘉瑜、台北市議員：羅智強、資深媒體人：董智森                                                                                   |
| 第268集 | 2020-10-20 | 疫苗預算不夠？蘇益仁爆：今年可增購但政府拒絕                          | 立法委員：鄭麗文、立法委員：林為洲、前立法委員：林郁方、國民黨副秘書長：柯志恩                                                                               |
| 第269集 | 2020-10-21 | 中天關台風波爆陰謀論三劇本！？逼賣親綠金主換保命？                    | 立法委員：鄭麗文、立法委員：費鴻泰、前立法委員：吳育昇、前立法委員：李俊毅                                                                                   |
| 第270集 | 2020-10-22 | 官員敢天天吃萊豬？蘇揆：我不要！經長：可吃1天                         | 立法委員：鄭麗文、台北市議員：侯漢廷、新北市議員：黃俊哲、資深媒體人：陳揮文                                                                                 |
| 第271集 | 2020-10-23 | 驚爆！南韓施打疫苗釀36死 賽諾菲疫苗台灣也有！？                       | 立法委員：鄭麗文、桃園市議員：黃敬平、律師：葉慶元、台北市議員：王世堅                                                                                       |
| 第272集 | 2020-10-26 | 中天換照聽證會今登場NCC遭質疑政治審查？選擇性執法？                   | 立法委員：鄭麗文、台北市議員：羅智強、立法委員：高嘉瑜、前台北副市長：李永萍                                                                                 |
| 第273集 | 2020-10-27 | NCC 公審中天！？游盈隆轟：比美麗島軍法大審更糟糕                      | 立法委員：鄭麗文、前立法委員：林郁方、前立法委員：李俊毅、資深媒體人：董智森                                                                                 |
| 第274集 | 2020-10-28 | 蔡衍明：兩件事得罪蘇貞昌不會讓中天過關？！                            | 立法委員：鄭麗文、國民黨副秘書長：柯志恩、立法委員：費鴻泰、新北市議員：黃俊哲                                                                               |
| 第275集 | 2020-10-29 | 扯爆！衛福部烏龍搞錯檢體 確診台商沒染疫                               | 立法委員：鄭麗文、資深媒體人：陳揮文、立法委員：林為洲、新北市議員：黃俊哲                                                                                   |
| 第276集 | 2020-10-30 | 美國人怕萊劑 大陸人拒吃！台灣為何開放萊豬？                           | 立法委員：鄭麗文、立法委員：許淑華、資深媒體人：毛嘉慶、台北市議員：王世堅                                                                                   |
| 第277集 | 2020-11-02 | 萊克多巴胺不准豬吃給人吃！家長、教團立院外抗議轟政府                  | 立法委員：鄭麗文、台北市議員：羅智強、立法委員：高嘉瑜、資深媒體人：羅友志                                                                                   |
| 第278集 | 2020-11-03 | 驚爆！？蘇貞昌暗轟小英「歹逗陣」要換英！？                            | 立法委員：鄭麗文、前立法委員：林郁方、國民黨副秘書長：柯志恩、前立法委員：李俊毅                                                                             |
| 第279集 | 2020-11-04 | 美國總統大選史上最激烈！川普、拜登廝殺 投票率創世紀最高               | 立法委員：鄭麗文、立法委員：費鴻泰、前駐紐西蘭大使：介文汲、新北市議員：黃俊哲                                                                               |
| 第280集 | 2020-11-05 | 驚人逆轉！拜登差六票入主白宮 川普將打包回家？！                       | 立法委員：鄭麗文、資深媒體人：陳揮文、新北市議員：黃俊哲、立法委員：洪孟楷                                                                                   |
| 第281集 | 2020-11-06 | 驚奇成驚嚇？！拜登逆襲搶白宮 川普抓狂使奧步？！                       | 立法委員：鄭麗文、資深媒體人：董智森、台北市議員：王鴻薇、資深媒體人：鄭師誠                                                                                 |
| 第282集 | 2020-11-09 | 川普被開除了？！哭喪照曝光 妻梅蘭妮亞要離婚？                         | 立法委員：鄭麗文、前立法委員：林郁方、國民黨副秘書長：柯志恩、立法委員：高嘉瑜                                                                               |
| 第283集 | 2020-11-10 | 川普絕地大反攻！集結川粉開戰 當白宮釘子戶？                           | 立法委員：鄭麗文、資深媒體人：董智森、台北市議員：羅智強、前立法委員：李俊毅                                                                                 |
| 第284集 | 2020-11-11 | 台灣主動開放萊豬進口？真相還原 網友暴動痛批                           | 立法委員：鄭麗文、立法委員：費鴻泰、立法委員：鄭正鈐、新北市議員：黃俊哲                                                                                     |
| 第285集 | 2020-11-12 | 噓...不能說？主動進口萊豬 外交部要媒體更正！？                        | 立法委員：鄭麗文、資深媒體人：陳揮文、台北市議員：吳世正、新北市議員：黃俊哲                                                                                 |
| 第286集 | 2020-11-13 | 離譜！為捍衛萊豬硬扯萊牛 政院出包.業者抓狂！                          | 立法委員：鄭麗文、台北市議員：侯漢廷、前高榮精神科醫師：蘇偉碩、台北市議員：王世堅                                                                           |
| 第287集 | 2020-11-16 | 不辦怡銘！？人民造謠關三天 政府造謠吃牛肉麵！？                       | 立法委員：鄭麗文、台北市議員：羅智強、立法委員：林為洲、立法委員：高嘉瑜                                                                                     |
| 第288集 | 2020-11-17 | 蘇揆網路負面聲量破表！？綠嬤怒吼：竟開放這樣的「毒品」給我們吃        | 立法委員：鄭麗文、台北市議員：侯漢廷、資深媒體人：鄭師誠、前立法委員：李俊毅                                                                                 |
| 第289集 | 2020-11-18 | 中天新聞台確定關台？NCC 否決換照 網轟：新聞自由已死                   | 立法委員：鄭麗文、立法委員：費鴻泰、防疫學會榮譽理事長：王任賢、前立法委員：林郁方                                                                           |
| 第290集 | 2020-11-19 | 流出的密件、消失的中天「府」神劇本一語成讖！？                        | 立法委員：鄭麗文、資深媒體人：陳揮文、國民黨副秘書長：柯志恩、新北市議員：黃俊哲                                                                             |
| 第291集 | 2020-11-20 | 蔡英文一石三鳥！？關中天、奪媒體、逼蘇扛責下台？                      | 立法委員：鄭麗文、資深媒體人：董智森、國民黨文傳會主委：王育敏、台北市議員：王世堅                                                                           |
| 第292集 | 2020-11-23 | 30年來最大規模秋鬥！民眾怒吼：反萊豬.蔡英文、蘇貞昌下台               | 立法委員：鄭麗文、資深媒體人：董智森、台北市議員：侯漢廷、立法委員：高嘉瑜                                                                                   |
| 第293集 | 2020-11-24 | 驚爆！？彭文正嗆小英：憑啥把綠媒高層叫進總統府                        | 立法委員：鄭麗文、前立法委員：林郁方、立法委員：李貴敏、前立法委員：李俊毅                                                                                   |
| 第294集 | 2020-11-25 | 豬不吃萊劑、人吃？陳吉仲驚爆：蔡總統拍板定案                          | 立法委員：鄭麗文、立法委員：費鴻泰、台北市議員：張斯綱、新北市議員：黃俊哲                                                                                   |
| 第295集 | 2020-11-26 | 多喝水能代謝萊劑？專家：怎不去吞塑化劑、碎玻璃？                      | 立法委員：鄭麗文、資深媒體人：陳揮文、資深媒體人：羅友志、防疫協會理事長：王任賢                                                                             |
| 第296集 | 2020-11-27 | 史上最「血腥」！臟器、廢水齊飛！立院藍綠大混戰！                      | 台北市議員：王鴻薇、資深媒體人：鄭師誠、國民黨副秘書長：柯志恩、前台北市副市長：李永萍                                                                       |
| 第297集 | 2020-11-30 | 踢爆！丁怡銘應訊紅龍開道、警察站崗、專屬車位耍特權？！                | 立法委員：鄭麗文、資深媒體人：董智森、台北市議員：侯漢廷、資深媒體人：羅友志                                                                                 |
| 第298集 | 2020-12-01 | 回答萊豬狂跳針！？蔣萬安火爆舌戰蘇貞昌！                              | 立法委員：鄭麗文、立法委員：洪孟楷、前立法委員：林郁方、資深媒體人：鄭師誠                                                                                   |
| 第299集 | 2020-12-02 | 遭瞎扯挺萊豬 信功業者怒轟蘇貞昌：黑白講！                             | 立法委員：鄭麗文、立法委員：費鴻泰、國民黨副秘書長：柯志恩、新北市議員：黃俊哲                                                                               |
| 第300集 | 2020-12-03 | 驚人之語！綠民代：有錢人不吃萊豬 給窮人多選擇                         | 立法委員：鄭麗文、資深媒體人：陳揮文、台北市議員：羅智強、立法委員：高嘉瑜                                                                                   |
| 第301集 | 2020-12-04 | 痛批「被政府害到沒命」！？70家業者宣誓：不進萊豬                      | 立法委員：鄭麗文、前高雄市新聞局長：鄭照新、立法委員：陳玉珍 (金門)、台北市議員：王世堅                                                                      |
| 第302集 | 2020-12-07 | 吞完萊豬吃核食！？網怒轟：選前芒果乾 選後萊克多巴胺！                 | 立法委員：鄭麗文、台北市議員：羅智強、台北市議員：侯漢廷、立法委員：高嘉瑜                                                                                   |
| 第303集 | 2020-12-08 | 蘇揆被打臉！？謝長廷找閣員談核食 院長竟撞況外？！                     | 立法委員：鄭麗文、資深媒體人：董智森、前立法委員：林郁方、新北市議員：黃俊哲                                                                                 |
| 第304集 | 2020-12-09 | 吞萊豬換不到BTA！？經長籲「對美將心比心」網友暴動罵翻                 | 立法委員：鄭麗文、立法委員：費鴻泰、立法委員：林為洲、資深媒體人：鄭師誠                                                                                     |
| 第305集 | 2020-12-10 | 經長籲將心比心！民眾怒轟：高官喝紅酒 百姓吞萊豬                       | 立法委員：鄭麗文、資深媒體人：陳揮文、立法委員：洪孟楷、新北市議員：黃俊哲                                                                                   |
| 第306集 | 2020-12-11 | 轟小英「花錢不手軟」竟遭法辦！網友炸怒：文字獄                        | 立法委員：鄭麗文、桃園市議員：黃敬平、國民黨副秘書長：柯志恩、台北市議員：王世堅                                                                             |
| 第307集 | 2020-12-14 | 蘇揆買漫畫送孫女 被抓包打統編報公帳、硬拗下屬多事！？                 | 立法委員：鄭麗文、資深媒體人：董智森、台北市議員：侯漢廷、立法委員：高嘉瑜                                                                                   |
| 第308集 | 2020-12-15 | 驚爆！監院約詢柯P影帶曝光 小英愛將挨轟東廠整肅                        | 立法委員：鄭麗文、台北市議員：羅智強、台北市議員：王鴻薇、前立法委員：李俊毅                                                                                 |
| 第309集 | 2020-12-16 | 擔心燒更大的火！？蘇揆不敢公開特別費發票、有貓膩！？                  | 立法委員：鄭麗文、立法委員：費鴻泰、資深媒體人：鄭師誠、前立法委員：吳育昇                                                                                   |
| 第310集 | 2020-12-17 | 耶誕節深夜叫去查水表？蘇偉碩反擊：封不住我的口！                      | 立法委員：鄭麗文、資深媒體人：陳揮文、前立法委員：林郁方、新北市議員：黃俊哲                                                                                 |
| 第311集 | 2020-12-18 | 反制查水表！？羅智強警局自首：把我和小英都抓去關！                    | 立法委員：鄭麗文、立法委員：陳玉珍 (金門)、國民黨副秘書長：柯志恩、台北市議員：王世堅                                                                        |
| 第312集 | 2020-12-21 | 追殺無極限？「部長下令」吿蘇偉碩？陳時中：呃...應該是！               | 立法委員：鄭麗文、台北市議員：羅智強、台北市議員：侯漢廷、立法委員：高嘉瑜                                                                                   |
| 第313集 | 2020-12-22 | 相隔253天！本土零確診破功！台灣防疫「拉警報」？                       | 立法委員：鄭麗文、資深媒體人：董智森、前立法委員：林郁方、前立法委員：李俊毅                                                                                 |
| 第314集 | 2020-12-23 | 還有未爆彈？機師確診足跡遍及雙北 防疫破洞連環爆？                     | 立法委員：鄭麗文、立法委員：費鴻泰、國民黨文傳會主委：王育敏、資深媒體人：毛嘉慶                                                                             |
| 第315集 | 2020-12-24 | 「不要再問了！」陳時中怒了？12/9足跡不能問、有貓膩？                  | 前立法委員：蔡正元、資深媒體人：陳揮文、資深媒體人：鄭師誠、新北市議員：黃俊哲                                                                               |
| 第316集 | 2020-12-25 | 「萊」硬的！在野民意全遭封殺 萊豬元旦大舉入台！                       | 時事評論員：朱學恆、國民黨副秘書長：柯志恩、資深媒體人：謝寒冰、台北市議員：王世堅                                                                           |
| 第317集 | 2020-12-28 | 不演了？「表姐夫」掌握最高行政法院 民吿官「他」說了算！？             | 立法委員：鄭麗文、台北市議員：羅智強、台北市議員：王鴻薇、立法委員：高嘉瑜                                                                                   |
| 第318集 | 2020-12-29 | 英國變種病毒「又急又兇」！台灣「堅強堡壘」不用鎖國防疫！？            | 立法委員：鄭麗文、資深媒體人：陳揮文、國民黨副秘書長：柯志恩、立法委員：賴香伶                                                                               |
| 第319集 | 2020-12-30 | 萊豬「戰國時代」？標章一團亂 民怒：敢開放萊豬就要有肩膀！             | 立法委員：鄭麗文、立法委員：費鴻泰、前立法委員：吳育昇、新北市議員：黃俊哲                                                                                   |

| 集數    | 播出日期   | 節目主題                                                               | 節目來賓                                                                                           |
| ------- | ---------- | ---------------------------------------------------------------------- | -------------------------------------------------------------------------------------------------- |
| 第320集 | 2021-01-04 | 2021萊豬元年！先威脅後「謙卑」？地方顧食安竟要被懲戒？                 | 立法委員：鄭麗文、台北市議員：羅智強、台北市議員：侯漢廷、立法委員：高嘉瑜                         |
| 第321集 | 2021-01-05 | 跨時空打臉？「地方制定更嚴格瘦肉精規範」蘇院長忘了？                   | 立法委員：鄭麗文、資深媒體人：董智森、前立法委員：林郁方、前立法委員：李俊毅                       |
| 第322集 | 2021-01-06 | 糖也是毒、萊豬很小問題？李遠哲「金句」民怒：又在在練肖話？             | 立法委員：鄭麗文、立法委員：費鴻泰、資深媒體人:鄭師誠、立法委員：賴香伶                            |
| 第323集 | 2021-01-07 | 200年來首次！美國會遭暴民攻破 驚見R.O.C.國旗！                         | 立法委員：鄭麗文、資深媒體人：陳揮文、國民黨副秘書長：柯志恩、新北市議員：黃俊哲                   |
| 第324集 | 2021-01-08 | 美國會暴動釀5死！川普「玩殘」民主 恐提前下台？                         | 立法委員:鄭麗文、時事評論員：朱學恆、資深媒體人：謝寒冰、國民黨中常委：高思博                      |
| 第325集 | 2021-01-11 | 川普最後瘋狂！台灣走鐘陪演 綠親川普！？                                | 立法委員：鄭麗文、資深媒體人：董智森、台北市議員：侯漢廷、立法委員：高嘉瑜                         |
| 第326集 | 2021-01-12 | 一院內、一社區感染！醫師插管遭染疫！女友也確診！                       | 立法委員：鄭麗文、立法委員：李貴敏、前立法委員：林郁方、資深媒體人：鄭師誠                         |
| 第327集 | 2021-01-13 | 人心惶惶！？驚傳醫護確診 疫調「落漆」連4改！                           | 立法委員：鄭麗文、立法委員：費鴻泰、立法委員：陳玉珍 (金門)、新北市議員：黃俊哲                    |
| 第328集 | 2021-01-14 | 「開除說」引發風暴！綠圍剿楊志良 政治獵巫轉焦點？                      | 立法委員：鄭麗文、資深媒體人：陳揮文、國民黨副秘書長：柯志恩、立法委員：賴香伶                     |
| 第329集 | 2021-01-15 | SOP「擺一邊」？染疫醫偕女友逛街未遵「防疫規定」？                      | 立法委員：鄭麗文、時事評論員：朱學恆、資深媒體人：謝寒冰、台北市議員：王世堅                       |
| 第330集 | 2021-01-18 | 「隙縫」變「漏洞」？醫護又確診楊志良上火線「說清楚」！                 | 立法委員：鄭麗文、資深媒體人：董智森、前衛生署長:楊志良、立法委員：高嘉瑜                          |
| 第331集 | 2021-01-19 | 驚！8天內9人染疫！部桃醫院還有「未爆彈」？                             | 立法委員：鄭麗文、前立法委員：林郁方、資深媒體人：鄭師誠、民進黨發言人：謝佩芬                     |
| 第332集 | 2021-01-20 | 桃醫9天10人確診！疫情擴散社區？看護足跡「最麻煩」？                    | 立法委員：鄭麗文、立法委員：費鴻泰、國民黨副秘書長:柯志恩、新北市議員：黃俊哲                      |
| 第333集 | 2021-01-21 | 防疫最大挑戰？桃醫感染加劇 在地「人心惶惶」？                          | 立法委員：鄭麗文、資深媒體人：陳揮文、台北市議員：侯漢廷、台北市議員：王世堅                       |
| 第334集 | 2021-01-22 | 今本土再+2桃醫首傳病患染疫 近11天來12人確診！                          | 立法委員：鄭麗文、時事評論員：朱學恆、立法委員：陳玉珍 (金門)、資深媒體人：謝寒冰                  |
| 第335集 | 2021-01-25 | 疫情「滾雪球」？13天已15人確診 隔離暴增至5千人！                       | 立法委員：鄭麗文、資深媒體人：董智森、台北市議員：侯漢廷、立法委員：高嘉瑜                         |
| 第336集 | 2021-01-26 | 破天荒！桃醫5千人隔離 竟有醫護「未被匡列」？                           | 立法委員：鄭麗文、前立法委員：林郁方、前立法委員：李俊毅、資深媒體人：毛嘉慶                       |
| 第337集 | 2021-01-27 | 形同虛設？部桃分艙分流「做給長官看」！？                               | 立法委員：鄭麗文、立法委員：費鴻泰、資深媒體人：鄭師誠、新北市議員：黃俊哲                         |
| 第338集 | 2021-01-28 | 「撐醫護」出張嘴？清潔人員遭歧視 部桃基層爆離職潮？                    | 立法委員：鄭麗文、資深媒體人：陳揮文、立法委員：陳玉珍 (金門)、立法委員：許智傑                    |
| 第339集 | 2021-01-29 | 詭！黃芳彥加州突逝 扁家弊案「石沈大海」！？                            | 國民黨副秘書長：柯志恩、前北市副市長：李永萍、資深媒體人：謝寒冰、台北市議員：王世堅               |
| 第340集 | 2021-02-01 | 「少康」中興？趙重回國民黨 參選主席「捨我其誰」？                      | 立法委員：鄭麗文、資深媒體人：董智森、台北市議員：羅智強、立法委員：高嘉瑜                         |
| 第341集 | 2021-02-02 | 病毒夠狡猾！案913檢10次確診 網友驚：有練九陰真經？                     | 立法委員：鄭麗文、前立法委員：林郁方、立法委員：林為洲、前立法委員：李俊毅                         |
| 第342集 | 2021-02-03 | 2/6「完捷篇」？萊豬民怨沸騰 藍綠鳳山直球對決！                         | 立法委員：鄭麗文、立法委員：費鴻泰、國民黨文傳會主委：王育敏、資深媒體人：鄭師誠                   |
| 第343集 | 2021-02-04 | 措手不及！？中小學延後開學 家長傻眼：昨整人嗎？                        | 立法委員：鄭麗文、資深媒體人：陳揮文、台北市議員：侯漢廷、前衛生署長：楊志良                       |
| 第344集 | 2021-02-05 | 台灣辦公室生變 蓋亞那打臉蔡政府？網傻：圖都發了                        | 立法委員：鄭麗文、時事評論員：朱學恆、資深媒體人：謝寒冰、台北市議員：王世堅                       |
| 第345集 | 2021-02-08 | DPP下出冷汗？罷捷功虧一簣 陳柏惟「剉咧等」！？                         | 立法委員：鄭麗文、台北市議員：侯漢廷、資深媒體人：董智森、立法委員：高嘉瑜                         |
| 第346集 | 2021-02-09 | AZ疫苗「連環爆」？20萬劑將抵台 有醫護「不想打」？                      | 立法委員：鄭麗文、前立法委員：林郁方、資深媒體人：陳揮文、新北市議員：黃俊哲                       |
| 第347集 | 2021-02-17 | 「有人不讓台高興」！明年出國可期待？疫苗何時六成？                     | 立法委員：鄭麗文、立法委員：費鴻泰、前衛生署長：楊志良、新北市議員：黃俊哲                         |
| 第348集 | 2021-02-18 | 買BNT疫苗受阻 趙少康轟陳時中：偷雞摸狗怪東怪西                         | 立法委員：鄭麗文、資深媒體人：陳揮文、台北市議員：侯漢廷、防疫學會榮譽理事長：王任賢               |
| 第349集 | 2021-02-19 | BNT聲明打臉陳時中？重申與上海復星簽約代理                              | 立法委員：鄭麗文、時事評論員：朱學恆、資深媒體人：謝寒冰、台北市議員：王世堅                       |
| 第350集 | 2021-02-22 | 講好的3千萬際呢？BNT疫苗破局 陳時中在說謊？                            | 立法委員：鄭麗文、台北市議員：羅智強、資深媒體人：董智森、立法委員:高嘉瑜                          |
| 第351集 | 2021-02-23 | 「變種病毒」長驅直入？放寬來台 居檢後不需篩檢？                        | 立法委員：鄭麗文、前立法委員：林郁方、台北市議員：王鴻薇、新光醫院副院長：洪子仁                   |
| 第352集 | 2021-02-24 | 疫苗遙遙無期？群體免疫再等等 台灣防疫輸掉下半場？                      | 立法委員：鄭麗文、立法委員：費鴻泰、資深媒體人：鄭師誠、立法委員：賴香伶                           |
| 第353集 | 2021-02-25 | AZ疫苗「跳票」！國際供貨大緊縮 台灣千萬劑剉咧等！？                    | 資深媒體人：陳揮文、國民黨副秘書長：柯志恩、前衛生署長：楊志良、前立法委員：孫大千                 |
| 第354集 | 2021-02-26 | 疫苗「愈買愈貴」？藍委怒嗆：部長說謊.好丟人？                          | 立法委員：鄭麗文、時事評論員：朱學恆、資深媒體人：謝寒冰、台北市議員：王世堅                       |
| 第355集 | 2021-03-01 | 檢疫？政治？陸禁台鳳梨輸入 農民：欲哭無淚！                            | 立法委員：鄭麗文、立法委員：費鴻泰、前立法委員：孫大千、新光醫院副院長：洪子仁                     |
| 第356集 | 2021-03-02 | X話連發？1天吃18Kg鳳梨 宅神：襪子外銷受挫就吃...？                     | 立法委員：鄭麗文、前衛生署長：楊志良、前立法委員：林郁方、資深媒體人：鄭師誠                       |
| 第357集 | 2021-03-03 | 北京拋球、台灣接招？兩岸鳳梨風波 復談契機露曙光？                      | 立法委員：鄭麗文、立法委員：費鴻泰、資深媒體人：董智森、新北市議員：黃俊哲                         |
| 第358集 | 2021-03-04 | 搞神秘？疫苗只來11.7萬劑 總統府要求「全程保密」？                      | 立法委員：鄭麗文、資深媒體人：陳揮文、台北市議員：侯漢廷、立法委員：賴香伶                         |
| 第359集 | 2021-03-05 | 拚6成覆蓋率 邊境可望鬆綁？下批疫苗「望穿秋水」？                       | 立法委員：鄭麗文、資深媒體人：謝寒冰、國民黨副秘書長：柯志恩、台北市議員：王世堅                   |
| 第360集 | 2021-03-08 | 鑿井取水？旱象告急 政府挨轟：若缺電、鑽木取火？                        | 立法委員：鄭麗文、立法委員：費鴻泰、台北市議員：羅智強、立法委員：高嘉瑜                           |
| 第361集 | 2021-03-09 | 租屋非同居？王定宇爆緋聞「瓜田李下」閃閃躲躲？                         | 立法委員：鄭麗文、前衛生署長：楊志良、前立法委員：林郁方、資深媒體人：鄭師誠                       |
| 第362集 | 2021-03-10 | 難以「顏宇」神隱！扯房租8千元 網炸鍋：含不含「税」？                   | 立法委員：鄭麗文、立法委員：費鴻泰、國民黨文傳會主委：王育敏、資深媒體人：董智森                   |
| 第363集 | 2021-03-11 | 桃色風暴延燒！月租8千？遭爆：「親密動線」無法分租！？                  | 立法委員：鄭麗文、台北市議員：侯漢廷、資深媒體人:陳揮文、新北市議員：黃俊哲                        |
| 第364集 | 2021-03-12 | 案情不單純？王定宇惹桃花 謝龍介：恐釀危機？                            | 立法委員：鄭麗文、國民黨副秘書長：柯志恩、時事評論員：朱學恆、台北市議員：王世堅                   |
| 第365集 | 2021-03-15 | 安好「太座」？王定宇神隱6天終露面：房租8千還太貴！？                   | 立法委員：鄭麗文、立法委員：費鴻泰、台北市議員：羅智強、立法委員：高嘉瑜                           |
| 第366集 | 2021-03-16 | 會勘「踩壞」藻礁？小英「有圖為證」網譏：有黨證就可以？                 | 立法委員：陳玉珍 (金門)、前立法委員：林郁方、台北市議員：侯漢廷、資深媒體人：鄭師誠                |
| 第367集 | 2021-03-17 | 生吃不夠、還能曬乾？傳台巴拉圭200萬劑AZ疫苗？                          | 立法委員：鄭麗文、立法委員：費鴻泰、資深媒體人：董智森、新北市議員：黃俊哲                         |
| 第368集 | 2021-03-18 | 呷免錢「拼了」？全台逾百人「鮭」化 店家血本無「鮭」？                  | 立法委員：鄭麗文、資深媒體人：陳揮文、國民黨副秘書長：柯志恩、前衛生署長：楊志良                   |
| 第369集 | 2021-03-19 | 台南、桃園、高雄持槍率前三名 網諷綠色是慶記的顏色                      | 立法委員：鄭麗文、資深媒體人：謝寒冰、時事評論員：朱學恆、台北市議員：王世堅                       |
| 第370集 | 2021-03-22 | 搶頭針不給拍！蘇揆留給小編發圖 疫苗機密吵翻天！                        | 立法委員：鄭麗文、立法委員：費鴻泰、台北市議員：羅智強、立法委員：高嘉瑜                           |
| 第371集 | 2021-03-23 | 5個月內第2起！F5E失事1死1失聯 彈射椅汰換延宕？                         | 立法委員：鄭麗文、前立法委員：林郁方、台北市議員：侯漢廷、前立法委員：李俊毅                       |
| 第372集 | 2021-03-24 | 彈射椅致命？去年說汰換說到現在 輕忽飛官性命？                          | 立法委員：鄭麗文、立法委員：費鴻泰、資深媒體人：董智森、前立法委員：陳宜民                         |
| 第373集 | 2021-03-25 | 綠營不知疾苦？挨轟：今天公祭、明天忘記、後天音樂祭                     | 立法委員：鄭麗文、資深媒體人：陳揮文、國民黨副秘書長:柯志恩、資深媒體人：鄭師誠                    |
| 第374集 | 2021-03-26 | 「大排長榮」動彈不得！天然氣萬一卡關 台灣「剉咧等」！？                | 立法委員：鄭麗文、時事評論員：朱學恆、資深媒體人:謝寒冰、台北市議員：王世堅                        |
| 第375集 | 2021-03-29 | 疫苗打得慢、來得更慢！拚6成接種解封 大陸疫苗也OK？                     | 立法委員：鄭麗文、立法委員：費鴻泰、台北市議員：羅智強、立法委員：高嘉瑜                           |
| 第376集 | 2021-03-30 | BNT、GG了？不因政治排斥陸疫苗 陳時中「扛不住了」？                     | 立法委員：鄭麗文、前立法委員：林郁方、前立法委員：孫大千、資深媒體人：鄭師誠                       |
| 第377集 | 2021-03-31 | 國產疫苗報喜？拚7月授權開打 楊志良：我死都不打！                       | 立法委員：鄭麗文、立法委員：費鴻泰、資深媒體人：董智森、前衛生署長：楊志良                         |
| 第378集 | 2021-04-01 | AZ疫苗打氣低迷！買不到BNT誰該負責？誰在說謊？                          | 立法委員：鄭麗文、資深媒體人：陳揮文、台北市議員：侯漢廷、新北市議員：黃俊哲                       |
| 第379集 | 2021-04-02 | 慘！工程車摔落撞台鐵太魯閣 史上最嚴重傷亡！                            | 立法委員：鄭麗文、資深媒體人:謝寒冰、國民黨副秘書長:柯志恩、台北市議員王世堅                       |
| 第380集 | 2021-04-05 | 50人枉死？列車出事前「關鍵7分鐘」李義祥冷眼旁觀？                      | 立法委員：鄭麗文、資深媒體人:鄭師誠、立法委員：費鴻泰、台北市議員羅智強                            |
| 第381集 | 2021-04-06 | 改個鬼？小英：「台鐵改革沒上限」網怒：人命不如萊豬                     | 立法委員：鄭麗文、前衛生署長:楊志良、前立法委員:林郁方、台北市議員：侯漢廷                         |
| 第382集 | 2021-04-07 | 撞擊影片曝光！李義祥滿嘴謊言 花檢不排除聲押更多人？                    | 立法委員：鄭麗文、立法委員:費鴻泰、資深媒體人:董智森、新北市議員:黃俊哲                            |
| 第383集 | 2021-04-08 | 第2枚晶片曝：李義祥開怪手釀禍？副駕「阿好」遭羈押禁見！                | 立法委員：鄭麗文、資深媒體人:陳揮文、國民黨副秘書長:柯志恩、土木建築學會理事長:余 烈               |
| 第384集 | 2021-04-09 | 台鐵渾然不知？李義祥借牌包工程 案情直指官商勾結？                      | 立法委員：鄭麗文、時事評論員:朱學恆、資深媒體人:謝寒冰、台北市議員：王世堅                         |
| 第385集 | 2021-04-12 | 檢追台鐵貪瀆？高層推IG觸擊率 網傻眼「今夕是何夕」？                    | 立法委員：鄭麗文、立法委員:費鴻泰、台北市議員：羅智強、立法委員:高嘉瑜                             |
| 第386集 | 2021-04-13 | 聽不見、可以拍桌？陳抗者批檢警構陷 分局長遭拔調職！                    | 立法委員：鄭麗文、立法委員:洪孟楷、資深媒體人：陳揮文、台北市議員：侯漢廷                          |
| 第387集 | 2021-04-14 | 日本擬排核廢水、各國跳腳！「謝大使」幫腔「稀釋後可喝」？               | 立法委員：鄭麗文、立法委員:費鴻泰、前立法委員:林郁方、前衛生署長:楊志良                            |
| 第388集 | 2021-04-15 | 事主變公親？太魯閣善款留2/3幹嘛？家屬怒批：沒問過我們                  | 立法委員：鄭麗文、資深媒體人:董智森、國民黨副秘書長:柯志恩、立法委員：許智傑                       |
| 第389集 | 2021-04-16 | 炸鍋！「我沒抗議就是媚日？」謝代表嗆國人「自卑、自虐」？               | 台北市議員：王鴻薇、時事評論員:朱學恆、資深媒體人:鄭師誠、台北市議員：王世堅                       |
| 第390集 | 2021-04-19 | 眾怒已平？丁怡銘回政院月領11萬 網轟：丁允恭也不遠了？                  | 立法委員：鄭麗文、立法委員:費鴻泰、台北市議員：羅智強、立法委員:高嘉瑜                             |
| 第391集 | 2021-04-20 | 沒離開過？傳開嗆游錫堃辦公室 丁怡銘「地下院長」？                      | 立法委員：鄭麗文、前立法委員:林郁方、台北市議員：侯漢廷、前立法委員:李俊毅                         |
| 第392集 | 2021-04-21 | 「水牛伯」不忍了？丁顧問嗆「誰在放話」反蘇怒火竄燒？                   | 立法委員：鄭麗文、立法委員:費鴻泰、台北市議員：王鴻薇、資深媒體人:董智森                           |
| 第393集 | 2021-04-22 | 謝大使：台灣也排氚廢水 遭疑散布假消息 內政部辦不辦？                   | 立法委員：鄭麗文、資深媒體人：陳揮文、立法委員：林奕華、資深媒體人:鄭師誠                          |
| 第394集 | 2021-04-23 | 真心換絕情？環團VS總統「話不投機」 潘忠政：失望、沉重！                | 立法委員：陳玉珍 (金門)、時事評論員:朱學恆、資深媒體人:謝寒冰、台北市議員：王世堅                  |
| 第395集 | 2021-04-26 | 部桃群聚翻版？華航7天9機師確診 專家：恐藏隱形傳播鏈                    | 立法委員：鄭麗文、立法委員:費鴻泰、台北市議員：羅智強、資深媒體人:鄭師誠                           |
| 第396集 | 2021-04-27 | 追感染源！華航5大機隊4淪陷 專家憂重蹈部桃覆轍？                        | 立法委員：鄭麗文、前衛生署長:楊志良、前立法委員:林郁方、台北市議員：侯漢廷                         |
| 第397集 | 2021-04-28 | 血清陽性機師家屬染疫！早有本土群聚？ 醫：至少兩波以上                  | 立法委員：鄭麗文、立法委員:費鴻泰、資深媒體人:董智森、新北市議員:黃俊哲                            |
| 第398集 | 2021-04-29 | 囂張？綠營高幹子涉毒遭押 竟在警局見手下還PO網？                        | 立法委員：鄭麗文、資深媒體人：陳揮文、立法委員：李貴敏、立法委員：林為洲                           |
| 第399集 | 2021-04-30 | 華航檢疫旅館連環爆！今本土+3 均「諾富特」員工                          | 立法委員：鄭麗文、台北市議員：王鴻薇、國民黨副秘書長:柯志恩、台北市議員：王世堅                    |
| 第400集 | 2021-05-03 | 華航群聚風暴延燒！已26人確診 陳時中：社區傳播邊緣！                    | 立法委員：鄭麗文、立法委員:費鴻泰、台北市議員：羅智強、流行病學專家：陳宜民                        |
| 第401集 | 2021-05-04 | 公然向警叫陣？惡煞撒千隻「蟑螂」衝著兩位局長而來？                     | 立法委員：鄭麗文、資深媒體人:陳揮文、防疫學會理事長：王任賢、立法委員：高嘉瑜                      |
| 第402集 | 2021-05-05 | 房客爆氣！諾富特隱匿入住紀錄？網控：荒唐桃園市政府                     | 立法委員：鄭麗文、立法委員:費鴻泰、新北市議員:黃俊哲、前立法委員:林郁方                            |
| 第403集 | 2021-05-06 | 「3人中招」被帶走？國宅人心惶惶 鄰居：可惡！都不跟我們說               | 立法委員：鄭麗文、資深媒體人:董智森、國民黨副秘書長:柯志恩、資深媒體人:鄭師誠                      |
| 第404集 | 2021-05-07 | 四方究責？甩鍋？諾富特「混住」早開鍘 罰15萬「難平眾怒」？              | 立法委員：鄭麗文、資深媒體人:謝寒冰、立法委員：李貴敏、台北市議員：侯漢廷                          |
| 第405集 | 2021-05-10 | 病毒跑得比公文快？二月就「混住」藍批：中央、地方都在睡覺？             | 立法委員：鄭麗文、立法委員:費鴻泰、台北市議員：羅智強、資深媒體人:鄭師誠                           |
| 第406集 | 2021-05-11 | 疫情一發不可收拾？今再增多人染疫 雙北進入「戒備狀態」？                | 立法委員：鄭麗文、前衛生署長:楊志良、台北市議員：王鴻薇、台北市議員：侯漢廷                        |
| 第407集 | 2021-05-12 | 史上新高、破紀錄！今添16例本土確診 防疫恐升至第三級？                  | 立法委員：鄭麗文、立法委員:費鴻泰、資深媒體人:董智森、立法委員：高嘉瑜                             |
| 第408集 | 2021-05-13 | 疫情無盡頭？連三天已傳36例本土確診 風暴來臨前兆？                      | 立法委員：鄭麗文、資深媒體人:陳揮文、國民黨副秘書長:柯志恩、防疫學會理事長：王任賢                 |
| 第409集 | 2021-05-14 | 病毒遍地開花？今本土再傳29例確診 誰是「超級傳播者」？                  | 立法委員：鄭麗文、時事評論員:朱學恆、資深媒體人:謝寒冰、台北市議員：王世堅                         |
| 第410集 | 2021-05-17 | 一發不可收拾？今本土+333人 病床滿載「一床難嗎」？                      | 立法委員：鄭麗文、立法委員:費鴻泰、康寧醫院副院長：尹長生、立法委員：高嘉瑜                        |
| 第411集 | 2021-05-18 | 連4天破百！本土確診再+240人 今新增2例死亡個案                          | 立法委員：鄭麗文、前衛生署長:楊志良、立法委員：萬美玲、台北市議員：侯漢廷                          |
| 第412集 | 2021-05-19 | 確診者滾雪球！萬華婦醫院拒收 回家隔離「失聯枉死」？                    | 立法委員：鄭麗文、立法委員:費鴻泰、資深媒體人:董智森、新北市議員:黃俊哲                            |
| 第413集 | 2021-05-20 | 缺水、缺電、缺疫苗！疫情飆升的520 人民仍是「最軟的一塊」？             | 立法委員：鄭麗文、資深媒體人:陳揮文、國民黨副秘書長:柯志恩、資深媒體人:鄭師誠                      |
| 第414集 | 2021-05-21 | 開車不戴罩受罰？CDC:若一個人不用 民轟：在家也要戴嗎？                  | 立法委員：鄭麗文、時事評論員:朱學恆、資深媒體人:謝寒冰、台北市議員：王世堅                         |
| 第415集 | 2021-05-24 | 金門縣長氣炸！航空站快篩遭拆 楊鎮浯怒：自願篩都不行？                  | 立法委員：鄭麗文、立法委員：費鴻泰、前衛生署長:楊志良、台北市議員：羅智強                          |
| 第416集 | 2021-05-25 | 8天傳23死！中央統一調度病床 確診遭拒收、量能充足？                     | 立法委員：鄭麗文、防疫學會理事長：王任賢、立法委員：洪孟楷、台北市議員：侯漢廷                     |
| 第417集 | 2021-05-26 | 地方「疫」苗難求！「北市一瓶不剩」柯P：到8月死傷慘重！？               | 立法委員：鄭麗文、立法委員：費鴻泰、資深媒體人:董智森、立法委員：高嘉瑜                            |
| 第418集 | 2021-05-27 | 醫療崩壞？柯P「就看到有人抬出去」醫憂：這次真的慘了...                 | 立法委員：鄭麗文、資深媒體人:陳揮文、國民黨副秘書長:柯志恩、新北市議員:黃俊哲                      |
| 第419集 | 2021-05-28 | 杯水車薪？15萬劑莫德納抵台 呂秀蓮：再不來、退回萊豬！                  | 立法委員：鄭麗文、資深媒體人:陳揮文、資深媒體人:謝寒冰、資深媒體人：鄭師誠、台北市議員：王世堅     |
| 第420集 | 2021-05-31 | 民間籌疫苗救命！遭政府潑冷水 民轟：是要護航國產疫苗？                  | 立法委員：鄭麗文、立法委員：費鴻泰、台北市議員：羅智強 、立法委員：高嘉瑜                          |
| 第421集 | 2021-06-01 | 疑雲四起？蔡總統澄清疫苗炒股 法界：這樣說誰敢查？                      | 立法委員：鄭麗文、前衛生署長:楊志良、前立法委員:林郁方、資深媒體人：鄭師誠                         |
| 第422集 | 2021-06-02 | 郭董買疫苗 快過期?製造貧富對立？陳時中：還缺原廠授權書                 | 立法委員：鄭麗文、立法委員：費鴻泰、資深媒體人:董智森、時事評論員:歷史哥                           |
| 第423集 | 2021-06-03 | 民怨沖天！府前喇叭嗆：我要疫苗 館長怒「民主國家不能檢討」？            | 立法委員：鄭麗文、資深媒體人:陳揮文、台北市議員：侯漢廷、新北市議員:黃俊哲                         |
| 第424集 | 2021-06-04 | 萬事莫如疫苗急！日本124萬劑抵台 小英啟動「十日寧靜作戰」？             | 立法委員：鄭麗文、時事評論員:朱學恆、資深媒體人:謝寒冰、台北市議員：王世堅                         |
| 第425集 | 2021-06-07 | 三級警戒延至6/28 確診死亡率逾全球 網轟陳時中「視而不見」？             | 立法委員：鄭麗文、立法委員：費鴻泰、前衛生署長:楊志良、台北市議員：羅智強                          |
| 第426集 | 2021-06-08 | 網傳日外相稱台疫苗「只要擋一下」蘇貞昌：謠言惡毒要查辦！               | 立法委員：鄭麗文、前立法委員：林郁方、台北市議員：侯漢廷、資深媒體人:鄭師誠                        |
| 第427集 | 2021-06-09 | 疫苗何時到？蘇揆：你買不到雞腿會罵自己？藍委「無言以對」               | 立法委員：鄭麗文、立法委員：費鴻泰、資深媒體人:董智森、防疫學會理事長：王任賢                      |
| 第428集 | 2021-06-10 | 做哏圖有特權？丁怡銘遭爆已打疫苗 網酸：倒水、掃地的也打？              | 立法委員：鄭麗文、資深媒體人:陳揮文、國民黨副秘書長:柯志恩、康寧醫院副院長：尹長生                 |
| 第429集 | 2021-06-11 | 高端解盲按劇本走？國產疫苗一劑8百多 藍委：把全民當冤大頭？             | 立法委員：鄭麗文、時事評論員:朱學恆、資深媒體人:謝寒冰、台北市議員：王世堅                         |
| 第430集 | 2021-06-14 | 「大細漢」差很多？疫苗分配吵翻天 雙北vs高雄「兩樣情」？                | 立法委員：鄭麗文、立法委員：費鴻泰、前衛生署長:楊志良、台北市議員：羅智強                          |
| 第431集 | 2021-06-15 | 6月有望免夏季電價？人民等救命錢 綠委批紓困漏洞百出！                   | 立法委員：鄭麗文、立法委員：費鴻泰、前立法委員：林郁方、立法委員：許智傑                           |
| 第432集 | 2021-06-16 | 接種站變群聚圈？長者打疫苗「場面亂」 4長者施打後不治！                 | 立法委員：鄭麗文、資深媒體人:董智森、立法委員：李貴敏、台北市議員：陳永德                          |
| 第433集 | 2021-06-17 | 長者接種20死！疑案層出不窮？陳時中：打疫苗仍利大於弊                   | 台北市議員：王鴻薇、資深媒體人:陳揮文、資深媒體人:鄭師誠、防疫學會理事長：王任賢                   |
| 第434集 | 2021-06-18 | 打完AZ逾40人死 長者觀望、子女不吭聲 打氣降影響群體免疫？               | 康寧醫院副院長：尹長生、時事評論員:朱學恆、資深媒體人:謝寒冰、台北市議員：王世堅                   |
| 第435集 | 2021-06-21 | 解燃眉之急？250萬劑莫德納抵台 網疑：買海馬士火箭送疫苗？               | 立法委員：鄭麗文、立法委員：費鴻泰、前國健署長：邱淑媞、資深媒體人:鄭師誠                          |
| 第436集 | 2021-06-22 | 百姓＂凍為條＂了？6/28可「微解封」？陳時中:已在評估中                  | 立法委員：鄭麗文、前衛生署長:楊志良、前立法委員：林郁方、台北市議員：陳永德                        |
| 第437集 | 2021-06-23 | 三級警戒延至7/12 「微解封」有條件開放 陳時中今拍板                     | 立法委員：鄭麗文、立法委員：費鴻泰、資深媒體人:董智森、新光醫院副院長:洪子仁                       |
| 第438集 | 2021-06-24 | 2國際機構致函小英？擬助台洽購嬌生、BNT 上看5000萬劑？                  | 立法委員：鄭麗文、資深媒體人:陳揮文、台北市議員：侯漢廷、防疫學會理事長：王任賢                    |
| 第439集 | 2021-06-25 | 聯亞股價大漲 有詭？金管會要查 網酸：球員裁判都自己人.怎麼查？          | 立法委員：鄭麗文、時事評論員:朱學恆、資深媒體人：謝寒冰、立法委員：高嘉瑜                          |
| 第440集 | 2021-06-28 | 老闆下跪求疫苗！總統發文悼念美罹難者 網怒：多關心台灣人民              | 立法委員：鄭麗文、立法委員：費鴻泰、台北市議員：羅智強、立法委員：高嘉瑜                           |
| 第441集 | 2021-06-29 | 萬人狂搶疫苗殘劑！85歲連戰個資遭洩「大官」施打竟不公開                 | 立法委員：鄭麗文、前衛生署長:楊志良、前立法委員：林郁方、資深媒體人：鄭師誠                        |
| 第442集 | 2021-06-30 | 還可能再爆？屏東Delta群聚15人染疫 枋寮醫院恐為破口？                   | 立法委員：鄭麗文、立法委員:費鴻泰、資深媒體人：董智森、立法委員：林奕華                            |
| 第443集 | 2021-07-01 | 萊豬白吞了？美證實台積電促疫苗來台 網酸：現在誰在執政？                | 立法委員：鄭麗文、資深媒體人:陳揮文、立法委員：陳玉珍 (金門)、康寧醫院副院長：尹長生               |
| 第444集 | 2021-07-02 | 環南市場爆41人確診 林昶佐「亂入」？遭吐槽：你關心過嗎？                | 立法委員：鄭麗文、時事評論員:朱學恆、台北市議員：陳永德、台北市議員：王世堅                        |
| 第445集 | 2021-07-05 | 「滾！回去唱歌啦！」萬華人嗆爆林昶佐 網路炸鍋：刷存在感！              | 立法委員：鄭麗文、立法委員：費鴻泰、台北市議員：羅智強、立法委員：高嘉瑜                           |
| 第446集 | 2021-07-06 | 別人送iPhone ! 台灣搶疫苗「仆街」網友心酸：像喪屍片？                  | 立法委員：鄭麗文、前立法委員：林郁方、台北市議員:王鴻薇、東華大學教授：施正鋒                      |
| 第447集 | 2021-07-07 | 登記心酸的？疫苗預約系統上線 網諷：有夢最美、疫苗在哪？                | 立法委員：鄭麗文、立法委員：費鴻泰、前衛生署長：楊志良、資深媒體人：董智森                         |
| 第448集 | 2021-07-08 | 三級警戒延至7/26 餐飲「適度鬆綁」北市不同調「逆時中」？                | 立法委員：鄭麗文、資深媒體人:陳揮文、資深媒體人:鄭師誠、防疫學會理事長：王任賢                     |
| 第449集 | 2021-07-09 | 「微解封」之亂？家長哀鴻遍野「那把小孩送去健身房吧！？」               | 立法委員：鄭麗文、時事評論員:朱學恆、資深媒體人:謝寒冰、台北市議員：王世堅                         |
| 第450集 | 2021-07-12 | BNT要來了？蔡政府放手？政院：只有民間力量做不到                        | 立法委員：鄭麗文、立法委員：費鴻泰、台北市議員：羅智強、立法委員：高嘉瑜                           |
| 第451集 | 2021-07-13 | 18歲以上今開放 只能預約AZ、莫德納 鄉民納悶「怎沒BNT」                  | 立法委員：鄭麗文、資深媒體人:鄭師誠、台北市議員：陳永德、東華大學教授：施正鋒                      |
| 第452集 | 2021-07-14 | 民間簽下BNT 綠笑納百億善舉？網酸：感謝總統「不卡」之恩                 | 立法委員：鄭麗文、立法委員：費鴻泰、前衛生署長：楊志良、資深媒體人：董智森                         |
| 第453集 | 2021-07-15 | 獨步全球？覆蓋率改「劑次人口」陳時中：蔡總統的意思                     | 立法委員：鄭麗文、資深媒體人：陳揮文、前立法委員：林郁方、台北市議員：侯漢廷                       |
| 第454集 | 2021-07-16 | 險破局！台積電曾嗆不玩了？吳子嘉：政府從頭到尾找麻煩                   | 立法委員：鄭麗文、時事評論員:朱學恆、資深媒體人:謝寒冰、台北市議員：王世堅                         |
| 第455集 | 2021-07-19 | 合約保密？講疫苗價格是「居心叵測」陳時中挨批：心裡有鬼？               | 立法委員：鄭麗文、立法委員：費鴻泰、資深媒體人：鄭師誠、立法委員：高嘉瑜                           |
| 第456集 | 2021-07-20 | EUA「突襲」過關？高端疫苗「數據漂亮」專家：連看都不想看！              | 立法委員：鄭麗文、東華大學教授：施正鋒、前立法委員：林郁方、台北市議員：羅智強                     |
| 第457集 | 2021-07-21 | 老早就這樣打算...國手「防疫」坐經濟艙 蔡、蘇被蒙在鼓裡？               | 立法委員：鄭麗文、立法委員：費鴻泰、台北市議員：陳永德、資深媒體人：董智森                         |
| 第458集 | 2021-07-22 | 竟都「自己人」？ACIP委員兼高端疫苗主持人 球員兼裁判？                  | 立法委員：鄭麗文、資深媒體人：陳揮文、立法委員：林奕華、台北市議員：侯漢廷                         |
| 第459集 | 2021-07-23 | 睽違70天！7/27-8/9降為二級警戒 口罩需戴好戴滿！                        | 立法委員：鄭麗文、時事評論員:朱學恆、資深媒體人:謝寒冰、台北市議員：王世堅                         |
| 第460集 | 2021-07-26 | 公費接種高端疫苗 多一種選擇？「水很深」綠委不背書？                    | 立法委員：鄭麗文、立法委員：費鴻泰、資深媒體人：鄭師誠、立法委員：高嘉瑜                           |
| 第461集 | 2021-07-27 | 打完通行無阻？可獲國際認可？預約重啟、高端成選項                       | 立法委員：鄭麗文、東華大學教授：施正鋒、前立法委員：林郁方、台北市議員：羅智強                     |
| 第462集 | 2021-07-28 | 手臂留給國產？蔡總統登記打高端 200萬「莫粉」打不到？                   | 立法委員：鄭麗文、立法委員：費鴻泰、立法委員：李貴敏、資深媒體人：董智森                           |
| 第463集 | 2021-07-29 | 各地缺苗停打 陳時中：地方打太快 柯文哲嗆「不然你來打」！               | 立法委員：鄭麗文、資深媒體人：陳揮文、立法委員：洪孟楷、立法委員：賴香伶                           |
| 第464集 | 2021-07-30 | 恐打不到？第2劑都線上登記預約 長輩淪「疫苗難民」？                     | 立法委員：鄭麗文、時事評論員:朱學恆、資深媒體人:謝寒冰、台北市議員：王世堅                         |
| 第465集 | 2021-08-02 | 疫苗快見底！？長者第二劑拉警報 26萬劑高端「待命」？                    | 立法委員：鄭麗文、立法委員：費鴻泰、資深媒體人：鄭師誠、立法委員：高嘉瑜                           |
| 第466集 | 2021-08-03 | 26萬劑「偷跑」？高端疫苗未審先量產 柯P: 氣到不想講話                   | 立法委員：鄭麗文、東華大學教授：施正鋒、前立法委員：林郁方、台北市議員：羅智強                     |
| 第467集 | 2021-08-04 | 高端送檢多少疫苗？陳時中：第一天我不知道 第二天我忘了問                | 立法委員：鄭麗文、立法委員：費鴻泰、台北市議員：陳永德、資深媒體人：董智森                         |
| 第468集 | 2021-08-05 | 突冒33萬人打莫德納 是其他還是特權？年輕人怒：不投民進黨                | 立法委員：鄭麗文、資深媒體人：陳揮文、立法委員：林奕華、台北市議員：侯漢廷                         |
| 第469集 | 2021-08-06 | 全球搶疫苗 總統賀奪牌！館長怒：官員狂蹭、百姓苦不堪言！                | 立法委員：鄭麗文、前衛生署長:楊志良、資深媒體人:謝寒冰、台北市議員：王世堅                         |
| 第470集 | 2021-08-09 | 超打疫苗「自肥」？還夾帶「自己人」？食藥署挨批：監守自盜               | 立法委員：鄭麗文、立法委員：費鴻泰、前立法委員：林郁方、立法委員：高嘉瑜                           |
| 第471集 | 2021-08-10 | 給超打、工作就停擺？藍委再爆：疫苗商逾2千人打好打滿                    | 立法委員：鄭麗文、台北市議員：羅智強、資深媒體人：鄭師誠、立法委員：許智傑                         |
| 第472集 | 2021-08-11 | 拒發現金「一意孤行」？五倍券月底推出 中秋用到春節？                    | 立法委員：鄭麗文、立法委員：費鴻泰、台北市議員：王鴻薇、資深媒體人：董智森                         |
| 第473集 | 2021-08-12 | 吃了秤砣鐵了心！DPP不發現金 民調6成支持「五倍券」？                    | 立法委員：鄭麗文、資深媒體人：陳揮文、前立法委員：孫大千、東華大學教授：施正鋒                     |
| 第474集 | 2021-08-13 | 李秉穎：圖利廠商、天經地義！網轟：拿人民的命「扶植高端」？             | 立法委員：鄭麗文、時事評論員:朱學恆、資深媒體人:謝寒冰、台北市議員：王世堅                         |
| 第475集 | 2021-08-16 | 政策急轉直下！英系立委「面聖」五倍券免費蘇遭打臉？                     | 立法委員：鄭麗文、立法委員：費鴻泰、前衛生署長：楊志良、資深媒體人：鄭師誠                         |
| 第476集 | 2021-08-17 | 「聯亞」非戰之罪？中和抗體未達標 陳時中：不影響疫苗總量                | 立法委員：鄭麗文、東華大學教授：施正鋒、前立法委員：林郁方、台北市議員：羅智強                     |
| 第477集 | 2021-08-18 | 「警」抓著不放？蘇揆召見8新警局長 綠營內鬥派系傾軋？                   | 立法委員：鄭麗文、立法委員：費鴻泰、台北市議員：王鴻薇、資深媒體人：董智森                         |
| 第478集 | 2021-08-19 | 8/24起「同住家人」可共鍋、吃合菜？指揮中心考慮鬆綁                     | 立法委員：鄭麗文、資深媒體人：陳揮文、台北市議員：侯漢廷、立法委員：高嘉瑜                         |
| 第479集 | 2021-08-20 | 「莫」法度？400萬人苦等第1劑 190萬人第2劑恐「被消失」                  | 立法委員：鄭麗文、台北市議員：陳永德、資深媒體人:謝寒冰、台北市議員：王世堅                        |
| 第480集 | 2021-08-23 | 全台第一針！蔡總統手臂獻國產疫苗 高端3度開放打不完？                   | 立法委員：鄭麗文、立法委員：費鴻泰、立法委員：高嘉瑜、資深媒體人：鄭師誠                           |
| 第481集 | 2021-08-24 | 昨打高端今猝死！專欄作家不治 陳時中：可能心肌梗塞                      | 立法委員：鄭麗文、前立法委員：林郁方、立法委員：林奕華、台北市議員：侯漢廷                         |
| 第482集 | 2021-08-25 | 高端開打4人疑猝死 藍籲緩打！趙少康批：把台人當第三期實驗？             | 前衛生署長:楊志良、立法委員：費鴻泰、資深媒體人：董智森、前立法委員：孫大千                        |
| 第483集 | 2021-08-26 | 不怕被大陸統戰？放行復必泰救蔡聲量 不見民調不掉淚？                    | 立法委員:鄭麗文、資深媒體人：陳揮文、前國健署長：邱淑媞、東華大學教授：施正鋒                      |
| 第484集 | 2021-08-27 | 沒卡「復必泰」？陳時中：就像訂西裝 DPP雙標「搶割稻尾」？               | 立法委員:鄭麗文、時事評論員:朱學恆、資深媒體人:謝寒冰、立法委員：林為洲                            |
| 第485集 | 2021-08-30 | 18-19歲淪疫苗孤兒？郭董：明年保留3千萬劑 蘇揆「冷回謝謝」？            | 立法委員:鄭麗文、立法委員：費鴻泰、資深媒體人：鄭師誠、立法委員：高嘉瑜                            |
| 第486集 | 2021-08-31 | BNT要來了！陳時中：疫苗夠了 二類搶混打「逼民選高端」？                 | 立法委員:鄭麗文、前立法委員：林郁方、台北市議員：侯漢廷、立法委員：鍾佳濱                          |
| 第487集 | 2021-09-01 | BNT將抵台 陳時中：意義重大要接機 疫苗接力賽全靠蔡政府？                | 立法委員:鄭麗文、立法委員：費鴻泰、台北市議員：陳永德、資深媒體人：董智森                          |
| 第488集 | 2021-09-02 | BNT到貨！陳時中接機喊謝謝 高層下令拿掉「復必泰」簡字旗幟？             | 立法委員:鄭麗文、資深媒體人：陳揮文、立法委員：李貴敏、東華大學教授：施正鋒                        |
| 第489集 | 2021-09-03 | 拆復必泰嘸意識形態？陳時中：先滿足第一劑 5天3機師突破性感染            | 立法委員:鄭麗文、資深媒體人:謝寒冰、國民黨文傳會主委:王育敏、台北市議員：王世堅                    |
| 第490集 | 2021-09-06 | 新北幼兒園匡超過百人 陳時中：陽性率很高 網驚開學6天又要停課？          | 立法委員:鄭麗文、立法委員：費鴻泰、台北市議員：侯漢廷、立法委員：高嘉瑜                            |
| 第491集 | 2021-09-07 | 幼園群聚再+5 陳時中：Delta以前來過 台積電要政府快打BNT                 | 立法委員:鄭麗文、前衛生署長：楊志良、台北市議員：羅智強、資深媒體人：鄭師誠                        |
| 第492集 | 2021-09-08 | 幼園Delta定序 與長榮機師不同 陳時中：恐找嘸源頭！                      | 立法委員:鄭麗文、立法委員：費鴻泰、資深媒體人：董智森、前衛生署長：楊志良                          |
| 第493集 | 2021-09-09 | Delta疫情燒 陳時中：源頭可能是「這2人」高端施打趁勢衝一波？            | 立法委員:鄭麗文、資深媒體人：陳揮文、台北市議員：徐巧芯、東華大學教授：施正鋒                      |
| 第494集 | 2021-09-10 | 6月澳門揪台輸Delta 陳時中：沒升級條件 中秋大規模移動免驚？             | 立法委員:鄭麗文、資深媒體人:謝寒冰、台北市議員:陳永德、台北市議員：王世堅                          |
| 第495集 | 2021-09-13 | 誰讓埃及爸淪箭靶？陳時中：別獵巫 指揮中心放颱風假疫情消退？            | 立法委員:鄭麗文、立法委員：費鴻泰、資深媒體人：鄭師誠、立法委員：高嘉瑜                            |
| 第496集 | 2021-09-14 | 65%二類官員打完2劑莫德納！？民眾黨：難怪中央不急著追疫苗               | 立法委員:鄭麗文、前立法委員：林郁方、台北市議員：羅智強、防疫學會理事長：王任賢                    |
| 第497集 | 2021-09-15 | 等嘸第2劑 民嗆朱門酒肉臭！莫德納混打高端、難怪中央不急？               | 立法委員:鄭麗文、立法委員：費鴻泰、資深媒體人：董智森、康寧醫院醫師：尹長生                        |
| 第498集 | 2021-09-16 | 土洋混打？陳時中：台灣才能走在前面 趙少康曝謝思民主持高端二期          | 立法委員:鄭麗文、立法委員：洪孟楷、資深媒體人：陳揮文、東華大學教授：施正鋒                        |
| 第499集 | 2021-09-17 | 3+11「破口」神隱？藍怒撕報告「靠蔡催到莫德納？」網：又內宣             | 前立法委員:孫大千、資深媒體人：謝寒冰、資深媒體人：毛嘉慶、台北市議員：王世堅                      |
| 第500集 | 2021-09-20 | 陸禁台釋迦、蓮霧 陳吉仲10億救市 搬鳳梨劇本搪塞農民？                   | 立法委員:鄭麗文、立法委員：費鴻泰、前立法委員：童惠珍、立法委員：高嘉瑜                            |
| 第501集 | 2021-09-21 | 陳吉仲忍無可忍！？9/30大陸再已讀不回 一狀告到WTO？                     | 立法委員:鄭麗文、立法委員：陳玉珍 (金門)、台北市議員：侯漢廷、資深媒體人：鄭師誠                   |
| 第502集 | 2021-09-22 | 大言不慚？蘇誇疫苗攻守兼備「真朋友」美國怎不埋單高端？                 | 立法委員:鄭麗文、立法委員：費鴻泰、資深媒體人：董智森、前立法委員：李勝峰                          |
| 第503集 | 2021-09-23 | BNT沒過3期不敢買？陳時中買2期高端好勇敢？立陶宛不愛AZ台灣收？          | 立法委員:鄭麗文、立法委員：林奕華、資深媒體人：陳揮文、東華大學教授：施正鋒                        |
| 第504集 | 2021-09-24 | 3+11報告補考？蘇貞昌：為消逝生命抱歉 諾富特真的非破口？                | 立法委員:鄭麗文、台北市議員：王鴻薇、資深媒體人：謝寒冰、台北市議員：王世堅                        |
| 第505集 | 2021-09-27 | 蘇令防疫再鬆綁 疫苗調閱還在吵？升學案遭刪台好脆弱？                    | 立法委員:鄭麗文、立法委員：費鴻泰、前立法委員：李勝峰、立法委員：高嘉瑜                            |
| 第506集 | 2021-09-28 | 藍綠立院混戰 蘇揆54字「吼完」施政報告 防疫推給業者扛？                 | 前立法委員:林郁方、台北市議員：羅智強、資深媒體人：鄭師誠、防疫學會理事長：王任賢                  |
| 第507集 | 2021-09-29 | 民幫防疫遭攻擊 最危險的幸福之地？蘇貞昌弄得人民好亂？                  | 立法委員:鄭麗文、立法委員：費鴻泰、資深媒體人：董智森、台北市議員：侯漢廷                          |
| 第508集 | 2021-09-30 | 妻兒都打高端！陳時中：打完肚子怪怪的 台淪疫苗護照孤兒？                | 立法委員:鄭麗文、資深媒體人：陳揮文、東華大學教授：施正鋒、國北教大兼任教授：莊淇銘                |
| 第509集 | 2021-10-01 | 3+11決策妥適？拿民身家保晶片鏈？美還要奪台積電家底                     | 前立法委員：孫大千、時事評論員：朱學恆、資深媒體人：謝寒冰、台北市議員：王世堅                     |
| 第510集 | 2021-10-04 | 「護國神山」冒牌貨？國慶宣傳片出包 外交部標案「藏貓膩」？              | 立法委員:鄭麗文、立法委員：費鴻泰、前立法委員：李勝峰、立法委員：高嘉瑜                            |
| 第511集 | 2021-10-05 | 鬆綁新規上路「空曠」神邏輯擾民？被登記打高端孕婦傻眼！                 | 立法委員:鄭麗文、前立法委員:林郁方、台北市議員：羅智強、資深媒體人：鄭師誠                         |
| 第512集 | 2021-10-06 | 血清調查未告知先取？昔怎政風調查葉彥伯？鬆綁也有大小眼？               | 立法委員:鄭麗文、立法委員：費鴻泰、資深媒體人：董智森、國北教大兼任教授：莊淇銘                    |
| 第513集 | 2021-10-07 | 最偉大肇逃？綠民代刷一片「加油」陳柏惟 蔡英文真心救3Q？                | 立法委員:鄭麗文、立法委員：許智傑、資深媒體人：陳揮文、東華大學教授：施正鋒                        |
| 第514集 | 2021-10-08 | 快打旋風嘸涉賭？判決曝陳柏惟輸千元 DPP抽手最後稻草？                   | 立法委員：鄭麗文、青年代表:馬仲豪、資深媒體人:謝寒冰、台北市議員：王世堅                           |
| 第515集 | 2021-10-11 | 國慶「四堅持」蔡「互不隸屬」兩國論2.0？誰讓中華民國「折壽」？          | 立法委員：鄭麗文、立法委員：費鴻泰、資深媒體人：鄭師誠、前立法委員：李勝峰                         |
| 第516集 | 2021-10-12 | 「關貿」獲信任？5倍券、疫苗預約頻出包「限制標」就只這一家？            | 立法委員：鄭麗文、前立法委員：林郁方、台北市議員：羅智強、文化大學廣告系講師：劉彥澧               |
| 第517集 | 2021-10-13 | 踩到痛處？蘇貞昌嗆女立委「不要臉」網炸鍋：民進黨在囂張什麼？           | 立法委員：鄭麗文、立法委員：費鴻泰、資深媒體人：董智森、東華大學教授：施正鋒                       |
| 第518集 | 2021-10-14 | 謝志偉「再吐血」！駐德代表不認國旗 網酸：蔡總統要不要生氣？            | 立法委員：鄭麗文、資深媒體人：陳揮文、時事評論員：肆拾哥、前立法委員：孫大千                       |
| 第519集 | 2021-10-15 | 城中城暗夜奪46命！高雄史上最慘火災 化外之地「免安檢」？                | 立法委員：鄭麗文、南投縣議員：游顥、資深媒體人：謝寒冰、台北市議員：王世堅                         |
| 第520集 | 2021-10-18 | 卸責、推託？甩鍋40年前作古市長 大火46死綠轉移焦點？                    | 立法委員：鄭麗文、立法委員：費鴻泰、律師：梁樹綸、立法委員：高嘉瑜                                 |
| 第521集 | 2021-10-19 | 網紅換臉謎片踩雷？蔡總統震怒修法 網酸：能關心挖眼案？                  | 台北市議員：王鴻薇、前立法委員:林郁方、台北市議員：羅智強、資深媒體人：鄭師誠                      |
| 第522集 | 2021-10-20 | 追繳註記陸疫苗黃卡 陳宗彥：大陸是哪國？意識形態又轉彎？                | 立法委員：鄭麗文、立法委員：費鴻泰、資深媒體人：董智森、前立法委員：李勝峰                         |
| 第523集 | 2021-10-21 | DPP前主席遭爆臥底！謝長廷急澄清 施明德嗆：我要掀「他」的底！           | 立法委員：鄭麗文、資深媒體人：陳揮文、東華大學教授：施正鋒、文化大學廣告系講師：劉彥澧             |
| 第524集 | 2021-10-22 | 惡火46死降半旗 城中城社安破網怎補？蔡轉型正義畫錯重點？                | 立法委員：鄭麗文、時事評論員:朱學恆、時事評論員:肆拾哥、台北市議員：王世堅                         |
| 第525集 | 2021-10-25 | 蔡沒救成陳柏惟 民進黨再修選罷法？博歹筊「翻桌」玩到贏為止？            | 立法委員：鄭麗文、立法委員：費鴻泰、前立法委員：李勝峰、時事評論員:肆拾哥                          |
| 第526集 | 2021-10-26 | 柯：公投、選罷法神鬼都是DDP 萬華清林昶佐 抗中、促轉失靈？              | 立法委員：鄭麗文、前立法委員:林郁方、台北市議員：羅智強、資深媒體人：鄭師誠                        |
| 第527集 | 2021-10-27 | 公投對峙、山雨欲來？DPP備戰「四箭齊發」網軍磨刀霍霍？                  | 立法委員：鄭麗文、立法委員：費鴻泰、資深媒體人：董智森、台北市議員：侯漢廷                         |
| 第528集 | 2021-10-28 | 1218藍綠對決？反萊豬、護藻礁、公投綁大選 DPP丟包「神主牌」？           | 立法委員：鄭麗文、資深媒體人：陳揮文、台北市議員：游淑慧、東華大學教授：施正鋒                     |
| 第529集 | 2021-10-29 | 綠砸5800萬戰公投 林靜儀空降接棒3Q 軍公教調薪飄政治味？                 | 立法委員：鄭麗文、時事評論員：朱學恆、資深媒體人:謝寒冰、前立法委員：孫大千                        |
| 第530集 | 2021-11-01 | 蔡賴蘇親征 抹公投亂政奪權？「反萊=反美」民進黨玩老招？                 | 立法委員：鄭麗文、立法委員：費鴻泰、前立法委員：李勝峰、立法委員：許智傑                           |
| 第531集 | 2021-11-02 | 回屏東取暖？蘇惜陳吉仲累送急診 忙護萊豬嘸顧台豬？                      | 立法委員：鄭麗文、台北市議員：羅智強、台北市議員：徐巧芯、資深媒體人：鄭師誠                       |
| 第532集 | 2021-11-03 | 轟公投倒閣 蘇迴力鏢打蔡拚保位？忘了曾加碼448億蓋核四？                 | 立法委員：鄭麗文、立法委員：費鴻泰、前立法委員:林郁方、資深媒體人：董智森                          |
| 第533集 | 2021-11-04 | 不吞萊豬反美？外交高官「沒影響」慘遭糾正 政治凌駕專業？                | 立法委員：鄭麗文、資深媒體人：陳揮文、時事評論員:林冠勳、立法委員：高嘉瑜                          |
| 第534集 | 2021-11-05 | 反萊卡CPTPP ？趙少康揭星「先進後開放」打臉 藍遭警查水表？              | 立法委員：鄭麗文、資深媒體人:謝寒冰、時事評論員:毛嘉慶、台北市議員：王世堅                         |
| 第535集 | 2021-11-08 | 不只卡CPTPP ？蘇揆：反萊美國很氣 買即期AZ嘸怕人民爆氣？                | 立法委員：鄭麗文、立法委員:費鴻泰、資深媒體人：董智森、立法委員：高嘉瑜                            |
| 第536集 | 2021-11-09 | 近60萬劑AZ哪來 ？原廠放快過期不合理 即期疫苗價差貓膩？                 | 立法委員：鄭麗文、台北市議員：侯漢廷、立法委員：陳玉珍 (金門)、資深媒體人：鄭師誠                  |
| 第537集 | 2021-11-10 | 有錢買、還收即期AZ ？立委曝：僅13天效期疫苗已打入人體                  | 立法委員：鄭麗文、立法委員：費鴻泰、前立法委員:林郁方、前立法委員：李勝峰                          |
| 第538集 | 2021-11-11 | 捨親情抗疫變牛飲嗨唱 陳時中防疫新生活精彩？ 網酸：還我眼淚             | 立法委員：鄭麗文、資深媒體人：陳揮文、國民黨智庫執行長：柯志恩、東華大學教授：施正鋒               |
| 第539集 | 2021-11-12 | 與黑底醫狂飲高歌 陳時中說不清還嗆告 黨內暗箭未完待續？                 | 立法委員：鄭麗文、時事評論員：朱學恆、資深媒體人：謝寒冰、台北市議員：王世堅                       |
| 第540集 | 2021-11-15 | 陳時中爆新片？爆料者「心機重」護航？不認高端美國怪怪的？               | 立法委員：鄭麗文、立法委員：費鴻泰、資深媒體人：董智森、立法委員：高嘉瑜                           |
| 第541集 | 2021-11-16 | 疫苗不是個人飲宴 柯：高端非混打是重打 陳時中認了：講得有理             | 立法委員：鄭麗文、台北市議員：羅智強、資深媒體人：鄭師誠、前立法委員：孫大千                       |
| 第542集 | 2021-11-17 | 昔捧高端護國神山「重打」陳時中：沒法負責 陳建仁出國避風頭？            | 立法委員：鄭麗文、立法委員：費鴻泰、前立法委員：林郁方、台北市議員：王鴻薇                         |
| 第543集 | 2021-11-18 | 高端混打沒科學數據 柯：懂醫藥都知錯誤 春節檢疫得玩魷魚遊戲？           | 立法委員：鄭麗文、資深媒體人：陳揮文、台北市議員：陳永德、東華大學教授：施正鋒                     |
| 第544集 | 2021-11-19 | 混打又玩限時搶？萊豬沒過承諾跳票？楊志良控：蔡有勾結美國               | 立法委員：鄭麗文、時事評論員:朱學恆、資深媒體人:謝寒冰、台北市議員：王世堅                         |
| 第545集 | 2021-11-22 | 店員勸戴罩遭刺亡 蔡總統忙發政治文 遭嗆：社安網拿去烤肉？               | 立法委員：鄭麗文、立法委員:費鴻泰、資深媒體人：董智森、立法委員：高嘉瑜                            |
| 第546集 | 2021-11-23 | 店員遭刺丟命 蔡談社安網挨酸複製貼上 蘇還忙「4不同意」？                | 立法委員：鄭麗文、台北市議員：羅智強、時事評論員：毛嘉慶、台北市議員：侯漢廷                       |
| 第547集 | 2021-11-24 | 陳吉仲：萊劑如人吃保健品 網轟出賣靈魂 敢讓蔡蘇1天1萊劑？               | 立法委員：鄭麗文、立法委員：費鴻泰、前立法委員：林郁方、東華大學教授：施正鋒                       |
| 第548集 | 2021-11-25 | 高端役男「不注意」遣返？徐國勇：辣椒水自保 民挺政策「多事」？          | 立法委員：鄭麗文、資深媒體人：陳揮文、前高榮醫師：蘇偉碩、資深媒體人：鄭師誠                       |
| 第549集 | 2021-11-26 | 蘇拚公投交管惹民怨 陳吉仲：台豬禁萊非為安全 民嗆：投賭爛               | 立法委員：鄭麗文、時事評論員：朱學恆、資深媒體人：謝寒冰、前立法委員：孫大千                       |
| 第550集 | 2021-11-29 | Omicron大魔王？陳時中：病毒進社區會「嚴管」第3劑丁怡銘們先打？         | 立法委員：鄭麗文、立法委員：費鴻泰、前立法委員：林郁方、反瘦肉精聯盟召集人：李建誠                 |
| 第551集 | 2021-11-30 | 12月Omicron侵台？陳時中「疫苗足夠」高端喊話參戰第三劑？                | 立法委員：鄭麗文、立法委員：江啟臣、東華大學教授：施正鋒、資深媒體人：鄭師誠                       |
| 第552集 | 2021-12-01 | 高嘉瑜：見識最黑暗一面 連民代都遭施暴 社安網漏洞百出？                 | 立法委員：鄭麗文、前國健署長：邱淑媞、台北市議員：王鴻薇、資深媒體人：董智森                       |
| 第553集 | 2021-12-02 | 七大罪狀賴不掉？林秉樞遭羈押禁見「他」想毀了高嘉瑜？                   | 立法委員：鄭麗文、資深媒體人：陳揮文、前立法委員：孫大千、資深媒體人：王尚智                       |
| 第554集 | 2021-12-03 | 高嘉瑜受暴案外案？1450帶風向洗白刑事犯 網軍暗黑治國蔡不管？            | 立法委員：鄭麗文、時事評論員：朱學恆、立法委員：陳玉珍 (金門)、資深媒體人:謝寒冰                   |
| 第555集 | 2021-12-06 | 國家級網軍竄改維基？林秉樞「綁架」政商喬事網軍案燒向DPP？              | 立法委員：鄭麗文、立法委員：費鴻泰、資深媒體人：毛嘉慶、資深媒體人：鄭師誠                         |
| 第556集 | 2021-12-07 | 千萬存款單「P圖」帶風向阻金流曝光？「查」林秉樞DPP倒一半？             | 立法委員：鄭麗文、資深媒體人：董智森、台北市議員：侯漢廷、東華大學教授：施正鋒                     |
| 第557集 | 2021-12-08 | 揪林秉樞網軍證據？拘禁高嘉瑜4天沒空發文？側翼粉專蔡「心腹」按讚？      | 立法委員：鄭麗文、前立法委員：林郁方、前立法委員：周陽山、桃園市議員：牛煦庭、輔仁大學教授：潘錫堂 |
| 第558集 | 2021-12-09 | 摔口罩嗆：公司不想開？飆罵畫面曝光 誰想黑化林秉樞設停損？              | 立法委員：鄭麗文、資深媒體人：陳揮文、立法委員：李貴敏、前國健署長：邱淑媞                         |
| 第559集 | 2021-12-10 | 35天+0破功 遭Alpha鼠咬確診Delta ?陳時中要查離職原因！                  | 立法委員：鄭麗文、時事評論員:朱學恆、資深媒體人:謝寒冰、前立法委員：吳育昇                         |
| 第560集 | 2021-12-13 | Omicron壓境！風險國「雙標」怕美不開心？林秉樞藉疫苗謀利？              | 立法委員：鄭麗文、立法委員:費鴻泰、台北市議員：羅智強、立法委員：許智傑                            |
| 第561集 | 2021-12-14 | 2劑AZ對Omicron嘸效？林秉樞鑽漏洞打莫德納 游淑慧：多開瓶增殘劑？        | 立法委員：鄭麗文、前國健署長:邱淑媞、資深媒體人：董智森、資深媒體人：王尚智                        |
| 第562集 | 2021-12-15 | 春節7+7啟動 黃珊珊：恐付出慘痛代價 14天解隔確診 柯轟陳時中「未公布」？ | 立法委員：鄭麗文、立法委員：費鴻泰、防疫學會理事長：王任賢、資深媒體人：鄭師誠                     |
| 第563集 | 2021-12-16 | 鄰房也染疫 諾富特夢魘重現？林秉樞特權疫苗陳時中說謊？                  | 立法委員：鄭麗文、資深媒體人：陳揮文、立法委員:林為洲、台北市議員：侯漢廷                          |
| 第564集 | 2021-12-17 | 桃園旅館爆群聚 指揮中心慢半拍？趙少康批：隱瞞疫情怕傷公投？            | 立法委員：鄭麗文、立法委員：江啟臣、資深媒體人：謝寒冰、台北市議員：王世堅                         |
| 第565集 | 2021-12-20 | 公投誰輸誰贏？「抗中保台」架空民主 開放萊豬、核食不遠了？              | 立法委員：鄭麗文、立法委員：費鴻泰、東華大學教授：施正鋒、立法委員：高嘉瑜                         |
| 第566集 | 2021-12-21 | 公投後「用愛發電」？日盼台解禁核食 保證進CPTPP一路綠燈？               | 立法委員：鄭麗文、立法委員：蔡壁如、前國健署長：邱淑媞、資深媒體人：董智森                         |
| 第567集 | 2021-12-22 | DPP橫柴入灶？偷渡總預算逕付二讀 2.2兆蔡政府愛怎花就怎花？              | 立法委員：鄭麗文、立法委員：費鴻泰、前駐紐代表：介文汲、資深媒體人：鄭師誠                         |
| 第568集 | 2021-12-23 | 辦民不辦官？警嘸約詢蘇、移送被「退貨」甩鍋法官幫蘇脫罪？               | 立法委員：鄭麗文、資深媒體人：陳揮文、前立法委員：孫大千、資深媒體人：王尚智                       |
| 第569集 | 2021-12-24 | 決戰地制法 蔡英文下軍令大新竹必過 網嗆：總統說了算「吃相難看」         | 立法委員：鄭麗文、時事評論員：朱學恆、資深媒體人：謝寒冰、台北市議員：王世堅                       |
| 第570集 | 2021-12-27 | 升格亂象現蝴蝶效應？大新竹合併 誰才是真正為「一己之私」？              | 立法委員：鄭麗文、立法委員：費鴻泰、資深媒體人：鄭師誠、立法委員：高嘉瑜                           |
| 第571集 | 2021-12-28 | 震撼！林智堅退選大新竹算盤？柯建銘「逕付二讀」弄法算計？               | 立法委員：鄭麗文、前衛生署長：楊志良、資深媒體人：董智森、台北市議員：侯漢廷                       |
| 第572集 | 2021-12-29 | 網軍案外案？檢調搜楊蕙如WTA詐領案 掀綠營1450暗黑金流？                 | 立法委員：鄭麗文、立法委員：費鴻泰、台北市議員：王鴻薇、東華大學教授：施正鋒                       |
| 第573集 | 2021-12-30 | 高市府食髓知味？動物園、運動中心、燈會...陳其邁要錢功力了得？          | 立法委員：鄭麗文、資深媒體人：陳揮文、立法委員：賴士葆、前國健署長：邱淑媞                         |
| 第574集 | 2021-12-31 | 「勒」捐？中油反彈捐8千萬生變 建商成募款主力 網酸：邁會打房？          | 立法委員：鄭麗文、前立法委員：孫大千、資深媒體人：謝寒冰、台北市議員：王世堅                       |

| 集數    | 播出日期   | 節目主題                                                                                  | 節目來賓 |
| ------- | ---------- | ----------------------------------------------------------------------------------------- | --- |
| 第575集 | 2022-01-03 | 跨年飄政治味？柯文哲寒風「罰站」兩軍艦高雄跨年獨厚陳其邁？                                | 立法委員：鄭麗文、立法委員:費鴻泰、前衛生署長：楊志良、立法委員：高嘉瑜                                                                        |
| 第576集 | 2022-01-04 | Omicron攻破國門！清潔工、運將4人中招 誰縱放病毒入台？                                     | 立法委員：鄭麗文、台北市議員：游淑慧、資深媒體人：鄭師誠、資深媒體人：董智森                                                                   |
| 第577集 | 2022-01-05 | 桃機群聚再+1 感染途徑還抓嘸？醫憂：病毒進社區恐怕擋不住！                                 | 立法委員：鄭麗文、立法委員：費鴻泰、前立法委員：孫大千、東華大學教授：施正鋒                                                                   |
| 第578集 | 2022-01-06 | 為顏家抱屈？柯：有用說賢達、嘸用變黑道 好壞全看「台灣價值」？                             | 立法委員：鄭麗文、資深媒體人：陳揮文、立法委員：洪孟楷、台北市議員：陳永德                                                                     |
| 第579集 | 2022-01-07 | 「歌友會」還有未爆彈？桃機群聚已12例 網酸綠「破口」又雙標？                               | 立法委員：鄭麗文、時事評論員：朱學恆、資深媒體人：謝寒冰、台北市議員：王世堅                                                                   |
| 第580集 | 2022-01-10 | 「靜昶」交鋒吞敗 網抓戰犯灌爆朱臉書 2022藍還能歲月靜好？                                  | 立法委員：鄭麗文、立法委員:費鴻泰、前立法委員：李勝峰、立法委員：高嘉瑜                                                                        |
| 第581集 | 2022-01-11 | 食髓知味？ DPP續「輾壓」盧秀燕、雲林張家？ 藍軍何時東山再起？                             | 立法委員：鄭麗文、前國健署長：邱淑媞、前立法委員：孫大千、資深媒體人：董智森                                                                   |
| 第582集 | 2022-01-12 | 境外移入比例特高？超乎指揮官想像！年前醫護確診「非常要命」？                              | 立法委員：鄭麗文、台北市議員：王鴻薇、資深媒體人：鄭師誠、康寧醫院醫師：尹長生                                                                 |
| 第583集 | 2022-01-13 | 桃園銀行嚇壞了？陳時中：疫情已收歛「境外轟炸」二月爆大流行？                              | 立法委員：鄭麗文、資深媒體人：陳揮文、國民黨智庫執行長：柯志恩、東華大學教授：施正鋒                                                           |
| 第584集 | 2022-01-14 | 聯邦分行成「重中之重」尾牙員工中招Ct22.5 醫憂：不知傳到哪了？                             | 立法委員：鄭麗文、康寧醫院醫師：尹長生、資深媒體人:謝寒冰、立法委員：賴士葆                                                                    |
| 第585集 | 2022-01-17 | 餐廳群聚燒不停 台防疫等級跟得上O魔攻勢？醫：確診暴增不遠                                  | 立法委員：鄭麗文、時事評論員：朱學恆、前國健署長：邱淑媞、立法委員：高嘉瑜                                                                     |
| 第586集 | 2022-01-18 | 板橋護理師不明感染 醫憂「代誌大條」陳時中還讚「台灣是福地」？                             | 立法委員：鄭麗文、前立法委員：孫大千、前國健署長：邱淑媞、資深媒體人：董智森                                                                   |
| 第587集 | 2022-01-19 | 疫情多點爆發 足跡遍布各縣市！醫：像極了去年疫情爆發前夕                                   | 立法委員：鄭麗文、前立法委員：李勝峰、台北市議員：徐巧芯、醫師：祝年豐                                                                         |
| 第588集 | 2022-01-20 | 莫德納搶翻天！台南、高雄隨到隨打 專家怒轟：把人命分藍綠？                                 | 立法委員：鄭麗文、資深媒體人：陳揮文、康寧醫院醫師：尹長生、資深媒體人：鄭師誠                                                                 |
| 第589集 | 2022-01-21 | 台灣頭燒到台灣尾？疫情多點爆發 醫：繃緊神經、做最壞打算                                   | 立法委員：鄭麗文、台北市議員：侯漢廷、資深媒體人：謝寒冰、台北市議員：王世堅                                                                   |
| 第590集 | 2022-01-24 | 春節前不升三級！二級延至2/7「桃園再不行，也要挺到底」？                                   | 立法委員：鄭麗文、立法委員：費鴻泰、康寧醫院醫師：尹長生、資深媒體人：鄭師誠                                                                   |
| 第591集 | 2022-01-25 | 暴風雨前的喘息？9天年假南來北往 專家：民眾只能自求多福？                                  | 立法委員：鄭麗文、前立法委員：李勝峰、前國健署長：邱淑媞、資深媒體人：董智森                                                                   |
| 第592集 | 2022-01-26 | 實聯制非強迫制？不明感染源「需高度關注」這個年能安心過？                                  | 立法委員：鄭麗文、立法委員：費鴻泰、前立法委員：蔡正元、台北市議員：侯漢廷                                                                     |
| 第593集 | 2022-01-27 | 層出不窮？這一波近6成共餐染疫 去年要求隔板「裝肖A」？                                     | 立法委員：鄭麗文、資深媒體人：陳揮文、民眾黨發言人：楊寶楨、前國健署長：邱淑媞                                                                 |
| 第594集 | 2022-01-28 | 1個人的年夜飯！1.6萬人隔離過除夕 不明染源日增、年後升三級？                               | 台北市議員：王鴻薇、時事評論員：朱學恆、資深媒體人：謝寒冰、台北市議員：王世堅                                                                 |
| 第595集 | 2022-02-07 | 年後防疫考驗開始？日韓確診創新高 縮短檢疫期「勢在必行」？                                 | 立法委員：鄭麗文、立法委員：費鴻泰、立法委員：蔡壁如、資深媒體人：鄭師誠                                                                       |
| 第596集 | 2022-02-08 | 核電危險核食安全？福島食品解禁 趙少康批：霸王硬上弓                                       | 立法委員：鄭麗文、國民黨智庫執行長：柯志恩、資深媒體人：董智森、立法委員：高嘉瑜                                                               |
| 第597集 | 2022-02-09 | 核食要來了？台標準逺輸國際 何不先開放福島獨有「以安民心」                                 | 立法委員：鄭麗文、立法委員：費鴻泰、前立法委員：林郁方、民眾黨發言人：楊寶楨                                                                   |
| 第598集 | 2022-02-10 | 千萬別抬頭？綠民調6成民支持福食 藍：換日聲援蔡抗中保台                                    | 立法委員：鄭麗文、資深媒體人：陳揮文、東華大學教授：施正鋒、立法委員：賴香伶                                                                   |
| 第599集 | 2022-02-11 | 考驗真正開始！？首起跨縣市家庭群聚 各地如臨大敵還有黑數？                                 | 立法委員：鄭麗文、時事評論員：朱學恆、資深媒體人：謝寒冰、台北市議員：王世堅                                                                   |
| 第600集 | 2022-02-14 | 邊境鬆綁？陳時中：檢疫10天「必然方向」醫憂：潛藏感染愈來愈多                              | 立法委員：鄭麗文、立法委員：費鴻泰、資深媒體人：鄭師誠、立法委員：高嘉瑜                                                                       |
| 第601集 | 2022-02-15 | 居檢縮短剩10天 第3劑三月中可達標？隔離自費42K強蒸發！？                                   | 立法委員：鄭麗文、前立法委員：李勝峰、資深媒體人：董智森、東華大學教授：施正鋒                                                                 |
| 第602集 | 2022-02-16 | 疫情穩定可控？外國人鬆綁.國人再等等 陳時中：因台灣更安全                                  | 立法委員：鄭麗文、立法委員：費鴻泰、前立法委員：林郁方、台北市議員擬參選人：林珍羽                                                             |
| 第603集 | 2022-02-17 | 鬆綁「時勢所逼」？匡列隔離14天 陳時中：入境檢疫考慮縮為7天                                | 立法委員：鄭麗文、資深媒體人：陳揮文、前立法委員：孫大千、台北市議員擬參選人：黃瀞瑩                                                           |
| 第604集 | 2022-02-18 | KTV傳播鏈延燒雙北 陳時中猛講「病毒共存」呂秀蓮：要選就快辭                                | 立法委員：鄭麗文、時事評論員：朱學恆、資深媒體人：謝寒冰、台北市議員：王世堅                                                                   |
| 第605集 | 2022-02-21 | 民怨炸鍋！陳時中：誰送防疫旅館誰付費 物品遭翻集檢所變監獄？                               | 立法委員：鄭麗文、前國健署長：邱淑媞、資深媒體人：鄭師誠、立法委員：高嘉瑜                                                                     |
| 第606集 | 2022-02-22 | 翻攪後還能吃嗎？陳時中：因曾查過違禁品 挨轟「指揮官or 典獄長」？                          | 立法委員：鄭麗文、前立法委員：李勝峰、資深媒體人：董智森、台北市議員擬參選人：吳怡萱                                                           |
| 第607集 | 2022-02-23 | 與病毒共存？專家憂：每日5～8萬確診 最後一哩路、準備好了？                                 | 立法委員：鄭麗文、國民黨智庫執行長：柯志恩、前立法委員：林郁方、台北市議員：王鴻薇                                                             |
| 第608集 | 2022-02-24 | 華山人魔逃死定讞 被害父：司法操弄可教化這是蔡政府要的司改？                               | 立法委員：鄭麗文、資深媒體人：陳揮文、台北市議員：侯漢廷、東華大學教授：施正鋒                                                                 |
| 第609集 | 2022-02-25 | 普丁閃擊吃定美畏戰？今日烏克蘭明日台灣？認知戰or神預言？                                  | 立法委員：鄭麗文、時事評論員：朱學恆、資深媒體人：謝寒冰、台北市議員：王世堅                                                                   |
| 第610集 | 2022-02-28 | 「我們都是烏克蘭人」！？網嗆綠：快恢復徵兵制 制裁俄「湊熱鬧」？                           | 立法委員：鄭麗文、立法委員：費鴻泰、立法委員：洪孟楷、台北市議員擬參選人：楊寶楨                                                               |
| 第611集 | 2022-03-01 | 補償廠商對俄制裁損失？ 旅烏台人轟：撤僑做半套 有政府、會做事？                            | 立法委員：鄭麗文、前駐紐西蘭大使：介文汲、資深媒體人：鄭師誠、立法委員：高嘉瑜                                                                 |
| 第612集 | 2022-03-02 | 核戰近了？普丁送家人進「地下城市」「保台出一張嘴」蘇揆怒拍桌！                            | 立法委員：鄭麗文、立法委員：費鴻泰、前立法委員：林郁方、前立法委員：李俊毅                                                                     |
| 第613集 | 2022-03-03 | 又來了！全台大停電、民眾商家哀號 才說「不缺電」DPP遭打臉？                                | 立法委員：鄭麗文、立法委員：賴士葆、資深媒體人：陳揮文、立法委員：許智傑                                                                       |
| 第614集 | 2022-03-04 | 「不是缺電」還在拗？百萬戶一秒同步變黑 基輔有電、台灣「落漆」？                           | 立法委員：鄭麗文、時事評論員：朱學恆、核四公投發起人：黃士修、台北市議員：王世堅                                                               |
| 第615集 | 2022-03-07 | 大停電民怨炸鍋 台電「被往死裡打」？能源轉型、缺電風暴來臨？                               | 立法委員：鄭麗文、立法委員：費鴻泰、前立法委員：李勝峰、東華大學教授：施正鋒                                                                   |
| 第616集 | 2022-03-08 | 遭俄列不友好國家 網：當啥出頭鳥？傳F16V先給波蘭「台不如烏」？                             | 立法委員：鄭麗文、退役中將：帥化民、立法委員：李貴敏、立法委員：高嘉瑜                                                                         |
| 第617集 | 2022-03-09 | 導彈來襲怎辦？蘇揆當下愣10秒 澤倫斯基擁核引戰「台灣警鐘」？                               | 立法委員：鄭麗文、立法委員：費鴻泰、前立法委員：林郁方、資深媒體人：鄭師誠                                                                     |
| 第618集 | 2022-03-10 | 機組員居檢鬆綁突喊卡 民航局：程序來不及 指揮中心號令又脫節？                              | 立法委員：鄭麗文、資深媒體人：陳揮文、國民黨智庫執行長：柯志恩、前立法委員：李俊毅                                                             |
| 第619集 | 2022-03-11 | 台海火線危機？外交、軍情各吹各調？美：烏是自衛典範「暗示不援台」？                        | 立法委員：鄭麗文、桃園市議員：黃敬平、資深媒體人：謝寒冰、台北市議員：王世堅                                                                   |
| 第620集 | 2022-03-14 | 烏克蘭入歐心碎 美還讚是台「典範」最硬教召遺失臉盆賠250元？                                | 立法委員：鄭麗文、立法委員：費鴻泰、資深媒體人：鄭師誠、立法委員：高嘉瑜                                                                       |
| 第621集 | 2022-03-15 | 不制裁俄招「後果」？高金：美放屁綠也響應？蓬佩奧要台「拚命買軍火」？                      | 立法委員：鄭麗文、台北市議員：鍾沛君、資深媒體人：董智森、東華大學教授：施正鋒                                                                 |
| 第622集 | 2022-03-16 | 制裁反遭俄列黑名單！吳釗燮：深感自豪 延役「燙手」綠選前不敢碰？                           | 立法委員：鄭麗文、前立法委員：林郁方、前立法委員：李勝峰、台北市議員擬參選人：林珍羽                                                           |
| 第623集 | 2022-03-17 | 推文嗆俄、大談軍售吳釗燮管不住嘴？打仗像打電玩？綠委挨批：無知                            | 立法委員：鄭麗文、資深媒體人：陳揮文、立法委員：江啟臣、立法委員：許智傑                                                                       |
| 第624集 | 2022-03-18 | 拜、習通話解俄烏危機？傳美要台「海洋大會」避用國名 綠繼續自豪？                           | 立法委員：鄭麗文、國民黨智庫執行長：柯志恩、資深媒體人：謝寒冰、台北市議員：王世堅                                                             |
| 第625集 | 2022-03-21 | 花生是蔬菜？農委會2533萬大內宣出包？特戰兵嗆蔡「裝備竟輸教召」                            | 立法委員：鄭麗文、立法委員：費鴻泰、台北市議員：侯漢廷、台北市議員擬參選人：林珍羽                                                             |
| 第626集 | 2022-03-22 | 促國考廢國文「去中國化」？鄭運鵬：浪費青春 打臉「愛掉書袋」蘇貞昌？                       | 立法委員：鄭麗文、台北市議員：王鴻薇、資深媒體人：董智森、前立法委員：李俊毅                                                                   |
| 第627集 | 2022-03-23 | 外賓進飯店採陽 陳時中：公文來得較晚 專案泡泡破口官員還在拗？                              | 立法委員：鄭麗文、立法委員：費鴻泰、前立法委員：林郁方、台北市議員擬參選人：楊寶楨                                                             |
| 第628集 | 2022-03-24 | 泡泡有破口 陳時中：3%入境確診「大家還不習慣」「用嚴謹態度做核准」？                       | 立法委員：鄭麗文、資深媒體人：陳揮文、資深媒體人：鄭師誠、立法委員：高嘉瑜                                                                     |
| 第629集 | 2022-03-25 | 泡泡被戳破 陳時中解封一樣「嚴謹」？「疫情蠢動」去年噩夢恐重演？                           | 立法委員：鄭麗文、時事評論員：朱學恆、資深媒體人：謝寒冰、前國健署長：邱淑媞                                                                   |
| 第630集 | 2022-03-28 | 疫情多點爆發！基隆1/3刑警遭隔離 居隔3天→10天無罩「罩不住」                                | 立法委員：鄭麗文、立法委員：費鴻泰、立法委員：賴士葆、東華大學教授：施正鋒                                                                     |
| 第631集 | 2022-03-29 | 居隔一變再變！專家轟：哪有3天隔離期「政治特權」？網一片罵聲                               | 立法委員：鄭麗文、新光醫院副院長：洪子仁、立法委員：陳玉珍 (金門)、立法委員：高嘉瑜                                                            |
| 第632集 | 2022-03-30 | 多點爆發！陳時中「念出巷弄」眾人傻眼 不升三級「怕餐廳倒一半」？                           | 立法委員：鄭麗文、立法委員：費鴻泰、前立法委員：林郁方、立法委員：蔡壁如                                                                       |
| 第633集 | 2022-03-31 | 「大老虎」來了！基隆「類普篩」從善如流？網炸：1.5個博士能叫類博士？                       | 立法委員：鄭麗文、資深媒體人：陳揮文、資深媒體人：鄭師誠、康寧醫院醫師：尹長生                                                                 |
| 第634集 | 2022-04-01 | 本土破百燒不停！「類普篩」橫空出世？趙少康酸：倉頡造字、時中造詞？                        | 立法委員：鄭麗文、資深媒體人：謝寒冰、資深媒體人：董智森、台北市議員：王世堅                                                                   |
| 第635集 | 2022-04-04 | 連4天單日破百例！清零或共存舉棋不定？「2人1室」恐交叉感染？                               | 立法委員：鄭麗文、立法委員：費鴻泰、資深媒體人：鄭師誠、康寧醫院醫師：尹長生                                                                   |
| 第636集 | 2022-04-05 | 用愛防疫？改名「愛心篩檢」林右昌撕標籤？陳時中批雙北：不懂就問                            | 立法委員：鄭麗文、國民黨智庫執行長：柯志恩、資深媒體人：董智森、前國健署長：邱淑媞                                                             |
| 第637集 | 2022-04-06 | 多少例才算大爆發？陳時中：高峰期未到 輕症在家隔離？醫喊「毋湯」！                         | 立法委員：鄭麗文、前立法委員：李勝峰、立法委員：林奕華、新光醫院副院長：洪子仁                                                                 |
| 第638集 | 2022-04-07 | 本土破300！蔡總統拋「非清零、不共存」網傻眼：「具體做法」是啥？                           | 立法委員：鄭麗文、資深媒體人：陳揮文、台北市議員：侯漢廷、立法委員：高嘉瑜                                                                     |
| 第639集 | 2022-04-08 | 「清零」回不去了？輕症居家擬先試辦 專家批：都火燒屁股、快公布細節                         | 立法委員：鄭麗文、資深媒體人：謝寒冰、時事評論員：朱學恆、台北市議員：王世堅                                                                   |
| 第640集 | 2022-04-11 | 只准州官放火？ 官員健康監測＂自主解除＂？ 本土每日＂破萬＂與病毒共存？                    | 立法委員：鄭麗文、立法委員：費鴻泰、時事評論員：朱學恆、前國健署長:邱淑媞                                                                      |
| 第641集 | 2022-04-12 | 快篩全球最貴肥了誰？ 陳時中：未来低於200元 藥師到府送藥人力夠？                           | 立法委員：鄭麗文、前立法委員：李勝峰、立法委員：李貴敏、資深媒體人：董智森                                                                     |
| 第642集 | 2022-04-13 | 疫情猛爆、快篩比新加坡貴3倍！兩年來都賣300元 陳時中視而不見？                             | 立法委員：鄭麗文、前立法委員：林郁方、康寧醫院醫師：尹長生、東華大學教授：施正鋒                                                               |
| 第643集 | 2022-04-14 | 醫喊「陣痛期」達半年 週五就將破五千？本土若爆發、兒童死亡恐飆破百人？                     | 立法委員：鄭麗文、資深媒體人：陳揮文、新光醫院副院長：洪子仁、立法委員：高嘉瑜                                                                 |
| 第644集 | 2022-04-15 | 記者確診、侯友宜快篩 陳時中只短暫接觸？單日破千、中南部恐成雙北？                         | 立法委員：鄭麗文、資深媒體人：謝寒冰、資深媒體人：鄭師誠、台北市議員：王世堅                                                                   |
| 第645集 | 2022-04-18 | 2歲童重症插管 127分鐘急救空窗！？孩童打莫德納、被當白老鼠？                               | 立法委員：鄭麗文、康寧醫院醫師：尹長生、立法委員：費鴻泰、資深媒體人：鄭師誠                                                                   |
| 第646集 | 2022-04-19 | 首例！2歲童重症不治誰之過？台確診死亡率爆高、有條件放棄清零？                             | 立法委員：鄭麗文、立法委員：高嘉瑜、台北市議員：侯漢廷、前衛生署長：楊志良                                                                     |
| 第647集 | 2022-04-20 | 2歲童走了！爸媽垂淚送別 6-11歲打莫德納、台灣哪來的勇氣？                                  | 康寧醫院醫師：尹長生、資深媒體人：董智森、前立法委員：林郁方、東華大學教授：施正鋒                                                             |
| 第648集 | 2022-04-21 | 每天一兩萬人確診？ 柯P：不要太意外 居隔+疫調、衛生所累翻淚崩                              | 立法委員：鄭麗文、資深媒體人：陳揮文、前立法委員：李勝峰、台北市議員：王世堅                                                                   |
| 第649集 | 2022-04-22 | 與疫共存？陳時中：有460萬人染疫 單日「逾40例中重症」政府準備好？                          | 立法委員：鄭麗文、前國健署長：邱淑媞、資深媒體人：謝寒冰、桃園市議員：黃敬平                                                                   |
| 第650集 | 2022-04-25 | 指數型爆發？ 單日恐破10萬例？ 蘇揆拍板＂居隔3+4＂醫憂:太兇猛了                            | 立法委員：鄭麗文、前國健署長：邱淑媞、立法委員：費鴻泰、資深媒體人：鄭師誠                                                                     |
| 第651集 | 2022-04-26 | 居隔放寬「3+4」為何不是5+2？ 蘇貞昌＂鬆綁＂先斬後奏？                                     | 立法委員：鄭麗文、資深媒體人：董智森、台北市議員擬參選人：林珍羽、前衛生署長：楊志良                                                           |
| 第652集 | 2022-04-27 | 6.7萬人今解隔 防疫轉彎＂大赦＂？「3+4」爆快篩之亂.無"劑"可施？                            | 立法委員：鄭麗文、立法委員：費鴻泰、立法委員：高嘉瑜、前立法委員：林郁方                                                                       |
| 第653集 | 2022-04-28 | 快篩開賣.清晨＂搶頭香＂ 3+4＂地方大亂＂ 陳時中：要怪就怪病毒                              | 立法委員：鄭麗文、康寧醫院醫師：尹長生、資深媒體人：陳揮文、立法委員：許智傑                                                                   |
| 第654集 | 2022-04-29 | 搶快篩＂排得早.不一定買得到＂＂有需要再篩＂ 說好給5劑怎縮水？                             | 立法委員：鄭麗文、資深媒體人：謝寒冰、國民黨智庫執行長：柯志恩、台北市議員：王世堅                                                             |
| 第655集 | 2022-05-02 | 男嬰發高燒、翻白眼 苦等急診最終不治 醫療量能吃緊＂只能怪病毒＂？                          | 立法委員：鄭麗文、前衛生署長：楊志良、立法委員：費鴻泰、台北市議員：徐巧芯                                                                     |
| 第656集 | 2022-05-03 | 政府＂高端＂支持？ 藍：同牌快篩去年被打槍 福又達爆大賺桃機天價PCR                         | 立法委員：鄭麗文、前國健署長：邱淑媞、台北市議員：王鴻薇、資深媒體人：鄭師誠                                                                   |
| 第657集 | 2022-05-04 | OHCA急診無人救？ 醫護曝：等嘸醫師人走了 陽性沒通報＂查不到.罰不到＂                       | 立法委員：鄭麗文、前立法委員：李勝峰、康寧醫院醫師：尹長生、台北市議員擬參選人：林珍羽                                                         |
| 第658集 | 2022-05-05 | 小吃店變生技公司？ 快篩頻爆黑幕 陳時中：不給台廠賺不是鬼更大？                            | 立法委員：鄭麗文、資深媒體人：陳揮文、新光醫院副院長：洪子仁、立法委員：高嘉瑜                                                                 |
| 第659集 | 2022-05-06 | 賣黑心口罩列重大黑金案 高登嘸業績有劣跡 陳時中還說＂殷實商人＂？                          | 立法委員：鄭麗文、資深媒體人：謝寒冰、資深媒體人：董智森、台北市議員：王世堅                                                                   |
| 第660集 | 2022-05-09 | 醫療量能撐不住？染疫孕婦母嬰雙亡 外媒：台恐爆前所未見死亡率                               | 立法委員：鄭麗文、康寧醫院醫師：尹長生、立法委員：費鴻泰、時事評論員：朱學恆                                                                   |
| 第661集 | 2022-05-10 | 遊戲商.綠友友 陳時中盡找這款廠商買快篩？ 不買180元快篩是＂夭飽吵＂？                      | 立法委員：洪孟楷、前國健署長：邱淑媞、立法委員：李貴敏、資深媒體人：董智森                                                                     |
| 第662集 | 2022-05-11 | 要我們照顧到死嗎？ 醫護轟指揮官講X話 陳時中霸道＂像極清朝年羹堯＂？                       | 前立法委員：李勝峰、新光醫院副院長：洪子仁、立法委員：賴士葆、資深媒體人：鄭師誠                                                               |
| 第663集 | 2022-05-12 | ＂快篩陽即確診＂上路 醫師視訊幫查核？ 抗病毒藥卡卡.台灣沒錢買？                           | 立法委員：林奕華、防疫學會理事長：王任賢、資深媒體人：陳揮文、東華大學教授：施正鋒                                                             |
| 第664集 | 2022-05-13 | ＂快篩陽視同確診＂上路 視訊自備老虎鉗？ 520周年.李秉穎取代陳時中？                        | 立法委員：陳玉珍 (金門)、資深媒體人：謝寒冰、國民黨智庫執行長：柯志恩、台北市議員：王世堅                                                      |
| 第665集 | 2022-05-16 | 2歲童染疫3天病逝 轉院耗6小時？ 醫：Omicron＂不是巧虎.是虎姑婆＂                           | 立法委員：賴士葆、康寧醫院醫師：尹長生、立法委員：陳玉珍 (金門)、前立法委員：童惠珍                                                            |
| 第666集 | 2022-05-17 | 「0+7」免居隔上路 提前＂與病毒共存＂？確診恐飆高.醫療雪上加霜？                           | 前立法委員：李勝峰、台北市議員：侯漢廷、前國健署長:邱淑媞、資深媒體人：鄭師誠                                                                  |
| 第667集 | 2022-05-18 | ＂0+7＂老師適用？教育部又髮夾彎 台被列＂最高風險＂ 拿人命賭博？                           | 立法委員：鄭麗文、資深媒體人：董智森、防疫學會理事長：王任賢、立法委員：高嘉瑜                                                                 |
| 第668集 | 2022-05-19 | 確診數北降南升＂火化數＂兜不攏？病毒藥在哪？僅0.26%領到清冠一號                           | 立法委員：鄭麗文、前衛生署長：楊志良、資深媒體人：陳揮文、前立法委員：林郁方                                                                   |
| 第669集 | 2022-05-20 | 有事就打給中央？ 篩陽給藥堅不放寬 侯友宜：接電話卻捂耳朵                                  | 立法委員：鄭麗文、資深媒體人：謝寒冰、桃園市議員：黃敬平、台北市議員：王世堅                                                                   |
| 第670集 | 2022-05-23 | 蔡政府＂暗崁＂資訊？ 北市府轟：草菅人命 確診死亡＂55%活不過5天＂？                        | 立法委員：鄭麗文、立法委員：賴士葆、時事評論員：朱學恆、東華大學教授：施正鋒                                                                   |
| 第671集 | 2022-05-24 | 腦炎奪命出現警訊 疫情＂控制得宜＂？ 觀光＂慘業＂再不救將全軍覆沒？                        | 立法委員：鄭麗文、前立法委員：李勝峰、前國健署長：邱淑媞、資深媒體人：董智森                                                                   |
| 第672集 | 2022-05-25 | 蔡揪黃珊珊視察北榮放生新北？ 百姓染疫誰該道歉？ 侯友宜嗆：中央嘛！                        | 立法委員：鄭麗文、康寧醫院醫師：尹長生、台北市議員：王鴻薇、資深媒體人：鄭師誠                                                                 |
| 第673集 | 2022-05-26 | 教部拒停課 網嗆：為學ㄅㄆㄇ賭命？ 童屢爆確診腦炎亡 綠怪家長鬆懈？                         | 立法委員：鄭麗文、資深媒體人：陳揮文、國民黨智庫執行長：柯志恩、立法委員：賴香伶                                                               |
| 第674集 | 2022-05-27 | 致死率飆高 醫憂＂死亡高原＂來了 雨中排疫苗 藍轟：哪門子正常生活？                         | 立法委員：鄭麗文、資深媒體人：謝寒冰、前衛生署長：楊志良、台北市議員：王世堅                                                                   |
| 第675集 | 2022-05-30 | 封口？＂很多孩子走了＂蘇嗆辦 蔡賀藝人生女 宅神酸：十孩不見一滴淚                          | 立法委員：鄭麗文、立法委員：費鴻泰、台北市議員：侯漢廷、東華大學教授：施正鋒                                                                   |
| 第676集 | 2022-05-31 | 柯轟兒苗接種站群聚＂白X政策＂ 王必勝：自由廣場很大 人都不走動？                           | 立法委員：鄭麗文、台北市議員擬參選人：楊寶楨、資深媒體人：鄭師誠、前國健署長：邱淑媞                                                           |
| 第677集 | 2022-06-01 | 抽走兒苗做政績？ 再傳＂暗崁＂防疫資訊 北市府發言人轟蔡：草菅人命                          | 立法委員：鄭麗文、前立法委員：林郁方、資深媒體人：董智森、康寧醫院醫師：尹長生                                                                 |
| 第678集 | 2022-06-02 | O魔5月奪1300命 醫嘆:早逆風喊升2.5級 藍轟蔡冒進＂共存＂該道歉                              | 立法委員：鄭麗文、資深媒體人：陳揮文、立法委員：江啟臣、新光醫院副院長：洪子仁                                                                 |
| 第679集 | 2022-06-03 | 籲端午打苗＂複製貼上＂？ 蔡扛火箭擺拍 網嗆：很多人走了還忙耍帥                            | 立法委員：鄭麗文、資深媒體人：謝寒冰、立法委員：賴士葆、台北市議員：王世堅                                                                     |
| 第680集 | 2022-06-06 | 確診亡者24小時火化？ 陳時中秀公文＂沒說過＂ 網嗆：罰陳宗彥3百萬？                         | 立法委員：鄭麗文、立法委員：費鴻泰、時事評論員：朱學恆、康寧醫院醫師：尹長生                                                                   |
| 第681集 | 2022-06-07 | 髮口不給冰？陳時中24小時内火化「嘸錯」趙少康：死不認錯只想選舉                            | 立法委員：鄭麗文、國民黨智庫執行長：柯志恩、資深媒體人：董智森、前國健署長：邱淑媞                                                             |
| 第682集 | 2022-06-08 | 來不及告別？染疫往生24小時內火化 陳時中：做法沒錯 只是沒寫明                              | 立法委員：鄭麗文、前立法委員：李勝峰、資深媒體人：鄭師誠、立法委員：高嘉瑜                                                                     |
| 第683集 | 2022-06-09 | 延誤143分鐘？ 陳時中:1922只＂回答.轉介＂ 王任賢嗆：有權調度救護車                           | 立法委員：鄭麗文、資深媒體人：陳揮文、立法委員：林奕華、立法委員：蔡壁如                                                                       |
| 第684集 | 2022-06-10 | 外賓立院擺拍＂鬥毆＂ 綠委：民主國家很正常 敢講明為＂貪腐＂洗白而打？                      | 立法委員：鄭麗文、資深媒體人：謝寒冰、台北市議員：徐巧芯、東華大學教授：施正鋒                                                                 |
| 第685集 | 2022-06-13 | 蔡關切陳時中確診 網：3千確診死亡國人呢？ 陳宗彥＂代打＂懂公衛專業？                       | 立法委員：鄭麗文、立法委員：費鴻泰、時事評論員：朱學恆、立法委員：賴香伶                                                                       |
| 第686集 | 2022-06-14 | 蔡分享首映網炸：已千人死還有閒情？ 台陷＂死亡迷霧＂陳時中能卸責？                         | 立法委員：鄭麗文、立法委員：鄭正鈐、資深媒體人：董智森、前立法委員：李俊毅                                                                     |
| 第687集 | 2022-06-15 | 高登2.0？ 黑心快篩代理商本業賣墨水匣 綠治下＂有心＂就能當生技商？                         | 立法委員：鄭麗文、前立法委員：林郁方、立法委員：賴士葆、康寧醫院醫師：尹長生                                                                   |
| 第688集 | 2022-06-16 | 富樂快篩＂非美製＂怎過EUA？ 1個月前就知黑心篩劑 藍轟：陳時中下台                          | 立法委員：鄭麗文、資深媒體人：陳揮文、立法委員：陳玉珍 (金門)、前國健署長：邱淑媞                                                              |
| 第689集 | 2022-06-17 | 食藥署早知黑心快篩？綠委轟：吳秀梅下台 19天拿到EUA＂綠友友＂操盤？                        | 立法委員：鄭麗文、資深媒體人：謝寒冰、資深媒體人：鄭師誠、台北市議員：王世堅                                                                   |
| 第690集 | 2022-06-20 | 黑心快篩挨轟下台 吳秀梅：該譴責廠商不是我 ＂涉瀆職＂監院.檢調免查？                       | 立法委員：鄭麗文、立法委員：費鴻泰、立法委員：蔡壁如、前衛生署長：楊志良                                                                       |
| 第691集 | 2022-06-21 | 吳秀梅直球對決 美製富樂卻有＂簡體字＂藍爆直銷商成立22天就拿EUA                            | 立法委員：鄭麗文、立法委員：林奕華、前國健署長：邱淑媞、資深媒體人：鄭師誠                                                                     |
| 第692集 | 2022-06-22 | 快篩商機億來億去 食藥署35家EUA就7家出包 藍爆：找「臨時工」來審查                          | 立法委員：鄭麗文、立法委員：高嘉瑜、資深媒體人：董智森、康寧醫院醫師：尹長生                                                                   |
| 第693集 | 2022-06-23 | 怎打仗？海軍直升機墜毀4人重傷 國防部1小時後看「網路新聞」才知？                           | 立法委員：鄭麗文、資深媒體人：陳揮文、台北市議員：游淑慧、國民黨智庫執行長：柯志恩                                                             |
| 第694集 | 2022-06-24 | 下週電價漲定？蘇貞昌：各國都大漲 政府能保證電費漲完「不停電」？                           | 立法委員：鄭麗文、資深媒體人：謝寒冰、國民黨副秘書長：王育敏、台北市議員：王世堅                                                               |
| 第695集 | 2022-06-27 | 食藥署快篩EUA＂內鬼＂通掮客？ 吳秀梅：依法辦理 網嗆：到選舉算總帳                         | 立法委員：鄭麗文、立法委員：費鴻泰、時事評論員：朱學恆、康寧醫院醫師：尹長生                                                                   |
| 第696集 | 2022-06-28 | 疫情趨穩定？陳時中「淡出」防疫記者會 網轟：落跑指揮官！？                                 | 立法委員：鄭麗文、台北市議員：徐弘庭、資深媒體人：董智森、立法委員：蔡壁如                                                                     |
| 第697集 | 2022-06-29 | 找記者不講疫情改聊「魚」陳時中開選戰模式？黑心快篩.吳秀梅嘸人管？                         | 立法委員：鄭麗文、前立法委員：林郁方、立法委員：林奕華、前國健署長：邱淑媞                                                                     |
| 第698集 | 2022-06-30 | 確診數卡住降不下 陳時中忙搶選舉「火車票」扶龍王轟：疫情還很嚴重                           | 立法委員：鄭麗文、資深媒體人：陳揮文、立法委員：李貴敏、東華大學教授：施正鋒                                                                   |
| 第699集 | 2022-07-01 | 閣揆一句話讓潮州機廠揭牌2次？蘇：改名是便民 網酸：誰去維修廠搭車？                        | 立法委員：鄭麗文、資深媒體人：謝寒冰、資深媒體人：鄭師誠、台北市議員：王世堅                                                                   |
| 第700集 | 2022-07-04 | 不想選了？傳陳時中嘆＂滿身箭＂卻還沒被徵召 網嘆：做錯事才被民怨嘆                         | 立法委員：鄭麗文、立法委員：費鴻泰、資深媒體人：鄭師誠、台北市議員擬參選人：林珍羽                                                             |
| 第701集 | 2022-07-05 | 爆林智堅論文剽竊竹科報告＂錯字＂也照抄？學者：構成欺騙會身敗名裂                          | 立法委員：鄭麗文、台北市議員：王鴻薇、資深媒體人：董智森、醫師：林應然                                                                         |
| 第702集 | 2022-07-06 | 再爆抄月刊？林智堅嗆：認知戰 綠營愛拜陳明通為師？                                         | 立法委員：鄭麗文、台北市議員：王鴻薇、康寧醫院醫師：尹長生、前立法委員：林郁方                                                                 |
| 第703集 | 2022-07-07 | 「堅」稱論文參與嘸抄襲 藍曝合約「智產權」全歸竹科                                         | 立法委員：鄭麗文、資深媒體人：陳揮文、立法委員：賴士葆、立法委員：高嘉瑜                                                                       |
| 第704集 | 2022-07-08 | 國家出錢幫寫論文？蔡送暖：智堅辛苦了 藍批：＂複製貼上＂有什麼好辛苦？                     | 立法委員：鄭麗文、資深媒體人：謝寒冰、國民黨副秘書長：王育敏、台北市議員：王世堅                                                               |
| 第705集 | 2022-07-11 | 確定參選 陳時中：責任來我就扛＂3+11我負責＂嘸下文 網轟：台灣人惡夢                        | 立法委員：鄭麗文、立法委員：費鴻泰、時事評論員：朱學恆、立法委員：賴香伶                                                                       |
| 第706集 | 2022-07-12 | 撇「落跑部長」標籤 陳時中自稱：我是自由業 柯文哲轟：我氣到不想講話                        | 立法委員：鄭麗文、台北市議員：侯漢廷、資深媒體人：鄭師誠、立法委員：蔡壁如                                                                     |
| 第707集 | 2022-07-13 | 綠今提名 陳時中昔喊＂不愛吃碗內看碗外＂網轟：現在直接甩碗搶別碗？                         | 立法委員：鄭麗文、資深媒體人：董智森、資深媒體人：朱凱翔、康寧醫院醫師：尹長生                                                                 |
| 第708集 | 2022-07-14 | 焦糖首戰網軍黑館長、綠拋假民調帶風向？陳時中選戰起手式靠「造假」？                        | 立法委員：鄭麗文、立法委員：賴士葆、資深媒體人：陳揮文、台北市議員擬參選人：楊寶楨                                                             |
| 第709集 | 2022-07-15 | 陳時中自評防疫「及格」柯酸：地方從頭到尾都在自主應變                                      | 立法委員：鄭麗文、資深媒體人：謝寒冰、台北市議員：徐巧芯、台北市議員：王世堅                                                                   |
| 第710集 | 2022-07-18 | 陳時中自爆申請綠卡 藍酸：在打預防針？病患抱怨文出土 轟陳時中冷漠                          | 立法委員：鄭麗文、立法委員：費鴻泰、資深媒體人：鄭師誠、立法委員：賴香伶                                                                       |
| 第711集 | 2022-07-19 | 陳建仁助拳 陳時中＂高端＂級團隊？防疫記者會＂捧時中＂網：國家當你家？                     | 立法委員：鄭麗文、立法委員：洪孟楷、資深媒體人：董智森、桃園市議員參選人：毛嘉慶                                                               |
| 第712集 | 2022-07-20 | 交接造勢＂防疫預算＂買單？陳時中到萬華喊＂道歉＂網嗆：染疫死的8千人呢？                   | 立法委員：鄭麗文、前立法委員：林郁方、立法委員：李貴敏、立法委員：高嘉瑜                                                                       |
| 第713集 | 2022-07-21 | 向陳時中陳情被架走 網怒：＂以民為先＂拖去旁邊？昔馬被罵18分鐘＂有抓人＂？                 | 立法委員：鄭麗文、資深媒體人：陳揮文、立法委員：林為洲、立法委員：蔡壁如                                                                       |
| 第714集 | 2022-07-22 | 綠抱屈陳時中不能指揮警察 藍爆隨扈+員警近10人＂一介平民＂怎有高規維安？                    | 立法委員：鄭麗文、資深媒體人：謝寒冰、國民黨副秘書長：王育敏、台北市議員：王世堅                                                               |
| 第715集 | 2022-07-25 | 蔡.堅風光啟用 新竹棒球場＂門都裝反＂開打2天4球員傷 網傻眼：12億蚊子館？                   | 立法委員：鄭麗文、立法委員：費鴻泰、資深媒體人：鄭師誠、東華大學教授：施正鋒                                                                   |
| 第716集 | 2022-07-26 | 找綠37選將到「官邸」開會 蘇貞昌嗆：輔選天經地義 網轟：閣揆家淪「喬家大院」？              | 立法委員：鄭麗文、立法委員：陳玉珍 (金門)、資深媒體人：董智森、立法委員：高嘉瑜                                                                |
| 第717集 | 2022-07-27 | 余正煌赴審查會 林智堅論文有真相？綠要台大換掉蘇宏達 網：嫌犯能挑法官？                    | 立法委員：鄭麗文、前立法委員：林郁方、立法委員：賴士葆、前國健署長：邱淑媞                                                                     |
| 第718集 | 2022-07-28 | 余正煌聲明打臉綠＂原創說＂？林智堅陣營打台大立場偏頗 網酸：動作越多越心虛？               | 立法委員：鄭麗文、資深媒體人：陳揮文、台北市議員：侯漢廷、台北市議員擬參選人：楊寶楨                                                           |
| 第719集 | 2022-07-29 | 6千字自清 林智堅：「台大信箱被砍.資料嘸留存」校友嗆：「我年初還收管爺賀卡」               | 立法委員：鄭麗文、資深媒體人：謝寒冰、立法委員：林奕華、台北市議員：王世堅                                                                     |
| 第720集 | 2022-08-01 | 裴洛西亞洲行升溫 國安局長忙＂罪己＂替林智堅解套 趙少康：國安給他真可怕                    | 立法委員：鄭麗文、立法委員：費鴻泰、資深媒體人：鄭師誠、立法委員：高嘉瑜                                                                       |
| 第721集 | 2022-08-02 | 兩岸軍力對峙.台食品禁銷陸 傳綠急撤邀 館長轟：裴洛西訪台 綠營爽.民無感！？                 | 立法委員：鄭麗文、台北市議員：游淑慧、資深媒體人：董智森、立法委員：蔡壁如                                                                     |
| 第722集 | 2022-08-03 | 就等裴洛西離台？陸明起＂圍台＂軍演3天 柯嗆綠：台該左右逢源.不必與陸交惡                   | 立法委員：鄭麗文、前立法委員：帥化民、立法委員：鄭正鈐、前立法委員：林郁方                                                                     |
| 第723集 | 2022-08-04 | 陸「鎖台」軍演藏玄機？專家曝要讓導彈「穿台」類封鎖恐讓台海「三條線」消失？                | 立法委員：鄭麗文、資深媒體人：陳揮文、前立法委員：李勝峰、東華大學教授：施正鋒                                                                 |
| 第724集 | 2022-08-05 | 陸一天射11彈 日曝4導彈從台北飛越 嘸公告.警報 網嗆：飛彈頭頂過綠還騙百姓？                 | 立法委員：鄭麗文、資深媒體人：謝寒冰、立法委員：洪孟楷、台北市議員：王世堅                                                                     |
| 第725集 | 2022-08-08 | 70年首次 陸艦進入台24浬海域 兩岸戰艦一對一對峙 軍演後才是難題的開始？                     | 立法委員：鄭麗文、立法委員：費鴻泰、立法委員：陳玉珍 (金門)、前海軍艦長：呂禮詩                                                                |
| 第726集 | 2022-08-09 | 大陸軍演延長 外交部嗆：後果自負 吳釗燮放話＂繼續邀訪＂網傻眼：火上澆油？                  | 立法委員：鄭麗文、前駐紐西蘭大使：介文汲、前立法委員：帥化民、醫師：林應然                                                                     |
| 第727集 | 2022-08-10 | 台大認定＂抄襲＂撤銷學位 林智堅抱屈自己是＂被害人＂網轟：陳明通問題更嚴重                 | 立法委員：鄭麗文、資深媒體人：董智森、東華大學教授：施正鋒、前立法委員：林郁方                                                                 |
| 第728集 | 2022-08-11 | 桃園62%喊退選 蔡定調＂全黨挺堅＂英系立委炸鍋：＂對幹台大＂當台灣人沒判斷能力？            | 立法委員：鄭麗文、資深媒體人：陳揮文、立法委員：賴士葆、立法委員：蔡壁如                                                                       |
| 第729集 | 2022-08-12 | 蔡臉書表態 綠＂藍勾勾們＂嘸人響應＂挺堅令＂炸鍋壓不住？官邸急開選對會＂換堅＂！           | 立法委員：鄭麗文、資深媒體人：謝寒冰、資深媒體人：鄭師誠、台北市議員：王世堅                                                                   |
| 第730集 | 2022-08-15 | 真嘸抄襲？名嘴爆：林智堅助理代筆 綠喊不選是「戰清白」柯嗆：就別退選                       | 立法委員：鄭麗文、前立法委員：孫大千、台北市議員：王鴻薇、東華大學教授：施正鋒                                                                 |
| 第731集 | 2022-08-16 | 被拐流落柬國淪豬仔.血牛 即刻救援靠＂民間組織＂？柯轟蔡：別讓百姓淪刀俎魚肉                | 立法委員：鄭麗文、台北市議員：侯漢廷、資深媒體人：董智森、立法委員：賴香伶                                                                     |
| 第732集 | 2022-08-17 | ＂營救.打假＂孰重？外交部批吹哨者.刑事局：僅120人報案 網轟：政府從海外救多少人？          | 立法委員：鄭麗文、國民黨副秘書長：王育敏、立法委員：林奕華、桃園市議員：黃敬平                                                                 |
| 第733集 | 2022-08-18 | 滯外台人求援 政府竟給＂台商電話＂網嗆：我們的稅金繳給誰？                                 | 立法委員：鄭麗文、資深媒體人：陳揮文、台北市議員：徐巧芯、立法委員：高嘉瑜                                                                     |
| 第734集 | 2022-08-19 | 藍委營救滯柬國人抵台 航警大隊人馬堵空橋「搶人」？網傻眼：民眾救人.政府抓人？              | 立法委員：鄭麗文、立法委員：李德維、資深媒體人：謝寒冰、資深媒體人：鄭師誠                                                                     |
| 第735集 | 2022-08-22 | 藍綠民代接力搶救 吳釗燮轟陸「一帶一路」遺毒 網嗆：罵贏了 人就平安回來？                   | 立法委員：鄭麗文、立法委員：鄭正鈐、前立法委員：孫大千、資深媒體人：鄭師誠                                                                     |
| 第736集 | 2022-08-23 | 殺警案兩殉職 游錫堃喊判死 網嗆：不執行有用？ 逃獄一週嘸公布 PTT怒：兩警枉死               | 立法委員：鄭麗文、立法委員：李貴敏、資深媒體人：董智森、立法委員：蔡壁如                                                                       |
| 第737集 | 2022-08-24 | 判死不槍決？蔡清祥：38死囚釋憲難執行 網曝法條 蔡上任修法務內規＂實質廢死＂？              | 立法委員：鄭麗文、立法委員：洪孟楷、前立法委員：林郁方、東華大學教授：施正鋒                                                                   |
| 第738集 | 2022-08-25 | 林智堅雙碩士歸零 中華大學認定抄襲 蔡仍挺「抄人」？                                        | 立法委員：鄭麗文、台北市議員：侯漢廷、資深媒體人：陳揮文、立法委員：高嘉瑜                                                                     |
| 第739集 | 2022-08-26 | 挨嗆＂欺上瞞下＂拔典獄長所方辯有通報檢警 網嗆：重大逃犯當失蹤人口處理？                   | 立法委員：鄭麗文、資深媒體人：謝寒冰、立法委員：林為洲、台北市議員：王世堅                                                                     |
| 第740集 | 2022-08-29 | ＂不戰藍綠＂網軍就出征？游盈隆：悼創黨精神淪喪 鄭寶清參選點燃＂新黨外運動＂！             | 立法委員：鄭麗文、立法委員：費鴻泰、立法委員：江啟臣、桃園市長擬參選人：鄭寶清                                                                 |
| 第741集 | 2022-08-30 | 民調墊底 陳時中＂夜調酒.日滾球＂超充實？網傻眼：選小學班長？                              | 立法委員：鄭麗文、台北市議員：侯漢廷、資深媒體人：董智森、資深媒體人：鄭師誠                                                                   |
| 第742集 | 2022-08-31 | 仇恨值超高？民調墊底.不討喜率奪冠 陳時中：誰不喜歡我？網傻眼：要派網軍查人水表？          | 立法委員：鄭麗文、前立法委員：林郁方、前立法委員：李勝峰、立法委員：賴香伶                                                                     |
| 第743集 | 2022-09-01 | 自家員工也不敢搭？波音787爆瑕疵滯銷 蔡政府要華航買24架？趙少康轟：勿草菅人命              | 立法委員：鄭麗文、資深媒體人：陳揮文、台北市議員：陳炳甫、立法委員：高嘉瑜                                                                     |
| 第744集 | 2022-09-02 | 金門擊落陸無人機 曹興誠喊捐10億搞黑熊勇士、神射手 網嗆：要百姓上戰場幫忙報私仇？          | 立法委員：鄭麗文、資深媒體人：謝寒冰、立法委員：賴士葆、台北市議員：王世堅                                                                     |
| 第745集 | 2022-09-05 | 嘸買BA.5次世代疫苗挨轟 王必勝：嘸人體資料買不到 網諷：高端二期未解盲不是也照打？          | 立法委員：鄭麗文、立法委員：費鴻泰、資深媒體人：鄭師誠、時事評論員：鄭村棋                                                                     |
| 第746集 | 2022-09-06 | 競辦通訊錄曝光滿滿＂政二代艦隊＂陳時中嗆＂類偷窺＂不好逼下架 網諷：怕有人形象不好？       | 立法委員：鄭麗文、台北市議員：侯漢廷、資深媒體人：董智森、新竹縣新聞處長：莊淇銘                                                               |
| 第747集 | 2022-09-07 | 藝人「吃不起海鮮惹議」內政部小編酸「笑死」網傻眼：蔡政府霸凌百姓爐火純青                  | 立法委員：鄭麗文、台北市議員：王鴻薇、東華大學教授：施正鋒、前立法委員：林郁方                                                                 |
| 第748集 | 2022-09-08 | 偷酸藝人貼文 柯文哲：現在真的笑死＂圍楊救中＂翻車裝嘸事？網酸：怕得罪年輕人？             | 立法委員：鄭麗文、資深媒體人：陳揮文、立法委員：洪孟楷、台北市議員擬參選人：林珍羽                                                             |
| 第749集 | 2022-09-09 | 焦糖扛啥職務？陳時中：不清楚 網轟：傀儡嗎？政二代團隊曝光 宅神酸：開家長會五院院長全到    | 立法委員：鄭麗文、資深媒體人：謝寒冰、立法委員：賴士葆、台北市議員：王世堅                                                                     |
| 第750集 | 2022-09-12 | 擋疫苗？曝BNT採購過程 慈濟高層接政商大老電話＂攔阻＂ 陳時中忘關麥怒嗆:我是瘋子嗎？        | 立法委員：鄭麗文、立法委員：費鴻泰、台北市議員：侯漢廷、資深媒體人：鄭師誠                                                                     |
| 第751集 | 2022-09-13 | 擋疫苗？陳時中：我會自廢武功？網嗆：標籤就能搞4週 柯酸：證嚴變中共同路人太好笑            | 立法委員：鄭麗文、前立法委員：李勝峰、時事評論員：鄭村棋、立法委員：高嘉瑜                                                                     |
| 第752集 | 2022-09-14 | 兩岸情勢.選情疫情 新黨外運動 呂秀蓮＂庶民大頭家＂獨家解析                                 | 前副總統：呂秀蓮、立法委員：鄭麗文、前立法委員：林郁方、資深媒體人：朱凱翔                                                                     |
| 第753集 | 2022-09-15 | 陳時中抱屈「獎勵」高端被抹「圖利」 網轟：拿人命當祭品？ 被嗆「貪汙」 陳時中怎不告？       | 立法委員：鄭麗文、資深媒體人：陳揮文、前立法委員：孫大千、立法委員：蔡壁如                                                                     |
| 第754集 | 2022-09-16 | 綠猛喊＂嘸擋BNT＂藍轟:民間團體都誣賴你？ 政院:疫苗只賣政府 網酸:慈濟買到韭菜？            | 立法委員：鄭麗文、資深媒體人：謝寒冰、資深媒體人：董智森、台北市議員：王世堅                                                                   |
| 第755集 | 2022-09-19 | ＂花東震災＂地方等2小時 挨轟＂唸完稿就走＂蔡致歉 桃園運動場天花板震塌 網嗆:豆腐渣？       | 立法委員：鄭麗文、立法委員：費鴻泰、資深媒體人：鄭師誠、時事評論員：鄭村棋                                                                     |
| 第756集 | 2022-09-20 | 蔡防災會＂唸稿快閃＂挨轟 柯:至少讓人吐苦水 桃羽球館坍塌紅到國外 柯嗆：不是不報            | 立法委員：鄭麗文、前立法委員：孫大千、資深媒體人：董智森、立法委員：高嘉瑜                                                                     |
| 第757集 | 2022-09-21 | 民調跌到快死亡交叉 災後4天蔡赴花蓮、訪慈濟「救選情」？1個月跑掉140萬鐵票「嚇怕」？        | 立法委員：鄭麗文、資深媒體人：黃揚明、立法委員：洪孟楷、前立法委員：林郁方                                                                     |
| 第758集 | 2022-09-22 | 大玩黑白臉？ 蔡訪慈濟高喊＂上人＂ 放縱側翼抹紅＂中共自己人＂柯嗆：網軍治國有報應          | 立法委員：鄭麗文、資深媒體人：陳揮文、台北市議員：徐巧芯、立法委員：賴香伶                                                                     |
| 第759集 | 2022-09-23 | 勞動基金累虧4455億 7月國安基金逆轉進場護綠盤？黨外大老轟：錯誤決策or人謀不贓？            | 立法委員：鄭麗文、資深媒體人：謝寒冰、台北市議員：侯漢廷、台北市議員：王世堅                                                                   |
| 第760集 | 2022-09-26 | 北檢外上演＂大亂鬥＂失血？ 陳時中急切割 周玉蔻：我愛阿中 柯酸：＂戒毒＂太晚了             | 立法委員：鄭麗文、立法委員：費鴻泰、台北市議員：侯漢廷、東華大學教授：施正鋒                                                                   |
| 第761集 | 2022-09-27 | 綠側翼毀人聲譽 民眾嗆＂開除＂ 陳時中團隊3週上7次周玉蔻節目 網嘆:官員敢辦？                | 立法委員：鄭麗文、資深媒體人：董智森、立法委員：李德維、立法委員：蔡壁如                                                                       |
| 第762集 | 2022-09-28 | 周玉蔻泣訴影片被畫愛心「污髒」 陳時中嗆對手注意口德 網酸：抹人「滾床單」算啥？            | 立法委員：鄭麗文、台北市議員：王鴻薇、時事評論員：鄭村棋、前立法委員：林郁方                                                                   |
| 第763集 | 2022-09-29 | 鏡電視審照前先洩題？ 蔡愛將＂嘸官職＂施壓NCC？ ＂毀憲亂政＂蔡.蘇空口否認能了事？          | 立法委員：鄭麗文、資深媒體人：陳揮文、立法委員：李貴敏、立法委員：高嘉瑜                                                                       |
| 第764集 | 2022-09-30 | 爆鏡電視演練「騙NCC」？ 蔡壁如：裴偉是蔡「媒體界的周玉蔻」 狗仔頭連賴神都敢打？           | 立法委員：鄭麗文、資深媒體人：謝寒冰、資深媒體人：鄭師誠、台北市議員：王世堅                                                                   |
| 第765集 | 2022-10-03 | 打府院名號詐騙嘸事？裴偉認音檔是＂膨風＂蘇貞昌喊＂不必去查＂檢調還敢辦下去？              | 立法委員：鄭麗文、立法委員：江啟臣、立法委員：費鴻泰、時事評論員：鄭村棋                                                                       |
| 第766集 | 2022-10-04 | 府院介入鏡電視＂音檔＂只是膨風？ 裴偉line洩漏NCC會議 蔡.蘇免查＂內鬼＂也不必追？          | 立法委員：鄭麗文、資深媒體人：董智森、前立法委員：孫大千、立法委員：蔡壁如                                                                     |
| 第767集 | 2022-10-05 | NCC報告曝鏡電視董監認裴偉違法 執照不用吊銷重審？ 綠擋成立＂調閱小組＂...怕啥？            | 立法委員：鄭麗文、前立法委員：李勝峰、立法委員：賴香伶、前立法委員：林郁方                                                                     |
| 第768集 | 2022-10-06 | 裴偉＂膨風＂苦肉計？ 趙少康轟綠:斷＂偉＂求生 陳耀祥認蔡愛將關心 檢調還不動如山？          | 立法委員：鄭麗文、資深媒體人：陳揮文、資深媒體人：鄭師誠、立法委員：高嘉瑜                                                                     |
| 第769集 | 2022-10-07 | 馬籲別用＂台灣國慶日＂偷渡台獨 蘇嗆:對台沒感情很荒唐 網傻眼:當哪國的閣揆？                | 立法委員：鄭麗文、資深媒體人：謝寒冰、立法委員：李德維、台北市議員：王世堅                                                                     |
| 第770集 | 2022-10-10 | 提台灣45次.中華民國3次 蔡國慶＂四韌性＂強化透明 網嗆:想修中介法.有臉提＂自由＂？          | 立法委員：鄭麗文、立法委員：費鴻泰、資深媒體人：鄭師誠、台北市議員擬參選人：林珍羽                                                             |
| 第771集 | 2022-10-11 | 蔡讚防疫好？ 吳子嘉酸：至少致謝「民間捐疫苗」 晶片是台關鍵之鑰 張忠謀：開戰就全毀         | 立法委員：鄭麗文、資深媒體人：董智森、台北市議員：侯漢廷、立法委員：賴香伶                                                                     |
| 第772集 | 2022-10-12 | ＂兩岸衝突＂美搬走台積電？ 防長:沒這種兵推 綠把護國神山當武器？ 網轟:比和親不如？         | 立法委員：鄭麗文、前立法委員：林郁方、立法委員：陳玉珍 (金門)、東華大學教授：施正鋒                                                            |
| 第773集 | 2022-10-13 | ＂非核＂畫大餅 李遠哲:蔡嗆2024後不關我事 揭＂資政＂不聽話就被換 綠腐化比過去更快？        | 立法委員：鄭麗文、資深媒體人：陳揮文、立法委員：李貴敏、立法委員：蔡壁如                                                                       |
| 第774集 | 2022-10-14 | 護航高端？ 薛瑞元嗆:好笑 審計部報告打臉 陳時中向高端仔致歉 網酸:一句抱歉真值錢            | 立法委員：鄭麗文、資深媒體人：謝寒冰、立法委員：李德維、台北市議員：王世堅                                                                     |
| 第775集 | 2022-10-17 | 豪雨成災 蘇酸：人民比選舉重要 柯嗆：有災害才耍官威 網嘆：天災下綠只顧票誰顧民？           | 立法委員：鄭麗文、立法委員：費鴻泰、台北市議員：侯漢廷、立法委員：賴香伶                                                                       |
| 第776集 | 2022-10-18 | 黃義交爆憾事 友人嘆＂舊事傷心＂ 周玉蔻:別怕人言可畏 網嗆:又要受害者放下？                 | 立法委員：鄭麗文、立法委員：洪孟楷、資深媒體人：董智森、立法委員：高嘉瑜                                                                       |
| 第777集 | 2022-10-19 | 日本不認高端靠「補打」解套？ 營收暴增3200倍 藍嗆：蔡政府拿納稅錢替高端發股利？            | 立法委員：鄭麗文、時事評論員：鄭村棋、桃園市議員參選人：毛嘉慶、前立法委員：林郁方                                                             |
| 第778集 | 2022-10-20 | 「萬華槍擊」柯急坐鎮 陳時中酸：改過遷善 寵物商前喊「領養」 挨嗆「部長看場合說話」         | 立法委員：鄭麗文、資深媒體人：陳揮文、立法委員：李德維、資深媒體人：鄭師誠                                                                     |
| 第779集 | 2022-10-21 | 藍爆＂死亡率＂比BNT高2.88倍 若撤高端EUA= 打了不算數？ 趙少康轟:蔡英文該賠錢               | 立法委員：鄭麗文、資深媒體人：謝寒冰、立法委員：賴士葆、台北市議員：王世堅                                                                     |
| 第780集 | 2022-10-24 | 陳時中掃街又挨轟 民嗆:踩著1萬多具屍體 高端爆提早1年EUA 柯轟:違反醫學常識                  | 立法委員：費鴻泰、淡江大學教授：王高成、桃園市議員參選人：毛嘉慶、台北市議員參選人：蘇恆、輔仁大學教授：潘錫堂、中華青年發展聯合會理事長：王正 |
| 第781集 | 2022-10-25 | 揭疫苗「例外條款」綠圍剿 網酸：醜事被拆穿？陸廠做高端二期試驗？薛瑞元：不知情             | 前立法委員：孫大千、資深媒體人：董智森、立法委員：李德維、立法委員：高嘉瑜                                                                     |
| 第782集 | 2022-10-26 | 找＂陸企＂做二期試驗？ 食藥署:高端要負全責 網傻眼:＂抗中＂疫苗怎變＂＂靠中＂疫苗？        | 前立法委員：李勝峰、前立法委員：林郁方、前立法委員：蔡壁如、立法委員：鄭正鈐                                                                   |
| 第783集 | 2022-10-27 | 陸喊＂台海走向在綠一念間＂ 蔡還嗆:台愈強壯愈安全 普立茲得主示警:別挑釁熊                  | 台北市議員：侯漢廷、資深媒體人：陳揮文、立法委員：賴士葆、東華大學教授：施正鋒                                                                 |
| 第784集 | 2022-10-28 | 防疫大員夜奔陳時中大營？ 薛瑞元：聊百日酸甜苦辣 藍轟：「純聊天」你們相信？                | 立法委員：鄭麗文、資深媒體人：謝寒冰、資深媒體人：鄭師誠、救國團主任：葛永光                                                                   |
| 第785集 | 2022-10-31 | ＂圍台軍演＂已逾2個月 800枚軍購導彈嘸交貨.機堡1座都嘸蓋 網嗆:綠＂保台＂喊假？             | 立法委員：鄭麗文、立法委員：費鴻泰、資深媒體人：鄭師誠、立法委員：賴香伶                                                                       |
| 第786集 | 2022-11-01 | 兩年＂搞砸＂三國寶 蘇貞昌認是＂國際醜聞＂ 故宮報告出爐 網傻眼:又要搞＂塗黑＂？            | 台北市議員：王鴻薇、資深媒體人：董智森、前立法委員：李勝峰、台北市議員參選人：林珍羽                                                           |
| 第787集 | 2022-11-02 | 萬般皆失敗只有股價漲？ 高端賣比「同技術」Novavax貴 藍爆衛福部簽「沒履約不追償」合約       | 立法委員：鄭麗文、前立法委員：林郁方、桃園市議員：黃敬平、東華大學教授：施正鋒                                                                 |
| 第788集 | 2022-11-03 | 蔡喊「終結黑金」 網傻眼：找黑道當「國師」？ 傳政府砸上億補助高端千萬試驗 網酸：最大黑金？ | 立法委員：鄭麗文、資深媒體人：陳揮文、台北市議員：侯漢廷、立法委員：高嘉瑜                                                                     |
| 第789集 | 2022-11-04 | 14學者「投票」通過 高端保護力媲美BNT.莫德納 民籲公布會議報告 蘇揆：怕專家被出征           | 立法委員：鄭麗文、資深媒體人：謝寒冰、前立法委員：孫大千、台北市議員：王世堅、台北市議員：徐巧芯、時事評論員：黃士修、資深媒體人：黃揚明       |
| 第790集 | 2022-11-07 | 藍爆＂時＂指緊扣人妻？ 陳時中:對方丈夫也在場 網爆:這人是高端14專家之一 嘸貓膩？           | 立法委員：鄭麗文、立法委員：費鴻泰、立法委員：林為洲、東華大學教授：施正鋒                                                                     |
| 第791集 | 2022-11-08 | ＂牽手片＂打臉＂扶持說＂陳時中嘆＂辯論太好＂才被搞 醫爆＂牽＂扯白色巨塔＂水很深＂？       | 立法委員：鄭麗文、前立法委員：孫大千、前立法委員：李勝峰、立法委員：高嘉瑜                                                                     |
| 第792集 | 2022-11-09 | 被質疑＂嘸效＂高端嗆告封口百姓救選情？綠喊首都圈1200月票 網酸：有政府.選前才做事？        | 立法委員：鄭麗文、資深媒體人：董智森、資深媒體人：朱凱翔、台北市議員參選人：林珍羽                                                             |
| 第793集 | 2022-11-10 | 綠側翼＂假公文＂抹跟拍＂翻車＂ 陳時中切割:跟我無關 ＂關粉專"無良公關：阿中競辦要求的      | 立法委員：鄭麗文、資深媒體人：陳揮文、時事評論員：鄭村棋、前立法委員：林郁方                                                                   |
| 第794集 | 2022-11-11 | 側翼＂假訊挨告＂群組串供？陳時中嗆藍：別牽拖太多＂競辦說＂關粉專 網軍吹牛or綠營說謊？     | 立法委員：鄭麗文、資深媒體人：謝寒冰、資深媒體人：鄭師誠、台北市議員：王世堅                                                                   |
| 第795集 | 2022-11-14 | 蔡站台被嗆＂下台＂.蘇交管遭鳴喇叭抗議 綠這回嘸喊＂返鄉投票＂ 名嘴：呼攏不起來             | 立法委員：鄭麗文、立法委員：費鴻泰、桃園市議員候選人：毛嘉慶、立法委員：高嘉瑜                                                                 |
| 第796集 | 2022-11-15 | 綠當選＂黑道＂成地下市長？ 黃承國嗆藍：別看不起中下階層 網嗆：社安網怎變慶記島？          | 立法委員：鄭麗文、台北市議員：王鴻薇、前立法委員：李勝峰、前立法委員：蔡壁如                                                                   |
| 第797集 | 2022-11-16 | 全民傻眼？＂魔獸＂ 12球衣.陳時中：蹭我熱度 UN問台青年輕生率 官員牽拖＂高樓太多＂？        | 立法委員：鄭麗文、前立法委員：林郁方、資深媒體人：董智森、台北市議員參選人：林珍羽                                                             |
| 第798集 | 2022-11-17 | 走入歷史 160萬劑.12.9億高端銷毀 薛瑞元嗆藍緊咬像＂頭蝨＂ 網嗆:不乾淨才會惹蝨子            | 立法委員：鄭麗文、資深媒體人：陳揮文、資深媒體人：鄭師誠、時事評論員：鄭村棋                                                                   |
| 第799集 | 2022-11-18 | 逆時中遭側翼圍勦？扶龍王怒嗆:別因＂派系大＂就欺人 網酸:難怪陳時中不敢罵網軍               | 立法委員：鄭麗文、資深媒體人：謝寒冰、前立法委員：孫大千、東華大學教授：施正鋒                                                                 |
| 第800集 | 2022-11-21 | 陳時中擋財路釀仇恨值？誰是掮客？薛瑞元：太幼稚不想答 網酸：買嘸疫苗怪騙子？               | 立法委員：鄭麗文、立法委員：費鴻泰、台北市議員：王鴻薇、資深媒體人：鄭師誠                                                                     |
| 第801集 | 2022-11-22 | ＂掮客說＂潑髒水？佛光山聲明嗆＂悖離事實＂佛也發火 陳時中撇薛瑞元＂自己負責＂？           | 立法委員：鄭麗文、桃園市長候選人：鄭寶清、立法委員：李貴敏、台北市議員參選人：林珍羽                                                           |
| 第802集 | 2022-11-23 | 不辦掮客是＂沒犯罪＂.沒收確診者投票權＂嘸違憲＂？ ＂國法＂全憑薛瑞元一人說了算？          | 立法委員：鄭麗文、前立法委員：林郁方、資深媒體人：董智森、前立法委員：蔡壁如                                                                   |
| 第803集 | 2022-11-24 | 藍爆「陳教授」收400萬捐款 陳明通：嘸對價關係 捐完錢「高升」官企董座嘸貓膩？               | 立法委員：鄭麗文、資深媒體人：陳揮文、立法委員：賴士葆、東華大學教授：施正鋒、新北市議員候選人：蕭蒼澤                                         |
| 第804集 | 2022-11-25 | 蔡喊「投民進黨就是投給我」 網諷：第一次不想投綠 疫魔肆虐時「總統」人在哪兒？              | 立法委員：鄭麗文、資深媒體人：謝寒冰、前立法委員：孫大千、時事評論員：鄭村棋                                                                   |
| 第805集 | 2022-11-28 | 綠版圖縮水至2都3縣 蘇辭閣揆被慰留 吳子嘉轟蔡「老謀深算」還想扳倒賴清德？                  | 立法委員：鄭麗文、立法委員：費鴻泰、台北市議員：侯漢廷、立法委員：高嘉瑜                                                                       |
| 第806集 | 2022-11-29 | 9成民調認為蘇揆＂該走人＂ 扶龍王開第一槍 狠酸＂想走誰也留不住.想賴誰都趕不走＂            | 立法委員：鄭麗文、資深媒體人：董智森、資深媒體人：鄭師誠、時事評論員：鄭村棋                                                                   |
| 第807集 | 2022-11-30 | 蔡嘆＂百姓不想綠獨大＂又怪不挺台灣隊？ 蘇留任扯情勢嚴峻 扶龍王嗆:錯的是人民？             | 立法委員：鄭麗文、前立法委員：林郁方、立法委員：賴香伶、桃園市議員：黃敬平                                                                     |
| 第808集 | 2022-12-01 | 陳其邁接主席.鄭文燦掌檢討小組 兩人全是「蔡愛將」「追戰犯」辦得到蔡.蘇頭上？               | 立法委員：鄭麗文、資深媒體人：陳揮文、國民黨副秘書長：王育敏、東華大學教授：施正鋒                                                             |
| 第809集 | 2022-12-02 | 王鴻薇出戰立委補選 吳怡農酸＂我沒那麼可怕＂網轟：先交代為何黑道陪同選主委？               | 立法委員：鄭麗文、資深媒體人：謝寒冰、立法委員：林奕華、立法委員：李德維                                                                       |
| 第810集 | 2022-12-05 | 鄭文燦論文抄襲撤學位 吳子嘉轟陳明通：綠營麻煩製造者 內閣改組嘸＂陳局長＂的份？            | 立法委員：鄭麗文、立法委員：費鴻泰、前立法委員：李勝峰、立法委員：高嘉瑜                                                                       |
| 第811集 | 2022-12-06 | 阿通師門下還有未爆彈？ 藍籲173論文全曝光 醫轟:為何陳明通學生能逾5年不公開？               | 立法委員：鄭麗文、立法委員：洪孟楷、資深媒體人：董智森、時事評論員：鄭村棋                                                                     |
| 第812集 | 2022-12-07 | 拜登讚護國神山＂我們的製造業回來了＂去台化＂門都沒有＂？ 網嘆:搬到連門都沒有              | 立法委員：鄭麗文、立法委員：賴士葆、立法委員：李貴敏、資深媒體人：鄭師誠                                                                       |
| 第813集 | 2022-12-08 | 非自導自演 恐嚇王鴻薇兇手竟是＂綠鐵粉＂？ 賴表態選黨主席 網酸:能救綠失速列車？            | 立法委員：鄭麗文、資深媒體人：陳揮文、台北市議員：侯漢廷、東華大學教授：施正鋒                                                                 |
| 第814集 | 2022-12-09 | 水產禁銷陸60億產值蒸發？ 政府＂一問三不知＂先嗆陸 網嘆:接下來班班有午仔魚？               | 立法委員：鄭麗文、資深媒體人：謝寒冰、台北市立委參選人：王鴻薇、台北市議員：王世堅                                                             |
| 第815集 | 2022-12-12 | 台產品禁令擴大？館長轟綠＂愛罵又想賺＂合理？網嘆:去年4月公布新規.考1年還不過＂怪誰＂？    | 立法委員：鄭麗文、立法委員：費鴻泰、資深媒體人：鄭師誠、立法委員：賴香伶                                                                       |
| 第816集 | 2022-12-13 | 綠扯拒陸＂竊密＂才被禁 網打臉:叫你寫明添加劑 蘇喊小三通＂陸會來搶藥＂ 民諷:來搶高端？     | 立法委員：鄭麗文、資深媒體人：董智森、台北市議員：徐巧芯、立法委員：高嘉瑜                                                                     |
| 第817集 | 2022-12-14 | 吳秀梅認證陸要求給＂配方＂業者嗆＂台食安法＂也要寫比例 政府註冊31件過關 也交出秘方？      | 立法委員：鄭麗文、立法委員：陳以信、時事評論員：鄭村棋、前立法委員：林郁方                                                                     |
| 第818集 | 2022-12-15 | 關切非申訴 陳吉仲嗆狀告WTO＂玩假的＂？ 食安法規定要寫＂成分含量＂ 網酸:政府也偷配方？     | 立法委員：鄭麗文、資深媒體人：陳揮文、立法委員：陳玉珍 (金門)、前外交官：介文汲                                                                |
| 第819集 | 2022-12-16 | 小三通年前復航就等蔡愛將接閣揆？ 蘇喊陸搶藥情勢＂不妙＂台商嗆:世界誰人比我們慘？          | 立法委員：鄭麗文、資深媒體人：謝寒冰、立法委員：賴士葆、東華大學教授：施正鋒                                                                   |
| 第820集 | 2022-12-19 | ＂延長賽＂綠又慘輸 自家人嗆:是在檢討啥？ 修法排黑偷渡＂中介法＂ 網炸鍋:輸不怕？           | 立法委員：鄭麗文、立法委員：費鴻泰、台北市議員：侯漢廷、立法委員：高嘉瑜                                                                       |
| 第821集 | 2022-12-20 | 蔡聲望44個月新低 游盈隆驚：移山倒海翻轉 逼宮開首槍？自家人要蔡去當太上皇                  | 立法委員：鄭麗文、前台北市議員：羅智強、資深媒體人：董智森、資深媒體人：鄭師誠                                                                 |
| 第822集 | 2022-12-21 | 抄襲綠委提案 取消選舉公報＂學歷欄＂可排黑？藍轟：替＂明通保證班＂高徒們斷後？             | 立法委員：鄭麗文、前立法委員：林郁方、時事評論員：毛嘉慶、東華大學教授：施正鋒                                                                 |
| 第823集 | 2022-12-22 | 打次世代疫苗沒得選？指揮中心：BNT合約不給換貨 網轟：買高端花太多.嘸錢重買？               | 立法委員：鄭麗文、資深媒體人：陳揮文、立法委員：賴士葆、立法委員：賴香伶                                                                       |
| 第824集 | 2022-12-23 | 開國安會議為改革？學者曝蔡喊開會＂無聊到想睡覺＂ 綠自家人轟:只想表現權力在手              | 立法委員：鄭麗文、資深媒體人：謝寒冰、立法委員：林為洲、時事評論員：鄭村棋                                                                     |
| 第825集 | 2022-12-26 | 睽違2年受訪？蔡找綠委喬＂延役＂甩鍋？小三通台商＂專船＂？邱太三嗆藍：咒別人死？           | 立法委員：鄭麗文、立法委員：費鴻泰、立法委員：陳玉珍 (金門)、資深媒體人：鄭師誠                                                                |
| 第826集 | 2022-12-27 | 挖陷阱or怕跑票？蔡只找＂綠委＂喬延役？蔡時隔745天接受聯訪 網酸：綠黑共治給問？            | 立法委員：鄭麗文、立法委員：李貴敏、資深媒體人：董智森、立法委員：高嘉瑜                                                                       |
| 第827集 | 2022-12-28 | 蔡親自拍板兵役延長＂分期入營＂4年搞定學業.兵役？網酸：發＂集點卡＂4年集滿12格？           | 立法委員：鄭麗文、前立法委員：林郁方、桃園市議員：黃敬平、資深媒體人：朱凱翔                                                                   |
| 第828集 | 2022-12-29 | 綠敗選檢討指點名林智堅 賴喊＂該開刀就開刀＂萬字報告不敢提＂蔡英文 "能對誰動刀？           | 立法委員：鄭麗文、資深媒體人：陳揮文、立法委員：江啓臣、東華大學教授：施正鋒                                                                   |
| 第829集 | 2022-12-30 | 股價漲13倍 檢調終出手抓炒股？昔柯酸蔡＂高端跌停就開記者會＂今總統人呢？                   | 立法委員：鄭麗文、資深媒體人：謝寒冰、台北市議員：侯漢廷、台北市議員：王世堅                                                                   |

| 集數     | 播出日期   | 節目主題 | 節目來賓 |
| -------- | ---------- | --- | --- |
| 第830集  | 2023-01-02 | 還稅於民？蔡打槍要＂補電價虧損＂綠委嗆：人民失落多於體諒 錯誤政策百姓買單？                                                                               | 立法委員：鄭麗文、立法委員：費鴻泰、立法委員：洪孟楷、資深媒體人：鄭師誠                                                                       |
| 第831集  | 2023-01-03 | 蘇：1800億扣＂不時之需＂再發錢 超收税先補電價虧損 專家轟：燃氣成本能蓋2座核四                                                                             | 立法委員：鄭麗文、前立法委員：李勝峰、資深媒體人：董智森、立法委員：高嘉瑜                                                                     |
| 第832集  | 2023-01-04 | 還稅於民髮夾彎？ ＂年後＂才發6千元 柯建銘嗆:不是廟口發紅包 學者轟綠:騙人又小氣                                                                            | 立法委員：鄭麗文、前立法委員：林郁方、立法委員：陳以信、東華大學教授：施正鋒                                                                   |
| 第833集  | 2023-01-05 | 年後發6千 館長轟：捅馬蜂窩才要製造假象 蘇揆：超徵是經濟成果 網嗆：壞事當喜事辦？                                                                          | 立法委員：鄭麗文、資深媒體人：陳揮文、前立法委員：孫大千、立法委員：賴香伶                                                                     |
| 第834集  | 2023-01-06 | 大聯盟找好怪手來開挖？ 新竹棒球場挖出廢磚.電纜 謝龍介:拉皮球場怎＂花完12億＂？                                                                            | 立法委員：鄭麗文、資深媒體人：謝寒冰、時事評論員：毛嘉慶、台北市議員：王世堅                                                                   |
| 第835集  | 2023-01-09 | 王鴻薇贏立委補選 綠連三敗＂輸到痲痹＂？林智堅：球場我監工 網秀照片轟：去外拍？                                                                            | 立法委員：鄭麗文、立法委員：費鴻泰、立法委員：林為洲、時事評論員：鄭村棋                                                                       |
| 第836集  | 2023-01-10 | 美兵推台海開戰 台慘勝淪＂嘸水電島嶼＂賴嗆＂疑美＂很危險 網嗆：做好變廢墟準備？                                                                            | 立法委員：鄭麗文、前立法委員：李勝峰、資深媒體人：董智森、立法委員：高嘉瑜                                                                     |
| 第837集  | 2023-01-11 | 陳明通定調林智堅抄襲＂是冤案＂余正煌嗆：要戰來戰 呂秀蓮嘆：有其師必有其徒                                                                                 | 立法委員：鄭麗文、立法委員：洪孟楷、資深媒體人：單厚之、東華大學教授：施正鋒                                                                   |
| 第838集  | 2023-01-12 | 傳陳建仁.鄭文燦接棒組閣高端or抄襲內閣？綠喊開除王世堅 網轟：罵抄襲的反被開鍘？                                                                            | 立法委員：鄭麗文、資深媒體人：陳揮文、資深媒體人：鄭師誠、桃園市議員：黃敬平                                                                   |
| 第839集  | 2023-01-13 | 綠失控＂炎上＂高嘉瑜 賴清德：＂不許＂用非事實攻擊黨 網嗆：高端.抄襲＂一屍N命＂非事實？                                                                    | 立法委員：鄭麗文、資深媒體人：謝寒冰、立委當選人：王鴻薇、時事評論員：毛嘉慶                                                                   |
| 第840集  | 2023-01-16 | DPP黨主席賴清德：謝謝總統的鼓勵 蔡賴互利共生or兩個太陽較勁？                                                                                              | 立法委員：鄭麗文、立法委員：費鴻泰、立法委員：賴士葆、資深媒體人：鄭師誠                                                                       |
| 第841集  | 2023-01-17 | 包裝有中國 綠嗆下架＂統戰＂螺螄粉＂網酸：昔蔡自稱＂中國人＂.蘇自比＂袁崇煥＂免下台？                                                                      | 立法委員：鄭麗文、立法委員：陳玉珍 (金門)、資深媒體人：董智森、立法委員：高嘉瑜                                                                |
| 第842集  | 2023-01-18 | 還稅6千元開春紅包恐變清明禮金？發錢特別條例報告僅6頁 藏＂空白授權＂搞成類前瞻？                                                                           | 立法委員：鄭麗文、前立法委員：孫大千、時事評論員：毛嘉慶、台北市議員：游淑慧                                                                   |
| 第843集  | 2023-01-19 | ＂務實台獨工作者＂變了？賴清德：台灣已是國家沒必要再宣布獨立 網嗆：欺騙綠粉感情？                                                                         | 立法委員：鄭麗文、資深媒體人：陳揮文、台北市議員：侯漢廷、東華大學教授：施正鋒                                                                 |
| 第844集  | 2023-01-30 | 不捨高薪？陳建仁中研院借調程序嘸跑完？廢核.挺萊全留任 網嘆：大＂英＂帝國內閣？                                                                            | 立法委員：鄭麗文、立法委員：費鴻泰、資深媒體人：董智森、資深媒體人：鄭師誠                                                                     |
| 第845集  | 2023-01-31 | 6度借調入朝 陳建仁中研院任期＂一半在當官＂網轟：名.利.權沒有一個肯鬆手？                                                                                  | 立法委員：鄭麗文、前台北市議員：羅智強、台北市議員：侯漢廷、立法委員：高嘉瑜                                                                   |
| 第846集  | 2023-02-01 | 陳建仁6度借調當官 中研院副院長比擬是＂六出祁山＂網納悶：當副總統有啥特殊研究？                                                                            | 立法委員：鄭麗文、前立法委員：林郁方、立法委員：王鴻薇、時事評論員：鄭村棋                                                                     |
| 第847集  | 2023-02-02 | 麥卡錫嗆陸：不能管我要去哪 政院報告納入「處處皆戰場」網轟綠：你惹事我家當戰地？                                                                           | 立法委員：鄭麗文、資深媒體人：陳揮文、國民黨智庫執行長：柯志恩、前立法委員：蔡壁如                                                             |
| 第848集  | 2023-02-03 | 林智堅訴願吞敗 教育部：基礎能力不足 陳明通門徒都是綠大咖 名嘴：難道一樣草包？                                                                             | 立法委員：鄭麗文、資深媒體人：謝寒冰、立法委員：林為洲、東華大學教授：施正鋒                                                                   |
| 第849集  | 2023-02-06 | 人走茶涼？燈會蔡喊＂團結＂不見柯＂被發邊疆＂？綠媒再拿台電標案 藍酸：＂封蔻費＂？                                                                         | 立法委員：鄭麗文、立法委員：費鴻泰、國民黨智庫執行長：柯志恩、資深媒體人：鄭師誠                                                               |
| 第850集  | 2023-02-07 | 綠內鬥再起？運安會主委蹺班泡湯.國安會高官咆哮闖關？ 網傻眼：綠官過太爽？                                                                                  | 立法委員：鄭麗文、前立法委員：李勝峰、資深媒體人：董智森、立法委員：高嘉瑜                                                                     |
| 第851集  | 2023-02-08 | 台南議會爆衝突 綠議長賄選僅停權3年 昔賴清德234天拒進議會 反黑只對敵營？                                                                                   | 立法委員：賴士葆、前立法委員：林郁方、台北市議員：侯漢廷、前立法委員：蔡壁如                                                                   |
| 第852集  | 2023-02-09 | ＂等國民黨辦法＂又搞黑箱？昔郭初選落敗藍轟＂分贓腐朽＂網酸：輸了耍賴還嫌人髒？                                                                            | 立法委員：鄭麗文、資深媒體人：陳揮文、立法委員：李貴敏、東華大學教授：施正鋒                                                                   |
| 第853集  | 2023-02-10 | 昔郭退黨嗆＂別勾勾纏＂今要藍營＂想辦法＂國民黨若再開巧門 重演分裂＂未戰先敗＂？                                                                           | 立法委員：鄭麗文、資深媒體人：謝寒冰、台北市議員：游淑慧、時事評論員：鄭村棋                                                                   |
| 第854集  | 2023-02-13 | 陸團弔唁星雲卡關？綠酸：統戰官員來台不會怪怪的？馮世寬嘆：喪失最好交流機會                                                                                | 立法委員：鄭麗文、立法委員：費鴻泰、立法委員：陳玉珍 (金門)、東華大學教授：施正鋒                                                              |
| 第855集  | 2023-02-14 | 來台自由行鬆綁？梁文傑：港澳疫情比大陸透明 網傻眼：陸港澳不是同個政府管？                                                                                 | 立法委員：鄭麗文、前立法委員：李勝峰、資深媒體人：鄭師誠、立法委員：高嘉瑜                                                                     |
| 第856集  | 2023-02-15 | 林智堅為＂論文瑕疵＂道歉 陳明通喊冤…是余正煌抄我論文公版 網驚：天下奇聞                                                                                   | 立法委員：鄭麗文、前立法委員：林郁方、資深媒體人：董智森、台北市議員：林珍羽                                                                   |
| 第857集  | 2023-02-16 | 上海訪團來台＂像坐牢＂？陸委會：嘸申請宵夜行程 藍曝：昔梁文傑訪陸也沒被限制？                                                                             | 立法委員：鄭麗文、資深媒體人：陳揮文、立法委員：林為洲、前立法委員：蔡壁如                                                                     |
| 第858集  | 2023-02-17 | 連撒幣都嘸誠意？房貸補貼門檻不切＂實際＂高嘉瑜轟：對無殼有剝奪感                                                                                          | 立法委員：鄭麗文、資深媒體人：謝寒冰、前駐紐西蘭大使：介文汲、立法委員：賴士葆                                                                 |
| 第859集  | 2023-02-20 | 狂Call找＂朋友＂？陳宗彥：選民服務謹守本分 網酸：酒店業者貼心招待＂做功德＂？                                                                             | 立法委員：鄭麗文、立法委員：費鴻泰、立法委員：陳以信、前立法委員：蔡正元                                                                       |
| 第860集  | 2023-02-21 | 昔揪全民＂愛家遊行＂守貞不花心 陳宗彥2天後立馬＂勾三秀六＂網酸：缺什麼補什麼？                                                                            | 立法委員：鄭麗文、前立法委員：林郁方、資深媒體人：董智森、立法委員：高嘉瑜                                                                     |
| 第861集  | 2023-02-22 | ＂最長缺蛋危機＂陳吉仲致歉 周玉蔻：道歉就能有蛋？網酸：搞定萊豬肉.當再爛都不怕？                                                                          | 立法委員：鄭麗文、台北市議員：侯漢廷、資深媒體人：鄭師誠、時事評論員：鄭村棋                                                                   |
| 第862集  | 2023-02-23 | 綠側翼扯＂天天吃蛋＂不缺蛋 網轟：限購.停售公告是P圖？＂超收稅金＂替陳吉仲拆＂蛋＂？                                                                       | 立法委員：鄭麗文、資深媒體人：陳揮文、國民黨智庫執行長：柯志恩、前立法委員：蔡壁如                                                             |
| 第863集  | 2023-02-24 | 缺蛋為哪樁？陳吉仲：民眾天冷吃火鍋 蛋貴又少 側翼轟：非政府失職.是民眾失智                                                                                 | 立法委員：鄭麗文、資深媒體人：謝寒冰、前台北市議員：羅智強、東華大學教授：施正鋒                                                               |
| 第864集  | 2023-02-27 | 台南88槍兩嫌落網 幕後有未爆彈？賴神＂本命區＂刀光劍影？                                                                                                   | 立法委員：鄭麗文、前立法委員：孫大千、台北市議員：侯漢廷、立法委員：高嘉瑜                                                                     |
| 第865集  | 2023-02-28 | 「全動法」動員學生兵上陣？國防部：只負責民防 家長轟：製造恐慌.避戰是要務                                                                                  | 立法委員：鄭麗文、立法委員：王鴻薇、資深媒體人：董智森、東華大學教授：施正鋒                                                                   |
| 第866集  | 2023-03-01 | 蛋荒怪禽流感？進口澳蛋價差虧3千萬 陳吉仲：農委會吸收 網轟：你自掏腰包？                                                                                   | 立法委員：鄭麗文、前立法委員：林郁方、立法委員：鄭正鈐、前立法委員：李俊毅                                                                     |
| 第867集  | 2023-03-02 | 日媒抹9成退役國軍是共諜 馮世寬嗆：放他X的X 綠委要撤辦洩密 網轟：跟假訊息起舞？                                                                            | 立法委員：鄭麗文、資深媒體人：陳揮文、前台北市副市長：李永萍、立法委員：賴香伶                                                                 |
| 第868集  | 2023-03-03 | 土豪式賄選？ 監聽曝＂花1億＂選議長 蒜農郭再欽翻身變綠大亨 網轟:是誰養大這些人？                                                                           | 立法委員：鄭麗文、資深媒體人：謝寒冰、前台北市議員：羅智強、資深媒體人：鄭師誠                                                                 |
| 第869集  | 2023-03-06 | 荒島求生？馬祖前線官兵海灘寫字求救＂嘸肉吃＂網傻眼：還沒開戰就缺糧？                                                                                      | 立法委員：鄭麗文、立法委員：費鴻泰、立法委員：陳以信、資深媒體人：鄭師誠                                                                       |
| 第870集  | 2023-03-07 | 阿兵哥沒肉吃 那21天怎回事？馬祖人：別人缺蛋 我們什麼都缺！                                                                                                | 立法委員：鄭麗文、前立法委員：孫大千、資深媒體人：董智森、東華大學教授：施正鋒                                                                 |
| 第871集  | 2023-03-08 | 百姓推＂蛋蛋地圖＂找蛋吃 陳吉仲：歡迎改＂吃鴨蛋＂網轟：買嘸衛生紙改用砂紙？                                                                               | 立法委員：鄭麗文、前立法委員：林郁方、時事評論員：毛嘉慶、前立法委員：李俊毅                                                                   |
| 第872集  | 2023-03-09 | 幫派春酒＂辣妹迎賓＂如皇帝 警連站飯店大門都被趕 網酸綠：清到自己人就好笑？                                                                                | 立法委員：鄭麗文、資深媒體人：陳揮文、立法委員：陳玉珍 (金門)、前立法委員：蔡壁如                                                              |
| 第873集  | 2023-03-10 | 台灣刺蝟島？帥化民：美要台打城鎮戰慢慢耗 外交部轟：假消息 不敢譴責日經？                                                                                  | 立法委員：鄭麗文、資深媒體人：謝寒冰、前立法委員：蔡正元、前台北市議員：羅智強                                                                 |
| 第874集  | 2023-03-13 | 1.2月營收掛零 搶15億＂流感＂公標？薛瑞元：炒股是另回事 護航高端滿血回歸？                                                                                 | 立法委員：鄭麗文、立法委員：費鴻泰、前紐西蘭大使：介文汲、立法委員：賴香伶                                                                     |
| 第875集  | 2023-03-14 | 拿豆漿跟國軍換蛋？陳吉仲：是加菜.推廣國產大豆 網嗆：不缺蛋幹嘛要喝豆漿？                                                                                  | 立法委員：鄭麗文、前立法委員：李勝峰、資深媒體人：董智森、資深媒體人：鄭師誠                                                                   |
| 第876集  | 2023-03-15 | 宏都拉斯爆斷交？綠＂聯美戰中＂失效？開戰就炸台積電 綠敢批前白宮核心＂認知戰＂？                                                                           | 立法委員：鄭麗文、前立法委員：林郁方、台北市議員：侯漢廷、立法委員：許智傑                                                                     |
| 第877集  | 2023-03-16 | 昔撒錢撒到有＂陳水扁教室＂宏國曝＂拒金援＂前外交官轟綠：給立陶宛12億壞行情                                                                                | 立法委員：鄭麗文、資深媒體人：陳揮文、前台北市議員：羅智強、立法委員：江啟臣                                                                   |
| 第878集  | 2023-03-17 | 藍＂選策會＂淪黑金復辟負面詞？傅崐萁嗆侯＂出來承擔＂網傻眼：替＂總教練＂拉郭卡侯？                                                                        | 立法委員：鄭麗文、孫文學校總校長：張亞中、資深媒體人：謝寒冰、前立法委員：蔡正元                                                               |
| 第879集  | 2023-03-20 | 馬登陸定調＂家事祭祖.青年交流＂綠抹紅＂促統棋子＂網嗆：非要僵持到變烏克蘭？                                                                               | 立法委員：鄭麗文、立法委員：費鴻泰、前立法委員：林郁方、東華大學教授：施正鋒                                                                   |
| 第880集  | 2023-03-21 | 綠轟馬登陸＂被統戰＂昔謝長廷廈門祭祖還叫＂兄弟＂柯酸：綠營去就是飲水思源？                                                                                | 立法委員：鄭麗文、資深媒體人：董智森、時事評論員：鄭村棋、時事評論員：黃士修                                                                   |
| 第881集  | 2023-03-22 | 馬登陸被稱＂先生＂是矮化？陳建仁挨酸會叫習＂主席＂？藍轟綠：要承認兩國論？                                                                                | 立法委員：鄭麗文、前立法委員：李勝峰、孫文學校總校長：張亞中、資深媒體人：鄭師誠                                                               |
| 第882集  | 2023-03-23 | 綠轟宏國討25億見利忘義 吳釗燮：不跟陸金錢外交競賽 網酸：送立陶宛12億算啥？                                                                                | 立法委員：鄭麗文、資深媒體人：陳揮文、前立法委員：孫大千、民眾黨發言人：楊寶楨                                                                 |
| 第883集  | 2023-03-24 | 召回駐宏大使＂斷定了＂？顧立雄：與理念相近交往意義更大 網酸：立陶宛會跟你建交？                                                                           | 立法委員：鄭麗文、資深媒體人：謝寒冰、前台北市議員：羅智強、前立法委員：蔡正元                                                                 |
| 第884集  | 2023-03-27 | 吳釗燮轟宏國討743億像＂索賄＂ 蔡政府7年斷9邦交 網轟：外交部預算怎逐年暴增？                                                                               | 立法委員：鄭麗文、立法委員：費鴻泰、前紐西蘭大使：介文汲、資深媒體人：鄭師誠                                                                   |
| 第885集  | 2023-03-28 | 綠搞＂雙重承認＂？ 網酸:先叫美日復交 馬登陸籲和平奮鬥振興中華 綠只會搞＂隔離＂？                                                                          | 立法委員：鄭麗文、資深媒體人：董智森、立法委員：賴香伶、前立法委員：李勝峰                                                                     |
| 第886集  | 2023-03-29 | 馬登陸喊＂中華民國.避戰謀和＂綠酸比狒狒嘸看頭 綠返的是馬英九or兩岸和平？                                                                                  | 立法委員：鄭麗文、前立法委員：林郁方、東華大學教授：施正鋒、立法委員：陳以信                                                                   |
| 第887集  | 2023-03-30 | 人蛇天堂？西海岸爆＂20浮屍＂ 林右昌:台籍都是落海 館長轟:百姓莫名其妙就變浮屍？                                                                            | 立法委員：鄭麗文、資深媒體人：陳揮文、立法委員：江啟臣、立法委員：許智傑                                                                       |
| 第888集  | 2023-03-31 | 蔡過境紐約 美民眾嗆：不想跟陸打仗.別販售戰爭 台灣淪＂美反陸客＂砲灰？                                                                                     | 立法委員：鄭麗文、資深媒體人：謝寒冰、前台北市議員：羅智強、前立法委員：蔡正元                                                                 |
| 第889集  | 2023-04-03 | 台灣.大陸都是中國 馬英九登高一呼 蔡總統行程生變.迷航之旅2.0？                                                                                             | 立法委員：鄭麗文、立法委員：費鴻泰、立法委員：鄭正鈐、資深媒體人：董智森                                                                       |
| 第890集  | 2023-04-04 | 網問＂蔡麥會＂會跟美復交？綠轟馬＂台.陸憲法上都屬一中＂網嗆：陸委會改叫戰委會？                                                                           | 立法委員：鄭麗文、台北市議員：侯漢廷、東華大學教授：施正鋒、資深媒體人：鄭師誠                                                                 |
| 第891集  | 2023-04-05 | 郭喊初選輸了挺侯 昔翻桌退黨＂還能信＂？朱遲不表態徵召侯 2024讓民進黨繼續贏？                                                                              | 立法委員：鄭麗文、前立法委員：林郁方、立法委員：李貴敏、時事評論員：毛嘉慶                                                                     |
| 第892集  | 2023-04-06 | 前AIT高官嘆：收效甚微 蔡見麥卡錫喊：爭取自由 網傻眼：台灣不自由＂蔡能當總統＂？                                                                           | 立法委員：鄭麗文、資深媒體人：陳揮文、前台北市議員：羅智強、前立法委員：蔡壁如                                                                 |
| 第893集  | 2023-04-07 | 馬喊：兩岸同屬＂中華民國＂蔡嗆：與現實環境有差距 網轟：不認同憲法 當哪國總統？                                                                            | 立法委員：鄭麗文、資深媒體人：謝寒冰、前立法委員：蔡正元、立法委員：高嘉瑜                                                                     |
| 第894集  | 2023-04-10 | 一張照片曝蔡＂權力核心＂？國安簡報嘸軍系人士夠專業？藍轟：報告的是專搞選舉                                                                                | 立法委員：鄭麗文、立法委員：費鴻泰、資深媒體人：董智森、立法委員：高嘉瑜                                                                       |
| 第895集  | 2023-04-11 | 環台軍演＂單日機艦數＂破紀錄 綠嗆：飛得過來？馬克宏談台海 酸美連烏克蘭都顧不好？                                                                          | 立法委員：鄭麗文、前立法委員：李勝峰、時事評論員：鄭村棋、立法委員：林為洲                                                                     |
| 第896集  | 2023-04-12 | 升官就是不生蛋？陳吉仲：明年還會缺蛋 網炸鍋：明知官方數字有錯還公布 百姓好騙？                                                                            | 立法委員：鄭麗文、前立法委員：林郁方、立法委員：洪孟楷、資深媒體人：鄭師誠                                                                     |
| 第897集  | 2023-04-13 | 陸調查台＂貿易壁壘＂業者憂：單方讓利時代結束 ECFA生變？王美花：未來不曉得                                                                                 | 立法委員：鄭麗文、資深媒體人：陳揮文、前台北市議員：羅智強、台北市議員：林珍羽                                                                 |
| 第898集  | 2023-04-14 | 對陸依存18%飆到43% 綠越戰中越依賴？陸調查後有貿易報復？王美花竟回＂不曉得＂                                                                               | 立法委員：鄭麗文、資深媒體人：謝寒冰、前紐西蘭大使：介文汲、前立法委員：蔡正元                                                                 |
| 第899集  | 2023-04-17 | 華郵曝＂台防空能力薄弱＂印尼端＂撤僑計畫＂網傻眼：全球都覺得你危險 就綠無感？                                                                             | 立法委員：鄭麗文、立法委員：費鴻泰、東華大學教授：施正鋒、時事評論員：毛嘉慶                                                                   |
| 第900集  | 2023-04-18 | 華郵亂報？陳建仁駁台灣空防脆弱 喊有能力捍衛國安 名嘴酸：好歹講點軍事用語                                                                                  | 立法委員：鄭麗文、前立法委員：孫大千、立法委員：鄭正鈐、資深媒體人：董智森                                                                     |
| 第901集  | 2023-04-19 | 灑幣就能當＂刺蝟＂？美售魚叉飛彈要拖10年？對陸貿易逾2700億美金 邱太三喊：別廢ECFA                                                                         | 立法委員：鄭麗文、前立法委員：林郁方、前紐西蘭大使：介文汲、立法委員：高嘉瑜                                                                   |
| 第902集  | 2023-04-20 | 美選將喊台灣每人發把槍 民被推火坑.蔡一聲不吭？警被當第二陸軍？基層警轟：撫卹比照軍人？                                                                    | 立法委員：鄭麗文、資深媒體人：陳揮文、前台北市議員：羅智強、前立法委員：蔡壁如                                                                 |
| 第903集  | 2023-04-21 | 打破34年默契？選前2個月蔡赴美APEC？吳釗燮：會與他國協商 戰中牌+大內宣 綠雙贏.民曝險？                                                                     | 立法委員：鄭麗文、資深媒體人：謝寒冰、前立法委員：李勝峰、資深媒體人：鄭師誠                                                                   |
| 第904集  | 2023-04-24 | 當刺蝟有用？美國會兵推＂擊沉80共艦＂8萬共軍登陸 退將：代表國軍打光剩百姓                                                                                  | 立法委員：鄭麗文、前立法委員：吳育昇、前紐西蘭大使：介文汲、資深媒體人：董智森                                                                 |
| 第905集  | 2023-04-25 | 把警察當＂第二陸軍＂？林右昌嗆＂以訛傳訛＂網嗆：抓幫派要學丟手榴彈.城鎮戰？                                                                               | 立法委員：鄭麗文、前立法委員：李勝峰、立法委員：王鴻薇、立法委員：高嘉瑜                                                                       |
| 第906集  | 2023-04-26 | 前軍官憂開戰＂北.竹＂最慘 綠駁＂警軍事化＂喊只守基建 網嗆：誰會去水庫打城鎮戰？                                                                           | 立法委員：鄭麗文、前立法委員：林郁方、立法委員：李貴敏、前台南市議員：謝龍介                                                                   |
| 第907集  | 2023-04-27 | 馬到希臘＂頭銜＂狂被換 陳建仁：一般人會取消行程 蔡過境美被叫＂特別貴賓＂綠有嗆不去了？                                                                    | 立法委員：鄭麗文、資深媒體人：陳揮文、前台北市議員：羅智強、立法委員：賴香伶                                                                   |
| 第908集  | 2023-04-28 | 25美軍火商來台做啥？蔡愛將：軍工股都拉起來了 網酸：不愧是＂總統心腹＂懂關注股價                                                                           | 立法委員：鄭麗文、資深媒體人：謝寒冰、台北市議員：侯漢廷、資深媒體人：鄭師誠                                                                   |
| 第909集  | 2023-05-01 | 前美高官要台學烏克蘭 買F16等嘸貨.傳美要漢光練撤僑 網轟：真要百姓拿掃把應戰？                                                                              | 立法委員：鄭麗文、立法委員：費鴻泰、前紐西蘭大使：介文汲、資深媒體人：鄭師誠                                                                   |
| 第910集  | 2023-05-02 | 農委會禁夜市撈魚髮夾彎 業者.民眾.動保全譙翻 網酸：詐騙釣魚不抓.抓撈魚的？                                                                                 | 立法委員：鄭麗文、前立法委員：蔡正元、資深媒體人：董智森、立法委員：高嘉瑜                                                                     |
| 第911集  | 2023-05-03 | 美退將籲台加強防禦力 綠國防召委與軍火商座談 買＂到不了貨＂的魚叉.F16V能撐幾天？                                                                           | 立法委員：鄭麗文、前立法委員：林郁方、陸軍退役中將：帥化民、前立法委員：蔡壁如                                                                 |
| 第912集  | 2023-05-04 | 美3月發A肝莓果警訊 學者轟政府＂螺絲鬆＂日草莓農藥就地合法？農民嗆：拍日馬屁？                                                                             | 立法委員：鄭麗文、資深媒體人：陳揮文、前立法委員：吳育昇、東華大學教授：施正鋒                                                                 |
| 第913集  | 2023-05-05 | 兩岸開戰將＂處處是戰場＂？政府招募年輕人進民防備戰 網酸：塔綠班快站出來保台                                                                               | 立法委員：鄭麗文、資深媒體人：謝寒冰、前立法委員：李勝峰、桃園市議員：黃敬平                                                                   |
| 第914集  | 2023-05-08 | 數位身分證變錢坑？硬推再喊卡＂10億＂全民買單？打詐再砸13億 網酸：想盡辦法掏空國庫？                                                                       | 立法委員：鄭麗文、立法委員：費鴻泰、台北市議員：侯漢廷、資深媒體人：鄭師誠                                                                     |
| 第915集  | 2023-05-09 | 蔡喊組＂資安國家隊＂連討債集團都能駭政府？台經濟負成長14年最差 綠還敢吹經濟最好？                                                                         | 立法委員：鄭麗文、立法委員：鄭正鈐、資深媒體人：董智森、立法委員：許智傑                                                                       |
| 第916集  | 2023-05-10 | 大小姐說別買了？爆綠要求寫＂獨立政府＂卡關 官員揭合約寫ROC 網嗆：那政府怎不做？                                                                           | 立法委員：鄭麗文、前立法委員：林郁方、前紐西蘭大使：介文汲、前立法委員：蔡正元                                                                 |
| 第917集  | 2023-05-11 | 誰是大小姐？前藍委爆熟蔡的都這樣叫 官員拿私人電郵洗白擋疫苗？柯驚：監控民間通訊？                                                                         | 立法委員：鄭麗文、資深媒體人：陳揮文、前台北市議員：羅智強、東華大學教授：施正鋒                                                               |
| 第918集  | 2023-05-12 | 大小姐擋疫苗疑雲 不提告怕＂合約＂在法院曝光？42% ＂不樂見＂綠再執政 綠鐵票區鬆動？                                                                        | 立法委員：鄭麗文、資深媒體人：謝寒冰、立法委員：賴士葆、桃園市議員：黃敬平                                                                     |
| 第919集  | 2023-05-15 | 高中生問＂開戰怎保台＂蔡回應＂戰爭非選項＂美喊人人發AK47.炸台積電 蔡有吭聲過？                                                                            | 立法委員：鄭麗文、立法委員：洪孟楷、資深媒體人：董智森、時事評論員：毛嘉慶                                                                     |
| 第920集  | 2023-05-16 | 山也國家隊海也國家隊？賴喊當總統.政院設專案辦公室 網酸：中央部會可以打包了？                                                                              | 立法委員：鄭麗文、立法委員：費鴻泰、前立法委員：孫大千、立法委員：許智傑                                                                       |
| 第921集  | 2023-05-17 | 最強母雞披藍袍領隊戰2024 侯三喊＂再次政黨輪替＂選戰主軸聚焦＂反貪腐＂？                                                                                   | 立法委員：鄭麗文、前立法委員：林郁方、前立法委員：蔡正元、資深媒體人：鄭師誠                                                                   |
| 第922集  | 2023-05-18 | 買不起房怪我囉？林右昌喊＂是年輕人沒規劃＂網炸鍋：乾脆把青年趕去綠島                                                                                      | 立法委員：鄭麗文、資深媒體人：陳揮文、立法委員：賴士葆、立法委員：高嘉瑜                                                                       |
| 第923集  | 2023-05-19 | 買不起房都是百姓錯？綠官再嗆：青年都做服務業才低薪 怪我嘸規劃又怪我入錯行？                                                                               | 立法委員：鄭麗文、資深媒體人：謝寒冰、東華大學教授：施正鋒、桃園市議員：黃敬平                                                                 |
| 第924集  | 2023-05-22 | 陳歐珀喊退選戰清白 夠乾淨幹嘛退？不熟郭再欽？藍爆賴曾同桌吃飯                                                                                             | 立法委員：鄭麗文、立法委員：費鴻泰、立法委員：陳以信、台北市議員：王世堅                                                                       |
| 第925集  | 2023-05-23 | 詐團包養陳歐珀全家？爆2年前友人就示警 陳建仁:別誤傳 綠詐同流？...又是認知戰？                                                                             | 立法委員：鄭麗文、台北市議員：侯漢廷、資深媒體人：董智森、立法委員：許智傑                                                                     |
| 第926集  | 2023-05-24 | ＂外匯存底＂搞主權基金？央行總裁嗆：賠了怎辦？勞動基金慘虧3529億 還拿保命錢來賭？                                                                         | 立法委員：鄭麗文、前立法委員：林郁方、前立法委員：蔡正元、資深媒體人：鄭師誠                                                                   |
| 第927集  | 2023-05-25 | 官員到詐團豪宅開趴 交長喊＂不用查＂？賴扯與通緝犯吃飯是＂正常社交＂排黑玩真的？                                                                           | 立法委員：鄭麗文、資深媒體人：陳揮文、前台北市議員：羅智強、台北市議員：徐巧芯                                                                 |
| 第928集  | 2023-05-26 | 4度判死縱火犯無期定讞 侯轟：叫人怎信服？蔡欽點最高院長跟著＂廢死＂主旋律就好？                                                                            | 前立法委員：帥化民、資深媒體人：謝寒冰、前台北市議員：羅智強、立法委員：高嘉瑜                                                                 |
| 第929集  | 2023-05-29 | 昔喊＂乾淨的煤＂賴喊＂停用核電機組＂當備援 前核四廠長嗆：以為開車鑰匙一轉就發動？                                                                         | 立法委員：鄭麗文、立法委員：費鴻泰、立法委員：李貴敏、資深媒體人：鄭師誠                                                                       |
| 第930集  | 2023-05-30 | 蔡提＂太陽花律師＂當大法官？藍嘆：＂司法悲哀＂顧立雄喊陸介入大選 王立強案誰的手筆？                                                                       | 立法委員：鄭麗文、前立法委員：孫大千、立法委員：林為洲、台北市議員：應曉薇                                                                     |
| 第931集  | 2023-05-31 | 大法官提名人爆＂指導做偽證＂尤伯祥嗆捕風捉影抹黑 嘸爭議會連綠自家人都反？                                                                                 | 立法委員：鄭麗文、前立法委員：蔡正元、前立法委員：林郁方、資深媒體人：董智森                                                                   |
| 第932集  | 2023-06-01 | 人選之人真人版？黨工遭性騷.綠高層吃案 綠整天高舉婦權 進步價值只是競選口號？                                                                               | 立法委員：鄭麗文、資深媒體人：陳揮文、前台北市議員：羅智強、台北市議員：王世堅                                                                 |
| 第933集  | 2023-06-02 | 婦女部爆完換青年部爆？綠再傳黨工性騷吃案2.0？名嘴嗆：民進黨DNA是性騷擾？                                                                                  | 立法委員：鄭麗文、東華大學教授：施正鋒、時事評論員：毛嘉慶、立法委員：鄭正鈐                                                                   |
| 第934集  | 2023-06-05 | 前黨工爆英系資政性騷 總統府撇＂沒調查權＂呂秀蓮轟：性騷案都發生在蔡當黨主席時                                                                             | 立法委員：賴士葆、立法委員：費鴻泰、東華大學教授：施正鋒、資深媒體人：鄭師誠                                                                   |
| 第935集  | 2023-06-06 | 資政遭爆性騷擾喊告 網驚＂告被害者＂？名嘴曝對蔡＂恩重如山＂ 有總統不能辦的案？                                                                            | 前立法委員：孫大千、立法委員：李德維、資深媒體人：黃揚明、資深媒體人：董智森                                                                   |
| 第936集  | 2023-06-07 | 不缺電？劉德音:我們只能相信 蔡喊用＂總統緊急權＂命令發電 網酸:怎不叫太陽別下山                                                                            | 前立法委員：林郁方、前立法委員：蔡正元、立法委員：高嘉瑜、前台南市議員：謝龍介                                                                 |
| 第937集  | 2023-06-08 | 磐石級打臉？美商會嗆綠非核政策＂衝擊國安＂王美花：核能可討論 網轟：騙不住了？                                                                             | 立法委員：洪孟楷、資深媒體人：陳揮文、前台北市議員：羅智強、台北市議員：王世堅                                                                 |
| 第938集  | 2023-06-09 | 台灣無意爭釣魚台？柯P：斷章取義 侯：保家衛國是我一生信念                                                                                                  | 台北市議員：侯漢廷、資深媒體人：謝寒冰、台北市議員：應曉薇、桃園市議員：黃敬平                                                                 |
| 第939集  | 2023-06-12 | ＂漁電共生＂欺騙社會？綠黨員老淚縱橫 滿滿光電板＂我心好痛＂！                                                                                             | 立法委員：鄭麗文、立法委員：費鴻泰、前紐西蘭大使：介文汲、台北市議員：王世堅                                                                   |
| 第940集  | 2023-06-13 | 國防手冊2.0 戰時嘸水請＂上網查＂？侯喊＂西邊＂要穩不能不對話 綠反抵制＂海峽論壇＂？                                                                       | 立法委員：鄭麗文、前立法委員：李勝峰、資深媒體人：董智森、立法委員：高嘉瑜                                                                     |
| 第941集  | 2023-06-14 | 昔馬花62天審查 今綠主導21天過大法官人事案？手握法律釋憲大權 綠打官司穩贏！？                                                                              | 立法委員：鄭麗文、前立法委員：林郁方、前立法委員：蔡正元、立法委員：鄭正鈐                                                                     |
| 第942集  | 2023-06-15 | 誰在＂放毒＂？餵藥案燒1個月 檢只跳針＂偵查不公開＂？管制藥丟1顆罰6萬 中央查不到？                                                                         | 立法委員：鄭麗文、資深媒體人：陳揮文、前台北市議員：羅智強、東華大學教授：施正鋒                                                               |
| 第943集  | 2023-06-16 | 學童安眠藥＂陰性＂綠硬扯＂零檢出＂醫嗆：清水也會驗出東西 真餵毒…刑事局怎不辦？                                                                            | 立法委員：鄭麗文、資深媒體人：謝寒冰、立法委員：吳怡玎、資深媒體人：鄭師誠                                                                     |
| 第944集  | 2023-06-19 | 6萬教師停代餵藥＂EZB.巴比妥＂質譜儀皆未檢出 賴還要侯公布戒斷情況 誰製造恐慌？                                                                             | 立法委員：鄭麗文、立法委員：費鴻泰、前立法委員：李勝峰、台北市議員：王世堅                                                                     |
| 第945集  | 2023-06-20 | ＂直球對決＂台大學生座談 提四個堅持.四大國政方針 侯嗆綠：蔡不敢說的＂我來說＂                                                                             | 立法委員：鄭麗文、前立法委員：林郁方、資深媒體人：董智森、立法委員：賴香伶                                                                     |
| 第946集  | 2023-06-21 | 綠執政7年怎不做？賴喊補助私大生學費2.5萬 學界轟綠：把高教當贈品＂害死台灣＂                                                                               | 立法委員：鄭麗文、前立法委員：蔡正元、資深媒體人：鄭師誠、立法委員：高嘉瑜                                                                     |
| 第947集  | 2023-06-22 | 選舉有得政？陳建仁加碼＂高中學費全免＂校長傻眼：兩個禮拜前不是說＂嘸錢＂？                                                                                | 立法委員：鄭麗文、資深媒體人：陳揮文、前立法委員：孫大千、東華大學教授：施正鋒                                                                 |
| 第948集  | 2023-06-23 | 補助學費行不行？柯轟撒幣最懶惰 140億北市教育基金被變相挪去還債 柯有重年輕人？                                                                             | 立法委員：鄭麗文、資深媒體人：謝寒冰、前立法委員：帥化民、台北市議員：侯漢廷                                                                   |
| 第949集  | 2023-06-26 | ＂3+1方案＂9月上路 4年能搞定就學.服役？網轟綠：同時搞死教育跟國防？                                                                                       | 立法委員：鄭麗文、立法委員：費鴻泰、時事評論員：毛嘉慶、立法委員：高嘉瑜                                                                       |
| 第950集  | 2023-06-27 | 蘇扯服貿4百萬人失業 綠不戒斷ECFA？柯喊＂反黑箱＂綠不給審＂貿易倡議＂怎不反？                                                                              | 立法委員：鄭麗文、前立法委員：林郁方、立法委員：鄭正鈐、資深媒體人：董智森                                                                     |
| 第951集  | 2023-06-28 | 桃機破天荒封場軍演 賴喊＂義務役不用上戰場＂網酸：不必上陣幹嘛當1年兵？                                                                                    | 立法委員：鄭麗文、前立法委員：蔡正元、前紐西蘭大使：介文汲、台北市議員：王世堅                                                                 |
| 第952集  | 2023-06-29 | 鏡電視壓倒性過關上架 前董座曝不聽綠命令才被＂拔官＂轟＂臭不可聞政治弊案＂                                                                                 | 立法委員：鄭麗文、資深媒體人：陳揮文、東華大學教授：施正鋒、前立法委員：李勝峰                                                                 |
| 第953集  | 2023-06-30 | 政院推高中學費全免 賴：給孩子公平資源 貴族高中學費破20萬 政府要幫權貴買單？                                                                               | 立法委員：鄭麗文、資深媒體人：謝寒冰、立法委員：陳以信、資深媒體人：鄭師誠                                                                     |
| 第954集  | 2023-07-03 | 前英相特拉斯來台相挺？蔡政府砸逾3百萬納稅錢＂買來的＂網轟：不如買台灣特斯拉                                                                               | 立法委員：鄭麗文、立法委員：費鴻泰、台北市議員：侯漢廷、立法委員：高嘉瑜                                                                       |
| 第955集  | 2023-07-04 | 支持＂合乎中華民國憲法的92共識＂侯友宜四路線直球對決 台獨金孫的兩岸政策呢？                                                                               | 立法委員：鄭麗文、立法委員：洪孟楷、東華大學教授：施正鋒、前立法委員：孫大千                                                                   |
| 第956集  | 2023-07-05 | 侯反3+1喊恢復4個月役期 柯酸：先跟AIT解釋 台灣小孩服役 要先看＂外人＂臉色？                                                                                | 立法委員：鄭麗文、前立法委員：林郁方、立法委員：陳以信、資深媒體人：董智森                                                                     |
| 第957集  | 2023-07-06 | 200藍委＂厚友誼＂相挺洪秀柱嘆：大家都知道換柱的痛 盧秀燕籲侯＂Never give up＂                                                                             | 立法委員：鄭麗文、資深媒體人：陳揮文、立法委員：吳怡玎、台北市議員：王世堅                                                                     |
| 第958集  | 2023-07-07 | 志願役體位放寬到152公分 美硬要國軍延長兵役？ 名嘴轟:逼百姓用命拖住大陸                                                                                    | 立法委員：鄭麗文、資深媒體人：謝寒冰、前立法委員：帥化民、資深媒體人：鄭師誠                                                                   |
| 第959集  | 2023-07-10 | 殺警重犯轉外役監 基層警轟＂學長白死了＂ 蔡清祥扯＂法還沒修過＂有綠過不了的法？                                                                            | 立法委員：鄭麗文、立法委員：費鴻泰、時事評論員：毛嘉慶、立法委員：高嘉瑜                                                                       |
| 第960集  | 2023-07-11 | 選輸又翻桌？ 曝郭想併購藍.白 柯嘆:嚇到不敢接電話 民心可以用錢買？                                                                                         | 立法委員：鄭麗文、前立法委員：李勝峰、資深媒體人：董智森、台北市議員：林珍羽                                                                   |
| 第961集  | 2023-07-12 | AIT圈校地蓋停車場 面積將穩坐美＂第二大＂駐外館舍 學者質疑:方便美國撤僑？                                                                                  | 立法委員：鄭麗文、立法委員：李德維、東華大學教授：施正鋒、立法委員：洪孟楷                                                                     |
| 第962集  | 2023-07-13 | 外交部開座談幫圈地擴建 AIT躲門外不吭聲＂垂簾聽政＂？ 居民嗆:有本事建交啊                                                                                  | 立法委員：鄭麗文、資深媒體人：陳揮文、前立法委員：孫大千、立法委員：賴士葆                                                                     |
| 第963集  | 2023-07-14 | 甲車軍演撞歪反光鏡 蔡愛將喊＂不會打＂國軍白忙？傳賴過境美國 只能去不公開僑宴？                                                                            | 立法委員：鄭麗文、資深媒體人：謝寒冰、前立法委員：帥化民、資深媒體人：鄭師誠                                                                   |
| 第964集  | 2023-07-17 | 百姓上街討正義＂熱中暑＂蔡賴穿棒球衣讚飯店＂冷氣不錯＂藍嘆：百姓汗水臭.權貴凍死骨                                                                         | 立法委員：鄭麗文、立法委員：費鴻泰、前紐西蘭大使：介文汲、資深媒體人：鄭師誠                                                                   |
| 第965集  | 2023-07-18 | 藍白齊街頭討正義 柯：有時拖1.2個月水到渠成＂反貪大聯盟＂合則兩利！？                                                                                      | 立法委員：鄭麗文、前立法委員：李勝峰、資深媒體人：董智森、台北市議員：徐巧芯                                                                   |
| 第966集  | 2023-07-19 | 川普嗆台偷工作 學者嗆＂十萬青年十萬肝＂換護國神山 綠昔喊＂我川威武＂ 今怎不吭聲？                                                                         | 立法委員：鄭麗文、前立法委員：孫大千、桃園市議員：黃敬平、立法委員：高嘉瑜                                                                     |
| 第967集  | 2023-07-20 | 賴喊＂台灣總統進白宮＂外媒爆美要求澄清？府院黨齊喊＂嘸關切＂不敢嗆假消息？                                                                                | 立法委員：鄭麗文、資深媒體人：陳揮文、立法委員：林為洲、台北市議員：王世堅                                                                     |
| 第968集  | 2023-07-21 | 還沒走進白宮先撞牆？外媒曝美方＂疑賴＂ 恐成麻煩製造者2.0？                                                                                                | 立法委員：鄭麗文、資深媒體人：謝寒冰、立法委員：鄭正鈐、時事評論員：毛嘉慶                                                                     |
| 第969集  | 2023-07-24 | 侯.韓擁抱「政黨輪替.台灣更好」在野整合才正要開始！？ | 立法委員：鄭麗文、立法委員：費鴻泰、前立法委員：蔡壁如、時事評論員：毛嘉慶                                                                     |
| 第970集  | 2023-07-25 | 漢光首日＂彈藥炸傷＂9官兵 防長：囤彈太遠.打仗很難救 網酸：信義區嘸彈藥庫.棄守別救？                                                                       | 立法委員：鄭麗文、前立法委員：李勝峰、資深媒體人：董智森、立法委員：高嘉瑜                                                                     |
| 第971集  | 2023-07-26 | 破天荒封桃機軍演 從殲敵於台海.灘頭 遇到＂國土防衛＂名嘴轟：乾脆退到夏威夷                                                                                 | 立法委員：鄭麗文、前立法委員：林郁方、前紐西蘭大使：介文汲、台北市議員：王世堅                                                                 |
| 第972集  | 2023-07-27 | 轟小雞.嗆主席 金小刀聲量壓過＂主帥＂張顯耀嘆：搞得像自己在選.替侯得罪人                                                                                   | 立法委員：鄭麗文、資深媒體人：陳揮文、前立法委員：孫大千、資深媒體人：王尚智                                                                   |
| 第973集  | 2023-07-28 | 砸百億買＂傻瓜版＂無人機 迫砲炸傷官兵靠＂自購止血帶＂救命 網嘆：誰還願意賣命？                                                                            | 立法委員：鄭麗文、資深媒體人：謝寒冰、台北市議員：侯漢廷、資深媒體人：鄭師誠                                                                   |
| 第974集  | 2023-07-31 | 錢比首都多6倍？高雄改建漁港要3千萬卻給81億 逾兩兆特別預算＂獨厚綠縣市＂綁樁？                                                                             | 立法委員：鄭麗文、前台北市議員：羅智強、前紐西蘭大使：介文汲、資深媒體人：董智森                                                               |
| 第975集  | 2023-08-01 | 陳吉仲步步高陞 潘孟安遭爆＂也抄襲＂？綠官＂只問忠誠不問品性＂？                                                                                           | 立法委員：鄭麗文、前立法委員：李勝峰、時事評論員：歷史哥、立法委員：高嘉瑜                                                                     |
| 第976集  | 2023-08-02 | 81億改建漁港合理？蘇嗆：吃魚還不准修漁港？168倍大 世界最大漁港只花1百億                                                                                   | 立法委員：鄭麗文、立法委員：費鴻泰、前台南市議員：謝龍介、立法委員：鄭正鈐                                                                     |
| 第977集  | 2023-08-03 | 反貪聯盟選輸…柯嘆：台灣就完蛋 當選後就查蔡論文.高端 憂郭攪局會讓賴＂開香檳＂                                                                              | 立法委員：鄭麗文、資深媒體人：陳揮文、台北市議員：王世堅、前立法委員：蔡正元                                                                   |
| 第978集  | 2023-08-04 | 賴過境美國＂疑賴＂撥雲見日？台參加環太軍演？美軍將領潑冷水：台灣最重要是訓練                                                                              | 立法委員：鄭麗文、資深媒體人：謝寒冰、立法委員：李貴敏、資深媒體人：鄭師誠                                                                     |
| 第979集  | 2023-08-07 | 軍警憲全面擴編 國防部：應對敵情威脅 網傻眼：國安局長不是說台灣嘸兵凶戰危？                                                                                | 立法委員：鄭麗文、立法委員：費鴻泰、前立法委員：李勝峰、資深媒體人：鄭師誠                                                                     |
| 第980集  | 2023-08-08 | 兩天下逾千毫米雨量 陳建仁酸南投嘸超前部署 藍縣長反嗆：這種大雨哪個縣市受得了？                                                                            | 立法委員：鄭麗文、前立法委員：孫大千、前台南市議員：謝龍介、資深媒體人：董智森                                                                 |
| 第981集  | 2023-08-09 | 勘災40分鐘交管2小時？府喊冤＂縮車隊.沒交管＂網爆蔡全程在笑 還說災情匯報很精彩                                                                             | 立法委員：鄭麗文、立法委員：鄭正鈐、立法委員：陳以信、台北市議員：王世堅                                                                       |
| 第982集  | 2023-08-10 | 侯喊重啟核電降燃煤 賴品妤暴怒秒嗆：重啟個X 藍酸：礙到你家賺＂綠電財＂？                                                                                   | 立法委員：鄭麗文、資深媒體人：陳揮文、政治學者：施正鋒、前立法委員：蔡正元                                                                     |
| 第983集  | 2023-08-11 | 前瞻債留子孫？政院駁人均預算前三都是藍縣市 侯漢廷揭：台南拿前瞻＂修騎樓＂                                                                                 | 立法委員：鄭麗文、資深媒體人：謝寒冰、立法委員：洪孟楷、立法委員：高嘉瑜                                                                       |
| 第984集  | 2023-08-14 | 賴過境美＂嘸大咖＂接機？真心換絕情？F-16投彈傳＂丟歪＂嚇爆海巡 網嘆：真的能打仗？                                                                         | 立法委員：鄭麗文、立法委員：費鴻泰、民進黨創黨元老：許國泰、資深媒體人：鄭師誠                                                                 |
| 第985集  | 2023-08-15 | 6%綠電花589億合理？賴勁麟讀政治.搞勞工 綠電獲利爆增21倍 網嘆：瘦台電.肥綠友？                                                                             | 立法委員：鄭麗文、前立法委員：孫大千、立法委員：陳以信、資深媒體人：董智森                                                                     |
| 第986集  | 2023-08-16 | 綠委爸19家綠電全設在＂同地址＂.蔡＂國師＂成虎行大股東 網酸：能透露煉金術？                                                                                | 立法委員：鄭麗文、立法委員：鄭正鈐、立法委員：王鴻薇、立法委員：高嘉瑜                                                                         |
| 第987集  | 2023-08-17 | 反核圖利？雲豹小公主落跑拒答？市值漲1千倍 嘸推一把…綠委爸會飛天？                                                                                         | 立法委員：鄭麗文、資深媒體人：陳揮文、立委參選人：廖偉翔、前立法委員：蔡正元                                                                   |
| 第988集  | 2023-08-18 | 藍批綠友友一手拿公帑一手捐民進黨？賴勁麟賺陸簽.女兒反服貿 網酸：神鬼都是你？                                                                              | 立法委員：鄭麗文、資深媒體人：謝寒冰、台北市議員：侯漢廷、台北市議員：王世堅                                                                   |
| 第989集  | 2023-08-21 | 陸恐喊停ECFA 9%傳產慘了？ 政院嗆：有反制措施 網酸綠：8800億不手軟.台灣很有錢                                                                              | 立法委員：鄭麗文、立法委員：費鴻泰、前紐西蘭大使：介文汲、資深媒體人：鄭師誠                                                                   |
| 第990集  | 2023-08-22 | 毛利達21%靠技術？寡占？賴勁麟辭董座嗆推綠電是護台灣 柯酸：不是喊愛台就能胡搞                                                                              | 立法委員：鄭麗文、前台南市議員：謝龍介、資深媒體人：董智森、立法委員：高嘉瑜                                                                   |
| 第991集  | 2023-08-23 | 國防預算創新高 蔡嗨喊：台灣變強了 被取消中美洲議會＂永久觀察員＂網嘆：強到被退群？                                                                        | 立法委員：鄭麗文、立法委員：鄭正鈐、前立法委員：林郁方、前台北市議員：羅智強                                                                   |
| 第992集  | 2023-08-24 | 賴品妤躲媒體自撞跌倒 反怪人推她！？嗆記者問題跳針 百姓想知政治獻金 立委可不答？                                                                           | 立法委員：洪孟楷、資深媒體人：陳揮文、政治學者：施正鋒、台北市議員：徐巧芯                                                                     |
| 第993集  | 2023-08-25 | 哪隻＂黑手＂推了小公主？賴品妤三度改口嗆＂跟騷＂網傻眼第一時間刻意栽贓？                                                                                  | 立法委員：鄭麗文、資深媒體人：謝寒冰、前立法委員：李勝峰、台北市議員：王世堅                                                                   |
| 第994集  | 2023-08-28 | 郭宣布參選 網酸：恭喜賴桑＂穩了＂深綠動起來？賴子弟兵籲支持者：幫郭圓選總統夢                                                                             | 立法委員：鄭麗文、立法委員：洪孟楷、資深媒體人：單厚之、資深媒體人：鄭師誠                                                                     |
| 第995集  | 2023-08-29 | 郭喊參選 綠接力挺連署？李乾龍疑：是綠營臥底？攪局不惜保送賴？網酸：交換好條件？                                                                           | 立法委員：鄭麗文、前立法委員：孫大千、資深媒體人：董智森、立法委員：高嘉瑜                                                                     |
| 第996集  | 2023-08-30 | 不講武德？郭嘸執政班底只有＂錢＂媒體人嗆：侯.柯去跟他談 會讓人誤會＂被收購＂                                                                              | 立法委員：李德維、立法委員：鄭正鈐、前立法委員：帥化民、桃園市議員：黃敬平                                                                     |
| 第997集  | 2023-08-31 | 郭曝參選是＂不再期待換侯＂網驚：承認一直扯後腿？學者曝賴當選比蔡更慘 誰扮推手？                                                                           | 前台北市議員：羅智強、資深媒體人：陳揮文、政治學者：施正鋒、前立法委員：蔡正元                                                                 |
| 第998集  | 2023-09-01 | 比國家隊還強？資本50萬小公司能買8千萬顆蛋？鄰曝嘸看過蛋車.倉儲 網問：蛋放哪？                                                                             | 立法委員：賴士葆、資深媒體人：謝寒冰、立法委員：費鴻泰、台北市議員：王世堅                                                                     |
| 第999集  | 2023-09-04 | 闆娘出資千萬申請上億買蛋？農業部扯超思與＂大蛋商＂是親屬 網酸：比巴菲特還神？/兩岸僵局一觸即發？義務役1/13將赴離島＂金馬獎＂避戰止戰？                    | 立法委員：費鴻泰、立法委員：林為洲、社運人士：鄭村棋、資深媒體人：鄭師誠                                                                       |
| 第1000集 | 2023-09-05 | 追買蛋合約 農業部酸：先依法申請 從農業金庫搬錢補貼進口蛋 網驚：國家是你家？/國慶變＂TAIWAN NATION DAY ＂侯嗆綠帶頭消滅中華民國 網轟：賴喊＂不台獨＂騙票？ | 前立法委員：孫大千、立法委員：李貴敏、政治學者：施正鋒、前立法委員：李勝峰                                                                     |
| 第1001集 | 2023-09-06 | 追買蛋神劇陳吉仲怒推媒體？＂稅費.貸款＂政府全買單 超思打＂一通電話＂賺3800萬？/侯.柯＂醫療.長照＂政策齊發 賴只喊＂擴大醫療投資＂網嘆：果然只剩撒幣？      | 立法委員：賴士葆、立法委員：鄭正鈐、前駐紐西蘭大使：介文汲、前總統副秘書長：羅智強                                                             |
| 第1002集 | 2023-09-07 | 合約曝拿報價單就能請款？陳吉仲跳針＂代墊＂稅費.貨款都免付 超思無本生意？/保證獲利.零風險？超思購蛋合約超佛心？網諷：還以為看到詐團廣告                    | 前台南市議員：謝龍介、資深媒體人：陳揮文、立法委員：高嘉瑜、前立法委員：蔡正元、台北市議員：游淑慧                                             |
| 第1003集 | 2023-09-08 | 陳吉仲喊合約＂無利可圖＂超思巴西報關3.4億抵台變4.7億＂1.3億落誰袋？/暗夜驚魂 大直建案工地驚天一震 鄰樓塌.馬路陷 即刻救援動起來                            | 立法委員：洪孟楷、資深媒體人：謝寒冰、台北市議員：侯漢廷、時事評論員：毛嘉慶                                                                   |
| 第1004集 | 2023-09-11 | 義務役當主力？爆明年志願役少5187人 形同＂10個聯兵營＂戰力蒸發 綠戰中嚇跑人？/拿不出實績闆娘神隱超思只負責訂購？前特偵檢疑：憑啥獨享3800萬？               | 立法委員：鄭麗文、立法委員：費鴻泰、資深媒體人：鄭師誠、立法委員：陳以信、立法委員：李德維                                                     |
| 第1005集 | 2023-09-12 | 巴西蛋放＂5個月＂能吃？官員扯＂有噴食物蠟＂農業專家曝原廠寫明賞味期＂110天＂/侯友宜訪美將會見紐約市長？侯轟＂台獨路線＂害慘台灣                           | 立法委員：鄭麗文、前立法委員：孫大千、資深媒體人：董智森、立法委員：高嘉瑜                                                                     |
| 第1006集 | 2023-09-13 | 能放4個月？食藥署打臉＂有噴蠟＂藍曝巴西＂全程冷鏈＂能放90天 網驚：8月就過期？/賴喊：年輕人免上戰場 國防報告書曝義務役.後備軍人成要角 誰騙人？             | 立法委員：鄭麗文、立法委員：鄭正鈐、桃園市議員：黃敬平、立法委員：許智傑                                                                       |
| 第1007集 | 2023-09-14 | 標錯效期？蛋商喊冤：農業部要我扛 中央阻地方追巴西蛋？盧秀燕：不懂為何這麼保密？/年齡人.高學歷支持率壓倒性勝出 中時民調曝＂侯柯配＂贏賴蕭配近9%            | 立法委員：鄭麗文、資深媒體人：陳揮文、台北市議員：徐巧芯、前立法委員：蔡正元、國民黨智庫執行長：柯志恩、前台南市議員：謝龍介、政治學者：施正鋒 |
| 第1008集 | 2023-09-15 | 巴西蛋到哪去？農業部嗆＂不方便說＂燦喊＂送公文＂再調閱 網轟：花我稅金不能看？/誰扯後腿.唱衰台？侯訪美遭綠諷＂疑侯論＂能給綠內宣才叫拚外交？               | 立法委員：鄭麗文、資深媒體人：謝寒冰、前立法委員：李勝峰、前總統副秘書長：羅智強、社運人士：鄭村棋                                             |
| 第1009集 | 2023-09-18 | ＂蛋怨＂人長久？陳吉仲＂被放話＂辭部長？巴西蛋燒進新系 有人想＂棄吉保賴＂/丟掉比上架多2倍？陳吉仲揭1.4億顆3成要銷毀 網炸鍋：買來火化的？                  | 立法委員：鄭麗文、立法委員：費鴻泰、前總統副秘書長：羅智強、立法委員：高嘉瑜                                                                   |
| 第1010集 | 2023-09-19 | 現身＂拆＂蛋？陳吉仲大讚進口蛋是 "好政策＂ 網炸鍋：花兩億＂火化＂…好在哪裡？/侯華府行三見AIT主席 美保證挺台堅若磐石 綠還要靠＂喊打殺＂納投名狀？          | 立法委員：鄭麗文、前立法委員：孫大千、資深媒體人：董智森、前立法委員：李俊毅                                                                   |
| 第1011集 | 2023-09-20 | 溜之大＂吉＂？陳吉仲請辭討拍＂抹黑總會再見陽光＂網傻眼：大官走了壞蛋還在/侯拜會美議員 對談美行政官員、退將美了解台灣了…那大陸呢？                         | 立法委員：鄭麗文、前立法委員：林郁方、政治學者：施正鋒、立法委員：賴士葆                                                                       |
| 第1012集 | 2023-09-21 | 進口蛋算台產？業者：官員要求能拒絕？農業部扯實質轉型 食藥署2019公文打臉？/侯揭兩岸對話黃金方程式 摧毀和平易.誰害台灣空轉？                                | 立法委員：鄭麗文、資深媒體人：陳揮文、前立法委員：蔡壁如、前立法委員：蔡正元、前台南市議員：謝龍介、台北市議員：游淑慧                         |
| 第1013集 | 2023-09-22 | 100%國產蛋？蛋業龍頭爆是最大進口蛋買家 巴西蛋全面入侵餐桌百姓強迫中獎？/返台千人接機 侯讚加深台美友誼 學者點名：大陸後續態度更重要                        | 立法委員：鄭麗文、資深媒體人：謝寒冰、前立法委員：李勝峰、前駐紐西蘭大使：介文汲、時事評論員：毛嘉慶                                           |
| 第1014集 | 2023-09-25 | 明揚惡火奪4勇消命 賴讚＂榮耀完成神聖任務＂網炸鍋：誰叫他們去捕蜂做功德？/畜產會拒給進口蛋資料維護廠商營業安全 網傻眼：乾脆封存30年？                      | 立法委員：鄭麗文、立法委員：費鴻泰、前總統副秘書長：羅智強、資深媒體人：鄭師誠                                                                 |
| 第1015集 | 2023-09-26 | 黑心商囤超標30倍危險品 歸誰管？中央.地方互踢皮球 基層消防轟：官僚殺人/抓嘸？吹哨揪＂壞蛋＂被威迫陳建仁扯＂境外IP＂？台灣比義大利黑手黨還黑？              | 立法委員：鄭麗文、前台南市議員：謝龍介、前立法委員：李勝峰、立法委員：高嘉瑜                                                                   |
| 第1016集 | 2023-09-27 | 學生憂進口＂壞蛋＂賴清德喊：嘸食安問題 網轟：偽效期.洗產地都沒問題？/學生憂兩岸戰事 賴不直球對決 反問＂你覺得呢＂？挺獨不敢認 嗆戰也嘸聲？                | 立法委員：鄭麗文、前立法委員：孫大千、桃園市議員：黃敬平、資深媒體人：董智森                                                                   |
| 第1017集 | 2023-09-28 | 揭買到綠臭蛋 原PO被移送 綠能挖出爆料者 百萬顆進口蛋失蹤找不到？不想找？/53%盼下架貪腐 侯柯支持度破4成 藍白放下執念搭配別再拖？                            | 立法委員：鄭麗文、資深媒體人：陳揮文、政治學者：施正鋒、前立法委員：蔡正元、立法委員：洪孟楷、國民黨智庫執行長：柯志恩                         |
| 第1018集 | 2023-09-29 | PO文買到臭蛋 被逮＂算重罪＂？政院嗆：破壞政策公信力 網驚：得罪朝廷得殺頭？/名揚4勇消殉職 消防員爭權益遭擋政院門外 還沒公祭 綠就已忘記？                   | 立法委員：鄭麗文、立法委員：李德維、前立法委員：蔡壁如、資深媒體人：謝寒冰、前駐紐西蘭大使：介文汲                                             |
| 第1019集 | 2023-10-02 | 馬拒為＂Taiwan National Day ＂背書85%認為兩岸應對話 綠硬偷渡台獨為哪樁？/爆避打潮？公費流感疫苗又見＂高端＂列車？家長轟：誰埋10%大地雷？                  | 立法委員：鄭麗文、立法委員：費鴻泰、前總統副秘書長：羅智強、立法委員：高嘉瑜                                                                   |
| 第1020集 | 2023-10-03 | 綠抹馬文君2019洩露潛艦機密 PO臭蛋8小時被逮叛國還能活？炮製王立強案2.0？/賴提國政喊＂開放政府＂疫苗、進口蛋全蓋牌 網洗臉：自認現在嘸做？                   | 立法委員：鄭麗文、資深媒體人：董智森、台北市議員：侯漢廷、民眾黨發言人：楊寶楨                                                                 |
| 第1021集 | 2023-10-04 | 郭璽曝國造潛艦在找TA.王定宇考察一路打卡 綠要追外患罪 不先辦自家人？/籲組工會 林右昌：公務員有國家保障 消防員嗆：死這麼多人還要擋？                        | 立法委員：鄭麗文、立法委員：洪孟楷、前立法委員：李勝峰、前立法委員：孫大千                                                                     |
| 第1022集 | 2023-10-05 | 藍爆軍火商邊當顧問邊拿標案 前艦長曝潛艦小組有＂蔡表弟＂誰把＂海鯤＂當肥魚？/150噸美豬洗國籍＂英、加豬＂8月早賣光 蔡政府攤手＂追不回來了＂                 | 立法委員：鄭麗文、資深媒體人：陳揮文、政治學者：施正鋒、前立法委員：蔡正元、立法委員：林為洲、前駐紐西蘭大使：介文汲                           |
| 第1023集 | 2023-10-06 | 美豬裝加豬 陳建仁邀功：中央主動稽查 不標萊劑.不秀流向 網轟：就是護航萊豬/燦轟在野扯後腿 錄音曝軍火商設局坑政府 藍問：要放任國造潛艦淪醜聞？               | 立法委員：鄭麗文、前台南市議員：謝龍介、資深媒體人：鄭師誠、資深媒體人：謝寒冰、立法委員：李德維                                               |
| 第1024集 | 2023-10-09 | 質疑綠貪腐 網軍出征女大生？賴喊：攻擊嘸必要 女學生嗆：不敢面對就是有問題/美豬進口恢復＂全面＂逐批查驗 蘇自己貼金＂護國4年＂不敢談＂漏接＂美豬洗產地？     | 立法委員：鄭麗文、立法委員：費鴻泰、前總統副秘書長：羅智強、立法委員：高嘉瑜                                                                   |
| 第1025集 | 2023-10-10 | 蔡喊＂維持現狀＂是和平之鑰 雙十變＂台灣國慶日＂誰破壞中華民國＂現況＂？/貿易壁壘調查明年公布 業者憂陸讓利喊卡 網問：賴的保台妙計呢？                      | 立法委員：鄭麗文、台北市議員：侯漢廷、前立法委員：孫大千、資深媒體人：董智森                                                                   |
| 第1026集 | 2023-10-11 | 對陸出口總額逾東協10國總和？＂貿易壁壘調查＂風暴來襲 賴清德還能再當鴕鳥？/人民重要還是黨利重要？侯、柯主帥直接談清楚 還需要幕僚＂諜對諜＂？               | 立法委員：鄭麗文、立法委員：鄭正鈐、前台南市議員：謝龍介、資深媒體人：鄭師誠                                                                   |
| 第1027集 | 2023-10-12 | 國民黨總統參選人侯友宜獨家專訪/進口蛋液沒＂公開招標＂？審計部：有爭議 美豬洗產地 薛瑞元：詐欺不代表有食安問題                                             | 國民黨總統參選人：侯友宜、立法委員：鄭麗文、資深媒體人：陳揮文、立法委員：許智傑、前立法委員：蔡正元                                           |
| 第1028集 | 2023-10-13 | 以巴衝突成人間煉獄 美媒曝包裹處理＂軍援烏.以.台＂網驚：我們是下個戰地？/進口蛋液免招標？畜產會喊自己非公機關 網酸：敢把拿的稅金吐出來？                   | 立法委員：鄭麗文、前立法委員：李勝峰、立法委員：林為洲、資深媒體人：謝寒冰、立法委員：李貴敏                                                   |
| 第1029集 | 2023-10-16 | 藍拋整合比＂民主初選＂柯嗆：想好再來跟我談 金溥聰：柯不是講過＂民調用買的＂？/主戰部隊編現比低於8成 56億買無人機嘸人手操作 綠喊義務役只做守備…能信？      | 立法委員：鄭麗文、退役少將：栗正傑、台北市議員：侯漢廷、資深媒體人：董智森                                                                     |
| 第1030集 | 2023-10-17 | 柯妹：藍白不合就快找別人 柯營喊不排除與任何人合作 網問：柯能與貪腐聯盟整合？/只做守備？志願役提前落跑6年攀升 逾9千義務役全填坑都不夠補？                  | 立法委員：鄭麗文、前空軍副司令：張延廷、時事評論員：鄭村棋、資深媒體人：鄭師誠                                                                 |
| 第1031集 | 2023-10-18 | 台積電不到龍科？蘇酸＂選對人很重要＂藍爆綠議員一邊喊支持.一邊讓家人搞陳抗/馬籲美別讓台淪烏克蘭 綠嗆：指責挺台友人 網酸：朋友會逼你上戰場？                | 立法委員：鄭麗文、立法委員：鄭正鈐、前立法委員：林郁方、政治學者：施正鋒                                                                       |
| 第1032集 | 2023-10-19 | 美豬＂洗產地＂民心驚 薛瑞元：AIT上面有抗議 網傻眼：蔡政府是殖民地官員？/不能再讓綠友友主導整合！？＂讓＂是必要妥協條件 侯.柯比的是智慧與氣度              | 立法委員：鄭麗文、資深媒體人：陳揮文、立法委員：李德維、前立法委員：蔡正元、前駐紐西蘭大使：介文汲、民眾黨副秘書長：許甫                       |
| 第1033集 | 2023-10-20 | 陸委會國慶晚宴搞錯國旗 甩鍋＂廠商弄錯＂主子都偷渡台灣國慶 網酸：不意外/自己國家自己救？役男問：當兵都在擦槍能打仗？網譏：只讓你負責擋槍                   | 立法委員：鄭麗文、前總統副秘書長：羅智強、台北市議員：詹為元、資深媒體人：謝寒冰、前立法委員：帥化民                                           |
| 第1034集 | 2023-10-23 | 賴駁府城是黑金故鄉 台南48%不挺綠全面執政 七股里長嘆：非綠不投變要投非綠/綠戰中你倒楣？綠執政恐害ECFA讓利告吹？學者憂台複製日失落模式？                    | 立法委員：鄭麗文、前台南市議員：謝龍介、資深媒體人：董智森、資深媒體人：鄭師誠                                                                 |
| 第1035集 | 2023-10-24 | 愛情摩天輪係金ㄟ？趙天麟婚外情陸籍女子 網狂酸：抗中是工作. ＂親＂中是生活？/綠洗腦義務役不當主戰.免上前線 防長：會到主力單位 戳破綠內宣泡泡？             | 立法委員：鄭麗文、台北市議員：侯漢廷、前空軍副司令：張延廷、立法委員：高嘉瑜                                                                   |
| 第1036集 | 2023-10-25 | 昔綠官不倫還高升 趙天麟婚外情慘退選 網酸：綠不在意小三 是不能有陸籍小三？/侯盼快整合.柯反嗆＂逼婚＂談婚論嫁還三心二意？柯別玩成政治負心漢？               | 立法委員：鄭麗文、立法委員：鄭正鈐、立法委員：費鴻泰、前立法委員：李勝峰                                                                       |
| 第1037集 | 2023-10-26 | 趙天麟不倫戀？爆藏＂統戰背景＂網嘆：民進黨＂賣台迴力鏢＂來得真快/侯嘆退3步.柯1步不讓 主帥不登板能贏？藍要踩穩＂有侯有柯＂底線！                           | 立法委員：鄭麗文、資深媒體人：陳揮文、政治學者：施正鋒、前立法委員：蔡正元、立法委員：賴士葆、立法委員：林為洲                                 |
| 第1038集 | 2023-10-27 | 賴校園座談又翻車？學生嗆＂得過且過＂靠校長兩度救駕 年輕人聞不慣腐朽味？/侯重話籲政黨協商＂別再拖＂柯想空手白套白狼？媒人婆想促好婚姻 別把新人賣了？       | 立法委員：鄭麗文、前總統副秘書長：羅智強、前立法委員：蔡壁如、資深媒體人：謝寒冰、退役少將：栗正傑                                             |
| 第1039集 | 2023-10-30 | 總統＂空＂車隊交管惹民怨 騎士怒＂比手勢＂遭警喝斥 網嘆：不跪拜還敢亂比？/54%認賴當選＂兩岸更緊張＂義務役海岸守備＂免上戰場＂網酸：給敵列隊歡迎？          | 立法委員：鄭麗文、立法委員：費鴻泰、前總統副秘書長：羅智強、資深媒體人：鄭師誠                                                                 |
| 第1040集 | 2023-10-31 | 柯對＂藍白合＂再改口？侯喊：別再拖.盡快談 選戰動員非易事 主帥要能扛全責？/抗彈板又出包？爆國軍4.5萬件防彈衣.頭盔嘸認證章？官兵性命能鬧著玩？              | 立法委員：鄭麗文、台北市議員：徐巧芯、資深媒體人：董智森、立法委員：高嘉瑜、台北市議員：侯漢廷                                                 |
| 第1041集 | 2023-11-01 | 善意蒸發？藍白三巨頭會面 柯再喊＂全民調＂.藍想好再來 整合又打回原點？/帶頭逃稅？賴老家＂嘸繳稅紀錄＂財長避談快閃 網問：拿出稅單自清很難？                 | 立法委員：鄭麗文、立法委員：鄭正鈐、前台南市議員：謝龍介、前立法委員李勝峰                                                                     |
| 第1042集 | 2023-11-02 | 蔡愛將搬反滲透法查陸配 趙天麟陸女友掛職陸國企 柯轟：現行犯怎不抓？/侯重話：火車不等人 柯喊藍白必合…前提是全民調？誰說的才是公平？                         | 立法委員：鄭麗文、資深媒體人：陳揮文、政治學者：施正鋒、前立法委員：蔡正元、前駐紐西蘭大使：介文汲、立法委員：李德維                           |
| 第1043集 | 2023-11-03 | 藍再提整合對案 柯堅持＂全民調＂支持度侯上柯下 吳子嘉嘆：柯搞過頭了/陸配＂不配參政＂？賴嗆：讓國安陷風險 綠黨工有＂共黨員＂就叫棄暗投明？                  | 立法委員：鄭麗文、前立法委員：孫大千、台北市議員：林珍羽、資深媒體人：謝寒冰、立法委員：李貴敏                                                 |
| 第1044集 | 2023-11-06 | 拒日.德模式整合？吳子嘉：合則互補.分裂柯要扛責 藍白若火車對撞將同歸於盡？/談老家違建 賴哽咽：父只留下貧窮 副總統年薪496萬＂裝窮＂太矯情？                 | 立法委員：鄭麗文、立法委員：費鴻泰、退役少將：栗正傑、資深媒體人：鄭師誠                                                                       |
| 第1045集 | 2023-11-07 | 股價漲13倍？高端涉弊案63案＂嘸不法＂簽結 你信？陳培哲轟指揮中心成股價炒手/BBC曝美軍援強化台＂地面戰＂退軍嘆：城鎮戰人民逃不掉＂堡壘台灣＂幫誰擋槍？       | 立法委員：鄭麗文、前立法委員：林郁方、政治學者：施正鋒、資深媒體人：董智森                                                                     |
| 第1046集 | 2023-11-08 | 校園座談不開放＂怕被嗆＂？賴讚年輕人＂問得好＂出席學生酸：佩服自己沒睡著/賴喊：電不缺還越來越多 兵推曝台能源命脈超脆弱 網酸：綠有養皮卡丘？               | 立法委員：鄭麗文、立法委員：鄭正鈐、前台南市議員：謝龍介、立法委員：高嘉瑜                                                                     |
| 第1047集 | 2023-11-09 | 柯秀民調贏侯賴 媒體人揪＂柯學加權術＂柯心腹：藍白能同在投手丘？那單挑能贏賴？/賴喊陸生納入健保 網酸：1450有支持？4.2萬vs.378人 綠顧人權怎擋納保逾7年？    | 立法委員：鄭麗文、資深媒體人：陳揮文、前立法委員：蔡壁如、前立法委員：蔡正元、前空軍副司令：張延廷、立法委員：馬文君                           |
| 第1048集 | 2023-11-10 | 拚選舉？賴輔選大將爆穿黨服流連聲色 綠是清廉勤政or酒色財氣？/經濟學人曝陸動武瓶頸 綠見獵心喜秒喊備戰 網嘆：差別只在半毀跟全毀？                            | 立法委員：鄭麗文、立法委員：洪孟楷、台北市議員：侯漢廷、資深媒體人：謝寒冰、前立法委員：帥化民                                                 |
| 第1049集 | 2023-11-13 | 降低國考門檻引醫界反彈 薛瑞元嗆：不懂不滿邏輯在哪？網酸：乾脆路邊發證書？/只開1場諮詢會？政府解護荒＂考試放水＂？醫護轟：拿人命當兒戲？                   | 立法委員：鄭麗文、立法委員：費鴻泰、前立法委員：李勝峰、資深媒體人：鄭師誠                                                                     |
| 第1050集 | 2023-11-14 | 朝令系改？鬆綁登陸禁團令 邱太三突喊＂限額＂旅遊業者嗆：解嚴後嘸人這樣搞/軍購裝備接收高峰 綠委喊義務役太早退恐釀破口 網傻眼：還要延役？                    | 立法委員：鄭麗文、台北市議員：侯漢廷、政治學者：施正鋒、資深媒體人：董智森                                                                     |
| 第1051集 | 2023-11-15 | 藍白整合拍板定案 賴蕭配成形 綠執政千瘡百孔 賴民調憑啥居高點？/開放印度移工來台？許銘春認：年底簽MOU 網炸鍋：這麼大事免先溝通？                            | 立法委員：鄭麗文、立法委員：鄭正鈐、前立法委員：孫大千、立法委員：高嘉瑜                                                                       |
| 第1052集 | 2023-11-16 | 談藍白合整合心路歷程？柯：別以為台灣不會打仗 不能拿台灣來賭/意識形態治國？賴讚不分區＂最多數派＂網酸：考驗人民有多死忠？                                  | 立法委員：鄭麗文、資深媒體人：陳揮文、台北市議員：徐巧芯、前立法委員：蔡正元、立法委員：李德維、立委參選人：游智彬、前駐紐西蘭大使：介文汲     |
| 第1053集 | 2023-11-17 | 租金補貼吃不到？賴：自己跟房東講 網嘆：要大家自己跟詐團說＂少騙點＂？/蹭不分區？黃國昌跳車時力 昔喊居住正義卻佔地違建 綠酸雙標＂背骨＂                    | 立法委員：鄭麗文、立法委員：賴士葆、前立法委員：蔡壁如、資深媒體人：謝寒冰、前總統副秘書長：羅智強、立法委員：林為洲                           |
| 第1054集 | 2023-11-20 | 培養30萬神射手.全民皆兵？賴保送黑熊院長進立院 邱國正酸：只是打漆彈社團/賴蕭配確定 陳建仁：裴洛西也讚蕭美琴績效好圍台軍演.導彈穿台…也算政績？              | 立法委員：鄭麗文、立法委員：費鴻泰、台北市議員：侯漢廷、資深媒體人：鄭師誠                                                                     |
| 第1055集 | 2023-11-21 | 藍白合能成？侯喊話：等你到最後一刻＂正直誠信＂柯文哲勿忘初衷/挨酸打漆彈社團 黑熊學院嗆防長不懂民防 網問：志工能當神射手？                                 | 立法委員：鄭麗文、前立法委員：林郁方、政治學者：施正鋒、資深媒體人：董智森、立委參選人：游智彬                                                 |
| 第1056集 | 2023-11-22 | 侯喊＂重驗民調＂黃珊珊嗆：會放大爭議 連勝文籲柯：別被自私幕僚綁架/侯喊＂對話＂解台海危機 賴嗆：不畏挑戰保台不靠交流靠打仗？                               | 立法委員：鄭麗文、立法委員：鄭正鈐、前總統副秘書長：羅智強、立法委員：高嘉瑜                                                                   |
| 第1057集 | 2023-11-23 | 誰要選？黃珊珊嗆：柯要以＂總統候選人＂戰到底 醫籲柯：親賢臣.遠小人/＂藍白合＂直球對決 台灣存亡關鍵時刻？                                                  | 立法委員：林為洲、資深媒體人：陳揮文、前立法委員：蔡壁如、前立法委員：蔡正元、台北市議員：游淑慧、前駐紐西蘭大使：介文汲                       |
| 第1058集 | 2023-11-24 | 柯轟藍白會＂一場鬧劇＂侯：看報導才知見面地點 誰在設局鬧場？/柯拉土豪圍事？郭嗆馬朱＂不速之客＂名嘴嗆：翻桌黑歷史…憑什麼？                                 | 退役少將：栗正傑、資深媒體人：謝寒冰、前立法委員：李勝峰、時事評論員：毛嘉慶、前立法委員：帥化民                                               |
| 第1059集 | 2023-11-27 | 中時民調＂侯康配追平賴蕭配＂柯穩居＂老三＂撕約毀整合.羞辱馬朱 惹人嫌？/陳建仁花東假視察真輔選？昔領中研院＂49萬薪＂幫綠站台 綠行政不中立慣犯？            | 立法委員：鄭麗文、立法委員：費鴻泰、台北市議員：侯漢廷、桃園市議員：凌濤                                                                       |
| 第1060集 | 2023-11-28 | 3億男敗訴 柯爆＂當副手給2億美金＂網轟：嘸證據放話跟＂網軍＂87分像？/侯喊搶救ECFA 昔柯挺反服貿.找黃國昌當不分區選賴.選柯嘸啥不同？                         | 立法委員：鄭麗文、資深媒體人：董智森、資深媒體人：鄭師誠、前立法委員：李勝峰                                                                   |
| 第1061集 | 2023-11-29 | 嘸說過＂木馬屠城＂賴台獨.非核神主牌說丟就丟 拚大位不用顧原則？/穩居老三 柯嗆：慎選可信民調 藍綠已追平 關鍵在政治誠信？                                    | 立法委員：鄭麗文、立法委員：鄭正鈐、立法委員：王鴻薇、立法委員：林為洲                                                                         |
| 第1062集 | 2023-11-30 | 有雙重國籍？柯副手搭檔嗆＂是我跟美國的事＂網傻眼：你要選哪國總統？/藍白分手5天 柯扯騙子掮客.搶副手剩多少心思監督綠？                                      | 立法委員：鄭麗文、資深媒體人：陳揮文、政治學者：施正鋒、侯競辦發言人：黃子哲、台北市議員：李彥秀                                               |
| 第1063集 | 2023-12-01 | 有嘸雙國籍？柯副手再嗆媒體＂不知我要補充啥＂？網驚：這些賤民不配問？/蔡：陸忙內政嘸空動武 昔喊局勢有延役必要 哪句話能聽？                                 | 立法委員：鄭麗文、前總統副秘書長：羅智強、立法委員：高嘉瑜、資深媒體人：謝寒冰、立法委員：李德維                                               |
| 第1064集 | 2023-12-04 | 潘孟安住光電業者豪宅！？賴辦：有付租金 趙少康嗆：不懂瓜田李下？/重啟特偵組？蔡扯非法監聽立院龍頭 馬辦酸綠：問過柯建銘干預司法？                           | 立法委員：鄭麗文、立法委員：費鴻泰、立法委員：林為洲、資深媒體人：鄭師誠                                                                       |
| 第1065集 | 2023-12-05 | 美專家籲棄台獨黨綱 賴嗆：斷章取義 綠全面執政 嘸膽改國號…怕死？/賴讚蕭＂最懂美國＂駐美3年政績是…延長兵役.中線消失.送走台積電？                             | 立法委員：鄭麗文、前立法委員：李勝峰、政治學者：施正鋒、資深媒體人：董智森                                                                     |
| 第1066集 | 2023-12-06 | 藍曝會議文件 吞萊豬換嘸＂印太經濟架構＂蕭美琴戰績都是吹的？/一份1百元賴造勢會搶＂免費便當＂險釀踩踏 綠公然賄選免查辦？                                    | 立法委員：鄭麗文、立法委員：鄭正鈐、台北市議員：侯漢廷、立法委員：高嘉瑜                                                                       |
| 第1067集 | 2023-12-07 | 暗網賣＂監聽資料＂調查局扯假消息 林右昌：7分假3分真＂真的＂不必查？/吞萊豬也嘸用？IPEF刷掉台 陳建仁：對美關係有目共睹 綠還在一路騙？                      | 立法委員：鄭麗文、資深媒體人：陳揮文、前總統副秘書長：羅智強、桃園市議員：凌濤、前立法委員：陳學聖、時事評論員：鄭村棋                         |
| 第1068集 | 2023-12-08 | 師轟課綱＂無恥＂綠酸＂品格＂免在課堂學 網轟：難怪敢抄襲.違建.逃稅？/誰砸600萬開便當店？賴：服貿開放陸搶雞肉飯生意 侯：對台灣小吃嘸信心？                  | 立法委員：鄭麗文、立法委員：賴士葆、前立法委員：蔡壁如、資深媒體人：謝寒冰、立法委員：李貴敏、台北市議員：游淑慧                               |
| 第1069集 | 2023-12-11 | 有違行政中立？趙少康校園座談卡關 昔賴挨嗆＂貪腐＂地點在…公園？/側翼抹紅北一女老師 蕭美琴錯把公文當＂文言文＂網嘆：台獨美國人不意外？                      | 立法委員：鄭麗文、立法委員：費鴻泰、台北市議員：侯漢廷、立法委員：陳以信                                                                       |
| 第1070集 | 2023-12-12 | 立院龍頭：廉恥是君主政治產物 綠媒丟臉下架？教師批：民主政治就不用廉恥？/賴愛將密會狗仔頭？綠酸：趙沒被揪＂吃味＂昔爆＂奉旨＂開台 報恩時刻到了？           | 立法委員：鄭麗文、前立法委員：李勝峰、政治學者：施正鋒、資深媒體人：董智森                                                                     |
| 第1071集 | 2023-12-13 | 價差逾20萬 阮昭雄坐頭等艙爆廠商幫＂喬＂網問：錢是誰出？/駁去中 蕭美琴：語言是溝通工具 害學生也分不清公文.文言文？                                         | 立法委員：鄭麗文、立法委員：鄭正鈐、資深媒體人：蘭萱、資深媒體人：鄭師誠                                                                       |
| 第1072集 | 2023-12-14 | 台灣陷均貧？連官員薪水也凍漲30年 趙少康：有和平.外資才敢來/綠批侯康販賣戰爭恐懼 藍爆蕭在美密會＂戰爭白手套＂誰製造恐慌？                                  | 立法委員：鄭麗文、資深媒體人：陳揮文、桃園市議員：黃敬平、立法委員：高嘉瑜、立法委員：李德維、前駐紐西蘭大使：介文汲                           |
| 第1073集 | 2023-12-15 | 大陸貿易壁壘調查出爐 綠嗆：上WTO講 禁人家2509項 站得住理？/賴不拆違建！趙少康嗆：你拆違建 我就辭中廣董事長                                                | 立法委員：鄭麗文、前立法委員：林郁方、退役少將：栗正傑、資深媒體人：謝寒冰、立法委員：賴士葆、時事評論員：鄭村棋                               |
| 第1074集 | 2023-12-18 | 被遺忘卻被抹特權？辯護老家違建vs.拆南鐵東移戶 賴同張面孔？/大陸介選？41里長登陸旅遊被約談 綠委赴陸唱＂一家人＂怎嘸事？                                    | 立法委員：李德維、立法委員：費鴻泰、時事評論員：李易修、資深媒體人：鄭師誠                                                                     |
| 第1075集 | 2023-12-19 | ＂悲情戲＂催票？親綠主持人哽咽聊賴家 網酸：談到違建就要哭？/嘸綠電就嘸台積電？爆英系也撈光電財 網問：張忠謀有18光電公司？                                 | 立法委員：洪孟楷、資深媒體人：蘭萱、資深媒體人：董智森、立法委員：高嘉瑜、立法委員：吳怡玎                                                     |
| 第1076集 | 2023-12-20 | 賴老家如貪食蛇＂長高長胖＂特勤替賴兒守空屋 藍問：你能接受嗎？/爆買農地當停車場 柯撇：不知車打哪來 前幕僚嗆：就是在囤地                                    | 立法委員：王鴻薇、前台北市副市長：李永萍、政治學者：施正鋒、前台南市議員：謝龍介、立法委員：李貴敏                                             |
| 第1077集 | 2023-12-21 | 賴喊老家交信託 柯酸＂太晚了＂地政單位問：幽靈房屋怎信託？/侯：中華民國憲法是護國神山 賴嗆＂是神話＂網酸：選台灣國總統？                                   | 台北市議員：游淑慧、資深媒體人：陳揮文、前駐紐西蘭大使：介文汲、前立法委員：蔡正元、桃園市議員：黃敬平                                         |
| 第1078集 | 2023-12-22 | 賴皮寮維安＂倉皇出走＂只因蔡火大了？網嗆：憲兵看違建是屈辱/陸砍ECFA部分讓利 王美花喊＂影響很小＂業者打臉：多繳163億稅                                     | 前立法委員：帥化民、前立法委員：李勝峰、時事評論員：鄭村棋、資深媒體人：謝寒冰、立法委員：賴士葆                                               |
| 第1079集 | 2023-12-25 | 賴皮寮65年前就有？航照圖打臉＂03年＂才新增建 網酸：空拍會拍歪？/賴大將坐鎮公股銀群組 公銀高層指使學生當網軍拿國家錢輔選？                                 | 資深媒體人：蘭萱、立法委員：費鴻泰、前駐紐西蘭大使：介文汲、資深媒體人：鄭師誠                                                                 |
| 第1080集 | 2023-12-26 | 航拍曝賴皮寮身世 綠拿戶口名簿洗白 網酸：偷吃用行事曆反駁相片？/蕭：台美關係＂以台為主體＂藍曝萊豬開放真相 民團都能要脅蔡政府？                            | 前總統府副秘書長：羅智強、南鐵東移自救會會長：陳致曉、時事評論員：鄭村棋、資深媒體人：董智森                                                   |
| 第1081集 | 2023-12-27 | 老家存在65年？財產申報曝只＂申報土地＂賴早知＂賴皮寮＂有問題？/侯轟綠讓台淪詐騙島 政院喊阻詐百億 網傻眼：百億規模不算嚴重？                               | 台北市議員：徐巧芯、台北市議員：侯漢廷、前立法委員：孫大千、立法委員：高嘉瑜、立法委員：賴士葆                                                 |
| 第1082集 | 2023-12-28 | 校園喋血震驚全台 蔡發＂選舉文＂挨轟 綠修法綁教師手腳？/蘇嗆＂凱旋苑＂捐出來 蔡家族也是包租公 意外打自家主子？                                             | 台北市議員：張斯綱、資深媒體人：陳揮文、政治學者：施正鋒、前立法委員：蔡正元、退役少將：栗正傑                                                 |
| 第1083集 | 2023-12-29 | 校園暴力奪命 蔡：一直在建構社安網 網轟：你的愛將捅出大洞/賴抹紅 侯：堅守憲法 台獨金孫拿啥怪人不愛中華民國？                                               | 前立法委員：李勝峰、前台北市副市長：李永萍、前立法委員：蔡壁如、資深媒體人：謝寒冰                                                             |

| 集數     | 播出日期   | 節目主題 | 節目來賓 |
| -------- | ---------- | --- | --- |
| 第1084集 | 2024-01-01 | 嗆憲法是＂災難＂！？賴羞辱根本大法＂實質台獨＂寄生中華民國？/副總統辯論 趙：當選不支薪.官邸當社宅 嗆賴皮寮還在拖！？                | 前台北市副市長：李永萍、立法委員：費鴻泰、前立法委員：孫大千、資深媒體人：鄭師誠                                             |
| 第1085集 | 2024-01-02 | 賴鐵青臉聽訓？蔡定調：憲法非風險＂憲法災難說＂連蔡都不接受？/賴喊公開合約 高端音檔曝＂一路開綠燈＂藍再揭股東藏綠友友？              | 台北市議員：侯漢廷、資深媒體人：董智森、前駐紐西蘭大使：介文汲、政治學者：施正鋒                                             |
| 第1086集 | 2024-01-03 | 抹紅＂大陸支持＂柯酸侯：陸怎對你這麼好？柯撿暗器助攻賴？/彈藥庫擺＂你家＂軍方辯：戰時規畫 趙嗆：綠就是準備打仗                      | 立法委員：洪孟楷、資深媒體人：蘭萱、前立法委員：林郁方、立法委員：高嘉瑜、退役少將：栗正傑                                   |
| 第1087集 | 2024-01-04 | 退警登陸祭祖被辦 檢問：為何講兩岸和平？挨嗆＂難道不要和平＂？/綠窮追猛打合法凱旋苑！？名嘴爆：對比蔡家族資產 侯只是小咖             | 前立法委員：李勝峰、資深媒體人：陳揮文、時事評論員：鄭村棋、前立法委員：蔡正元、立法委員：李貴敏                             |
| 第1088集 | 2024-01-05 | 不只里長遊陸遭抹介選 50家旅行社也被查 業者嘆：賣票也有事？/割頸案被害家屬表態＂反廢死＂賴嗆＂大陸介選＂侯轟：沒血沒淚               | 台北市議員：游淑慧、前立法委員：陳學聖、南鐵東移自救會會長：陳致曉、資深媒體人：謝寒冰、立法委員：李德維                     |
| 第1089集 | 2024-01-08 | 陳建仁明進立院報告 高端合約遲不公開 藍質疑：內容早被動手腳？/綠委與英尬聊音檔外流 綠再扯介選 網酸：人家專搞羅致政？                 | 資深媒體人：蘭萱、立法委員：費鴻泰、退役少將：栗正傑、時事評論員：鄭村棋                                                     |
| 第1090集 | 2024-01-09 | 防空警報狂響 綠口誤＂衛星火箭＂成飛彈？網轟：導彈真來才不講？/高端合約曝光？陳建仁：不能違背商業合約 EUA行政程序怎不公開？          | 南鐵東移自救會會長：陳致曉、前立法委員：林郁方、政治學者：施正鋒、資深媒體人：董智森                                         |
| 第1091集 | 2024-01-10 | 警報＂導彈.衛星＂傻分不清？蔡笑著摸頭喊＂免驚＂狀況外？早知有假？/高端標案嘸公開？陳建仁嗆＂假訊＂遭打臉 網嘆：閣揆公然睜眼說瞎話？ | 前立法委員：孫大千、台北市議員：侯漢廷、前台北市副市長：李永萍、資深媒體人：鄭師誠                                           |
| 第1092集 | 2024-01-11 | 軍方自作主張發警報 三軍統帥全不知？外媒酸：台灣全亂套/還沒EUA先做疫苗？王必勝：怕交貨慢 網酸：誰跟你搶高端？                        | 立法委員：李德維、資深媒體人：陳揮文、前駐紐西蘭大使：介文汲、前立法委員：蔡正元、立法委員：李貴敏                           |
| 第1093集 | 2024-01-12 | 張小燕表態挺藍 籲別讓孩子上戰場 侯：這是國家領導人首要責任/救台灣人民的好日子 集中選票下架貪腐 選有＂治國能力＂團隊？               | 前立法委員：李勝峰、前立法委員：童惠珍、時事評論員：李易修、資深媒體人：謝寒冰                                               |
| 第1094集 | 2024-01-15 | 選前狂喊＂假民調＂選後證明就是＂柯老三＂統神嗆：給我出來道歉/＂立院龍頭＂幫誰？民眾黨逼藍綠納投名狀 呂秀蓮憂＂政治勒索＂            | 立法委員：鄭麗文、立法委員：費鴻泰、前立法委員：蔡壁如、資深媒體人：鄭師誠                                                   |
| 第1095集 | 2024-01-16 | 白挺韓奪立院龍頭？昔柯喊：新系不倒台灣不好？今助新系全面執政？/只差20萬票？趙嘆假民調害藍丟百萬票 統神嗆柯：不當副也不該騙人        | 立法委員：鄭麗文、立法委員：洪孟楷、資深媒體人：董智森、立法委員：高嘉瑜                                                     |
| 第1096集 | 2024-01-17 | ＂老三＂拿民調騙人？柯扯：年輕人投票率太低 趙轟：不信邪輸光/沒解盲下40億單？效力不明就圈貨 不怕買到天價食鹽水？                     | 立法委員：鄭麗文、前立法委員：孫大千、立法委員：賴士葆、時事評論員：鄭村棋                                                   |
| 第1097集 | 2024-01-18 | 邊喊支持邊要你命？前英相來台後促賣陸＂掃雷器＂打臉民進黨？/1劑881元嘸買貴？高端報價衛福部照單全收 網轟：買菜也會殺價                | 立法委員：鄭麗文、資深媒體人：陳揮文、前駐紐西蘭大使：介文汲、前立法委員：蔡正元、立法委員：李貴敏、立委當選人：游顥         |
| 第1098集 | 2024-01-19 | ＂韓江配＂成行 柯淪＂不關鍵＂角色？林濁水酸：白非鑽石是玻璃珠/芒果乾再賣4年？調查局成立＂認知戰研究中心＂藍轟：警總復辟？           | 立法委員：鄭麗文、台北市議員：侯漢廷、政治學者：施正鋒、資深媒體人：謝寒冰、立法委員：王鴻薇                                 |
| 第1099集 | 2024-01-22 | ＂韓江配＂正式踏征途 柯還在待價而沽？柯建銘酸：8白委＂沒用＂/戰甲車棚裝滿光電板？學者憂淪活靶 昔用愛發電.今用坦克發電？             | 立法委員：費鴻泰、資深媒體人：單厚之、前立法委員：蔡壁如、立委當選人：廖偉翔、立法委員：李德維                               |
| 第1100集 | 2024-01-23 | 黃珊珊選前餵假民調？選後柯＂不敢檢討＂名嘴轟：等著再輸一次/義務役變志願役？美學者酸：你們役男都志願？綠搞愛國英文？                 | 立法委員：王鴻薇、前台北市副市長：李永萍、政治學者：施正鋒、資深媒體人：董智森、立法委員：李貴敏                             |
| 第1101集 | 2024-01-24 | 柯挺韓當立院龍頭？白營秒喊＂未定案＂再玩藍白合＂兩面手法＂？/藍喊修法＂核電延役＂綠嗆核安怎解？日恢復12核電…比較傻？                | 台北市議員：侯漢廷、立法委員：鄭正鈐、立委當選人：葉元之、時事評論員：鄭村棋                                                 |
| 第1102集 | 2024-01-25 | 挺韓？柯噤聲快閃 水牛伯曝柯上次也挺我 被吃定是小綠？/義務役男嘆薪餉比基本工資低 美軍中士薪水竟比國軍少將多？                        | 台北市議員：游淑慧、資深媒體人：陳揮文、前駐紐西蘭大使：介文汲、資深媒體人：鄭師誠、立委當選人：廖先翔                       |
| 第1103集 | 2024-01-26 | 藍連5度釋善意 柯嗆：來黨團報告 前藍委轟：有種就綠白合？/城中城46死 縱火犯逃死 憲法法庭辯死刑存廢 台會走向廢死？                     | 立法委員：賴士葆、前立法委員：李勝峰、立法委員：高嘉瑜、資深媒體人：謝寒冰、退役少將：栗正傑                                 |
| 第1104集 | 2024-01-29 | 韓須＂閉門＂拜會白委？柯：想公開就是＂來過場＂有啥不能公開談？/歧視爭議？賀瓏致歉：2028會挺綠 3+11綠委怎不辭保送陳俊翰？            | 立法委員：鄭麗文、立法委員：費鴻泰、台北市議員：侯漢廷、資深媒體人：鄭師誠                                                   |
| 第1105集 | 2024-01-30 | 柯營推＂單一召委＂為改革or私利？柯建銘嗆：大家都懂 別演了/賴喊＂台不缺電＂國道休息站＂移樹種電＂學者轟：這國家瘋了！？              | 立法委員：鄭麗文、立委當選人：謝龍介、立法委員：王鴻薇、時事評論員：鄭村棋、立法委員：李貴敏                                 |
| 第1106集 | 2024-01-31 | 黃珊珊戰立院龍頭 柯暗助韓？陳學聖：柯玩政治攻防.零善意/陸M503航線＂貼＂中線7.8Km 出拳就到門面 學者憂縱深盡失                        | 立法委員：鄭麗文、資深媒體人：董智森、前立法委員：李勝峰、立法委員：高嘉瑜                                                   |
| 第1107集 | 2024-02-01 | 韓奪立院龍頭 爆柯找綠高層拉票挺珊 遭綠嫌＂信譽不佳＂告吹？/讚蔡慈悲如觀世音菩薩 蔡衍明籲綠 是時候開啟＂兩岸大交流＂                 | 前立法委員：鄭麗文、資深媒體人：陳揮文、前立法委員：蔡正元、前駐紐西蘭大使：介文汲、前台北市副市長：李永萍、政治學者：施正鋒 |
| 第1108集 | 2024-02-02 | 誰搞綠白合？柯批＂滿嘴謊言＂嗆告 柯建銘酸：誰會公演神風特工？/游辭不分區 王世堅轟：不屑黨內不斷羞辱 網酸：不遞補身障律師？          | 前立法委員：鄭麗文、立法委員：牛煦庭、立法委員：徐巧芯、資深媒體人：謝寒冰、退役中將：帥化民、前立法委員：陳學聖             |
| 第1109集 | 2024-02-05 | 台中驗出台糖豬含禁藥 王必勝嗆：為何急著公布？網嗆：官員兇啥？                                                                       | 前立法委員：鄭麗文、前立法委員：費鴻泰、前立法委員：林郁方、立法委員：黃健豪                                                 |
| 第1110集 | 2024-02-06 | 豬肉含禁藥？王必勝嗆地方急公布 盧秀燕嘆：只顧廠商. 瞠目結舌                                                                         | 前立法委員：鄭麗文、立法委員：王育敏、資深媒體人：董智森、前立法委員：蔡壁如                                                 |
| 第1111集 | 2024-02-07 | 大型翻車？中央.地方同步驗出禁藥 王必勝嗆：我質疑沒錯？                                                                              | 前立法委員：鄭麗文、立法委員：羅智強、立法委員：王鴻薇、資深媒體人：鄭師誠                                                   |
| 第1112集 | 2024-02-15 | 柯營新春團拜 蔡壁如驚：怎嘸人通知？柯想戰大位 怎容不下戰將？                                                                        | 前立法委員：鄭麗文、資深媒體人：陳揮文、立法委員：洪孟楷、時事評論員：鄭村棋                                                 |
| 第1113集 | 2024-02-16 | 政院：禁藥非供應鏈污染 查毒豬排擠地方？網酸：懷疑中市府搞鬼？                                                                       | 前立法委員：鄭麗文、資深媒體人：謝寒冰、立法委員：鄭正鈐、資深媒體人：鄭師誠                                                 |
| 第1114集 | 2024-02-19 | 禁團客登陸 綠扯＂有損國家利益＂藍嘆＂皇帝獨裁＂還需法源？                                                                           | 前立法委員：鄭麗文、資深媒體人：董智森、退役少將：栗正傑、台北市議員：侯漢廷                                                 |
| 第1115集 | 2024-02-20 | 越界半海哩 陸海警登檢台光觀船 管碧玲：不必停船 名嘴轟：甩鍋百姓？                                                                   | 前立法委員：鄭麗文、前立法委員：林郁方、立法委員：王鴻薇、時事評論員：鄭村棋                                                 |
| 第1116集 | 2024-02-21 | 陸船蛇行翻船？檢爆＂擦撞翻覆＂官員瞎扯＂有第三人責任險＂嘸隱匿                                                                      | 前立法委員：鄭麗文、立法委員：吳宗憲 (檢察官)、立法委員：謝龍介、資深媒體人：鄭師誠                                          |
| 第1117集 | 2024-02-22 | 接觸or追撞？海巡制服有密錄插銷.錄影有法源嘸執法畫面…你信？                                                                          | 前立法委員：鄭麗文、資深媒體人：陳揮文、立法委員：張嘉郡、前立法委員：蔡正元                                                 |
| 第1118集 | 2024-02-23 | 食安報告淪大內宣？陳建仁：沒系統性食安事件 美豬洗產地算啥？                                                                         | 前立法委員：鄭麗文、資深媒體人：謝寒冰、前立法委員：李勝峰、政治學者：施正鋒                                                 |
| 第1119集 | 2024-02-26 | 禮讓召委？挨轟＂嘸成績先敗家＂柯營酸：位子不重要 藍熱臉又貼冷屁股？                                                                 | 前立法委員：鄭麗文、前立法委員：費鴻泰、台北市議員：侯漢廷、時事評論員：鄭村棋                                               |
| 第1120集 | 2024-02-27 | 扶柯營＂主戰派＂當召委？藍支持者炸鍋嗆退黨 李乾龍嘆：藍被騙不夠？                                                                   | 前立法委員：鄭麗文、前立法委員：李勝峰、資深媒體人：董智森、退役中將：帥化民                                                 |
| 第1121集 | 2024-02-28 | 誤差逾7倍 內政部抹盧市府炒地皮搞烏龍 林右昌＂逼車＂不成慘翻車？                                                                     | 前立法委員：鄭麗文、立法委員：謝龍介、政治學者：施正鋒、立法委員：羅智強                                                     |
| 第1122集 | 2024-02-29 | 浪費健保？綠轟縮短陸配入籍年限＂毀台＂網嗆：乾脆禁陸配生子？                                                                        | 立法委員：王育敏、資深媒體人：陳揮文、前立法委員：蔡正元、前立法委員：高嘉瑜                                                 |
| 第1123集 | 2024-03-01 | 冷血？管碧玲摸記者＂看看我的體溫＂不道歉.懲處 綠吃定陸＂不會發作＂？                                                                | 立法委員：徐巧芯、資深媒體人：謝寒冰、退役少將：栗正傑、資深媒體人：鄭師誠                                                   |
| 第1124集 | 2024-03-04 | 管碧玲專案報告＂翻船＂被消失？扯海巡＂原民同仁＂升遷 要脅在野就範？                                                                 | 前立法委員：鄭麗文、前立法委員：費鴻泰、時事評論員：鄭村棋、前駐紐西蘭大使：介文汲                                           |
| 第1125集 | 2024-03-05 | 翻船嘸畫面？海巡副主委嗆：怎可能沒影像？有證據不拿來爭清白？                                                                        | 前立法委員：鄭麗文、前立法委員：李勝峰、立法委員：羅廷瑋、立法委員：許智傑                                                   |
| 第1126集 | 2024-03-06 | 旅行業者怒獨禁遊陸團？交長：請業者跟陸溝通 網轟：我稅是繳大陸？                                                                     | 前立法委員：鄭麗文、立法委員：謝龍介、立法委員：張嘉郡、資深媒體人：董智森                                                   |
| 第1127集 | 2024-03-07 | 王國材籲：旅行業者找陸溝通 能拆彈的只有蔡.賴 綠所託非人or刁難？                                                                     | 立法委員：翁曉玲、政治學者：施正鋒、前立法委員：蔡正元、資深媒體人：陳揮文                                                   |
| 第1128集 | 2024-03-08 | 毒辣粉遍地爆！？政院：蘇丹紅.咖啡.茶同屬三類致癌物 網酸：有罰咖啡店？                                                               | 立法委員：王鴻薇、資深媒體人：謝寒冰、立法委員：賴士葆、資深媒體人：鄭師誠                                                   |
| 第1129集 | 2024-03-11 | 沙茶醬也中鏢 蘇丹紅全台淪陷？給全民致歉？薛瑞元嗆：道歉無濟於事                                                                     | 前立法委員：鄭麗文、前立法委員：費鴻泰、立法委員：牛煦庭、時事評論員：毛嘉慶                                                 |
| 第1130集 | 2024-03-12 | 蘇丹紅燒不停 連國軍也中獎！陳建仁：1個月清完 全民吃光就天下太平？                                                                   | 前立法委員：鄭麗文、立法委員：謝龍介、政治學者：施正鋒、資深媒體人：董智森                                                   |
| 第1131集 | 2024-03-13 | 瘀青.齒落.指甲斷 救命跡象被忽視？兒福：不能脫衣檢查 警嗆：眼瞎了？                                                                  | 前立法委員：鄭麗文、台北市議員：侯漢廷、立法委員：羅智強、資深媒體人：鄭師誠                                                 |
| 第1132集 | 2024-03-14 | 小生命走了3個月 還沒開檢討會？衛福部：接到通報人已逝 人死就算了？                                                                   | 前立法委員：鄭麗文、立法委員：洪孟楷、前立法委員：蔡正元、資深媒體人：陳揮文                                                 |
| 第1133集 | 2024-03-15 | 昔罵總統＂身邊都在貪＂今蔡柯相見歡 名嘴曝…聯手搶賴朝官位？                                                                          | 前立法委員：鄭麗文、資深媒體人：謝寒冰、立法委員：賴士葆、退役少將：栗正傑                                                   |
| 第1134集 | 2024-03-18 | 連續唱名不到 綠扯韓沒收質詢權 藍嘆：一黨獨大慣了？                                                                                  | 前立法委員：鄭麗文、前立法委員：費鴻泰、時事評論員：鄭村棋、資深媒體人：鄭師誠                                               |
| 第1135集 | 2024-03-19 | 兩度通知還遲到 綠委辯＂沒說謊＂藍嘆：沒人通知就不會質詢？                                                                           | 前立法委員：鄭麗文、前立法委員：林郁方、立法委員：林國成、資深媒體人：董智森                                                 |
| 第1136集 | 2024-03-20 | 認證戰酒店.幫喬事 監院不敢彈劾賴愛將？無牙虎淪執政者寵物？                                                                          | 前立法委員：鄭麗文、立法委員：謝龍介、立法委員：吳春城、台北市議員：侯漢廷                                                   |
| 第1137集 | 2024-03-21 | 電價漲定？陳建仁：細緻調整不影響物價 台鐵秒打臉：規劃漲票價                                                                         | 前立法委員：李貴敏、前立法委員：蔡正元、政治學者：施正鋒、資深媒體人：陳揮文                                                 |
| 第1138集 | 2024-03-22 | 電價平均漲11%？央行升息預告通膨？柯嗆：綠電吃飽卻叫百姓補虧損？                                                                     | 前立法委員：鄭麗文、資深媒體人：謝寒冰、前立法委員：李勝峰、退役少將：栗正傑                                                 |
| 第1139集 | 2024-03-25 | 綠：烘焙店每日電費只多2元 電價漲完換物價？網問：是裝烤箱or核反應爐？                                                                | 前立法委員：鄭麗文、前立法委員：費鴻泰、時事評論員：鄭村棋、資深媒體人：鄭師誠                                               |
| 第1140集 | 2024-03-26 | 馬訪陸＂和平之旅＂馬習＂老友＂二會有譜？尋回兩岸認同 降台海敵意螺旋？                                                               | 前立法委員：鄭麗文、前立法委員：李勝峰、立法委員：馬文君、資深媒體人：董智森                                                 |
| 第1141集 | 2024-03-27 | 傳遞和平主流民意！？馬北大座談.傳二會習近平 兩岸能＂冬去春來＂？                                                                    | 前立法委員：鄭麗文、立法委員：鄭正鈐、政治學者：施正鋒、退役少將：栗正傑                                                     |
| 第1142集 | 2024-03-28 | 寶林案釀兩死 衛福部：罕見食物中毒 中央通報慢？綠委轟：吃頓飯丟命很冤                                                                | 前立法委員：鄭麗文、前立法委員：蔡正元、立法委員：林國成、資深媒體人：陳揮文                                                 |
| 第1143集 | 2024-03-29 | 米酵菌酸奪命 彰基捐獨家＂標準品＂吳秀梅：拿到快哭了 政府不會超前部署？                                                              | 前立法委員：鄭麗文、資深媒體人：謝寒冰、退役中將：帥化民、立法委員：謝龍介                                                   |
| 第1144集 | 2024-04-01 | 情治兒個資外洩 洩密者觸＂情工法＂？誰犧牲國安也要鬥邱國正？                                                                         | 前立法委員：鄭麗文、前立法委員：費鴻泰、立法委員：王育敏、立法委員：許智傑                                                   |
| 第1145集 | 2024-04-02 | 愚人節突襲？民主基金會開會＂嘸通知韓＂？偷偷開董事會架空韓？                                                                        | 前立法委員：鄭麗文、立法委員：羅智強、時事評論員：鄭村棋、資深媒體人：董智森                                                 |
| 第1146集 | 2024-04-03 | 7.2強震襲台 民嗆：4支手機收嘸＂國家警報＂＂救命鈴聲＂選戰才會響？                                                                   | 前立法委員：鄭麗文、台北市議員：侯漢廷、立法委員：林國成、退役少將：栗正傑                                                   |
| 第1147集 | 2024-04-04 | 7.2強震 花蓮幾成孤島 民眾返家變＂一日環島＂綠前瞻用在…里民中心？                                                                    | 前立法委員：鄭麗文、資深媒體人：陳揮文、政治學者：施正鋒、立法委員：葉元之                                                   |
| 第1148集 | 2024-04-05 | 藍綠捐薪賑災 側翼帶風向別捐＂親中縣市 "網轟：替戰貓出怨氣？                                                                         | 前立法委員：鄭麗文、資深媒體人：謝寒冰、立法委員：王鴻薇、資深媒體人：鄭師誠                                                 |
| 第1149集 | 2024-04-08 | 言論自由？賴喊社會改造＂洗滌人心＂網驚問：是要洗…人心？腦袋？                                                                       | 前立法委員：鄭麗文、前立法委員：費鴻泰、前立法委員：林郁方、資深媒體人：鄭師誠                                               |
| 第1150集 | 2024-04-09 | 賴＂內閣人事＂拍板？傳顧立雄接防長 退將轟：看嘸雷達怎調兵遣將？                                                                     | 前立法委員：鄭麗文、資深媒體人：董智森、時事評論員：毛嘉慶、前立法委員：李勝峰                                               |
| 第1151集 | 2024-04-10 | ＂馬習二會＂北京登場 馬習互動藏和解眉角？兩岸開啟大交流時代？                                                                       | 前立法委員：鄭麗文、立法委員：王育敏、時事評論員：鄭村棋、台北市議員：侯漢廷                                                 |
| 第1152集 | 2024-04-11 | 馬習二會大談＂中華民族＂九二共識就是＂兩岸同屬一家人＂共識？                                                                        | 前立法委員：鄭麗文、前立法委員：蔡正元、政治學者：施正鋒、資深媒體人：陳揮文                                                 |
| 第1153集 | 2024-04-12 | 接司法院長？昔謝長廷喊當過原.被告 自誇司法經驗豐 網酸：扁更合適                                                                     | 前立法委員：鄭麗文、資深媒體人：謝寒冰、立法委員：洪孟楷、台北市議員：林珍羽                                                 |
| 第1154集 | 2024-04-15 | 大姑涉詐 綠嗆徐巧芯＂請辭負責＂爆洗錢犯是綠黨員 網酸：小心迴力鏢                                                                    | 前立法委員：鄭麗文、前立法委員：費鴻泰、立法委員：許智傑、資深媒體人：鄭師誠                                                 |
| 第1155集 | 2024-04-16 | 發電機組跳機險釀＂限電危機＂？台積電即刻救援 綠＂光電大軍＂何在？                                                                   | 前立法委員：鄭麗文、立法委員：王鴻薇、立法委員：許宇甄、立法委員：林國成                                                     |
| 第1156集 | 2024-04-17 | 北桃累積萬戶停電 陳建仁嗆：供電不用大家擔心 網問：7月還能開冷氣？                                                                   | 前立法委員：鄭麗文、立法委員：賴士葆、前立法委員：帥化民、資深媒體人：董智森                                                 |
| 第1157集 | 2024-04-18 | 桃園連3天停電 王美花扯＂暴雨＂喊就事論事 網酸：日本嘸小動物才不停電？                                                               | 前立法委員：鄭麗文、前立法委員：蔡正元、立法委員：徐巧芯、資深媒體人：陳揮文                                                 |
| 第1158集 | 2024-04-19 | 台股雪崩暴跌 創史上最大跌點 昔綠讚股市是最好櫥窗 今怎一片靜默？                                                                     | 前立法委員：鄭麗文、資深媒體人：謝寒冰、政治學者：施正鋒、前立法委員：李勝峰                                                 |
| 第1159集 | 2024-04-22 | 桃園停電潮惹民怨 台電董座嗆：一直要我道歉正常？反怪百姓3C用太多？                                                                   | 前立法委員：鄭麗文、前立法委員：費鴻泰、前立法委員：李勝峰、立法委員：羅智強                                                 |
| 第1160集 | 2024-04-23 | 大法官辯死刑存廢 廢死律師嗆：被害者沒復仇權利 綠菁英能決定正義底線？                                                                | 前立法委員：鄭麗文、立法委員：王鴻薇、台北市議員：侯漢廷、資深媒體人：鄭師誠                                                 |
| 第1161集 | 2024-04-24 | 8成百姓反廢死 大法官嗆：一定要跟民意妥協？網轟：不民意看蔡旨意？                                                                    | 前立法委員：鄭麗文、立法委員：張嘉郡、資深媒體人：董智森、時事評論員：鄭村棋                                                 |
| 第1162集 | 2024-04-25 | 知中派出掌對陸兩會 賴喊＂兩岸執政黨＂良性對話＂橄欖枝＂搭對話橋樑？                                                                 | 前立法委員：鄭麗文、前立法委員：蔡正元、立法委員：馬文君、資深媒體人：陳揮文                                                 |
| 第1163集 | 2024-04-26 | 賴喊兩岸執政黨對話 善意也要有共識 郭正亮：再搞反滲透法=走向戰爭                                                                     | 前立法委員：鄭麗文、資深媒體人：謝寒冰、政治學者：施正鋒、前立法委員：帥化民                                                 |
| 第1164集 | 2024-04-29 | 藍黨團訪陸帶回善意 陸恢復福建到馬祖旅遊 賴應自信接球開創新局！？                                                                    | 前立法委員：鄭麗文、前立法委員：費鴻泰、立法委員：許智傑、資深媒體人：鄭師誠                                                 |
| 第1165集 | 2024-04-30 | 台南議長賄選案通通無罪 給千萬.買房折扣算＂換票＂藍嘆：黨證辦對張？                                                                  | 前立法委員：鄭麗文、立法委員：鄭正鈐、政治學者：施正鋒、資深媒體人：董智森                                                   |
| 第1166集 | 2024-05-01 | 人事案出爐爆＂媒體大亨＂插手NCC 網嘆：黑道可決定警政署長人選？                                                                      | 前立法委員：鄭麗文、立法委員：王鴻薇、時事評論員：鄭村棋、立法委員：洪孟楷                                                   |
| 第1167集 | 2024-05-02 | 核一乾貯場過關.G7 ＂不再反核＂綠還有啥理由 死抱非核神主牌？                                                                         | 前立法委員：鄭麗文、立法委員：謝龍介、前立法委員：蔡正元、資深媒體人：陳揮文                                                 |
| 第1168集 | 2024-05-03 | 核三廠退役變光電場？發電落差逾240倍 網酸綠：數學比小學生差？                                                                        | 前立法委員：鄭麗文、資深媒體人：謝寒冰、前立法委員：李勝峰、立法委員：林國成                                                 |
| 第1169集 | 2024-05-06 | 援烏透過第三國 1億買台醫材有招標？藍質疑：這塊肥肉誰能吃？                                                                          | 前立法委員：鄭麗文、前立法委員：費鴻泰、立法委員：林國成、資深媒體人：鄭師誠                                                 |
| 第1170集 | 2024-05-07 | 揪援烏黑箱貓膩 外交部告洩密 嗆藍委沒道德 網疑：氣噗噗踩中痛腳？                                                                     | 前立法委員：鄭麗文、立法委員：羅智強、立法委員：謝龍介、資深媒體人：董智森                                                   |
| 第1171集 | 2024-05-08 | 桃園4月停電35次 台電辯：沒有一戶重複停電 網傻眼：代表人人有機會？                                                                   | 前立法委員：鄭麗文、立法委員：張嘉郡、桃園市議員：黃敬平、前立法委員：李勝峰                                                 |
| 第1172集 | 2024-05-09 | 520倒數 政院詐騙新法＂最重判10年＂詐團年獲利88億 綠執政8年幹啥？                                                                    | 前立法委員：鄭麗文、前立法委員：蔡正元、政治學者：施正鋒、資深媒體人：陳揮文                                                 |
| 第1173集 | 2024-05-10 | 政院重手打詐？親綠財經名嘴嘆：詐騙廣告攏我 詐騙橫行是政府不作為                                                                     | 前立法委員：鄭麗文、資深媒體人：謝寒冰、時事評論員：鄭村棋、前立法委員：帥化民                                               |
| 第1174集 | 2024-05-13 | 吳釗燮喊＂林北＂戰到底 外交次長緩頰＂接地氣＂網轟：當百姓的老子？                                                                   | 前立法委員：鄭麗文、前立法委員：費鴻泰、政治學者：施正鋒、資深媒體人：鄭師誠                                                 |
| 第1175集 | 2024-05-14 | 外媒曝4月台美曾軍演 消息人士撇：如餐廳偶遇 磐石友淪＂熟悉陌生人＂？                                                                 | 前立法委員：鄭麗文、立法委員：謝龍介、立法委員：王育敏、立法委員：張啟楷                                                     |
| 第1176集 | 2024-05-15 | 台美＂聯合軍演＂？國防部打臉：偶遇性＂通訊演練＂消息人士放話大內宣？                                                                | 前立法委員：鄭麗文、立法委員：林國成、資深媒體人：董智森、桃園市議員：黃敬平                                                 |
| 第1177集 | 2024-05-16 | 教長也怕缺電？準經長曝：賴指示檢討能源政策 拋棄非核神主牌有望？                                                                     | 前立法委員：鄭麗文、台北市議員：侯漢廷、前立法委員：蔡正元、資深媒體人：陳揮文                                               |
| 第1178集 | 2024-05-17 | 立院淪格鬥場？綠委抱摔女立委.出手打警察 綠視＂國會改革＂毒蛇猛獸？                                                                  | 前立法委員：鄭麗文、資深媒體人：謝寒冰、時事評論員：鄭村棋、前駐紐西蘭大使：介文汲                                           |
| 第1179集 | 2024-05-20 | 520新政府上路 賴：台灣是國家名稱 馬辦轟＂新兩國論＂就任首日就違憲？                                                                 | 前立法委員：鄭麗文、前立法委員：費鴻泰、前立法委員：林郁方、中華亞太安全治理學會博士：廖天威                                 |
| 第1180集 | 2024-05-21 | ＂官員備詢不准說謊＂有錯？綠全武行擋國會改革 美議員點名綠委搞破壞？                                                                 | 前立法委員：鄭麗文、台北市議員：侯漢廷、資深媒體人：董智森、資深媒體人：鄭師誠                                               |
| 第1181集 | 2024-05-22 | 側翼集結圍立院 綠擋國會改革嗆：外頭有千人 館長轟：你們是幫派嗎？                                                                    | 前立法委員：鄭麗文、立法委員：羅廷瑋、立法委員：羅智強、淡江陸研所榮譽教授：趙春山                                           |
| 第1182集 | 2024-05-23 | 國會改革決戰倒數？藍揭綠A走表決卡.撂黑道助陣 柯嘆：不解綠在鬧啥？                                                                   | 前立法委員：鄭麗文、立法委員：張智倫、前立法委員：蔡正元、資深媒體人：陳揮文                                                 |
| 第1183集 | 2024-05-24 | 國會改革再爆衝突 林淑芬右勾拳痛毆白委 藍委傻眼：搏版面拚選縣市長？                                                                  | 前立法委員：鄭麗文、資深媒體人：謝寒冰、前立法委員：帥化民、前駐紐西蘭大使：介文汲                                           |
| 第1184集 | 2024-05-27 | 國會改革決戰倒數 綠嗆：要讓＂青鳥＂飛進議場 網驚：要讓群眾衝立院？                                                                  | 前立法委員：鄭麗文、前立法委員：費鴻泰、政治學者：施正鋒、立法委員：羅智強                                                   |
| 第1185集 | 2024-05-28 | 國會改革最終戰？綠黨工用手機分析＂青鳥＂藍傻眼：比查水表恐怖                                                                        | 前立法委員：鄭麗文、資深媒體人：董智森、時事評論員：鄭村棋、前空軍副司令：張延廷                                             |
| 第1186集 | 2024-05-29 | 國會改革三讀過關 綠拚大法官最後防線 司法閹割立法權搞獨裁？                                                                          | 前立法委員：鄭麗文、桃園市議員：黃敬平、立法委員：葉元之、立法委員：林國成                                                   |
| 第1187集 | 2024-05-30 | 國會改革過關 政院喊＂窒礙難行＂前綠縣長嘆：坐實綠執政＂不透明＂                                                                     | 前立法委員：鄭麗文、立法委員：謝龍介、前立法委員：蔡正元、資深媒體人：陳揮文                                                 |
| 第1188集 | 2024-05-31 | 禁團令＂微鬆綁＂閩赴馬祖踩線團喊卡 業者嘆：能去北韓卻不能到大陸？                                                                   | 前立法委員：鄭麗文、資深媒體人：謝寒冰、退役少將：栗正傑、資深媒體人：鄭師誠                                                 |
| 第1189集 | 2024-06-03 | 誰用手機訊號監控百姓？憨川嗆：用膝蓋想 網炸鍋：你的膝蓋是基地台？                                                                   | 前立法委員：鄭麗文、前立法委員：費鴻泰、政治學者：施正鋒、資深媒體人：鄭師誠                                                 |
| 第1190集 | 2024-06-04 | 爆綠用＂花東三法＂換擋國會改革？青鳥抹＂錢坑法案＂怎變綠政治籌碼？                                                                  | 前立法委員：鄭麗文、時事評論員：毛嘉慶、立法委員：王鴻薇、立法委員：謝龍介                                                   |
| 第1191集 | 2024-06-05 | 出兵保台？拜登：不排除動用＂軍事力量＂網酸：俄烏打2年 美大兵在哪？                                                                  | 前立法委員：鄭麗文、立法委員：羅智強、立法委員：王育敏、資深媒體人：董智森                                                   |
| 第1192集 | 2024-06-06 | 軍人可出國自由行 立委卻得報備？綠：立委有高風險 綠委＂親＂中不危險？                                                                | 前立法委員：鄭麗文、立法委員：林國成、前立法委員：蔡正元、資深媒體人：陳揮文                                                 |
| 第1193集 | 2024-06-07 | 國會改革7宗罪？政院提覆議 向國會宣戰？柯疑：覆議怎像政治口號？                                                                      | 前立法委員：鄭麗文、資深媒體人：謝寒冰、前立法委員：李勝峰、退役少將：栗正傑、退役中將：帥化民                               |
| 第1194集 | 2024-06-10 | 綠全面執政8年 不推國會改革？黑熊綠委：太難寫不出來 網轟：還敢領薪？                                                                 | 前立法委員：鄭麗文、前立法委員：林郁方、政治學者：施正鋒、資深媒體人：董智森                                                 |
| 第1195集 | 2024-06-11 | 陸男駛艇直奔淡水 官員認＂有疏失＂政經中樞破防 網嗆：綠保台這麼軟？                                                                  | 前立法委員：鄭麗文、立法委員：謝龍介、立法委員：林國成、立法委員：羅智強                                                     |
| 第1196集 | 2024-06-12 | 陸艇長驅直入軍機重地 綠辯＂失誤＂逮人過程爆3版本 前綠委：問題大了                                                                   | 前立法委員：鄭麗文、前立法委員：費鴻泰、立法委員：鄭正鈐、資深媒體人：鄭師誠                                                 |
| 第1197集 | 2024-06-13 | 憨川監控資料 來自綠黨中央？林右昌愣回：匪夷所思 烏龍爆料怎不告？                                                                    | 台北市議員：侯漢廷、立法委員：馬文君、前立法委員：蔡正元、資深媒體人：陳揮文                                                 |
| 第1198集 | 2024-06-14 | 找架吵？綠委為＂覆議案＂拍桌嗆韓 綠AI機器人曝國會改革符程序正義                                                                     | 立法委員：張啟楷、資深媒體人：謝寒冰、立法委員：徐巧芯、立法委員：賴士葆                                                     |
| 第1199集 | 2024-06-17 | 綠覆議宣講 全是＂老鳥＂？綠喊蓋＂京台高鐵＂毀台 柯文哲：智商有正常？                                                                | 前立法委員：鄭麗文、前立法委員：費鴻泰、立法委員：林國成、資深媒體人：鄭師誠                                                 |
| 第1200集 | 2024-06-18 | 抹文化統戰＂赴陸拍片＂遭側翼出征 親綠網紅爆賺抗中財 網諷：哈＂綠＂波特                                                              | 前立法委員：鄭麗文、立法委員：謝龍介、立法委員：羅智強、資深媒體人：單厚之                                                   |
| 第1201集 | 2024-06-19 | 昔推國會改革 閣揆喊：是歷史錯誤 5成民意挺調查權 綠反對關鍵…怕被查？                                                                 | 前立法委員：鄭麗文、立法委員：洪孟楷、立法委員：王育敏、資深媒體人：董智森                                                   |
| 第1202集 | 2024-06-20 | 覆議倒數 林右昌嗆國會改革＂新黨國復辟＂自家AI再認證 綠是獨裁反民主                                                                  | 前立法委員：鄭麗文、台北市議員：侯漢廷、政治學者：施正鋒、資深媒體人：陳揮文                                                 |
| 第1203集 | 2024-06-21 | 覆議吞敗 綠嗆＂要釋憲＂吃定大法官＂都是我的人＂藍白表決贏百次都沒用？                                                               | 前立法委員：鄭麗文、資深媒體人：謝寒冰、立法委員：王鴻薇、前立法委員：帥化民                                                 |
| 第1204集 | 2024-06-24 | 擋國會改革 綠四路齊發戰釋憲 拚暫時處分 守護弊案保護貪官？                                                                           | 前立法委員：鄭麗文、前立法委員：費鴻泰、立法委員：翁曉玲、政治學者：施正鋒                                                   |
| 第1205集 | 2024-06-25 | 覆議咨文總統批＂違憲＂＂下指導棋＂？4個大法官推翻113立委決議？靠綠友友架空民意＂合憲＂？                                            | 前立法委員：鄭麗文、立法委員：羅智強、立法委員：麥玉珍、資深媒體人：董智森                                                   |
| 第1206集 | 2024-06-26 | 政論當陸傳聲筒？綠拿不出證據怎放飛潛伏者？若假新聞該當何罪？                                                                        | 前立法委員：鄭麗文、立法委員：張啟楷、立法委員：葛如鈞、台北市議員：侯漢廷                                                   |
| 第1207集 | 2024-06-27 | 官員被告九個月沒約談！＂偵查不公開＂成擋箭牌？嘸立院調查權怎追蛋？                                                                  | 前立法委員：鄭麗文、立法委員：賴士葆、前立法委員：李勝峰、資深媒體人：陳揮文                                                 |
| 第1208集 | 2024-06-28 | 知情卻縱放＂匪諜＂？沈伯洋：有通報 劉寶傑：國安這麼弱？＂假新聞一條龍＂扣紅帽子免證據？                                             | 前立法委員：鄭麗文、資深媒體人：謝寒冰、立法委員：王鴻薇、資深媒體人：鄭師誠                                                 |
| 第1209集 | 2024-07-01 | 抹紅宮廟又要放彈藥？看成人片恐被陸掌握？認知戰四部曲搞綠色恐怖？                                                                    | 前立法委員：鄭麗文、前立法委員：費鴻泰、立法委員：謝龍介、資深媒體人：鄭師誠                                                 |
| 第1210集 | 2024-07-02 | 國際電競賽台成＂缺電賽區＂童子賢示警經濟＂被非核卡住＂六成民意挺核延役 拒絕＂綠肥民瘦＂！？                                         | 前立法委員：鄭麗文、立法委員：王鴻薇、政治學者：施正鋒、資深媒體人：董智森                                                   |
| 第1211集 | 2024-07-03 | 撈小管遭陸查扣 漁民驚：以前僅勸離.金門翻船案沒給交代 綠要陸別為難漁民 兩國論後果百姓擔？                                            | 前立法委員：鄭麗文、立法委員：李彥秀、時事評論員：鄭村棋、立法委員：葉元之                                                   |
| 第1212集 | 2024-07-04 | 17年首遭扣船府院認＂漁民＂犯規 綠保台保到沒治權？喊兩國論.抹紅媽祖.搞砸翻船案 哪個綠官能救人？                                      | 前立法委員：鄭麗文、立法委員：洪孟楷、前立法委員：蔡正元、資深媒體人：陳揮文                                                 |
| 第1213集 | 2024-07-05 | 民進＂擋＂阻修選罷法 綠委＂盯梢圍堵＂議事人員 藍驚：這就是軟禁啊                                                                    | 前立法委員：鄭麗文、資深媒體人：謝寒冰、立法委員：張啟楷、資深媒體人：單厚之                                                 |
| 第1214集 | 2024-07-08 | 綠委鎖喉藍委 全武行擋修選罷法？防止＂死人連署＂…到底錯在哪？                                                                        | 前立法委員：鄭麗文、立法委員：陳玉珍 (金門)、政治學者：施正鋒、立法委員：林國成                                              |
| 第1215集 | 2024-07-09 | 白手套＂送錢＂拍到也聽到 大阿哥穩居高位7年嘸事 靠＂女皇＂罩著？                                                                     | 前立法委員：鄭麗文、前台北縣長：周錫瑋、立法委員：謝龍介、資深媒體人：鄭師誠                                                 |
| 第1216集 | 2024-07-10 | 收錢秒辦事？在野爆燦親自操刀土開會議 蔡政府高層＂亮燈＂扶一把？                                                                     | 前立法委員：鄭麗文、立法委員：王育敏、時事評論員：鄭村棋、資深媒體人：董智森                                                 |
| 第1217集 | 2024-07-11 | 國會改革釋憲戰開打 太陽花大法官憂立院修理政府 網驚：這麼急表忠？                                                                    | 前立法委員：鄭麗文、前立法委員：費鴻泰、前立法委員：蔡正元、資深媒體人：陳揮文                                               |
| 第1218集 | 2024-07-12 | 胖周瑜心腹傳訊羈押鐵證？應訊前先串證？網驚：朝中真的有人？                                                                          | 前立法委員：鄭麗文、資深媒體人：謝寒冰、前立法委員：林郁方、前立法委員：帥化民                                               |
| 第1219集 | 2024-07-15 | 罷免連署疑偽造嘸回覆 中選會：不可剔除 綠翻桌＂拆樑＂只能贏不准輸？                                                                  | 前立法委員：鄭麗文、前立法委員：費鴻泰、立法委員：陳玉珍 (金門)、資深媒體人：鄭師誠                                          |
| 第1220集 | 2024-07-16 | 美版青鳥狙殺川普 美特勤局長被叫到國會問話 網酸綠：怎不說民主已死？                                                                  | 前立法委員：鄭麗文、前台北縣長：周錫瑋、前立法委員：李貴敏、資深媒體人：董智森                                               |
| 第1221集 | 2024-07-17 | 搶走晶片業？川普嗆台＂交保護費＂綠喊願負更大責任 網轟：被當肉票？                                                                   | 前立法委員：鄭麗文、立法委員：王鴻薇、立法委員：張啟楷、立法委員：徐巧芯                                                     |
| 第1222集 | 2024-07-18 | 川普：台灣應交保護費 國務院：幾十年來都自費非慈善 網驚：台美關係買來的？繳保護費換到什麼？                                          | 前立法委員：鄭麗文、政治學者：施正鋒、前立法委員：蔡正元、資深媒體人：陳揮文                                                 |
| 第1223集 | 2024-07-19 | 川普舊臣籲台軍費占GDP5%每2元就要1元買軍火？學者轟：哪國付得起？                                                                     | 前立法委員：鄭麗文、資深媒體人：謝寒冰、立法委員：謝龍介、前立法委員：李勝峰                                                 |
| 第1224集 | 2024-07-22 | 凍結國改法 柯嗆：大法官與民意開戰 判決書不敢寫＂主筆＂網酸：怕留臭名？                                                              | 前立法委員：鄭麗文、前立法委員：費鴻泰、立法委員：張嘉郡、時事評論員：鄭村棋                                                 |
| 第1225集 | 2024-07-23 | 颱風攪局 部分軍演喊卡 學童揮國旗迎雲豹甲車 網酸：不是說沒劇本？                                                                     | 前立法委員：鄭麗文、前台北縣長：周錫瑋、立法委員：張啟楷、資深媒體人：鄭師誠                                                 |
| 第1226集 | 2024-07-24 | 盧秀燕取消訪美防颱 綠轟＂作秀＂昔綠颱風天暢遊藍軍要學一路玩到底？                                                                   | 前立法委員：鄭麗文、資深媒體人：董智森、政治學者：施正鋒、立法委員：葉元之                                                   |
| 第1227集 | 2024-07-25 | 凱米侵襲 全台傳災情 台電讚風電=核三發電量 網傻眼：希望強颱天天來？                                                                  | 前立法委員：鄭麗文、台北市議員：侯漢廷、前立法委員：蔡正元、資深媒體人：陳揮文                                               |
| 第1228集 | 2024-07-26 | 凱米狂轟 南台灣成水世界 蔡千億前瞻治水重點＂錢沾區＂在野嗆：錢花哪去？                                                              | 前立法委員：鄭麗文、資深媒體人：謝寒冰、立法委員：謝龍介、時事評論員：李易修                                                 |
| 第1229集 | 2024-07-29 | 館長轟高虹安涉貪＂丟臉＂藍曝＂辦案的＂全升官 網嘆：為黨辦事就官運亨通？                                                             | 前立法委員：鄭麗文、前立法委員：費鴻泰、台北市議員：游淑慧、資深媒體人：鄭師誠                                               |
| 第1230集 | 2024-07-30 | 時隔166天 金門翻船案落幕 陸委會：溝通是協商成功關鍵 兩岸復談轉機？                                                                  | 前立法委員：鄭麗文、前台北縣長：周錫瑋、立法委員：林國成、時事評論員：毛嘉慶                                                 |
| 第1231集 | 2024-07-31 | 陳吉仲喊進口蛋合法 審計部打臉揭畜產會偷跑 憑農業部Line 訊息就買貨                                                                   | 前立法委員：鄭麗文、資深媒體人：董智森、桃園市議員：黃敬平、退役少將：栗正傑                                                 |
| 第1232集 | 2024-08-01 | 前親綠NCC委員轟＂政媒共生＂昔羅織罪名關媒體 藍嗆：有後悔對中天撤照？                                                                | 前立法委員：鄭麗文、政治學者：施正鋒、前立法委員：蔡正元、資深媒體人：陳揮文                                                 |
| 第1233集 | 2024-08-02 | 圖利特定平台？政府補貼8千萬 百姓看奧運還得付錢 藍綠齊轟＂不合理＂                                                                   | 前立法委員：鄭麗文、資深媒體人：謝寒冰、立法委員：王鴻薇、立法委員：謝龍介                                                   |
| 第1234集 | 2024-08-05 | ＂麟洋配＂奧運再奪金 綠喊：盼被稱呼台灣 硬玩＂正名遊戲＂扼殺雙金傳奇？                                                              | 前立法委員：鄭麗文、立法委員：陳玉珍 (金門)、立法委員：馬文君、時事評論員：毛嘉慶                                            |
| 第1235集 | 2024-08-06 | 憲法法庭辯論國改案 大法官問：和解可能性＂憲法終裁者＂和稀泥幫喬事？                                                                 | 前立法委員：鄭麗文、前台北縣長：周錫瑋、立法委員：洪孟楷、時事評論員：鄭村棋                                                 |
| 第1236集 | 2024-08-07 | 綠喊釋憲穩贏 廢死大法官嗆：立院無權監督總統 名嘴驚：腦袋都裝啥？                                                                    | 前立法委員：鄭麗文、退役中將：帥化民、資深媒體人：董智森、桃園市議員：黃敬平                                                 |
| 第1237集 | 2024-08-08 | 台灣拳后晉級金牌賽 對手比X羞辱 綠嗆提告 昔蔡接見竟問：你名字像女生                                                                  | 前立法委員：鄭麗文、政治學者：施正鋒、前立法委員：蔡正元、資深媒體人：陳揮文                                                 |
| 第1238集 | 2024-08-09 | 非發電主流？綠劃3前提可用＂新核電＂童子賢打臉：經濟最強國都用核電                                                                   | 前立法委員：鄭麗文、資深媒體人：謝寒冰、前立法委員：李勝峰、資深媒體人：鄭師誠                                               |
| 第1239集 | 2024-08-12 | 柯爆假帳疑雲 916萬流向不明？綠見獵心喜…有用一半力道監督高端、超思？                                                                 | 前立法委員：鄭麗文、前立法委員：費鴻泰、政治學者：施正鋒、立法委員：王育敏                                                   |
| 第1240集 | 2024-08-13 | 9百萬選舉錢兜不攏 柯喊冤：烏龍非污錢 光電、臭蛋上億弊案 百姓能放過？                                                                | 前立法委員：鄭麗文、前立法委員：林郁方、時事評論員：李易修、資深媒體人：鄭師誠                                               |
| 第1241集 | 2024-08-14 | 假帳雪球變雪崩？檢多路搜索柯營核心？鄭文燦涉貪被押 5度搜索怎告吹？                                                                  | 前立法委員：鄭麗文、前立法委員：帥化民、立法委員：翁曉玲、資深媒體人：董智森                                                 |
| 第1242集 | 2024-08-15 | 檢調7路搜索柯大營 會計師重金交保 重兵集結只為查…偽造文書？                                                                          | 前立法委員：鄭麗文、立法委員：羅智強、前立法委員：蔡正元、資深媒體人：陳揮文                                                 |
| 第1243集 | 2024-08-16 | 一筆爛帳？黃珊珊：尊重分工 柯老臣嗆黃：知法懂躲法.公文都沒她名字                                                                    | 前立法委員：鄭麗文、資深媒體人：謝寒冰、立法委員：洪孟楷、台北市議員：侯漢廷                                                 |
| 第1244集 | 2024-08-19 | 3個月＂現金＂進帳近2億？黃珊珊搞出一筆爛帳 自己查自己能服眾？                                                                       | 前立法委員：鄭麗文、前立法委員：費鴻泰、前立法委員：李勝峰、資深媒體人：鄭師誠                                               |
| 第1245集 | 2024-08-20 | 怕跟拍？李孟諺斷開婚外情？＂小三豪宅＂前遠航董座蓋的 金流怎交代？                                                                   | 前立法委員：鄭麗文、政治學者：施正鋒、立法委員：陳玉珍 (金門)、資深媒體人：董智森                                            |
| 第1246集 | 2024-08-21 | 3人中箭 賴朝＂國王人馬＂被搜.丟官 蔡朝涉貪仍升官 誰讓司法當沉睡虎？                                                                 | 前立法委員：鄭麗文、退役中將：帥化民、立法委員：馬文君、資深媒體人：單厚之                                                   |
| 第1247集 | 2024-08-22 | 涉詐助理費 賴愛將家臣拿9千公標.賺上億 賴重話：私生活要檢點                                                                          | 前立法委員：鄭麗文、立法委員：謝龍介、前立法委員：蔡正元、資深媒體人：陳揮文                                                 |
| 第1248集 | 2024-08-23 | 老婆看豪宅惹＂億＂？昔柯喊窮＂押房借錢＂選舉 前綠大老批：犯大忌                                                                     | 前立法委員：鄭麗文、資深媒體人：謝寒冰、立法委員：王鴻薇、立法委員：張啟楷                                                   |
| 第1249集 | 2024-08-26 | 栽贓張麗善買票換升官？調查官指導作偽證 國家機器羅織百姓入罪？                                                                       | 前立法委員：鄭麗文、前立法委員：費鴻泰、政治學者：施正鋒、台北市議員：侯漢廷                                                 |
| 第1250集 | 2024-08-27 | 柯拿政黨補助款買房 名嘴難以想像 蔡回捐自家基金會…比較高尚？                                                                         | 前立法委員：鄭麗文、前立法委員：李勝峰、資深媒體人：鄭師誠、前立法委員：陳琬惠                                               |
| 第1251集 | 2024-08-28 | 搜出678萬 鄭百億名不虛傳？聲請搜索10次遭拒！？檢先斬後奏一次就中？                                                                  | 前立法委員：鄭麗文、立法委員：洪孟楷、立法委員：徐巧芯、資深媒體人：董智森                                                   |
| 第1252集 | 2024-08-29 | 鄭文燦＂財產暴增＂爆豪宅沒申報 檢搜出678萬 只是被遺忘的＂零頭＂？                                                                   | 前立法委員：鄭麗文、立法委員：賴士葆、立法委員：牛煦庭、資深媒體人：陳揮文                                                   |
| 第1253集 | 2024-08-30 | 列被告.被偵訊 檢拂曉出擊搜索柯家.黨部 柯文哲怒嗆：我坦蕩沒問題                                                                      | 前立法委員：鄭麗文、資深媒體人：謝寒冰、立法委員：王鴻薇、前立法委員：帥化民                                                 |
| 第1254集 | 2024-09-02 | 鏖戰70小時 京華城案＂無保請回＂柯嘆備受壓迫 嗆檢拿查扣資料編故事                                                                    | 前立法委員：鄭麗文、前立法委員：費鴻泰、前立法委員：李勝峰、資深媒體人：鄭師誠                                               |
| 第1255集 | 2024-09-03 | 黨檢一體？ 綠小編曝北檢＂搜索範圍＂ 柯轟：台灣重回新黨國體制？                                                                      | 前立法委員：鄭麗文、前立法委員：李貴敏、資深媒體人：董智森、立法委員：陳玉珍 (金門)                                          |
| 第1256集 | 2024-09-04 | 檢提抗告 柯＂羈押生死鬥＂？綠媒再爆柯金流.便箋 網轟：檢.媒搞毀滅戰？                                                                | 前立法委員：鄭麗文、立法委員：賴士葆、立法委員：許智傑、桃園市議員：黃敬平                                                   |
| 第1257集 | 2024-09-05 | 柯.檢再戰羈押庭 主審曾嗆＂我是綠色法官＂？！真有＂壓箱寶＂辦柯？                                                                    | 前立法委員：鄭麗文、政治學者：施正鋒、前立法委員：蔡正元、資深媒體人：陳揮文                                                 |
| 第1258集 | 2024-09-06 | 驚天一銬＂圖利罪＂羈押柯 查無金流就押人？網疑：是有罪推定？                                                                         | 前立法委員：鄭麗文、資深媒體人：謝寒冰、立法委員：洪孟楷、時事評論員：鄭村棋                                                 |
| 第1259集 | 2024-09-09 | 2萬小草聲援柯 綠媒曝＂1500萬金流＂資料哪來？白轟＂黨檢媒＂人格謀殺                                                                  | 前立法委員：鄭麗文、前立法委員：費鴻泰、政治學者：施正鋒、立法委員：王鴻薇                                                   |
| 第1260集 | 2024-09-10 | 緊咬柯＂收賄＂ 檢調搜走USB、綠媒寫出內容？獨家靠...洩密or通靈？                                                                     | 前立法委員：鄭麗文、前立法委員：李勝峰、立法委員：謝龍介、資深媒體人：鄭師誠                                                 |
| 第1261集 | 2024-09-11 | 北檢分案自查洩密 綠媒打臉再爆柯妻洗錢 網傻眼：到底誰在撐腰？                                                                        | 前立法委員：鄭麗文、台北市議員：侯漢廷、前立法委員：陳琬惠、資深媒體人：董智森                                               |
| 第1262集 | 2024-09-12 | 再爆柯保險箱藏百萬 記協護航綠媒＂放炮＂網轟：怎不譴責未審先判？                                                                     | 前立法委員：鄭麗文、前立法委員：蔡正元、立法委員：張啟楷、資深媒體人：陳揮文                                                 |
| 第1263集 | 2024-09-13 | 陳佩琪上火線談金流 認保險箱放百萬＂急用金＂網傻眼：自曝申報不實？                                                                   | 前立法委員：鄭麗文、資深媒體人：謝寒冰、前立法委員：林郁方、時事評論員：鄭村棋                                               |
| 第1264集 | 2024-09-16 | 中央宣傳費暴增65%為哪樁？昔2綠媒拿11億標案 藍嗆：用公帑養網軍？                                                                     | 前立法委員：鄭麗文、政治學者：施正鋒、立法委員：陳玉珍 (金門)、資深媒體人：鄭師誠                                            |
| 第1265集 | 2024-09-17 | 北檢查洩密嘸效？綠媒爆＂小沈1500 ＂是比特幣 網傻眼：30億行賄柯？                                                                    | 前立法委員：鄭麗文、立法委員：王育敏、時事評論員：鄭村棋、立法委員：葉元之                                                   |
| 第1266集 | 2024-09-18 | 國慶晚會爆缺錢 韓撩下去籌錢仍卡關？藍轟：綠營大咖不來嗎？                                                                           | 前立法委員：鄭麗文、立法委員：謝龍介、資深媒體人：董智森、退役少將：栗正傑                                                   |
| 第1267集 | 2024-09-19 | 陸喊卡34農產品免稅 綠喊＂影響不大＂網轟：把3千萬關稅當零錢？                                                                        | 前立法委員：鄭麗文、前立法委員：蔡正元、立法委員：賴士葆、資深媒體人：陳揮文                                                 |
| 第1268集 | 2024-09-20 | 立院新會期開議 卓揆：＂專業監督＂兩院才能和諧 網轟：誰嗆青鳥飛出來？                                                                | 前立法委員：鄭麗文、資深媒體人：謝寒冰、前立法委員：林郁方、前駐紐西蘭大使：介文汲                                           |
| 第1269集 | 2024-09-23 | 美揪台＂貼牌＂合賣無人機？藍爆國家隊滿滿綠友友 無人機也是門好生意？                                                                 | 前立法委員：鄭麗文、前立法委員：費鴻泰、立法委員：柯志恩、政治學者：施正鋒                                                   |
| 第1270集 | 2024-09-24 | 小百姓家的70倍？閣揆官邸爆2個月電費破15萬 藍委傻眼：挖礦？養北極熊？                                                                | 前立法委員：鄭麗文、資深媒體人：董智森、台北市議員：游淑慧、資深媒體人：鄭師誠                                               |
| 第1271集 | 2024-09-25 | 北檢追超思案 14路搜索約談漏了陳吉仲？在野嗆：案發已1年.能串供早串供                                                                 | 前立法委員：鄭麗文、立法委員：謝龍介、立法委員：張嘉郡、桃園市議員：黃敬平                                                   |
| 第1272集 | 2024-09-26 | 進口蛋爆10億黑幕 超思＂藏鏡人＂飾三角？名嘴轟：幕後黑手一個都沒出來                                                                 | 前立法委員：鄭麗文、前立法委員：蔡正元、立法委員：賴士葆、資深媒體人：陳揮文                                                 |
| 第1273集 | 2024-09-27 | 全民皆兵？政府徵召＂40萬民力＂支援軍事行動 網驚：要打仗了嗎？                                                                       | 前立法委員：鄭麗文、資深媒體人：謝寒冰、退役中將：帥化民、前立法委員：李勝峰                                                 |
| 第1274集 | 2024-09-30 | 晉升典禮溝通突槌 傳賴為＂禮儀＂動怒！？傳話官員該究責 別陷三軍統帥不義？                                                            | 前立法委員：鄭麗文、前立法委員：費鴻泰、立法委員：羅智強、前立法委員：李勝峰                                                 |
| 第1275集 | 2024-10-01 | 工業電價均漲12.5% 恐釀物價飆漲？ 經長喊免驚 學者轟：騙得了自己難騙人                                                                | 前立法委員：鄭麗文、立法委員：謝龍介、立法委員：王鴻薇、資深媒體人：鄭師誠                                                   |
| 第1276集 | 2024-10-02 | 怪颱山陀兒來襲 賴六問花蓮＂撤離多少人＂總統誤用＂錯誤數據＂官員不吭聲？                                                             | 前立法委員：鄭麗文、退役中將：帥化民、台北市議員：侯漢廷、資深媒體人：董智森                                                 |
| 第1277集 | 2024-10-03 | 山陀兒牛步登陸 綠轟北台放假為＂護樑＂ 氣象署曝放假標準 慘遭綠出征                                                                   | 前立法委員：鄭麗文、前立法委員：蔡正元、政治學者：施正鋒、資深媒體人：陳揮文                                                 |
| 第1278集 | 2024-10-04 | 不滿放颱風假親綠老董嗆：共軍打來也要躺平？網傻眼：出去吹風才是愛台？                                                                | 前立法委員：鄭麗文、資深媒體人：謝寒冰、前立法委員：林郁方、立法委員：張啟楷                                                 |
| 第1279集 | 2024-10-07 | 賴＂祖國論＂不經意道真相？認同＂中華民國＂非台獨. ＂中華＂是兩岸共有                                                                | 前立法委員：鄭麗文、前立法委員：費鴻泰、立法委員：謝龍介、時事評論員：鄭村棋                                                 |
| 第1280集 | 2024-10-08 | 賴＂祖國論＂默認中華民國？＂同源中華.如同兄弟＂兩岸另類新共識！？                                                                   | 前立法委員：李勝峰、立法委員：王育敏、前空軍副司令：張延廷、資深媒體人：鄭師誠                                               |
| 第1281集 | 2024-10-09 | 綠轟6千萬打詐APP 數發部喊冤：不貴僅1300萬 網驚：百萬開發費就逆天了                                                                  | 前立法委員：鄭麗文、立法委員：張啟楷、立法委員：王鴻薇、資深媒體人：董智森                                                   |
| 第1282集 | 2024-10-10 | 賴國慶喊＂維持現狀＂韓拋箴言：台灣為家.民國為國.民主為寶.中華為根                                                                   | 前立法委員：鄭麗文、台北市議員：侯漢廷、退役少將：栗正傑、資深媒體人：陳揮文                                                 |
| 第1283集 | 2024-10-11 | 國安解讀國慶文告：賴對陸遞橄欖枝 兩岸重返和平…還需面對一中！？                                                                      | 前立法委員：鄭麗文、資深媒體人：謝寒冰、前立法委員：林郁方、政治學者：施正鋒                                                 |
| 第1284集 | 2024-10-14 | 基隆＂反罷樑＂全勝完封 林右昌喊＂嘸輸贏＂網轟：狠打惡罷一巴掌                                                                       | 前立法委員：鄭麗文、立法委員：洪孟楷、政治學者：施正鋒、資深媒體人：鄭師誠                                                   |
| 第1285集 | 2024-10-15 | 圍台軍演13小時落幕 地方官證實＂彈藥擬公廟＂網轟：怎不放黑熊學院？                                                                   | 前立法委員：鄭麗文、立法委員：謝龍介、駐紐西蘭大使：介文汲、資深媒體人：董智森                                               |
| 第1286集 | 2024-10-16 | 經長拋＂去菲國種綠電＂6月雲豹提早跨海布局 藍轟：政策是綠友友寫的？                                                                  | 前立法委員：鄭麗文、前立法委員：林郁方、台北市議員：侯漢廷、退役少將：栗正傑                                                 |
| 第1287集 | 2024-10-17 | ＂大＂到不能罰？風電業者＂套利＂違約金4百億只罰3億 誰把綠友友寵上天？                                                               | 前立法委員：鄭麗文、前立法委員：蔡正元、立法委員：徐巧芯、資深媒體人：陳揮文                                                 |
| 第1288集 | 2024-10-18 | 看不懂報價？美軍火商浮報軍售價＂賠償305億＂軍方不會管or不敢管？                                                                     | 前立法委員：鄭麗文、資深媒體人：謝寒冰、前立法委員：李勝峰、立法委員：張啟楷                                                 |
| 第1289集 | 2024-10-21 | ＂點菜說＂喻朝野僵局？綠暗示＂釋憲＂把大法官當圍事小弟or太上皇？                                                                    | 前立法委員：鄭麗文、前立法委員：費鴻泰、前立法委員：林郁方、資深媒體人：鄭師誠                                               |
| 第1290集 | 2024-10-22 | 丞相起風？閣揆曝對＂新核能＂態度開放 專家：先等2025年非核達成？                                                                     | 前立法委員：鄭麗文、立法委員：羅智強、政治學者：施正鋒、資深媒體人：董智森                                                   |
| 第1291集 | 2024-10-23 | 台鹽綠能涉弊 權貴圈地種電.浮報工程款 綠友友五鬼搬運手法曝光？                                                                       | 前立法委員：鄭麗文、台北市議員：侯漢廷、立法委員：許智傑、桃園市議員：黃敬平                                                 |
| 第1292集 | 2024-10-24 | 台綠涉弊找嘸關鍵帳冊 涉案董座當庭釋放 網轟：拖1年半早滅證                                                                           | 前立法委員：鄭麗文、前立法委員：蔡正元、立法委員：鄭正鈐、資深媒體人：陳揮文                                                 |
| 第1293集 | 2024-10-25 | 避免學生上戰場 藍修民防法＂臨陣退縮＂網轟：選你跟選綠差在哪？                                                                       | 前立法委員：鄭麗文、資深媒體人：謝寒冰、前立法委員：李勝峰、立法委員：張啟楷                                                 |
| 第1294集 | 2024-10-28 | 國會改革幾乎＂全違憲＂綠委秒傳周萬來備詢 藍轟：贏了還要搞追殺？                                                                     | 前立法委員：鄭麗文、前立法委員：費鴻泰、前立法委員：林郁方、時事評論員：鄭村棋                                               |
| 第1295集 | 2024-10-29 | 大法官違憲判決成尚方劍？綠委恫嚇＂解散政黨＂前綠委轟：學希特勒？                                                                    | 前立法委員：鄭麗文、前立法委員：李勝峰、立法委員：翁曉玲、資深媒體人：鄭師誠                                                 |
| 第1296集 | 2024-10-30 | 黃仁勳討＂100億度綠電＂經長喊：我們能給 綠電淹腳目還需赴菲種電？                                                                    | 前立法委員：鄭麗文、立法委員：洪孟楷、立法委員：羅智強、資深媒體人：董智森                                                   |
| 第1297集 | 2024-10-31 | 吳諭非到案＂未聲押＂就交保 鄭文燦案法官請假到退休 網驚：是多怕綠？                                                                  | 台北市議員：侯漢廷、政治學者：施正鋒、退役少將：栗正傑、資深媒體人：陳揮文                                                   |
| 第1298集 | 2024-11-01 | 又想赴菲種電 經長：專家評估每度電4元 網酸：雲豹的專家說的？                                                                         | 前立法委員：鄭麗文、資深媒體人：謝寒冰、立法委員：王鴻薇、立法委員：張啟楷                                                   |
| 第1299集 | 2024-11-04 | 涉11億綠電弊案 綠大咖人間蒸發 司法＂9天空窗期＂...院檢故意放水？                                                                    | 前立法委員：鄭麗文、前立法委員：費鴻泰、前立法委員：林郁方、資深媒體人：鄭師誠                                               |
| 第1300集 | 2024-11-05 | 杯葛修財劃法！？綠委爆走＂扯摔砸＂麥克風 網傻眼：演古惑仔電影？                                                                     | 前立法委員：鄭麗文、前駐紐西蘭大使：介文汲、資深媒體人：董智森、時事評論員：李易修                                           |
| 第1301集 | 2024-11-06 | 川普贏了…抹護國神山小偷.拳后金牌假的 台灣站在歷史十字路口？                                                                           | 前立法委員：鄭麗文、前立法委員：林郁方、淡大兩岸研究中心主任：張五岳、政治學者：施正鋒                                       |
| 第1302集 | 2024-11-07 | 綠暴力杯葛修財劃法！？抹紅.打架.釋憲…網驚：奧步三部曲？                                                                             | 前立法委員：鄭麗文、前立法委員：蔡正元、台北市議員：侯漢廷、資深媒體人：陳揮文                                               |
| 第1303集 | 2024-11-08 | 2奈米赴美? 經長:早晚的事 護國神山被丟荒漠? 呂秀蓮爆蔡喬的                                                                           | 前立法委員：鄭麗文、資深媒體人：謝寒冰、立法委員：王鴻薇、立法委員：張啟楷                                                   |
| 第1304集 | 2024-11-11 | 綠友友搬錢術？公廣砸3千萬成立＂AI公司＂藍委：哪來自信跟財力？                                                                       | 前立法委員：鄭麗文、前立法委員：李勝峰、立法委員：牛煦庭、資深媒體人：鄭師誠                                                 |
| 第1305集 | 2024-11-12 | 外媒曝台提夢幻軍購單？川普當選撈天價訂單？網驚：頭期保費近5千億？                                                                   | 前立法委員：鄭麗文、前立法委員：林郁方、政治學者：施正鋒、資深媒體人：董智森                                                 |
| 第1306集 | 2024-11-13 | 波波醫開小手術卻鬧命 醫盟轟：管制愈放愈寬 替綠權貴子弟開後門？                                                                      | 前立法委員：鄭麗文、台北市議員：侯漢廷、立法委員：徐巧芯、退役少將：栗正傑                                                   |
| 第1307集 | 2024-11-14 | 抄69萬＂舊劇本＂搶1.2億案？藍委控官媒涉綁標 綠友友共生關係網曝光？                                                                  | 前立法委員：鄭麗文、前立法委員：蔡正元、立法委員：謝龍介、資深媒體人：陳揮文                                                 |
| 第1308集 | 2024-11-15 | 府高層喊＂不缺電＂新竹工業區秒停電 重啟核電？傳綠大咖堅持避開大選？                                                                 | 前立法委員：鄭麗文、資深媒體人：謝寒冰、立法委員：陳玉珍 (金門)、立法委員：張啟楷                                            |
| 第1309集 | 2024-11-18 | 駐美約聘工＂月領16萬＂國防部：符合美法規 藍委怒譙＂踐踏國格＂？                                                                     | 前立法委員：鄭麗文、前立法委員：費鴻泰、前立法委員：林郁方、立法委員：羅智強                                                 |
| 第1310集 | 2024-11-19 | 凌晨丟工作.10分鐘未回就辱罵？勞動部：查嘸官員霸凌 網轟：邏輯破洞                                                                    | 前立法委員：鄭麗文、前立法委員：李勝峰、政治學者：施正鋒、資深媒體人：董智森                                                 |
| 第1311集 | 2024-11-20 | 官員職場霸凌出人命 勞動高官喊＂目的善良＂網炸鍋：怪下屬抗壓性低？                                                                   | 前立法委員：鄭麗文、立法委員：洪孟楷、台北市議員：侯漢廷、資深媒體人：鄭師誠                                                 |
| 第1312集 | 2024-11-21 | 霸凌事件震撼層峰 謝宜容逆風嗆：與本人無關 網傻眼：背景是多硬？                                                                      | 前立法委員：鄭麗文、前立法委員：蔡正元、立法委員：張嘉郡、資深媒體人：陳揮文                                                 |
| 第1313集 | 2024-11-22 | 霸凌死者母泣：別官官相護 謝宜容影片致歉 網轟：7分鐘擠嘸1滴淚？                                                                      | 前立法委員：鄭麗文、資深媒體人：謝寒冰、立法委員：謝龍介、立法委員：張啟楷                                                   |
| 第1314集 | 2024-11-25 | 台灣12強棒球賽奪冠 綠委要企業加碼獎金 網轟：敢叫綠友友捐錢？                                                                        | 前立法委員：鄭麗文、前立法委員：費鴻泰、前立法委員：林郁方、台北市議員：侯漢廷                                               |
| 第1315集 | 2024-11-26 | 跑路還敢逛夜市？ 陳啓昱火線逃亡路線曝光 網轟：檢調＂真＂有要辦？                                                                    | 前立法委員：鄭麗文、立法委員：謝龍介、前立法委員：李勝峰、資深媒體人：鄭師誠                                                 |
| 第1316集 | 2024-11-27 | 川普搶先進製程？ 劉德音曝赴美恐賠數千億 青鳥反嗆：不懂晶片就閉嘴                                                                    | 前立法委員：鄭麗文、立法委員：賴士葆、立法委員：徐巧芯、資深媒體人：董智森                                                   |
| 第1317集 | 2024-11-28 | 賴上任首次出訪 外媒曝陸恐再軍演 綠：測川普底線 網轟：台還搶著當箭靶？                                                               | 前立法委員：鄭麗文、前立法委員：蔡正元、政治學者：施正鋒、資深媒體人：陳揮文                                                 |
| 第1318集 | 2024-11-29 | 台灣進CPTPP卡關 網傻眼：3年萊豬白吞了？ 兩岸關係是道繞不開的牆？                                                                    | 前立法委員：鄭麗文、資深媒體人：謝寒冰、立法委員：牛煦庭、立法委員：張啟楷                                                   |
| 第1319集 | 2024-12-02 | 過境夏威夷 賴：和平無價 陸生在台颳旋風 順勢讓兩岸進入大交流？                                                                       | 前立法委員：鄭麗文、立法委員：羅智強、台北市議員：侯漢廷、立法委員：林國成                                                   |
| 第1320集 | 2024-12-03 | 自砸黃埔招牌？軍校刪中國現代史 網疑：軍人節還要不要過？                                                                             | 前立法委員：鄭麗文、立法委員：謝龍介、資深媒體人：董智森、資深媒體人：鄭師誠                                                 |
| 第1321集 | 2024-12-04 | 韓突＂戒嚴＂尹錫悅政治突圍釀倒台邊緣？綠青鳥傻傻跟風慘翻車？                                                                        | 前立法委員：鄭麗文、前立法委員：林郁方、立法委員：鄭正鈐、桃園市議員：黃敬平                                                 |
| 第1322集 | 2024-12-05 | 尹錫悅上演政治鬧劇 綠發文挺戒嚴＂登外媒＂ 韓網友轟：噁心的蟾蜍                                                                      | 前立法委員：鄭麗文、前立法委員：費鴻泰、政治學者：施正鋒、資深媒體人：陳揮文                                                 |
| 第1323集 | 2024-12-06 | 追出93億髒錢 女調查師遭抹洩密 應訊半途遭截殺？檢總長下追緝令                                                                        | 前立法委員：鄭麗文、資深媒體人：謝寒冰、立法委員：賴士葆、立法委員：張啟楷                                                   |
| 第1324集 | 2024-12-09 | 昨日南韓明日台灣？綠大姊大：挺戒嚴過度解讀 尹錫悅道歉…DPP呢？                                                                       | 前立法委員：鄭麗文、前立法委員：費鴻泰、台北市議員：侯漢廷、資深媒體人：鄭師誠                                               |
| 第1325集 | 2024-12-10 | 陸媒體人曝綠設局抹紅套路 親綠網紅嗆：我就故意 網嘆：欲加之罪                                                                        | 前立法委員：鄭麗文、立法委員：謝龍介、前立法委員：李勝峰、立法委員：張啟楷                                                   |
| 第1326集 | 2024-12-11 | 96年危機後＂最大軍演＂？美日韓一片靜默 藍籲國安單位＂勿演過頭＂！？                                                                 | 前立法委員：鄭麗文、立法委員：羅智強、政治學者：施正鋒、資深媒體人：董智森                                                   |
| 第1327集 | 2024-12-12 | 陸30年最大軍演？國防部跳車：嘸說過 學者嘆：要編也要會看圖說故事                                                                     | 前立法委員：鄭麗文、前立法委員：蔡正元、立法委員：陳玉珍 (金門)、資深媒體人：陳揮文                                          |
| 第1328集 | 2024-12-13 | 綠搞實質廢死 殺2人到殺8人全都免判死 親綠作家嘆：台越來越＂進步＂                                                                    | 前立法委員：鄭麗文、資深媒體人：謝寒冰、前立法委員：林郁方、桃園市議員：黃敬平                                               |
| 第1329集 | 2024-12-16 | 地表最強坦克抵台 川普愛將：知道台灣口袋深 全民荷包準備好了？                                                                        | 前立法委員：鄭麗文、前立法委員：費鴻泰、前立法委員：林郁方、前立法委員：李勝峰                                               |
| 第1330集 | 2024-12-17 | 雙城好、兩岸好 蔣萬安：多點漁火少點船艦 陸恢復滬客團來台釋善意                                                                      | 前立法委員：鄭麗文、立法委員：謝龍介、資深媒體人：董智森、桃園市議員：黃敬平                                                 |
| 第1331集 | 2024-12-18 | 滬客團來台！？政府應開大門迎善意 綠：衝千萬觀光客能不靠陸客？                                                                       | 前立法委員：鄭麗文、台北市議員：侯漢廷、立法委員：陳玉珍 (金門)、資深媒體人：鄭師誠                                          |
| 第1332集 | 2024-12-19 | 擋修選罷法 青鳥圍藍黨部 上演＂碰瓷＂鬧劇 網譏：綠營就業博覽會？                                                                     | 前立法委員：鄭麗文、前立法委員：蔡正元、立法委員：張啟楷、資深媒體人：陳揮文                                                 |
| 第1333集 | 2024-12-20 | 立院朝野混戰 綠委破窗.鎖門.放飛青鳥 滿滿韓國戒嚴既視感？                                                                            | 前立法委員：鄭麗文、資深媒體人：謝寒冰、政治學者：施正鋒、資深媒體人：單厚之                                                 |
| 第1334集 | 2024-12-23 | 三法三讀通過 綠祭焦土戰？修法差在哪？網譏：1450不能吃香喝辣                                                                         | 前立法委員：鄭麗文、前立法委員：費鴻泰、前立法委員：林郁方、資深媒體人：鄭師誠                                               |
| 第1335集 | 2024-12-24 | 阻新財劃法上路 中央喊嘸錢 昔林智堅球場3億變12億 花錢有手軟？                                                                        | 前立法委員：鄭麗文、前立法委員：李勝峰、資深媒體人：董智森、退役少將：栗正傑                                                 |
| 第1336集 | 2024-12-25 | 財劃法釋3753億中央超徵5千億還＂哭窮＂？網轟：拿百姓錢恐嚇百姓？                                                                     | 前立法委員：鄭麗文、立法委員：謝龍介、台北市議員：侯漢廷、立法委員：張啟楷                                                   |
| 第1337集 | 2024-12-26 | 綠搶憲訴法生效前釋憲 法界憂大法官蠻幹 網驚：自己法案自己審？                                                                        | 立法委員：徐巧芯、前立法委員：蔡正元、桃園市議員：黃敬平、資深媒體人：陳揮文                                                 |
| 第1338集 | 2024-12-27 | 柯3千萬交保 檢嗆：要相信證據 法界人士嘆：起訴書充滿情緒詞                                                                           | 前立法委員：鄭麗文、資深媒體人：謝寒冰、政治學者：施正鋒、前駐紐西蘭大使：介文汲                                             |
| 第1339集 | 2024-12-30 | 加重保金+電子腳鐐 檢扯柯＂影響力＂ 網問：鄭文燦、陳啟昱同等待遇？                                                                   | 前立法委員：鄭麗文、前立法委員：費鴻泰、前立法委員：林郁方、 時事評論員 ：鄭村棋                                             |
| 第1340集 | 2024-12-31 | 辭黨魁vs.被羈押 逼柯二選一? 在野轟:司法能干預政黨人事?                                                                              | 前立法委員：鄭麗文、台北市議員：侯漢廷、立法委員：張啟楷、政治學者：施正鋒、立法委員：陳玉珍 (金門)                          |

| 集數     | 播出日期   | 節目主題 | 節目來賓 |
| -------- | ---------- | --- | --- |
| 第1341集 | 2025-01-01 | 元旦文告再釋善意 開放兩岸觀光 賴拋＂小兩會＂先談 僵局有解！？                                                                   | 前立法委員：鄭麗文、立法委員：牛煦庭、資深媒體人：董智森、桃園市議員：黃敬平                                                                 |
| 第1342集 | 2025-01-02 | 辭黨魁、戴腳鐐嘸效？ 爆檢嗆:不押柯不罷休 白營嘆:抄家滅族？                                                                      | 前立法委員：鄭麗文、立法委員：洪孟楷、退役少將：栗正傑、資深媒體人：陳揮文                                                                   |
| 第1343集 | 2025-01-03 | 自由7天再被押 檢咬辭黨魁仍有影響力 柯嗆:想關我就明講                                                                            | 前立法委員：鄭麗文、資深媒體人：謝寒冰、前立法委員：李勝峰、資深媒體人：鄭師誠                                                               |
| 第1344集 | 2025-01-06 | 大罷免潮來了？陳時中放話2/1啟動 狙擊4綠委 藍嗆:別當我們是軟柿                                                                   | 前立法委員：鄭麗文、前立法委員：費鴻泰、前立法委員：林郁方、資深媒體人：鄭師誠                                                               |
| 第1345集 | 2025-01-07 | 提高警消退休俸 綠嗆違憲.嘸錢 台電年虧近2千億 綠有心疼過？                                                                       | 前立法委員：鄭麗文、前立法委員：李勝峰、台北市議員：林珍羽、資深媒體人：董智森                                                               |
| 第1346集 | 2025-01-08 | 提高退警待遇？政院嗆＂礙難執行＂ 前年改委員批綠:改革邏輯矛盾                                                                    | 前立法委員：鄭麗文、台北市議員：侯漢廷、立法委員：張啟楷、退役少將 ：栗正傑                                                                  |
| 第1347集 | 2025-01-09 | 百億洗錢犯潛逃開地圖炮 網轟：檢調人呢？法長只吐4字…歡迎投案                                                                     | 前立法委員：鄭麗文、前立法委員：蔡正元、桃園市議員：黃敬平、資深媒體人：陳揮文                                                               |
| 第1348集 | 2025-01-10 | 窒礙難行？立院決戰憲訴法＂覆議＂黑熊綠委怪藍白＂不補足＂大法官                                                                  | 前立法委員：鄭麗文、資深媒體人：謝寒冰、政治學者：施正鋒、立法委員：陳玉珍 (金門)                                                            |
| 第1349集 | 2025-01-13 | 上街喊＂釘孤枝＂算妨害司法？綠委挨轟…油壓剪毀公物不用辦？                                                                       | 前立法委員：鄭麗文、前立法委員：費鴻泰、前立法委員：林郁方、政治學者：施正鋒                                                                 |
| 第1350集 | 2025-01-14 | 2218萬搞民防 政府＂密件＂向警推薦黑熊？藍轟:預算能私相授受？                                                                    | 前立法委員：鄭麗文、前立法委員：李勝峰、立法委員：張啟楷、資深媒體人：董智森                                                                 |
| 第1351集 | 2025-01-15 | 在野黨凍刪總預算3千億 綠嗆＂陸幫兇＂ 不刪...留給網軍當糧餉？                                                                    | 前立法委員：鄭麗文、立法委員：謝龍介、桃園市議員：黃敬平、資深媒體人：鄭師誠                                                                 |
| 第1352集 | 2025-01-16 | 新憲訴法未上路 綠搶提釋憲？在野揪＂現任大法官＂ 昔喊＂不可為＂                                                                  | 前立法委員：鄭麗文、前立法委員：蔡正元、退役少將 ：栗正傑、資深媒體人：陳揮文                                                                |
| 第1353集 | 2025-01-17 | 正義遲到12年 絞殺前女友母女惡徒＂槍決＂網轟:36死囚何時償命？                                                                    | 前立法委員：鄭麗文、資深媒體人：謝寒冰、台北市議員：侯漢廷、時事評論員：鄭村棋                                                               |
| 第1354集 | 2025-01-20 | 在野緊盯總預算 部會狂發梗圖喊窮 網轟:唉的都是既得利益者                                                                         | 前立法委員：鄭麗文、前立法委員：費鴻泰、前駐紐西蘭大使：介文汲、資深媒體人：鄭師誠                                                           |
| 第1355集 | 2025-01-21 | 砍3千億預算？綠喊:民眾嘸網路.國軍洗冷水澡 網怒:恐嚇百姓？                                                                       | 前立法委員：鄭麗文、前立法委員：孫大千、政治學者：施正鋒、資深媒體人：董智森                                                                 |
| 第1356集 | 2025-01-22 | 又要釋憲？總預算砍2千億…窒礙難行？龍介仙嗆:2.9兆還哀爸叫母？                                                                    | 前立法委員：鄭麗文、前立法委員：林郁方、立法委員：洪孟楷、立法委員：張啟楷                                                                   |
| 第1357集 | 2025-01-23 | 刪預算後遺症？府三節禮金沒了？基層叫好:特權福利砍得好                                                                           | 前立法委員：鄭麗文、立法委員：徐巧芯、退役少將：栗正傑、資深媒體人：陳揮文                                                                   |
| 第1358集 | 2025-01-24 | 窮到只剩錢？2.9兆預算史上最高 政院記者會請不起手語老師？                                                                        | 前立法委員：鄭麗文、資深媒體人：謝寒冰、立法委員：王育敏、前立法委員：李勝峰                                                                 |
| 第1359集 | 2025-02-03 | 新春開工就開戰？綠側翼遞交18藍委罷免連署 網疑：經費打哪來？/美開撕盟友？蔡:川普站我這邊 綠大老酸:加.墨還不快尊請指教？          | 前立法委員：鄭麗文、立法委員：羅智強、前立法委員：林郁方、資深媒體人：鄭師誠                                                                 |
| 第1360集 | 2025-02-04 | 青鳥扯＂大S死訊＂掩蓋罷免 網驚:冷血到不思議 綠連人性都罷掉？/綠嗆拉下41藍委 黑熊綠委說溜嘴＂偷跑＂？網嘆:只想搶位搶權搶資源？   | 前立法委員：鄭麗文、前立法委員：蔡正元、立法委員：王鴻薇、資深媒體人：董智森                                                                 |
| 第1361集 | 2025-02-05 | 惡罷？惡霸？咖啡業者拒政治活動 青鳥又飛出？罷免就能為所欲為？/立院砍預算 政院嘸錢買茶點？館長:陳啟昱掏空11億能吃到糖尿病        | 前立法委員：鄭麗文、立法委員：洪孟楷、立法委員：張啟楷、台北市議員：侯漢廷                                                                   |
| 第1362集 | 2025-02-06 | 政院中辦缺預算關門？ 網揪＂人山人海＂ 在野轟＂綠酬庸收容所＂/拿家底討好川普？蔡執政對美投資逆轉變＂逆差＂綠還要台灣做功德？     | 前立法委員：鄭麗文、前駐紐西蘭大使：介文汲、立法委員：陳玉珍 (金門)、資深媒體人：陳揮文、立法委員：牛煦庭、立法委員：葉元之                  |
| 第1363集 | 2025-02-07 | 缺錢提早關記者室 綠拿第四權開刀？記者嗆:是能省多少錢？/走味咖啡？罷團嗆：我們挺台.你們不是 不信黨的…就是敵人？                  | 前立法委員：鄭麗文、資深媒體人：謝寒冰、立法委員：翁曉玲、政治學者：施正鋒、退役少將：栗正傑                                                 |
| 第1364集 | 2025-02-10 | 再提罷免12藍委 黑熊綠委嗆:施壓在野＂解散國會＂ 憑啥摧毀民意？/＂院際調解＂登場 司法院跟著＂插花＂前監委轟:被政治介入還能叫司法  | 前立法委員：鄭麗文、前立法委員：費鴻泰、前立法委員：林郁方、立法委員：林國成                                                                 |
| 第1365集 | 2025-02-11 | 買3C得收審查費？守護國安立意良善？網諷:買耳機有國安危機？/選罷法 綠遭＂三振＂51%選票當選 25%就罷免 韓嘆＂不合理＂               | 前立法委員：鄭麗文、前立法委員：蔡正元、立法委員：徐巧芯、資深媒體人：董智森                                                                 |
| 第1366集 | 2025-02-12 | 超徵5283億 藍喊還稅於民 預算.稅收雙創高 政府嘸錢點燈…合理？/覆議遭＂三振＂綠嗆再戰總預算 打貪除弊.防死人連署.審預算 錯在哪？    | 前立法委員：鄭麗文、立法委員：王鴻薇、桃園市議員：黃敬平、立法委員：張啟楷                                                                   |
| 第1367集 | 2025-02-13 | 還稅於民法制化？綠嗆:亂開＂違憲＂支票 藍轟:蔡發3倍券有搞倒政府？/綠媒曝罷免民調 全民挺大罷潮？綠大老揪貓膩:470萬人寫過連署？    | 前立法委員：鄭麗文、台北市議員：侯漢廷、立法委員：葉元之、資深媒體人：陳揮文、前駐紐西蘭大使：介文汲、立法委員：張嘉郡                       |
| 第1368集 | 2025-02-14 | 造謠消防車沒錢加油 台中百貨氣爆4死逾30傷 青鳥眼中只有罷免？/數學比小學生差？綠喊嘸錢發租屋補助 預算方程式曝…還剩近40億          | 前立法委員：鄭麗文、資深媒體人：謝寒冰、政治學者：施正鋒、資深媒體人：鄭師誠、立法委員：張智倫                                               |
| 第1369集 | 2025-02-17 | 美國務院刪＂不挺台獨＂？綠讚突破框架 前外交官憂:台準備被交易？/氣爆傷患慰問金縮水？綠又扯藍白砍預算 網轟:月領幾十萬喊窮？       | 前立法委員：鄭麗文、前立法委員：費鴻泰、前立法委員：林郁方、立法委員：陳玉珍 (金門)                                                          |
| 第1370集 | 2025-02-18 | 偷吃＂小40歲＂陸女？黑熊富爸擁小三辣照？…AI深偽？有圖有真相？/外媒揭3千億對美軍購 國安人士曝特別預算巧門？規避立院監督？        | 前立法委員：鄭麗文、前立法委員：蔡正元、前駐紐西蘭大使：介文汲、資深媒體人：鄭師誠                                                           |
| 第1371集 | 2025-02-19 | 再爆陸小三親密照？曹求償1億挺罷免 名嘴嗆:先說是否一直賣台？/3千億買美庫存軍火？烏克蘭淪次殖民地？綠還迷信＂有拜有保庇＂？       | 前立法委員：鄭麗文、立法委員：羅智強、立法委員：張啟楷、資深媒體人：董智森                                                                   |
| 第1372集 | 2025-02-20 | 不雅照真假？曹興誠:真的又怎樣？網揪昔促政府＂別買軍購買古董＂/曹興誠入選文總執委 藍酸：宣揚小三文化？文化總會淪罷免總部？       | 前立法委員：鄭麗文、台北市議員：侯漢廷、立法委員：葉元之、資深媒體人：陳揮文、退役少將：栗正傑、立法委員：廖先翔                             |
| 第1373集 | 2025-02-21 | 護航曹興誠翻車 青鳥改抹徐巧芯媽是＂陸配＂網轟:陸配就不是人？/黨證也嘸用？林岱樺呼＂政治.司法介選＂執政黨立委認證司法淪傀儡？    | 前立法委員：鄭麗文、資深媒體人：謝寒冰、前立法委員：李勝峰、政治學者：施正鋒、立法委員：林沛祥                                               |
| 第1374集 | 2025-02-24 | 奉旨行乞？綠助理斜槓嘻哈歌手嗆：合法要飯 乞討到腰都直了？/懸賞千萬 不雅照＂阿共陰謀＂？藍曝曹捐清大1500萬＂芭樂票＂             | 前立法委員：鄭麗文、前立法委員：林郁方、前立法委員：李勝峰、資深媒體人：鄭師誠                                                               |
| 第1375集 | 2025-02-25 | 黑熊頭發展組織 爆拿美援助5700萬 網疑:沒有收錢辦事？/醫曝煉獄實況 挨酸小腦袋 高官怨:不該回應嘲諷 不准壞綠朝和諧？                | 前立法委員：鄭麗文、前立法委員：蔡正元、立法委員：張啟楷、台北市議員：侯漢廷                                                                 |
| 第1376集 | 2025-02-26 | 不只千萬美援？爆外交部3百萬補助黑熊頭？＂仇中報告＂客戶要求？/急診室等嘸春天 官員＂大腦袋＂先賞冷水 藍轟:政府很多鈕卻不按       | 立法委員：陳玉珍 (金門)、立法委員：林國成、資深媒體人：董智森、退役少將：栗正傑、立法委員：廖偉翔                                            |
| 第1377集 | 2025-02-27 | 5月才上路？政府撒幣30億救＂急＂護師嗆:等風頭過再喊嘸錢？/總預算.財劃法雙覆議 綠扯砍預算傷經濟成長 學者轟:做事卡實在             | 前立法委員：鄭麗文、立法委員：洪孟楷、政治學者：施正鋒、資深媒體人：陳揮文、立法委員：葉元之、時事評論員：鄭村棋                             |
| 第1378集 | 2025-02-28 | 酬庸年薪千萬不夠吃？掏空台鹽8億 陳啟昱真能隻手遮天！？/拿美國＂私援＂嘸犯法？黑熊頭爆收美國務院千萬 境外代理人？                | 前立法委員：鄭麗文、資深媒體人：謝寒冰、立法委員：王鴻薇、桃園市議員：黃敬平、立法委員：黃健豪                                               |
| 第1379集 | 2025-03-03 | 綠委閃過一階罷免 激出藍軍連署潮？青鳥罷戰搞＂課金＂發財？/美.烏公開開撕？川普嗆烏＂無籌碼＂學者憂未來苦主換…台灣？              | 立法委員：羅智強、前立法委員：林郁方、政治學者：施正鋒、桃園市議員：凌濤                                                                     |
| 第1380集 | 2025-03-04 | 加碼投資3.3兆 台積電加速赴美 專家憂台灣恐成＂無用之地＂/罷免一階32:0藍慘被扣倒？藍大老嗆：再不動就等著挨打                      | 前立法委員：鄭麗文、立法委員：謝龍介、前立法委員：蔡正元、資深媒體人：鄭師誠                                                                 |
| 第1381集 | 2025-03-05 | 藍揪違法募款 綠嗆討證據？罷團吃萬元春酒 吃香喝辣錢哪來？/台出事.美有影響力 川普收割護國神山 想當晶片新霸主？綠還在洗地？        | 前立法委員：鄭麗文、前立法委員：孫大千、立法委員：陳玉珍 (金門)、資深媒體人：董智森                                                          |
| 第1382集 | 2025-03-06 | 再嗆綠惡罷 扁轟連署附身分證 有這麼嚴重嗎？/兵推曝能源＂封喉結＂前美駐台官員驚：台憑啥反核？                                     | 立法委員：賴士葆、立法委員：王育敏、台北市議員：侯漢廷、資深媒體人：陳揮文、立法委員：許宇甄、資深媒體人：單厚之                             |
| 第1383集 | 2025-03-07 | 護國神山根留台灣？投資4.4兆嘸換到協議？川普＂零元購＂？/加碼4倍金買軍火？日媒:川普不會當保費 藍驚:要百姓吃土？                  | 立法委員：林國成、前立法委員：李勝峰、資深媒體人：謝寒冰、立法委員：葉元之                                                                   |
| 第1384集 | 2025-03-10 | 陸飛彈打來幫助大？沈伯洋認收美國錢 藍:兩岸越亂.黑熊越賺？/穿囚服奔喪 未陪父最後一程 柯泣:一生遺憾 陳佩琪轟司法迫害              | 前立法委員：鄭麗文、立法委員：洪孟楷、前立法委員：林郁方、退役少將：栗正傑                                                                   |
| 第1385集 | 2025-03-11 | 綠曝總預算覆議3理由 藍問今年錢增多少？官員瞬間集體靜默/美可供核能協助 綠嗆:非唯一選項 美官員曝缺電逼走台積電！？                | 前立法委員：鄭麗文、前立法委員：蔡正元、前台北市副市長：李永萍、資深媒體人：董智森                                                           |
| 第1386集 | 2025-03-12 | 覆議搏翻盤？藍靈魂拷問…官員全認＂預算增＂嘸錢窒礙難行？/沒撥補就漲電價？4千億仍難填台電黑洞 百姓割肉到猴年馬月？                | 前立法委員：鄭麗文、前立法委員：孫大千、時事評論員：李易修、資深媒體人：鄭師誠、立法委員：張啟楷                                             |
| 第1387集 | 2025-03-13 | 覆議案遭雙殺 綠嗆下鄉匯集更大民主 藍酸:示範如何選輸翻桌？/解人力荒？衛福部拍板＂跨科支援＂護師怒:讓骨科去開白內障？             | 前立法委員：鄭麗文、桃園市議員：黃敬平、政治學者：施正鋒、資深媒體人：陳揮文、台北市議員：游淑慧、台北市議員：柳采葳                         |
| 第1388集 | 2025-03-14 | 護國神山扶植死敵？經長:比照國企監督管太超過 藍嘆:割肉養虎/跨科支援 護師嗆告 衛福部官員喊在台生活很幸運 綠委怒:閉嘴              | 前立法委員：鄭麗文、立法委員：謝龍介、前立法委員：李勝峰、資深媒體人：謝寒冰、時事評論員：李易修                                             |
| 第1389集 | 2025-03-17 | 綠下鄉喊＂人民頭家＂罷免狙擊35 ＂民代＂藍酸:背離民意誰是頭家？/水電雙漲？四口之家年多繳近3千？菲國種電…船運送電每度破5元？      | 前立法委員：鄭麗文、前立法委員：林郁方、前立法委員：李勝峰、資深媒體人：鄭師誠                                                               |
| 第1390集 | 2025-03-18 | 嘸錢搭車得走路？監院開釋憲第一槍 立院審預算竟然是＂違憲＂？/輸電成本5.5元 經長:菲電3年後有可行性 醫轟:有算天價電纜？            | 前立法委員：鄭麗文、前立法委員：蔡正元、立法委員：王鴻薇、立法委員：張啟楷                                                                   |
| 第1391集 | 2025-03-19 | 綠罷免海嘯沖進校園？藍戰將告急？徐巧芯嘆：藍軍還沒整隊完成/台積電供應鏈拔根赴美？綠讚＂攻城掠地＂網驚:台勞工喝西北風？          | 前立法委員：鄭麗文、立法委員：賴士葆、台北市議員：侯漢廷、資深媒體人：董智森                                                                 |
| 第1392集 | 2025-03-20 | 惡魔虐童引公憤 千人上街挺死刑 加重刑期？沈伯洋:有道德危險/續用核電 台電年賺6百億？網酸:綠電少賺百億…綠友友吃啥？                | 前立法委員：鄭麗文、時事評論員：鄭村棋、前駐紐西蘭大使：介文汲、資深媒體人：陳揮文、立法委員：羅廷瑋、退役少將：栗正傑                       |
| 第1393集 | 2025-03-21 | 京華城案開庭 爆檢用不雅影片恐嚇？柯泣轟:恨死檢媒一體/偽造連署？南檢搜藍黨部 王定宇嗆組織犯罪 把KMT當黑幫？                      | 前立法委員：鄭麗文、時事評論員：李易修、政治學者：施正鋒、資深媒體人：謝寒冰、立法委員：張啟楷                                               |
| 第1394集 | 2025-03-24 | 刪退役年限.天數限制？替代役可隨時召集？網驚:填線寶寶？/漲電費3劇本？經長:我任內調兩次 廢核下場…電價4年5漲？                     | 前立法委員：鄭麗文、前立法委員：林郁方、前立法委員：李勝峰、桃園市議員：黃敬平                                                               |
| 第1395集 | 2025-03-25 | 能源.糧食靠進口 美媒曝鎖台劇本？黑熊教你用感冒藥治戰傷？/超徵稅收普發現金？綠委:有錢人不缺1萬 網酸：你可以捐出來                | 前立法委員：鄭麗文、前立法委員：蔡正元、立法委員：張啟楷、資深媒體人：董智森                                                                 |
| 第1396集 | 2025-03-26 | 不准查對罷免連署？檢搜花蓮縣府 藍嗆:要為連署造假準備?/陸配遭驅逐 抖音談統一就危害國安？律師轟:我們這麼脆弱？                    | 前立法委員：鄭麗文、立法委員：陳玉珍 (金門)、政治學者：施正鋒、立法委員：王育敏、立法委員：翁曉玲                                            |
| 第1397集 | 2025-03-27 | 反去中.登央視 北一女師遭檢舉 藍轟:警總時代復辟？/政府界定言論自由？親綠學者怒:青鳥嗆戰也是自由？                                | 前立法委員：鄭麗文、立法委員：羅智強、時事評論員：鄭村棋、資深媒體人：陳揮文、退役少將：栗正傑、立法委員：葉元之                             |
| 第1398集 | 2025-03-28 | 犯哪條法？自詡中國人恐遭開除教職？北一女師轟:國家機器進逼/醫院連署遭趕 罷團討拍驚動＂大腦袋＂？青鳥爽玩禁區大冒險？             | 前立法委員：鄭麗文、資深媒體人：鄭師誠、資深媒體人：謝寒冰、前台北市副市長：李永萍、時事評論員：李易修                                       |
| 第1399集 | 2025-03-31 | 租金補貼砍200億？藍轟劉世芳造謠 民團怒：以為沒人會看預算書？/綠高官妻情勒小綠綠 區桂芝嗆綠：憑啥以台獨名義綁架台灣人民？        | 前立法委員：鄭麗文、立法委員：謝龍介、前立法委員：林郁方、資深媒體人：鄭師誠                                                                 |
| 第1400集 | 2025-04-01 | 川普關稅＂解放日＂倒數 美點名台對美豬牛設限 豬農轟:開放辛酸？/投資綠友友狂虧？國發高官扯＂我們黨團＂拒報告 網驚:黨團一體？      | 前立法委員：鄭麗文、前立法委員：蔡正元、立法委員：張啟楷、前立法委員：李勝峰                                                                 |
| 第1401集 | 2025-04-02 | 小心匪諜就在...綠營？綠委助理涉共諜案？網傻眼:做賊喊捉賊？/陸操練鎖台？美要台撐30天 燃氣船繞圈躲軍演？網嘆:全民點蠟燭？         | 前立法委員：鄭麗文、立法委員：王鴻薇、前立法委員：孫大千、資深媒體人：董智森                                                                 |
| 第1402集 | 2025-04-03 | 誰最該被洗滌？共諜.逃官挺大罷免！？民進黨保台都靠＂這種咖＂？/每年蒸發1.2兆 讚台積電赴美 川普補刀課台32%稅 網怒:換個寂寞        | 前立法委員：鄭麗文、立法委員：羅智強、政治學者：施正鋒、資深媒體人：陳揮文、立法委員：賴士葆、資深媒體人：單厚之                             |
| 第1403集 | 2025-04-04 | 倚美抗中換32%重稅？學者憂台GDP恐蒸發15% 青鳥竟喊:謝謝美國？/不只綠委助理？府院黨全爆共諜潛伏？藍轟:綠淪國安大破口？             | 前立法委員：鄭麗文、台北市議員：侯漢廷、時事評論員：鄭村棋、資深媒體人：謝寒冰、前空軍副司令：張延廷                                         |
| 第1404集 | 2025-04-07 | 台股血崩逾2千點 不報復關稅.擴大投資 綠大老嗆:該硬就硬/關稅海嘯襲來 政院邀朝野共商國是 藍縣長籲綠:＂放下大罷免＂                 | 前立法委員：鄭麗文、前立法委員：林郁方、前立法委員：李勝峰、桃園市議員：黃敬平                                                               |
| 第1405集 | 2025-04-08 | 32%稅誰付？業者嘆:貨櫃海上漂 嚴審台積赴美 綠真嘸籌碼？/連企鵝道也課稅？川普嗆台:產業全被搶走 只靠趴跪能求活？                   | 前立法委員：鄭麗文、前立法委員：蔡正元、政治學者：施正鋒、立法委員：張啟楷                                                                   |
| 第1406集 | 2025-04-09 | 關稅掐喉？川普高官點明燈 要台再掏錢？學者怒:土匪政策？/川普重稅 逼製造業回流？張善政轟美:不看科技業吃香喝辣？                   | 前立法委員：鄭麗文、立法委員：謝龍介、立法委員：陳玉珍 (金門)、資深媒體人：董智森                                                            |
| 第1407集 | 2025-04-10 | 川普豁免75國關稅90天 綠嗨喊:美善意評價 3個月後…對策？/談判掛到號 綠喊組＂台美聯合艦隊＂蘇起嘆:川普抗中不保台                    | 前立法委員：鄭麗文、前駐紐西蘭大使：介文汲、時事評論員：鄭村棋、資深媒體人：陳揮文、退役少將：栗正傑、台北市議員：侯漢廷、時事評論員：李易修 |
| 第1408集 | 2025-04-11 | 川普關稅90天生死鬥 綠喊6.5兆買美貨 張善政憂恐丟護國群山/川普關稅大刀縮手？白宮認救＂美債＂網籲綠:有新籌碼還不快用？             | 前立法委員：鄭麗文、前立法委員：孫大千、資深媒體人：鄭師誠、資深媒體人：謝寒冰、淡江大學財經系教授：聶建中                                   |
| 第1409集 | 2025-04-14 | 根正苗綠也淪陷？綠大咖身邊藏共諜 蔣萬安酸:內鬼越多越愛台？/檢搜罷綠民團揪造假 綠4千連署出包拚重簽 網疑:偷跑翻車？               | 前立法委員：鄭麗文、前立法委員：林郁方、前立法委員：費鴻泰、立法委員：羅智強                                                                 |
| 第1410集 | 2025-04-15 | 檢搜罷綠團.藍黨部 中選高官:盼以此為鑑 網驚:罷綠很嚴重？/大學校園擺攤連署 教長:大罷免是言論自由 學者怒:聽了臉紅                  | 前立法委員：鄭麗文、立法委員：張啟楷、前立法委員：蔡正元、資深媒體人：董智森                                                                 |
| 第1411集 | 2025-04-16 | 全台大搜捕？檢連搜藍黨部 罷團家屬怒:大家都加入綠營好了/共諜肉粽串 機敏資料直送對岸？綠高層早知被滲透卻不查？                    | 前立法委員：鄭麗文、立法委員：謝龍介、時事評論員：鄭村棋、台北市議員：侯漢廷                                                                 |
| 第1412集 | 2025-04-17 | 藍黨部再爆被搜 綠罷團海撈補助 想罷免要＂罷對人.走對路＂？/談判頭香就是台灣？經長喊:進度比日本快 秒被川普打臉？                  | 前立法委員：鄭麗文、立法委員：陳玉珍 (金門)、政治學者：施正鋒、資深媒體人：陳揮文、立法委員：王育敏、資深媒體人：鄭師誠                      |
| 第1413集 | 2025-04-18 | 敢罷綠就＂抓光＂？民眾怒吼集結＂戰獨裁＂司法打手震醒＂睡獅＂？/台灣民主被綠玩壞？蔣萬安怒提＂倒閣＂白營嗆:總統一起重選          | 前立法委員：鄭麗文、時事評論員：李易修、立法委員：賴士葆、資深媒體人：鄭師誠、立法委員：王育敏、桃園市議員：黃敬平                           |
| 第1414集 | 2025-04-21 | 青鳥凱道金句vs.驚句？綠把罷免玩成智力測驗 網曝挺罷價碼？/搜索.羈押 法長:嘸辦藍不辦綠 罷綠領銜人:唯一錯…不該跟綠對抗             | 前立法委員：鄭麗文、前立法委員：林郁方、立法委員：陳玉珍 (金門)、時事評論員：鄭村棋                                                          |
| 第1415集 | 2025-04-22 | 藍黨部遭搜 形同團滅? 藍怒＂綠共當頭＂ 籲人民勇敢站出來/刪預算 護照1本不剩？網揪外交部招標文打臉 綠又嗨演苦情戲？                | 前立法委員：鄭麗文、立法委員：謝龍介、前立法委員：蔡正元、立法委員：張啟楷                                                                   |
| 第1416集 | 2025-04-23 | 預算解凍進度0% 文化部公文曝壓案？立院人士嘆:作文比賽根本不難/清晨敲門查連署…警總復辟？檢調忙＂政治＂？法務部長誤食誠實包？      | 前立法委員：鄭麗文、立法委員：賴士葆、政治學者：施正鋒、資深媒體人：董智森                                                                   |
| 第1417集 | 2025-04-24 | 揪40份幽靈連署？藍黨部再被搜 藍炸鍋：司法迫害製造寒蟬？/應對川普關稅？政院端4100億特別條例 偷渡台電.黑熊救命錢？                | 前立法委員：鄭麗文、立法委員：王育敏、台北市議員：侯漢廷、資深媒體人：陳揮文、立法委員：林沛祥、退役少將：栗正傑                             |
| 第1418集 | 2025-04-25 | 北市主委被押.宜蘭黨部被搜 韓射穿雲箭 上凱道發正義怒吼/搶救關稅海嘯受災戶？政院豪擲4100億 僅22%拿來救產業！？                    | 前立法委員：鄭麗文、前立法委員：孫大千、資深媒體人：鄭師誠、資深媒體人：謝寒冰、立法委員：葉元之                                             |
| 第1419集 | 2025-04-28 | 數萬民眾上街戰獨裁 藍黨部再被搜 黨主席下軍令＂全面開戰＂？/4100億特別預算 千億救台電？今年累虧240億 比繳保費還沒用？            | 前立法委員：孫大千、前立法委員：林郁方、立法委員：陳玉珍 (金門)、資深媒體人：鄭師誠                                                          |
| 第1420集 | 2025-04-29 | 綠下＂罷藍全過＂死命令？大罷免大搜捕 藍驚:這是辦重案力度/應對川普關税大刀？4100億對症下藥？連＂老屋修繕＂都來搶錢？             | 立法委員：謝龍介、前立法委員：蔡正元、立法委員：張啟楷、桃園市議員：凌濤                                                                     |
| 第1421集 | 2025-04-30 | 嗆陸客.戰家長 青鳥群魔亂舞？罷免露餡綠裝傻 網疑:怕反噬？/核電歸零 藍憂阻礙國力發展 台灣被掏空？經長:7.8年後的事                 | 立法委員：賴士葆、立法委員：吳宗憲 (立法委員)、台北市議員：侯漢廷、資深媒體人：董智森                                                        |
| 第1422集 | 2025-05-01 | 檢調＂無搜索票＂闖民宅查案？停止罷免惡鬥 藍籲:關稅.兩案更迫切/撥補千億淪騙局？台電員工怒圍經濟部 曝上兆負債可蓋5條高鐵          | 前立法委員：鄭麗文、立法委員：羅智強、時事評論員：鄭村棋、資深媒體人：陳揮文、立法委員：李彥秀、立法委員：葉元之                             |
| 第1423集 | 2025-05-02 | 設＂國安法庭＂？綠嗆:南韓也禁替北韓宣傳 網驚:讚陸進步就犯罪？/曝非核致命傷 高官反嗆:看不下去可離開 台電員工:嘸錯為何要走？      | 立法委員：林國成、退役少將：栗正傑、政治學者：施正鋒、資深媒體人：謝寒冰                                                                     |
| 第1424集 | 2025-05-05 | 罷團揍飛護妻翁 想跳車…罷藍領銜人憂:不是我做的被硬塞/首批萊豬輸台 22噸澳洲萊豬扣關？在野黨憂:美萊豬不遠了？                      | 前立法委員：鄭麗文、立法委員：羅智強、前立法委員：林郁方、前立法委員：李勝峰                                                                 |
| 第1425集 | 2025-05-06 | 台幣史詩級飆升？綠撇匯率淪談判籌碼 學者嘆:邊談邊讓恐被賣/綠駁改組戰鬥內閣 經長爆圖利自家餐廳 綠週刊跟監3天圖謀…？               | 前立法委員：鄭麗文、立法委員：謝龍介、前立法委員：蔡正元、資深媒體人：鄭師誠                                                                 |
| 第1426集 | 2025-05-07 | 資優生申請＂國防醫＂被打槍 只因＂南京出生＂？藍怒:要台灣剩青鳥？/台幣暴衝黑手…？楊金龍結巴有口難言？韓央行總裁認＂美施壓＂      | 前立法委員：鄭麗文、立法委員：張啟楷、立法委員：王鴻薇、資深媒體人：董智森                                                                   |
| 第1427集 | 2025-05-08 | 頂大作業＂宣傳罷免＂學生狂退課 日媒曝亂象＂不讚綠就是XX同路人＂？/選務高官被掀黑歷史 怒嗆藍＂組織犯罪＂為審先判不演了？         | 前立法委員：鄭麗文、立法委員：陳玉珍 (金門)、政治學者：施正鋒、資深媒體人：陳揮文、前立法委員：孫大千、立法委員：洪孟楷                      |
| 第1428集 | 2025-05-09 | 誰漏接剴剴？爆綠委＂督導失職＂還吃血饅頭？社工轟:社福惡霸/護個資？檢49天起訴藍黨部11人 藍罷簡訊狂發 網怒:誰賣我個資？           | 前立法委員：鄭麗文、台北市議員：侯漢廷、時事評論員：鄭村棋、資深媒體人：謝寒冰、前駐紐西蘭大使：介文汲                                       |
| 第1429集 | 2025-05-12 | 粉紅超跑見罷免繞道？惹怒青鳥 綠把全台96%漢人變＂其餘人＂？/憲訴法釋憲說明會 大法官撈過界 在野轟:想當太上皇？                    | 前立法委員：鄭麗文、前立法委員：李勝峰、前立法委員：林郁方、政治學者：施正鋒                                                                 |
| 第1430集 | 2025-05-13 | 錢哪來？罷團志工爆非法募款.日領2千元 藍怒檢調裝聾作啞？/選錯人關稅145%？中美撤回報復關稅90天 藍嘆:太軟就被瞧不起                | 前立法委員：鄭麗文、前立法委員：蔡正元、前台北市副市長：李永萍、資深媒體人：鄭師誠、時事評論員：李易修                                       |
| 第1431集 | 2025-05-14 | 惡魔保母判決出爐 律師怒:不夠重 社福綠委喊改革 網轟:真敢講/修法核電延役 綠:無評估規劃 親綠老董怒:別再猶抱琵琶半遮面              | 立法委員：張啟楷、台北市議員：侯漢廷、桃園市議員：凌濤、資深媒體人：董智森                                                                   |
| 第1432集 | 2025-05-15 | 教長反對學校與陸交流？逆了層峰兩岸大策？學者驚:史上第一人/撥補千億？在野設兩條件 台電嗆＂要脅＂綠放話漲電價算…？                | 前立法委員：鄭麗文、立法委員：謝龍介、時事評論員：鄭村棋、資深媒體人：陳揮文、退役少將：栗正傑、資深媒體人：單厚之                           |
| 第1433集 | 2025-05-16 | 神秘＂陳董＂是誰？陳宗彥＂不當招待＂3度脫身 司法天平好軟Q？/慘綠少年翻版？＂一龍二鳳＂來協商 綠怒歧視 韓嘆:我也沒辦法           | 前立法委員：鄭麗文、前立法委員：費鴻泰、資深媒體人：鄭師誠、資深媒體人：謝寒冰、前立法委員：陳學聖                                           |
| 第1434集 | 2025-05-19 | 前閃X綠委派駐北歐 綠粉洗地:芬蘭嗨翻了 卡神嘆:綠營沒人了？/核電除役用電免驚？非核首日亮黃燈 台電員工曝:請澎湖幫發電              | 前立法委員：鄭麗文、前立法委員：林郁方、立法委員：王鴻薇、時事評論員：鄭村棋                                                                 |
| 第1435集 | 2025-05-20 | 派駐芬蘭？林昶佐高喊使命 綠讚國防委員經歷 網曝:抽籤中爐主/520執政週年 賴談兩岸:樂意與交流 學者:開啟政策理性辯論                 | 前立法委員：鄭麗文、立法委員：陳玉珍 (金門)、前立法委員：蔡正元、資深媒體人：董智森                                                          |
| 第1436集 | 2025-05-21 | 病患or路怒？三峽翁衝撞奪3命 綠黨工幫洗地 網怒:拜託放過台灣/學者疑＂時間點怪＂綠拋成立主權基金 藍轟:借錢給美國人花？             | 前立法委員：鄭麗文、立法委員：張啟楷、退役中將：張延廷、台北市議員：侯漢廷、立法委員：徐巧芯                                                 |
| 第1437集 | 2025-05-22 | 統刪25%地方補助 縣市.學者齊轟違法 百姓權益不如冗官？/層峰常會罷團？綠議員被出征急改口 藍酸:講真話還被逼道歉？                   | 前立法委員：鄭麗文、桃園市議員：黃敬平、政治學者：施正鋒、資深媒體人：陳揮文、立法委員：羅智強、立法委員：洪孟楷                             |
| 第1438集 | 2025-05-23 | 非核夢醒？台電駁火力全開 經長打臉:不反對 台淪＂火燒島＂？/預算史上最高 政院大砍地方補助款 藍市長怒:不會做就換人                 | 前立法委員：鄭麗文、核工博士：葉宗洸、資深媒體人：鄭師誠、資深媒體人：謝寒冰、前駐紐西蘭大使：介文汲、前台北市副市長：李永萍                 |
| 第1439集 | 2025-05-26 | 寧煤勿核？50歲退役火電重啟救供電？黃仁勳曝:台要投資核電/破天荒？軍校招生＂陰盛陽衰＂？網怒:黑熊.青鳥怎不從軍救台？              | 前立法委員：鄭麗文、前立法委員：林郁方、立法委員：陳玉珍 (金門)、資深媒體人：鄭師誠                                                          |
| 第1440集 | 2025-05-27 | 嘸錢出巡查案？監院座車淪高官寵物保母車 御史不如狗？/行刑式槍擊奪4命 兇嫌逃死得生天 藍嘆:英明大法官所賜                          | 前立法委員：鄭麗文、前立法委員：蔡正元、立法委員：許智傑、前空軍副司令：張延廷                                                               |
| 第1441集 | 2025-05-28 | 百姓洽公自備廁紙 御史家犬搭車美容 監院照妖鏡…民不如狗？/砍地方救命補助款？藍市長嗆:連本帶利討回 綠高官酸:給錢非義務             | 前立法委員：鄭麗文、立法委員：謝龍介、資深媒體人：董智森、立法委員：張啟楷                                                                   |
| 第1442集 | 2025-05-29 | 鬧劇落幕？綠喊讓美再偉大 美法院打臉川普關稅 台淪最大盤子？/不只接權貴狗？監院再爆特權大車隊 藍轟:包公會用轎載狗美容？           | 前立法委員：鄭麗文、台北市議員：侯漢廷、政治學者：施正鋒、資深媒體人：陳揮文、立法委員：賴士葆、台北市議員：柳采葳                           |
| 第1443集 | 2025-05-30 | 地方救命錢遭砍 綠拋追加預算636億 藍怒:像綁匪要贖金？/新冠就醫暴衝113%？買嘸快篩爆民怨 高官只會Say Sorry？                       | 前立法委員：鄭麗文、時事評論員：李易修、時事評論員：鄭村棋、資深媒體人：謝寒冰、退役少將：栗正傑                                             |
| 第1444集 | 2025-06-02 | 斷尾求生？＂官車載狗＂李俊俋請辭免查？藍曝:恐涉偽造文書/撒幣改中正路？綠高官:嚴肅看待轉型正義 藍市長轟:每天搞543                | 前立法委員：鄭麗文、前立法委員：孫大千、前立法委員：林郁方、政治學者：施正鋒                                                                 |
| 第1445集 | 2025-06-03 | 特權車隊 監委不認錯.不露臉.不說明 視察官威大如＂代天巡狩＂？/改路名是轉型正義？綠取名狂蹭＂美.日＂網傻眼:台淪殖民地？           | 前立法委員：鄭麗文、前立法委員：蔡正元、台北市議員：侯漢廷、資深媒體人：鄭師誠、台大政治系教授：左正東                                       |
| 第1446集 | 2025-06-04 | 當門神.幫修法 檢14路追前綠委貪瀆？藍嘆:2年舊案能搜啥？/北市曝社福遭砍14億 立院搶救補助款 綠霸主席台嗆:違憲會議                  | 立法委員：張啟楷、退役中將：張延廷、前台北市副市長：李永萍、資深媒體人：董智森                                                               |
| 第1447集 | 2025-06-05 | 憨川兒婚前偷吃 無緣媳婦爆＂父子都劈腿＂青鳥護衛隊又飛出！？/訴願護救命補助 卓揆駁:中央借錢繳電費 網酸:只有狗狗很滋潤？          | 桃園市議員：黃敬平、台北市議員：侯漢廷、時事評論員：鄭村棋、資深媒體人：陳揮文、時事評論員：李易修                                           |
| 第1448集 | 2025-06-06 | 綠搭公務車吃鍋 扯韓坐官車吃和解飯 立院打臉:院長有專車/綠委邀學生座談 1紙公文要30校放人 網怒:立委權力通天？                      | 前立法委員：鄭麗文、前立法委員：李勝峰、退役少將：栗正傑、資深媒體人：謝寒冰、立法委員：陳玉珍 (金門)                                        |
| 第1449集 | 2025-06-09 | 綠砍補助扯＂輪迴＂把國產當黨產？藍轟:中華民國是你家公司？/31:0 綠委嗆:割喉割到斷 韓嘆:大罷免大成功…民主會發瘋                   | 前立法委員：鄭麗文、立法委員：羅智強、前立法委員：林郁方、資深媒體人：鄭師誠                                                                 |
| 第1450集 | 2025-06-10 | 官逼民反？黨外在野聯盟成立 親綠院士憂:罷免翻盤永無寧日/雙鐵人事大風吹 菊愛將將掌高鐵 專業也要為綠友友讓路？                     | 前立法委員：鄭麗文、立法委員：陳玉珍 (金門)、前立法委員：蔡正元、資深媒體人：董智森                                                          |
| 第1451集 | 2025-06-11 | 軍人加薪有望？ 綠再使＂覆議、釋憲＂標配？ 朕不給你不能搶？/潛伏20年 綠黨工織共諜蜘蛛網 把內鬼當心腹 綠大咖有查了？              | 前立法委員：鄭麗文、立法委員：王鴻薇、立法委員：張啟楷、台北市議員：侯漢廷、立法委員：林沛祥                                                 |
| 第1452集 | 2025-06-12 | 綠諸侯鞏固中央? 喊追加預算 基層公務員疑:被砍的錢能追補？/大罷免D-Day曝光？大投票落7.8月 綠嗆：比照大選等級來打                  | 前立法委員：鄭麗文、時事評論員：李易修、立法委員：謝龍介、資深媒體人：陳揮文、立法委員：洪孟楷、退役少將：栗正傑                             |
| 第1453集 | 2025-06-13 | 府揪在野＂共商國是＂藍認：僅講日期嘸細節 衝突＂3彈＂有解？/大罷免大抹紅？ 青鳥群魔亂舞無極限 連＂台灣隊長＂也遭殃？             | 立法委員：王育敏、政治學者：施正鋒、前立法委員：陳琬惠、資深媒體人：謝寒冰                                                                   |
| 第1454集 | 2025-06-16 | 控藍大鯨魚霸凌大罷免？綠:去年就畫紅線殊死戰還能騙？反罷增近70萬人！/年領250萬業績掛蛋 藍批:綠蒼蠅屎都不敢打 在野提廢監察院2路徑 | 前立法委員：林郁方、立法委員：林國成、桃園市議員：黃敬平、資深媒體人：鄭師誠                                                                 |
| 第1455集 | 2025-06-17 | 斬銀根再出招？租金補貼要地方扛？藍轟:沒能力倒貼中央/府邀國安簡報＂朝野大和解＂？喊停罷免.速撥補助 才能展誠意                    | 前立法委員：鄭麗文、立法委員：謝龍介、前立法委員：蔡正元、台北市議員：侯漢廷                                                                 |
| 第1456集 | 2025-06-18 | 租金補貼誰出？劉世芳嗆:沒錢 蔣萬安怒:話都你講刀都你砍/朝野國安簡報破局 黑熊頭嗆:動搖民主根基 網酸:快去賣避難包啦！              | 前立法委員：鄭麗文、前台北市副市長：李永萍、立法委員：王鴻薇、資深媒體人：董智森、立法委員：徐巧芯                                           |
| 第1457集 | 2025-06-19 | 綠射文宣三箭.藍揪萬份假連署 大罷免進入近身白刃戰？/以伊戶轟 3憤怒老男害慘全球？川普意外揭美霸權面目？                           | 前立法委員：鄭麗文、立法委員：陳玉珍 (金門)、政治學者：施正鋒、資深媒體人：陳揮文、退役少將：栗正傑、時事評論員：李易修                      |
| 第1458集 | 2025-06-20 | 綠啟動特查2336公務員 國安大咖身邊藏諜 林佳龍認＂很傷＂/以伊死鬥 川普縮了？美急撤40軍機 綠還傻喊:強化戰醫韌性？                  | 前立法委員：鄭麗文、前立法委員：李勝峰、前駐紐西蘭大使：介文汲、資深媒體人：謝寒冰、立法委員：翁曉玲                                         |
| 第1459集 | 2025-06-23 | 街拍犯法？綠委嗆＂鬼祟＂PO網公審 當事人嘆:台灣民主悲哀/荒謬…少數推翻多數！？綠敗將衝罷免 網酸:罷到選贏為止？                    | 前立法委員：鄭麗文、前立法委員：林郁方、政治學者：施正鋒、桃園市議員：黃敬平                                                                 |
| 第1460集 | 2025-06-24 | 抹紅百姓翻車 枕邊人爆登陸經商 網酸:原來是內地萬老師？/鏡檢打真檢？親蔡週刊爆檢構陷鄭文燦！？造浪護大阿哥報恩？                  | 前立法委員：鄭麗文、前立法委員：蔡正元、立法委員：陳玉珍 (金門)、立法委員：賴士葆、桃園市議員：黃敬平、資深媒體人：單厚之                    |
| 第1461集 | 2025-06-25 | 罷免打掉雜質？綠委喊:要去蕪存菁 網怒:綠友友才是金包銀？/綠喊完團結 司法秒查藍中樞！？戰鬥藍怒:要團結在約談之下？                | 前立法委員：鄭麗文、資深媒體人：董智森、資深媒體人：鄭師誠、立法委員：葉元之、台北市議員：柳采葳                                             |
| 第1462集 | 2025-06-26 | 有意見就幹掉？賴辯＂雜質說＂非針對在野 網問:針對哪些人民？/打城鎮戰？漢光軍演首練＂賣場避難＂綠公敵就是…對岸or藍委？            | 前立法委員：鄭麗文、立法委員：許智傑、台北市議員：侯漢廷、資深媒體人：陳揮文、立法委員：吳宗憲 (立法委員)、前駐紐西蘭大使：介文汲            |
| 第1463集 | 2025-06-27 | 民調反罷逆轉惡罷 藍大咖吹反攻號角 綠朝帝制最後拼圖？/請支援演習？賣場加入防衛韌性操演 超商員泡咖啡還兼007？                     | 前立法委員：鄭麗文、前立法委員：費鴻泰、前立法委員：李勝峰、資深媒體人：謝寒冰、退役少將：栗正傑                                             |
| 第1464集 | 2025-06-30 | 團結十講 讚青鳥.罷免珍貴公民力量 網炸鍋:台灣社會亂源/團結十講談憲政 制憲嘸台灣代表？賴提7增修明示一中架構？                     | 前台北市副市長：李永萍、前立法委員：林郁方、立法委員：陳玉珍 (金門)、政治學者：施正鋒                                                        |
| 第1465集 | 2025-07-01 | 開庭前接噩耗 彭振聲哭號:檢良心在哪？網嘆:燦卻在趴趴走/運匠.保全要學打仗？綠喊:百姓非旁觀者 館長轟:DPP只想打仗                   | 立法委員：洪孟楷、前立法委員：蔡正元、立法委員：葉元之、資深媒體人：董智森                                                                   |
| 第1466集 | 2025-07-02 | 國家怎變這樣？彭振聲泣吼＂檢察官沒良心＂網怒司法逼死人/團結十講怒立院刪凍軍費 公文曝綠委揮砍刀…兇手底呷啦？                     | 前立法委員：鄭麗文、立法委員：賴士葆、立法委員：張啟楷、資深媒體人：鄭師誠、立法委員：牛煦庭                                                 |
| 第1467集 | 2025-07-03 | 死命令 綠黨工充當罷免香燈腳 罷藍團假文宣 檢抓藍殺紅眼？/不滿砍軍費？餓到綠友友是大事？機位升等？退將:先降台海風險               | 前立法委員：鄭麗文、立法委員：謝龍介、前立法委員：孫大千、資深媒體人：陳揮文、立法委員：林沛祥、時事評論員：李易修                           |
| 第1468集 | 2025-07-04 | 青鳥遶境起跑 詐團逼死人 綠7月瘋罷免 誰管豐原滅門悲歌？/搭飛機.吃美食 照顧軍人靠＂拗優惠＂？綠開支票要全民做功德？               | 前立法委員：鄭麗文、前立法委員：李勝峰、台北市議員：侯漢廷、資深媒體人：謝寒冰、退役少將：栗正傑                                             |
| 第1469集 | 2025-07-07 | 北台嘸颱風假 青鳥喊大罷免 綠動員大遶境 網譏:五講怎麼卡？/川普關稅揮刀倒數 美財長點名台灣＂快點談＂綠籲＂全民集氣＂              | 前立法委員：鄭麗文、前立法委員：李勝峰、立法委員：陳玉珍 (金門)、資深媒體人：鄭師誠                                                          |
| 第1470集 | 2025-07-08 | 丹娜絲重創綠鐵票區 青鳥轟:票投藍啥用？網轟:現在台灣誰當家？/川普關稅榜單嘸台灣？綠扯＂沒必要談＂先公布 科技老董驚:不妙          | 前立法委員：鄭麗文、前立法委員：蔡正元、立法委員：葉元之、資深媒體人：董智森                                                                 |
| 第1471集 | 2025-07-09 | 1.3億公帑泡湯 光電艦隊變海廢？一場颱風曝＂綠商結構＂？機會？命運？川普預告第三波關稅名單 綠只能續唱＂望春風＂？                 | 前立法委員：鄭麗文、立法委員：張啟楷、台北市議員：侯漢廷、時事評論員：李易修、立法委員：廖先翔                                               |
| 第1472集 | 2025-07-10 | 撥補台電千億換普發現金1萬？朱立倫喊各退一步 添亂反罷戰線？/川普靠常識算稅率？關稅名單仍嘸台灣 前綠委疑:綠玩套路？               | 前立法委員：鄭麗文、立法委員：王育敏、政治學者：施正鋒、資深媒體人：陳揮文、立法委員：馬文君、台北市議員：林珍羽                             |
| 第1473集 | 2025-07-11 | 6天嘸水電 災民嘆生活強制關機 高官討42億防災…買三角錐？/美豬牛內臟換10%晶片關稅？食藥署:依上級指示 藍怒:卑躬屈膝                 | 前立法委員：鄭麗文、前立法委員：孫大千、桃園市議員：黃敬平、資深媒體人：謝寒冰、退役少將：栗正傑                                             |
| 第1474集 | 2025-07-14 | 要災民爬屋頂？綠急調替代役救災 藍轟:青鳥怎不幫？/不提覆議？綠直接不編普發現金預算 網嗆青鳥:簽切結拒領？                         | 前立法委員：鄭麗文、前立法委員：林郁方、立法委員：柯志恩、資深媒體人：鄭師誠                                                                 |
| 第1475集 | 2025-07-15 | 又有颱風襲台？南台災民仍過＂原始生活＂天災版魷魚遊戲？/酸百姓只會買冰箱 普發違憲？卓揆嗆:讓他們沒機會審預算                     | 前立法委員：鄭麗文、立法委員：謝龍介、前立法委員：蔡正元、資深媒體人：董智森                                                                 |
| 第1476集 | 2025-07-16 | 災民嬤點燭喪火窟 受災戶被逼擺拍？高官吹噓:救災都很快/百姓只買遙控飛機？綠嗆普發敗家仔 網轟:給綠就是投資未來？                   | 立法委員：王育敏、前駐紐西蘭大使：介文汲、立法委員：陳玉珍 (金門)、立法委員：張啟楷                                                          |
| 第1477集 | 2025-07-17 | 搶修電擊命危 綠藉機情勒撥補 台電基層怒:拼命不是為了大內宣/大罷免不准喊告急？搶救義川大兵沒事？選務高官＂超譯＂不演了？          | 前立法委員：鄭麗文、台北市議員：侯漢廷、政治學者：施正鋒、資深媒體人：陳揮文、退役少將：栗正傑、立法委員：葉元之                             |
| 第1478集 | 2025-07-18 | 走路工2.0？選舉公報夾反罷文宣？監視器曝綠奧步？/內心交戰？閣揆喊嘸錢普發 藍怒:裝窮為大罷免餓人民？                              | 前立法委員：鄭麗文、前立法委員：李勝峰、前台北市副市長：李永萍、資深媒體人：謝寒冰、時事評論員：李易修                                       |
| 第1479集 | 2025-07-21 | 前國策顧問挺罷 農田水利會下動員令？網嘆:養兵8年用在一時？/災後14天仍斷訊 綠委嘆＂災區像孤島＂經長嗨讚救災＂幾罷昏＂             | 前立法委員：鄭麗文、立法委員：謝龍介、前立法委員：林郁方、政治學者：施正鋒                                                                   |
| 第1480集 | 2025-07-22 | 黑熊瘋罷免 曹興誠嗆:憑啥要救災？藍怒:管你什麼熊都有責/川普對台課32%重稅？綠嗆:造謠干擾罷免 勞團轟:黑箱談判                      | 前立法委員：鄭麗文、前立法委員：蔡正元、立法委員：葉元之、台北市議員：侯漢廷                                                                 |
| 第1481集 | 2025-07-23 | 百工百業挺罷？網揪1450背影？罷免是愛？青鳥出征抱怨中學生/日關稅15% 綠國師:談判不在技術在付出 網怒:誰說稅率不高？                | 前立法委員：鄭麗文、立法委員：張啟楷、前台北市副市長：李永萍、資深媒體人：董智森                                                             |
| 第1482集 | 2025-07-24 | 蔡英文表態？百工百業挺罷免狂翻車 綠紮＂稻草人＂造浪？/綠權貴買通評委 搶食百億軍裝標案？盧嘆:一黨獨大太可怕                      | 前立法委員：鄭麗文、桃園市議員：黃敬平、立法委員：陳玉珍 (金門)、資深媒體人：陳揮文、前駐紐西蘭大使：介文汲、資深媒體人：單厚之              |
| 第1483集 | 2025-07-25 | 10萬人凱道挺罷？網揪遊覽車動員 青鳥曝罷免理由…高麗菜好吃/昔嗆＂面試拿文化部錢＂青鳥拍MV挺罷嗆藍 用的是…你的納稅錢？             | 前立法委員：鄭麗文、前立法委員：李勝峰、資深媒體人：鄭師誠、資深媒體人：謝寒冰、退役少將：栗正傑                                             |
| 第1484集 | 2025-07-28 | 大罷免大破功 青鳥＂太囂張＂業力引爆？在野籲:朝野攜手補破網/大罷免大翻車關鍵？青鳥拿補助嗆五月天 15年前預言業力引爆？            | 前立法委員：鄭麗文、立法委員：謝龍介、前立法委員：林郁方、立法委員：林沛祥                                                                   |
| 第1485集 | 2025-07-29 | 大罷免大失敗 青鳥大造謠＂藍縣市普發＂？單純崩潰or拿錢辦事？/大罷免大升官？24一審主任檢放黃榜 辦柯.罷團國家隊論功行賞？          | 前立法委員：鄭麗文、前立法委員：蔡正元、立法委員：王鴻薇、資深媒體人：鄭師誠                                                                 |
| 第1486集 | 2025-07-30 | 抹紅不成靠抹黑 青鳥造謠藍縣市普發 藍委傻眼:連算數都不會？/風災.暴雨夾殺 災民泣喊:誰來幫我們 綠高官勘災當＂邊緣人＂？            | 前立法委員：鄭麗文、立法委員：洪孟楷、資深媒體人：董智森、立法委員：張啟楷                                                                   |
| 第1487集 | 2025-07-31 | 別再撕裂社會 扶龍王籲撤823罷免 憨川嗆滾綠淪失速列車？/打臉青鳥？＂普發1萬＂政院喊釋憲 不分區綠委親授造謠四部曲！？              | 前立法委員：鄭麗文、政治學者：施正鋒、立法委員：葉元之、資深媒體人：陳揮文、立法委員：廖偉翔、退役少將：栗正傑                               |
| 第1488集 | 2025-08-01 | 川普翻牌…台關稅20% 綠扯暫時稅率 網嗆:誰說能比日韓低？/20%關稅壓境 青鳥瘋喊:報復726失利 曹興誠曝有罷免國家隊？                   | 前立法委員：鄭麗文、立法委員：陳玉珍 (金門)、台北市議員：侯漢廷、資深媒體人：謝寒冰                                                          |
| 第1489集 | 2025-08-04 | 挺罷綠友友領2千萬補助 親綠網紅學納粹煽動 也是拿錢辦事？/很愛演？綠高層災區挖水溝＂擺拍塗黑臉＂？網酸:文不對＂堤＂               | 前立法委員：鄭麗文、立法委員：謝龍介、前立法委員：林郁方、政治學者：施正鋒                                                                   |
| 第1490集 | 2025-08-05 | 八炯喊學納粹 曹興誠嗆建台灣國 無差別罷免為獨裁？/川普極限施壓 綠高官曝4千億美金投資 逼企業硬吞？                                | 前立法委員：鄭麗文、前立法委員：蔡正元、台北市議員：侯漢廷、前立法委員：高嘉瑜                                                               |
| 第1491集 | 2025-08-06 | 青鳥女神書店狂開狂倒 4年撈6700萬公標 穩賺不賠綠色煉金術？/川普爆台積電投資9兆 日企業竊密先進製程 美媒嘆台:談判失敗              | 前立法委員：鄭麗文、立法委員：王鴻薇、立法委員：張啟楷、資深媒體人：董智森                                                                   |
| 第1492集 | 2025-08-07 | 構陷.設局.拿錢…？青鳥狂演＂情境劇＂？踩著別人骨血撈錢？/20%關稅生效 台失血多少？綠委召開秘密會議 高官讚衝擊減半                 | 前立法委員：鄭麗文、立法委員：葉元之、立法委員：許智傑、資深媒體人：陳揮文、立法委員：馬文君、立法委員：鄭正鈐                               |
| 第1493集 | 2025-08-08 | 憨川酸藍市長化妝.綠委再秀＂詭舞步＂？青鳥的異想世界2.0？/遭掏空！？嘸單等死.有單找死 關稅秘密會議 綠只給張A4紙？                | 前立法委員：鄭麗文、前駐紐西蘭大使：介文汲、資深媒體人：鄭師誠、資深媒體人：謝寒冰、立法委員：羅智強                                         |
| 第1494集 | 2025-08-11 | 年輕人不挺大罷免！？罷團怪抖音洗腦天然獨 綠10年敗光青年票？/20%稅率是地板？疊加關稅斷台命脈？青鳥腦洞:0元賣就能抵關稅           | 前立法委員：鄭麗文、前立法委員：林郁方、立法委員：王鴻薇、資深媒體人：鄭師誠                                                                 |
| 第1495集 | 2025-08-12 | 政院代表團放鳥 韓官員怒斥傲慢無禮 網酸:誰說嘸錢出國？/關稅20%+N 4.2萬人減薪.丟飯碗 業界轟政府談判像＂俗辣＂                     | 前立法委員：鄭麗文、前立法委員：蔡正元、前立法委員：李勝峰、立法委員：洪孟楷                                                                 |
| 第1496集 | 2025-08-13 | 百姓為錢挺核？郭智輝:拿掉補助試試 砍買綠電天價 會有88槍案?/政院國旗倒掛 青鳥漫畫嗆父＂大體解剖＂領補助 綠治下國家亂套？         | 前立法委員：鄭麗文、立法委員：陳玉珍 (金門)、政治學者：施正鋒、資深媒體人：董智森                                                            |
| 第1497集 | 2025-08-14 | 藍委查綠友友＂飯碗＂綠側翼曝公文網路公審 青鳥寄生政府？/關稅海嘯來臨日 百姓憂喝西北風 綠高官夜宴＂快樂在一起＂？                | 前立法委員：鄭麗文、立法委員：黃健豪、立法委員：謝龍介、資深媒體人：陳揮文、立法委員：牛煦庭、退役少將：栗正傑                               |
| 第1498集 | 2025-08-15 | 青鳥公審小孩口音！？罷免.公投燒15億 贏了算綠的.輸了算你的？/關稅殺戮日 高官開快樂宴 自行車產業產值2千億 談判高手不知稅率？      | 前立法委員：鄭麗文、立法委員：張啟楷、台北市議員：侯漢廷、資深媒體人：謝寒冰、立法委員：葉元之                                               |
| 第1499集 | 2025-08-18 | 就安基金補助＂零日＂導演2872萬 績效嘸3千讚 又是奉旨給飯？/台灣光電全球最貴？親綠老董嘆二流國家 怒轟:不會持家就該下台            | 前立法委員：鄭麗文、前立法委員：李勝峰、桃園市議員：黃敬平、資深媒體人：鄭師誠                                                               |
| 第1500集 | 2025-08-19 | 不靠政府吃穿？蔡御用導演那標案 35支片只繳1支＂領2872萬＂？/離峰電比國際貴4元？親綠網紅帶風向 綠反核30年剩側翼洗地？             | 前立法委員：鄭麗文、前立法委員：蔡正元、立法委員：張啟楷、立法委員：洪孟楷、時事評論員：李易修                                               |
| 第1501集 | 2025-08-20 | 真的變美積電？美嗆晶片補助換股權 網驚:TSMC的T變川普的T？/綠哏圖扯日本翻車 挨批隱瞞事實迫使國民選擇！衝擊台日友好為了誰？        | 前立法委員：鄭麗文、立法委員：謝龍介、政治學者：施正鋒、資深媒體人：董智森                                                                   |

## 製作團隊
- 監製：彭愛佳
- 編審：張騄遠
- 製作人：朱淙榮
- 執行製作：盧映翔、謝長霖、戴紫彤
- 企劃：陳妍鴒
- 導播：林聖芬、沈必謙、黃育涵、康素華、蔡東達、趙芳宜
- 助理導播：徐元志、洪琳詒、蕭瑭瑾、胡令婕、陳宥余、曾憲威、唐佳羽、陳思穎、張家瑜、江銘祥、黃孟晴、許欣珧、林文欣、陳怡安、羅翊瑄、林蔭郁
- 技術指導：彭雲禎、黃文頡、劉書吟、楊博凱、劉學諺、莊凱强
- 影音工程：吳宜珊、謝侑霖、古建良、謝寰昌、陳柏元、丁宸蔚、黃文頡、羅立偉、彭雲禎、吳明恭、陳思皓
- 攝影：鄭諒、廖彬鈔、陳一正、鄭凱文、張懷安、侯昆璋、余品賢、黃勇嵻
- 視覺設計：中視視覺組
- 後製剪輯：中視剪接組
- 造型團隊：伊林娛樂
- 監製公司：中國電視公司

## 外部連結
- 庶民大頭家的Facebook專頁
- YouTube上的庶民大頭家頻道

| 臺灣中視主頻、中視新聞台 星期一至五 17:55－18:58 LIVE播出 | 臺灣中視主頻、中視新聞台 星期一至五 17:55－18:58 LIVE播出 | 臺灣中視主頻、中視新聞台 星期一至五 17:55－18:58 LIVE播出 |
| --------------------------------------------------------- | --------------------------------------------------------- | --------------------------------------------------------- |
|                                                           | 決戰2020庶民大頭家 （2019年6月17日－2019年7月9日）        |                                                           |
| 星聞6一播 (2018年6月18日-2019年6月14日）                  | 中視新聞全球報導6點搶先報 (2019年7月10日至2019年9月6日)   |                                                           |

| 臺灣中視新聞台 星期一至五 20:00－21:00                                                    | 臺灣中視新聞台 星期一至五 20:00－21:00                        | 臺灣中視新聞台 星期一至五 20:00－21:00 |
| ----------------------------------------------------------------------------------------- | ------------------------------------------------------------- | --- |
|                                                                                           | 決戰2020庶民大頭家 （2019年7月10日-2019年11月29日）           | |
| 大政治大爆卦 (重播) (2019年7月1日-2019年7月9日）                                          | 決戰2020庶民大頭家（兩小時版） （2019年12月2日-2020年1月9日） | |
| 決戰2020庶民大頭家（兩小時版） （2019年12月2日-2020年1月9日）                             | 2020庶民大頭家 （2020年1月13日-2020年3月31日）                | 2020庶民大頭家（重播） （2020年4月1日-2020年6月30日） |
| 2020庶民大頭家 （2020年1月13日-2020年3月31日）                                            | 2020庶民大頭家（重播） （2020年4月1日-2020年6月30日)          | 20：00即時新聞現場-關鍵報告 （2020年7月1日～2020年10月16日） |
| 20：00即時新聞現場-關鍵報告 （2020年7月1日～2020年10月16日）                              | 2020庶民大頭家（重播） （2020年10月19日-2020年12月30日)       | — |
| 2020庶民大頭家（重播） （2020年10月19日-2020年12月30日）                                  | 庶民大頭家（重播） （2021年1月4日-2023年9月1日）              | 決戰2024庶民大頭家（重播) （2023年9月4日-2024年1月15日） |
| 庶民大頭家（重播）                                                                        | 決戰2024庶民大頭家 (重播) （2023年9月4日-2024年1月15日）      | 庶民大頭家（重播） (2024年1月16日-2024年2月2日） |
| 庶民大頭家（重播） (2024年1月16日-2024年2月2日）                                          | 庶民大頭家（重播） （2024年2月5日-2025年1月24日）             | — |
| 星期一至五 20:00－22:00                                                                   |                                                               | |
| 20:00：決戰2020庶民大頭家21:00：新聞深喉嚨                                                | 決戰2020庶民大頭家 （2019年12月2日-2020年1月9日）             | 20:00：2020庶民大頭家21:00：新聞深喉嚨 (2020年1月13日至2020年5月1日） 21:00：即時新聞現場-關鍵報告 (2020年5月4日-2020年6月30日） 21：00即時新聞現場-全球新聞放送（2020年7月1日～2020年10月16日） |
| 20:00：決戰2024庶民大頭家（重播）21:00：庶民大頭家（重播） （2023年9月4日-2024年1月15日） | 庶民大頭家（重播） （2024年1月16日-2024年2月2日）             | 20:00：庶民大頭家（重播） 21:00：2100整點新聞 （2024年2月5日-2025年1月24日） |
| 20:00：庶民大頭家一小時版（重播）21:00：整點新聞 （2024年2月5日-2025年1月24日）           | 庶民大頭家（重播） （2025年2月3日-至今）                      | — |
| 星期一至五 16:00－17:00 LIVE播出                                                          |                                                               | |
| 1600即時新聞現場 （2019年9月16日-2020年3月31日）                                          | 2020庶民大頭家 （2020年4月1日-2020年6月30日）                 | 1600即時新聞現場 (2020年7月1日～2020年10月16日） |
| 1600即時新聞現場 （2020年7月1日～2020年10月16日）                                         | 2020庶民大頭家 （2020年10月19日-2020年12月30日）              | — |
| 2020庶民大頭家 （2020年10月19日-2020年12月30日）                                          | 庶民大頭家 （2021年1月4日-2023年9月1日）                      | 決戰2024庶民大頭家（LIVE） （2023年9月4日-2024年1月15日） |
| 庶民大頭家（一小時版LIVE）                                                                | 決戰2024庶民大頭家 （2023年9月4日-2024年1月15日）             | 庶民大頭家（LIVE） (2024年1月16日-2024年2月2日） |
| 庶民大頭家（LIVE） (2024年1月16日-2024年2月2日）                                          | 庶民大頭家 （2024年2月5日-2025年1月24日）                     | — |
| 星期一至五 17:00－18:00 LIVE播出                                                          |                                                               | |
| 1700整點新聞                                                                              | 庶民大頭家 （2023年9月4日-2024年1月15日）                     | 庶民大頭家（二小時版LIVE） (2024年1月16日-2024年2月2日） |
| 星期一至五 21:00－22:00                                                                   |                                                               | |
| 2100整點新聞                                                                              | 庶民大頭家（重播） （2023年9月4日-2024年1月15日）             | 庶民大頭家（二小時版重播） (2024年1月16日-2024年2月2日） |
| 星期一至五 16:00－18:00 LIVE播出                                                          |                                                               | |
| 16:00：決戰2024庶民大頭家（LIVE）17:00：庶民大頭家（LIVE） （2023年9月4日-2024年1月15日） | 庶民大頭家 （2024年1月16日-2024年2月2日）                     | 16:00：庶民大頭家（LIVE）17:00：17:00整點新聞 （2024年2月5日-2025年1月24日） |
| 星期一至五 16:00－18:00 LIVE播出                                                          |                                                               | |
| 16:00：庶民大頭家（LIVE）17:00：17:00整點新聞 （2024年2月5日-2025年1月24日）              | 庶民大頭家 （2025年2月3日-至今）                              | — |